# 中華民國第二屆國會參議院議員
中華民國第二屆國會參議院議員於民國7年（1918年）6月20日左右選舉產生，分為地方選舉會選舉及中央選舉會選舉，其中地方選舉會每省五名，每特別行政區一名，蒙古十五名，靑海二名，西藏地方六名；中央選舉會第一部十名（學界）、第二部八名（政界）、第三部五名（商界）、第四部四名（華僑）、第五部二名（滿洲王公）、第六部一名（回部王公）。

## 議長副議長秘書長

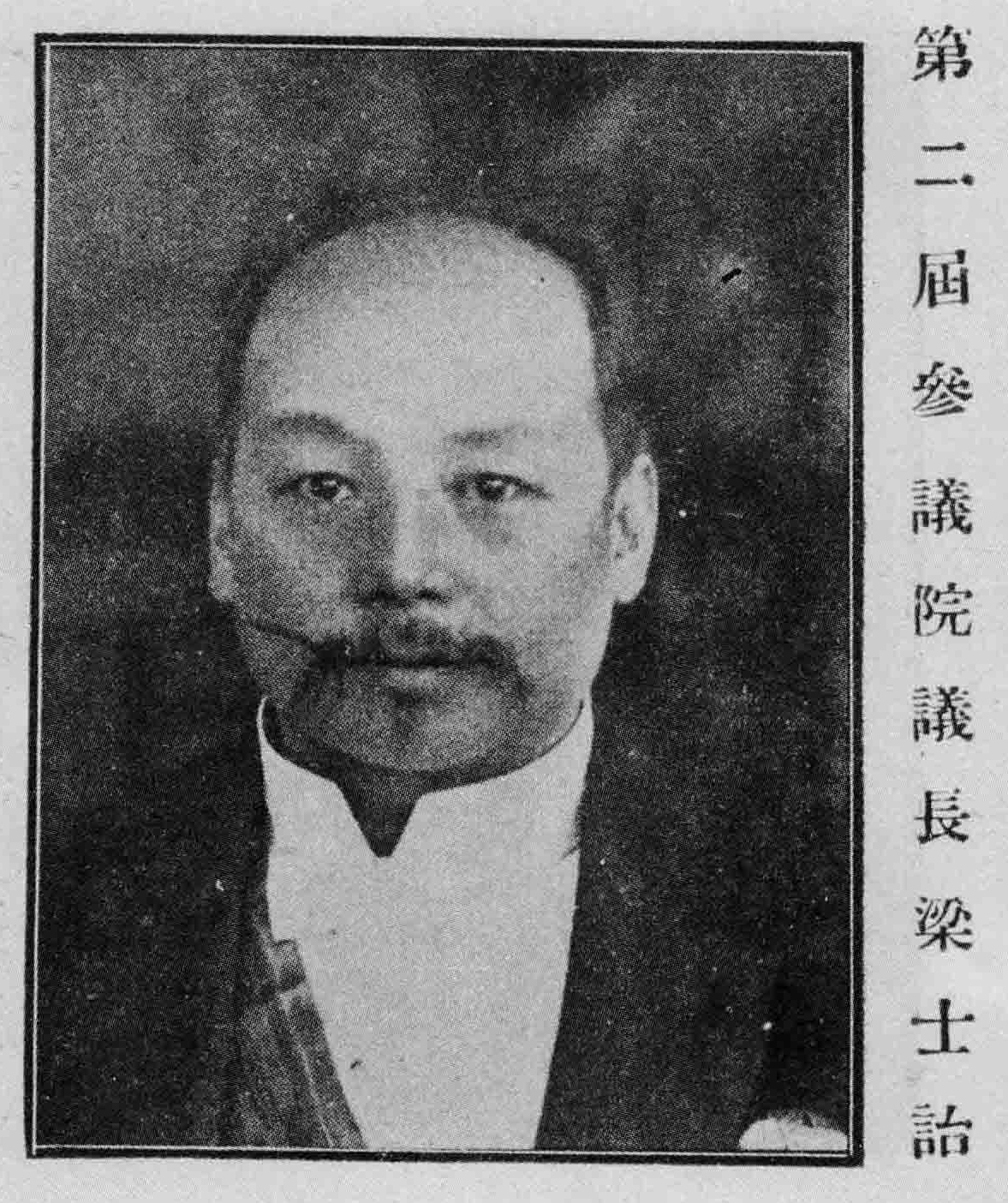
梁士詒
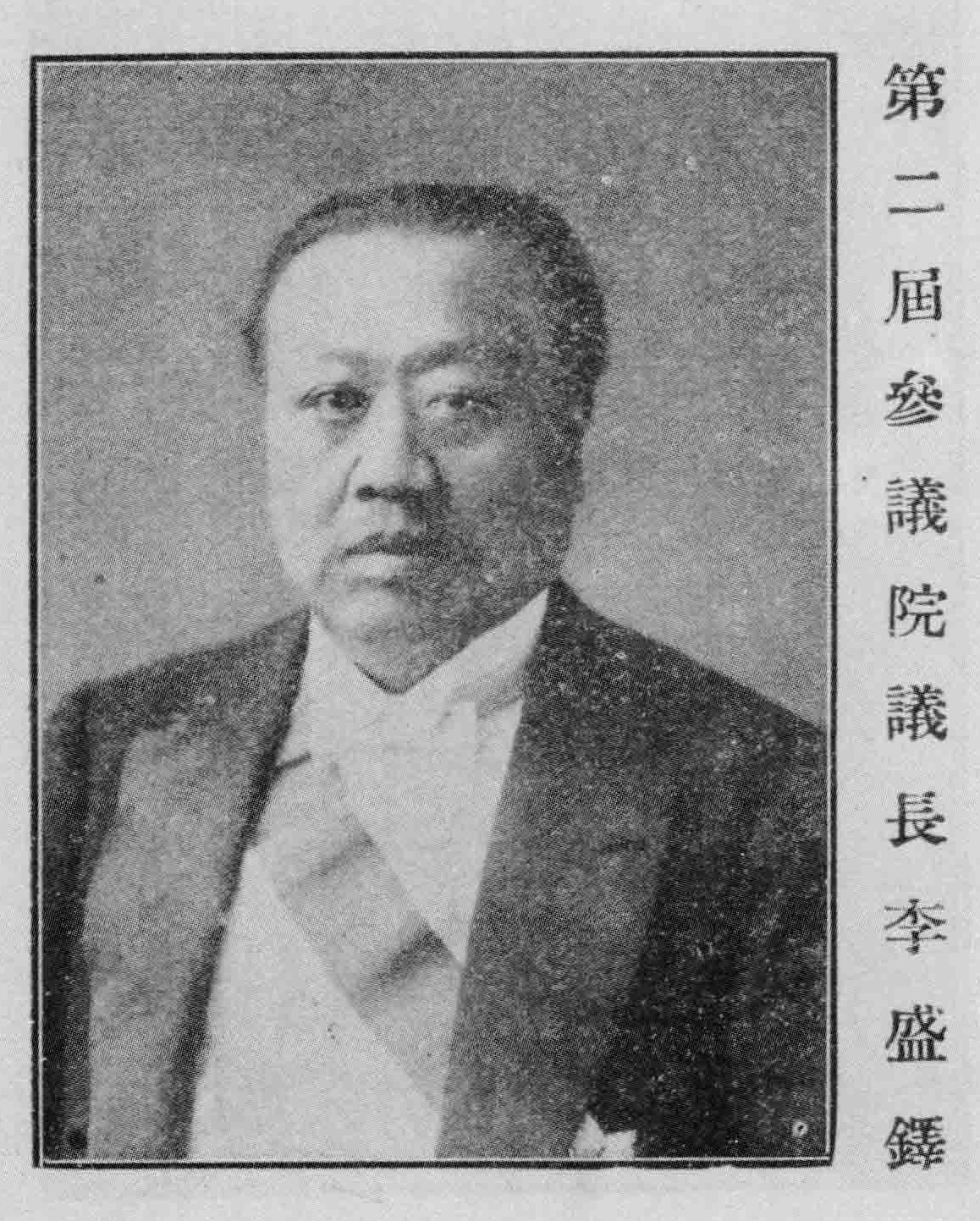
李盛鐸
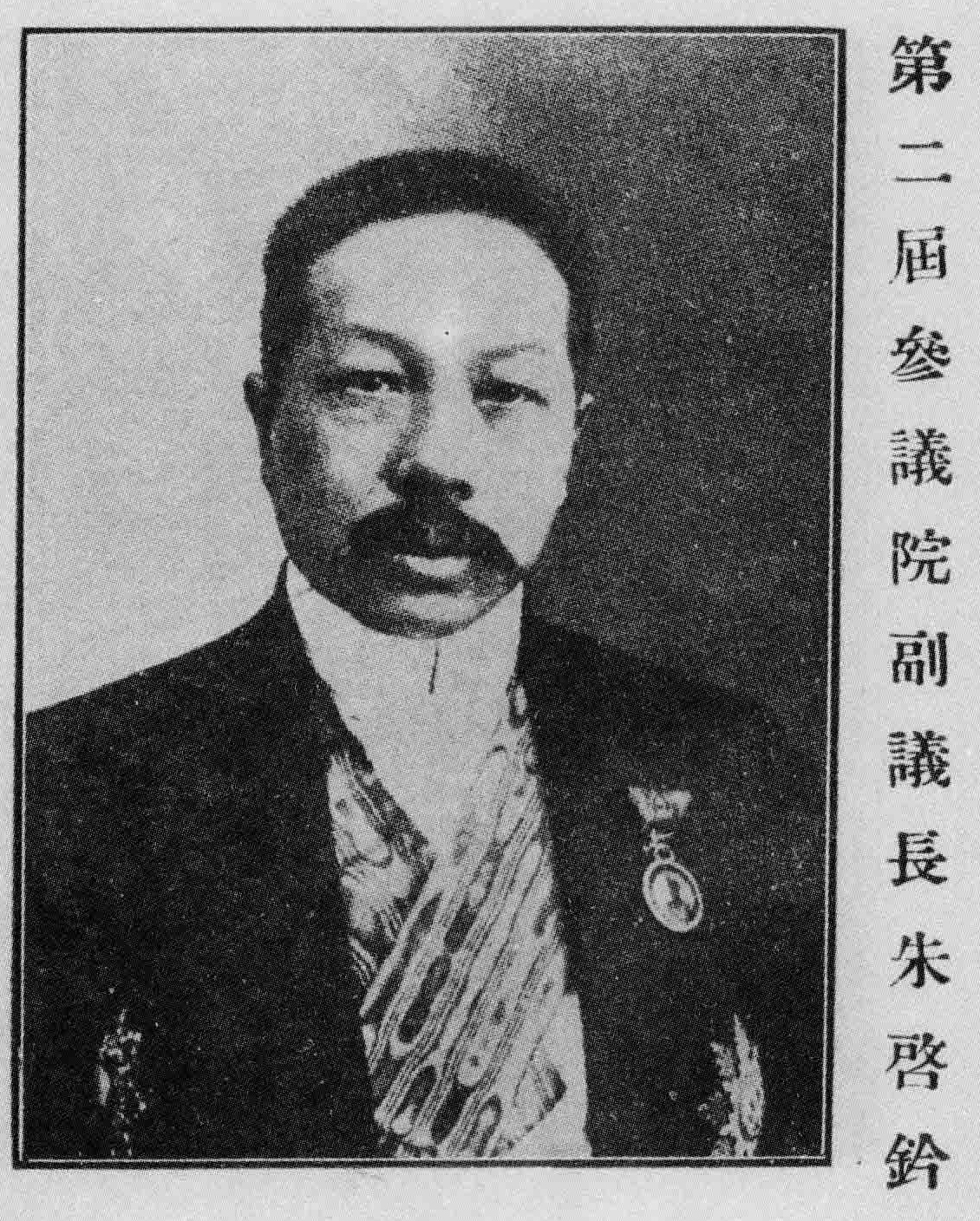
朱啟鈐
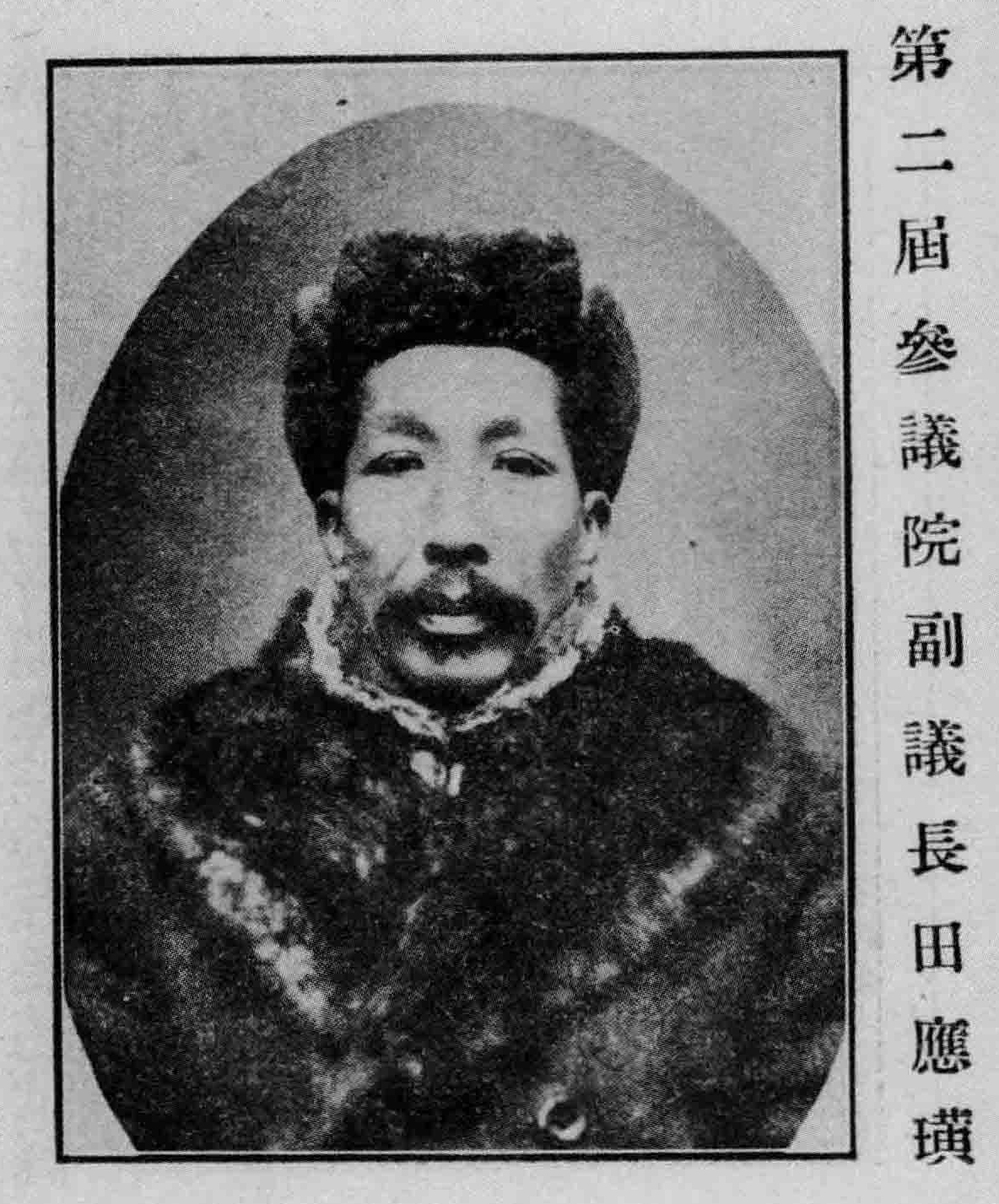
田應璜
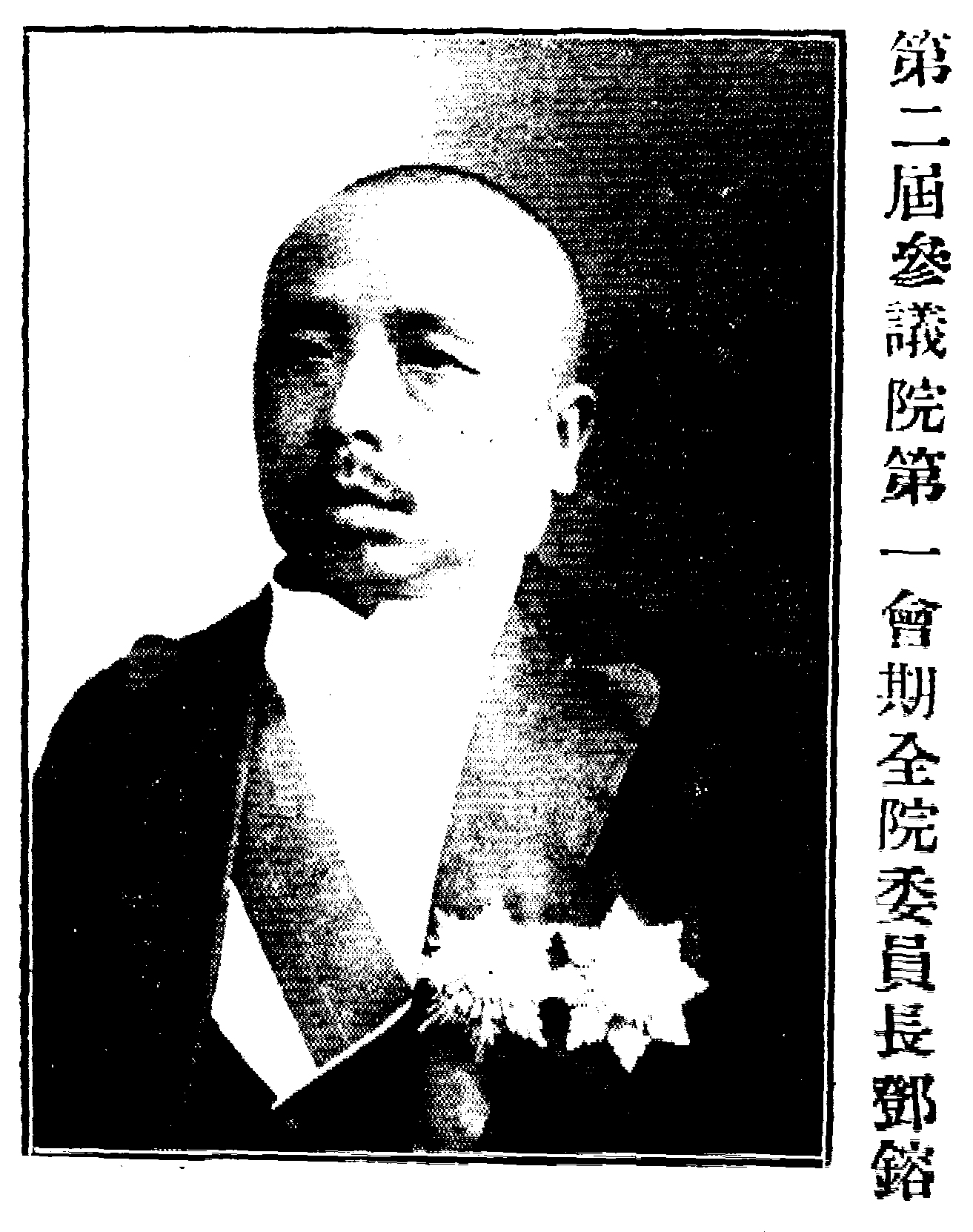
鄧鎔
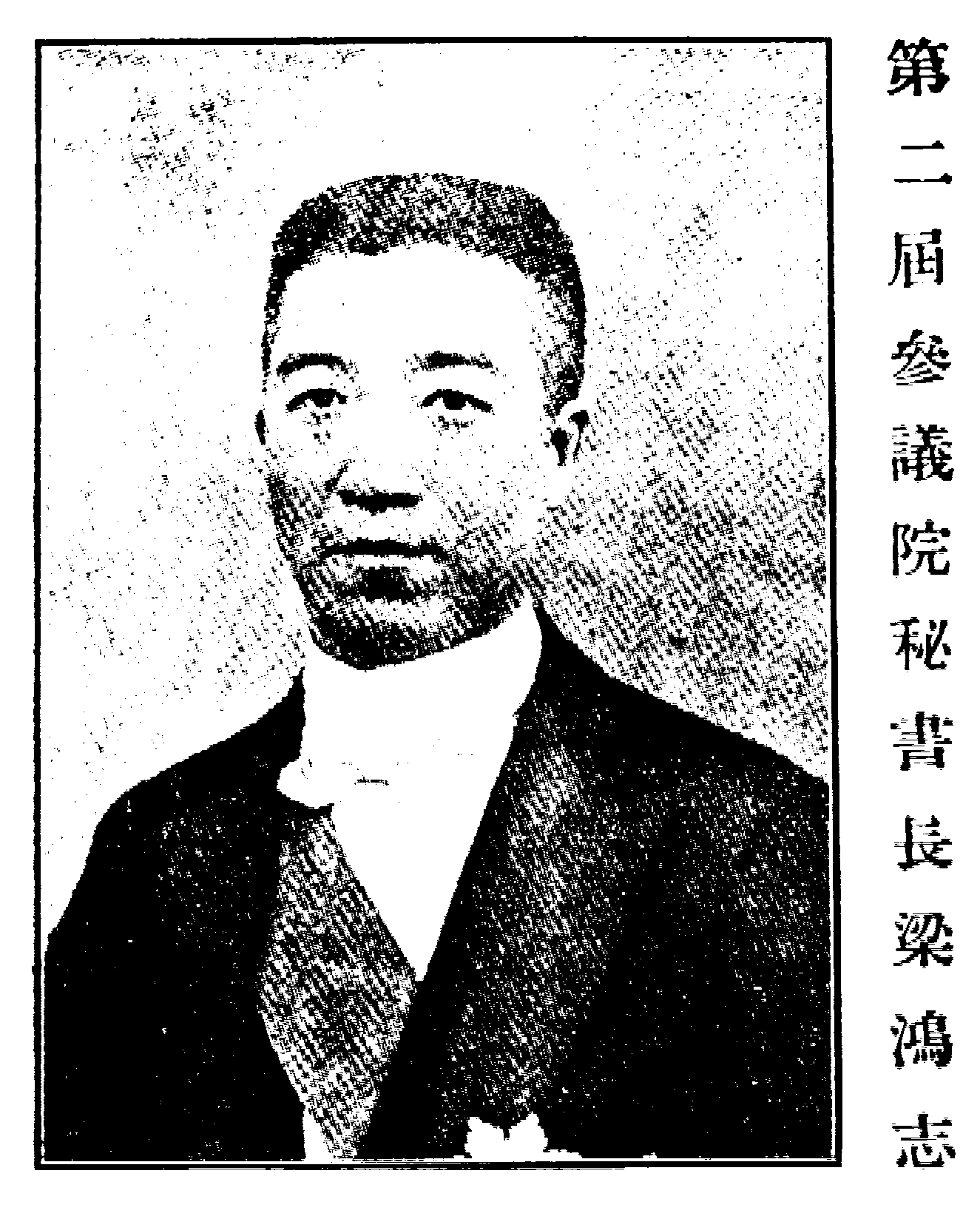
梁鴻志
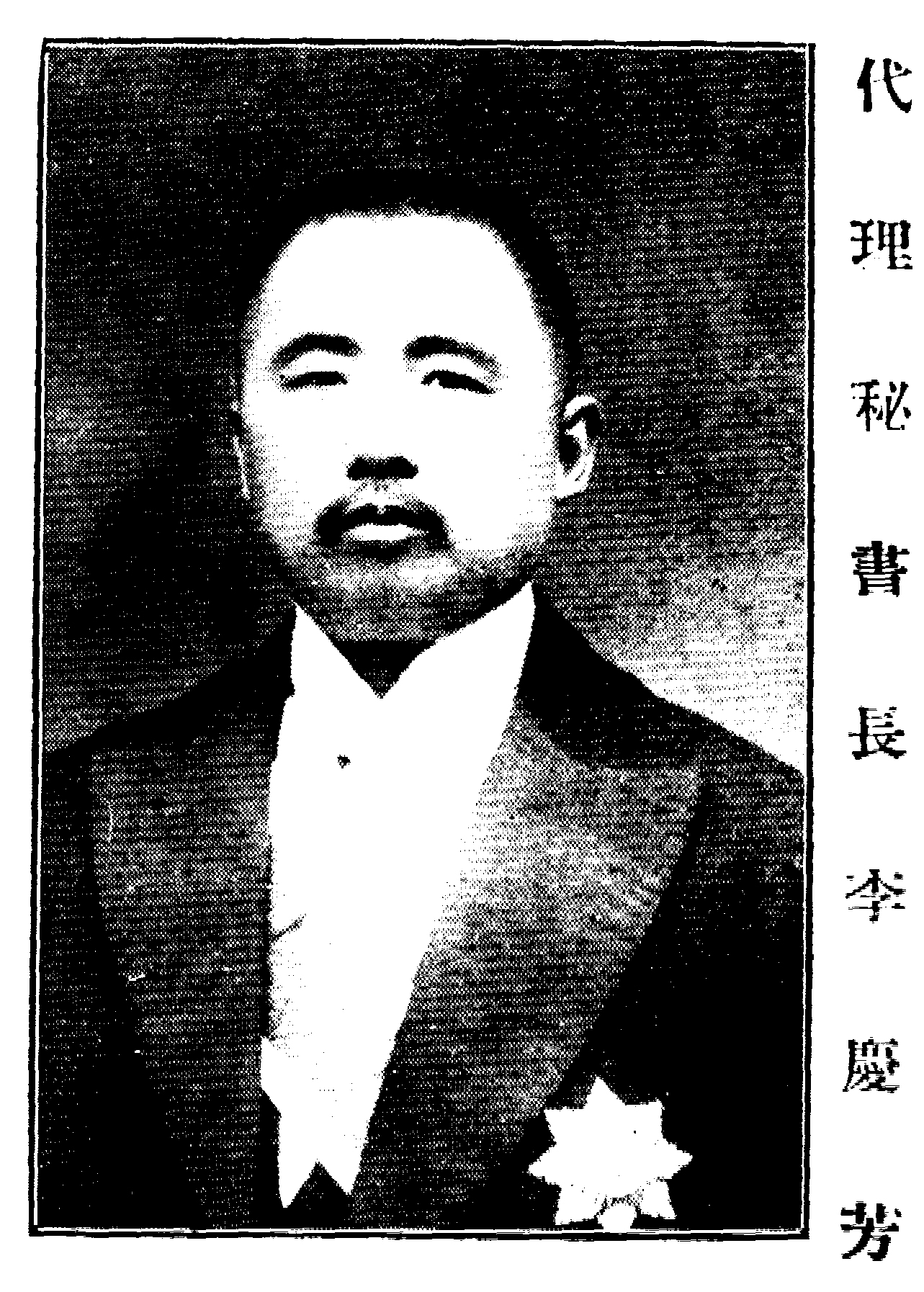
李慶芳

## 地方選舉會

### 直隸五名
當選人：馮家遂、曹鈞

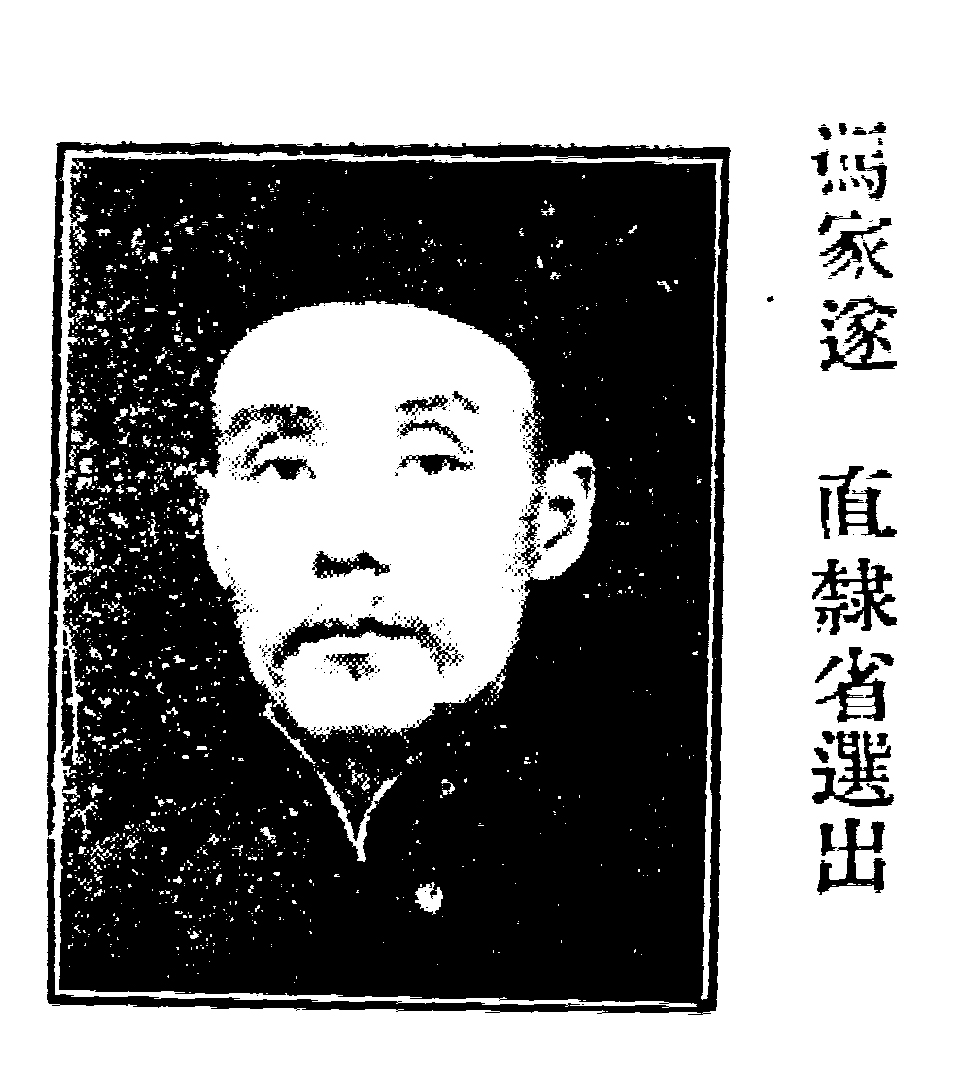
馮家遂
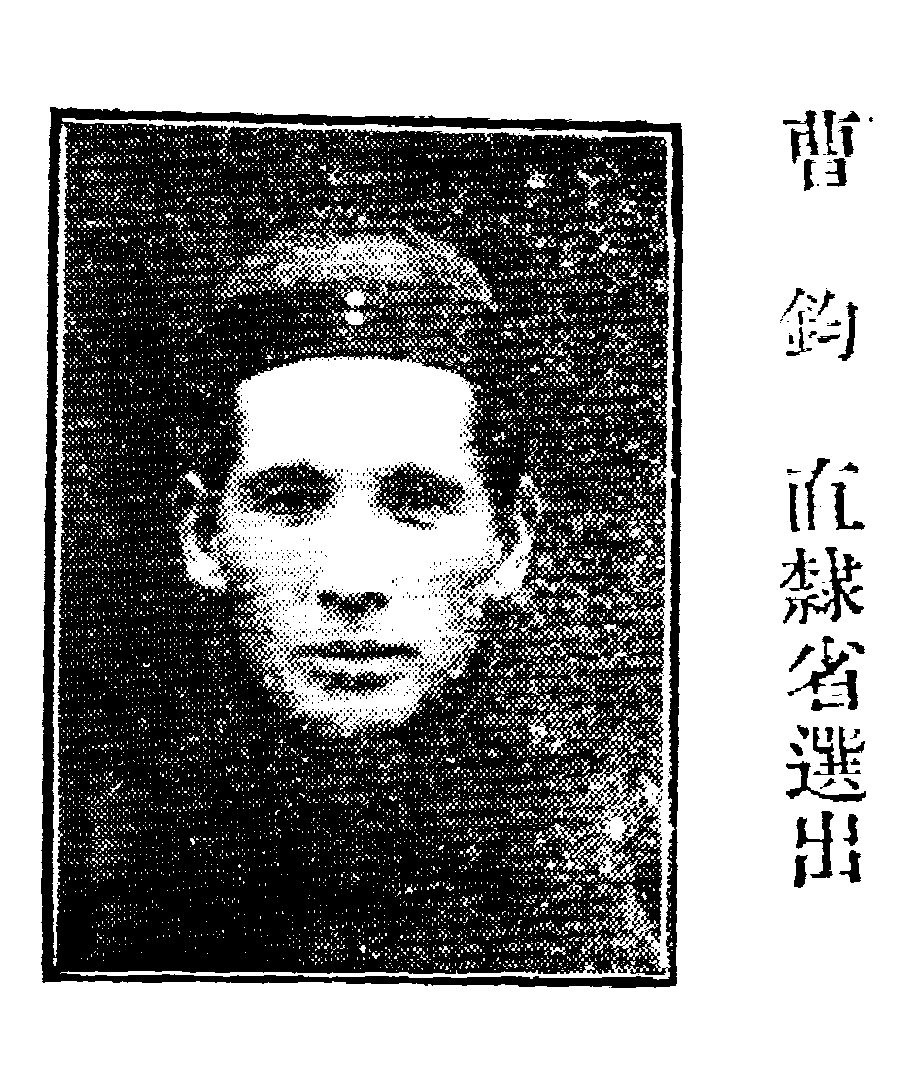
曹鈞
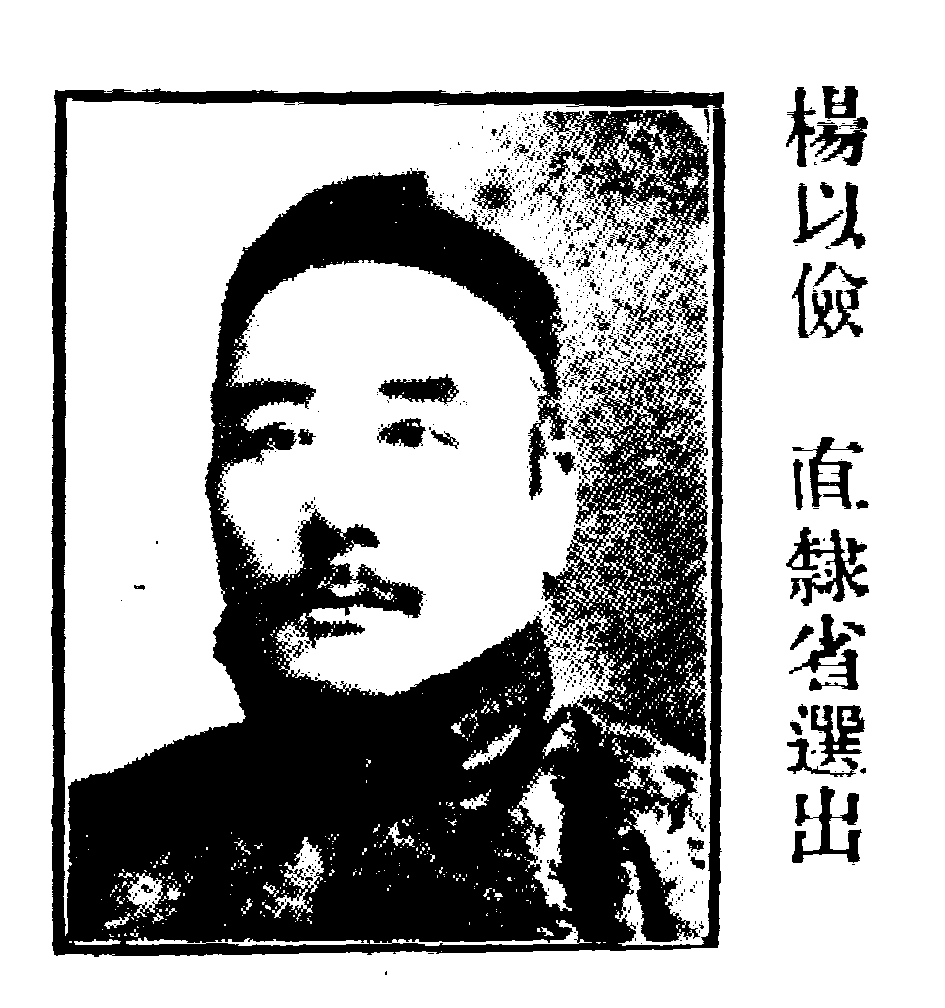
楊以儉
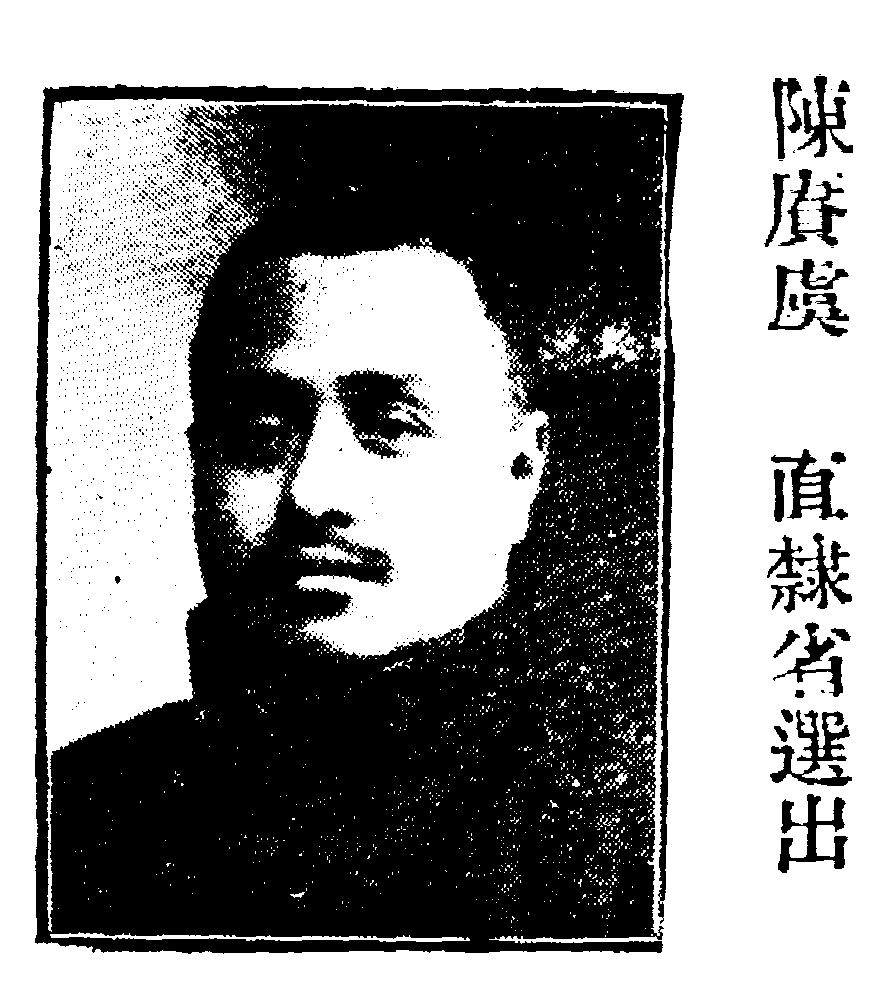
陳賡虞
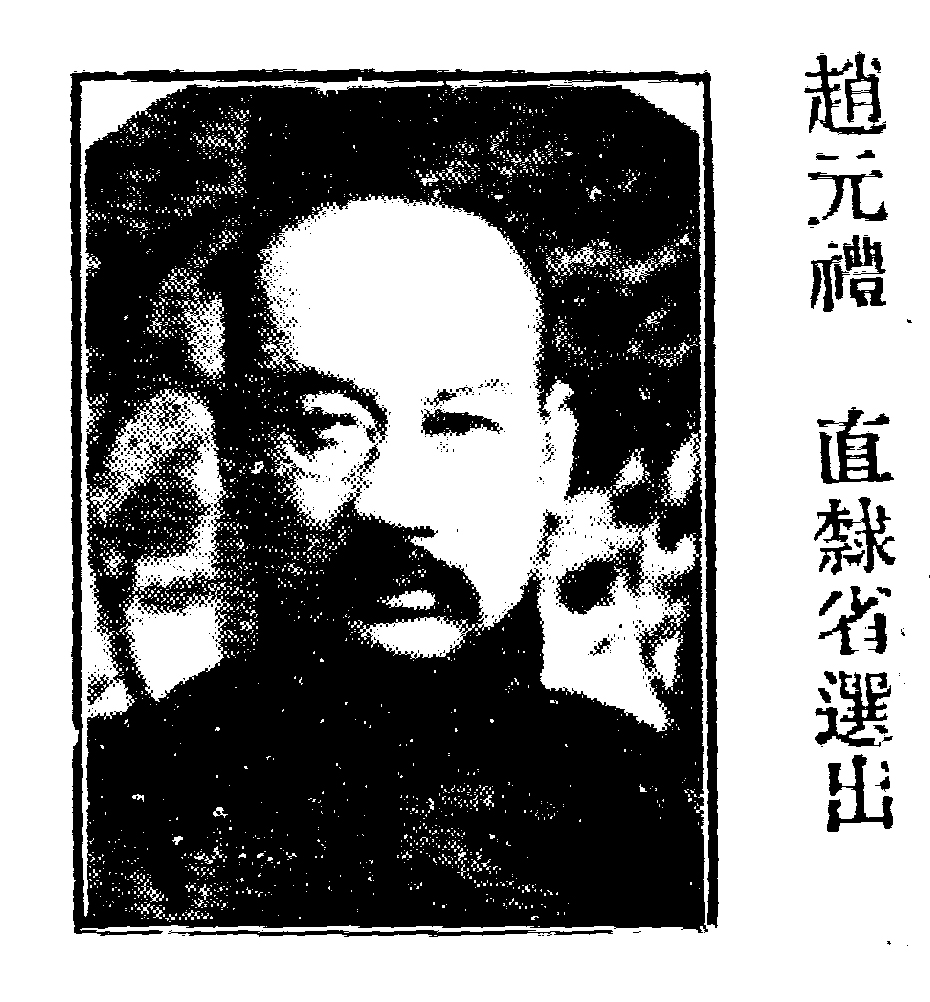
趙元禮

### 奉天五名

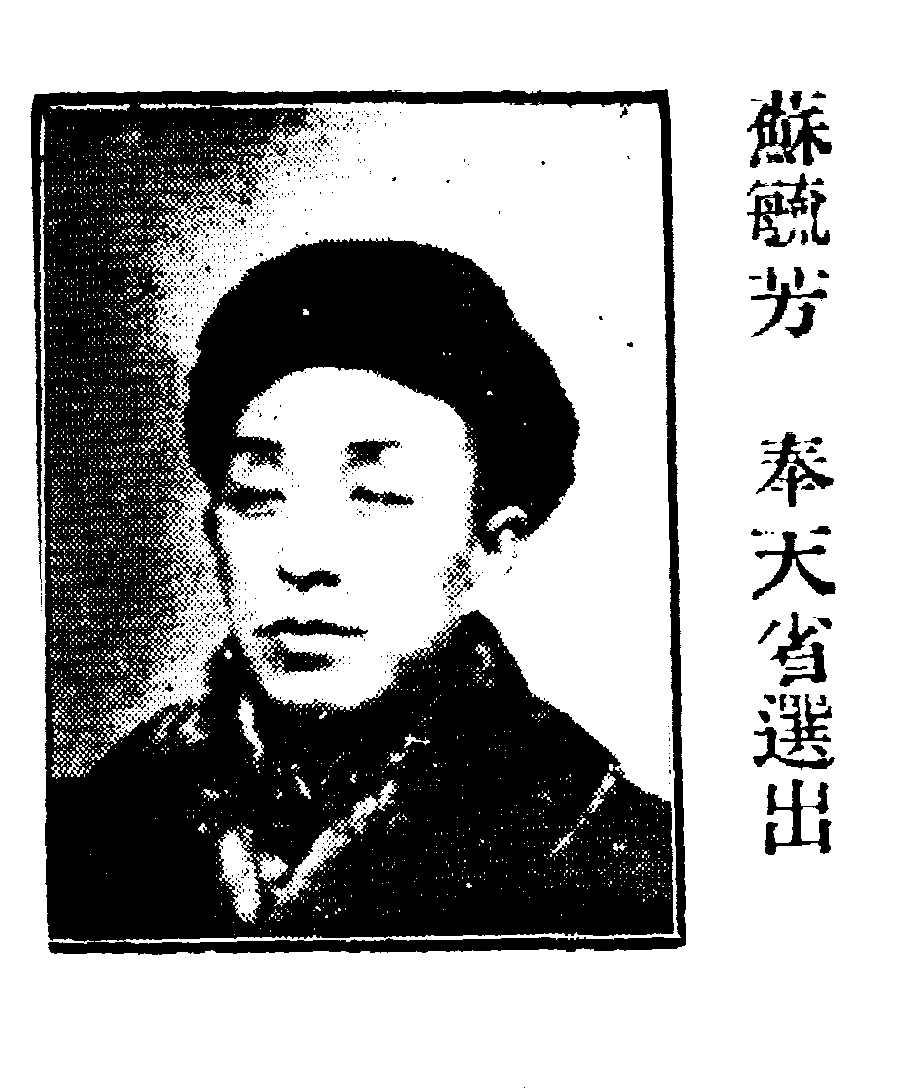
蘇毓芳
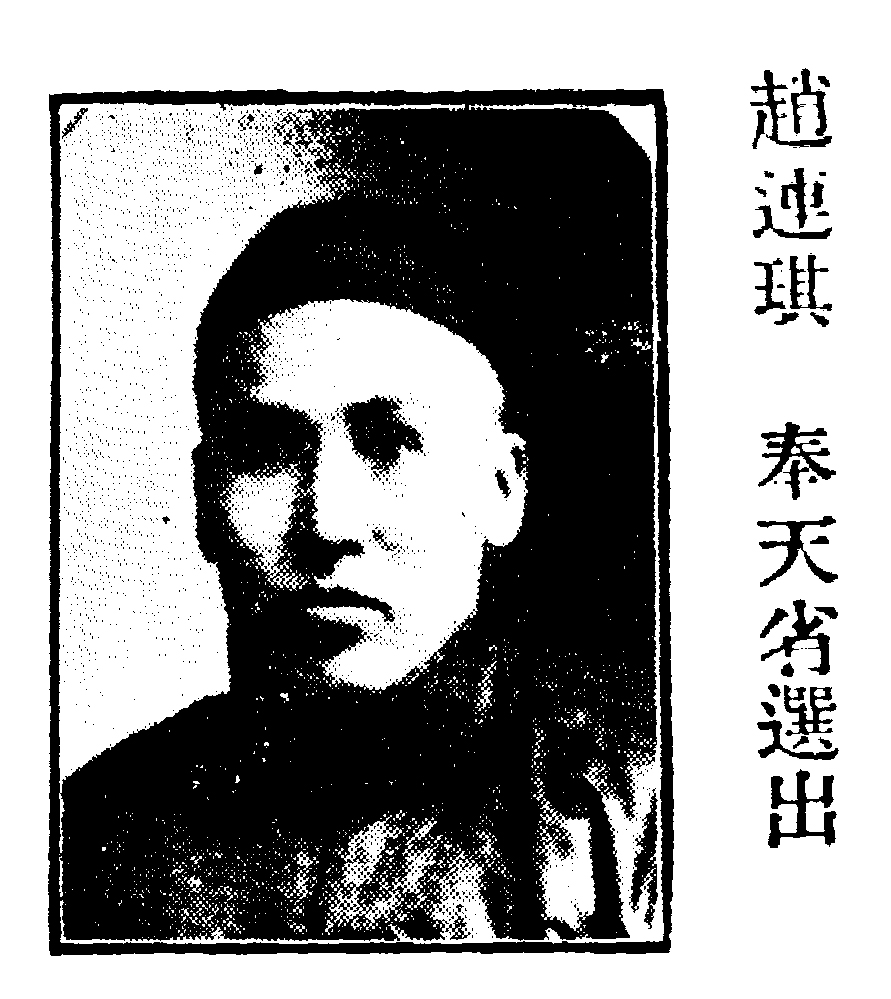
趙連琪
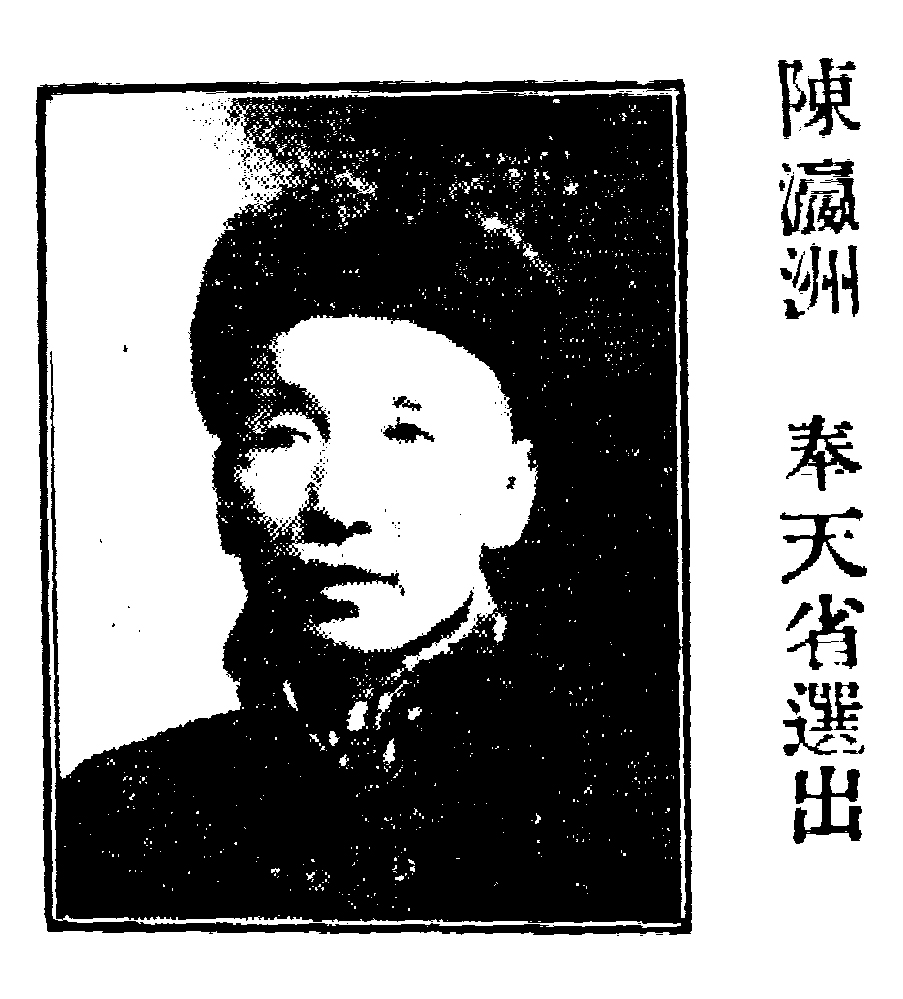
陳瀛洲
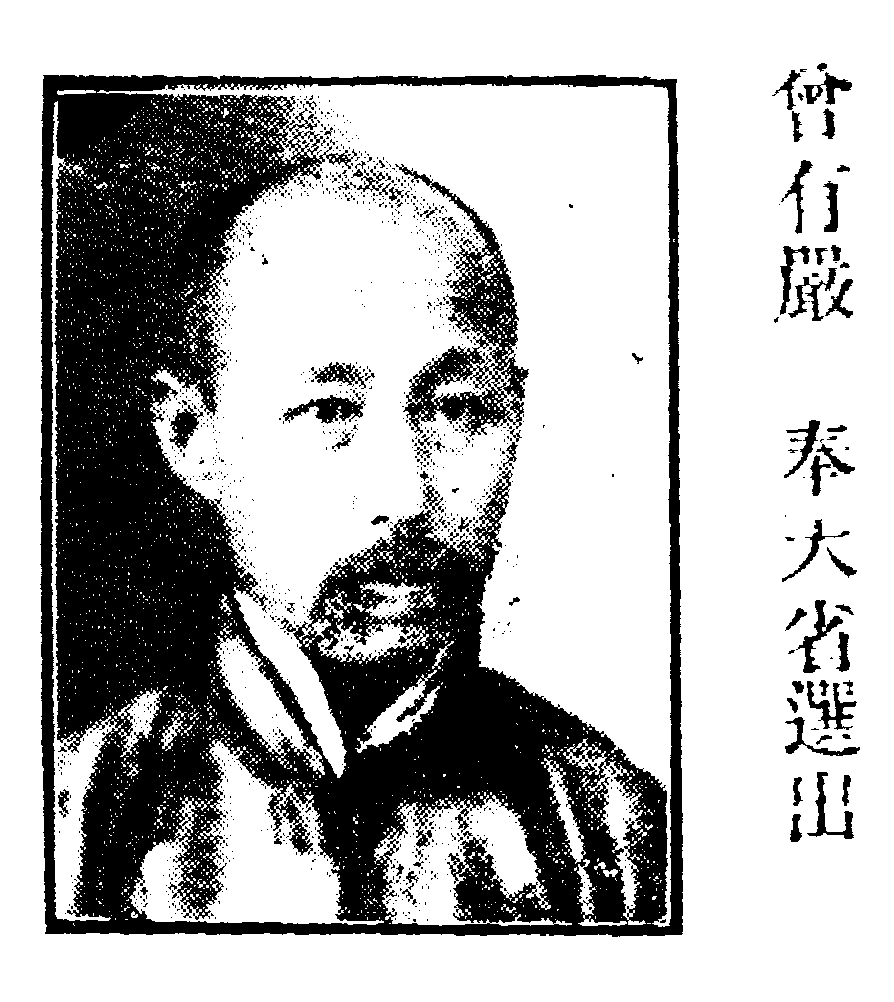
曾有嚴
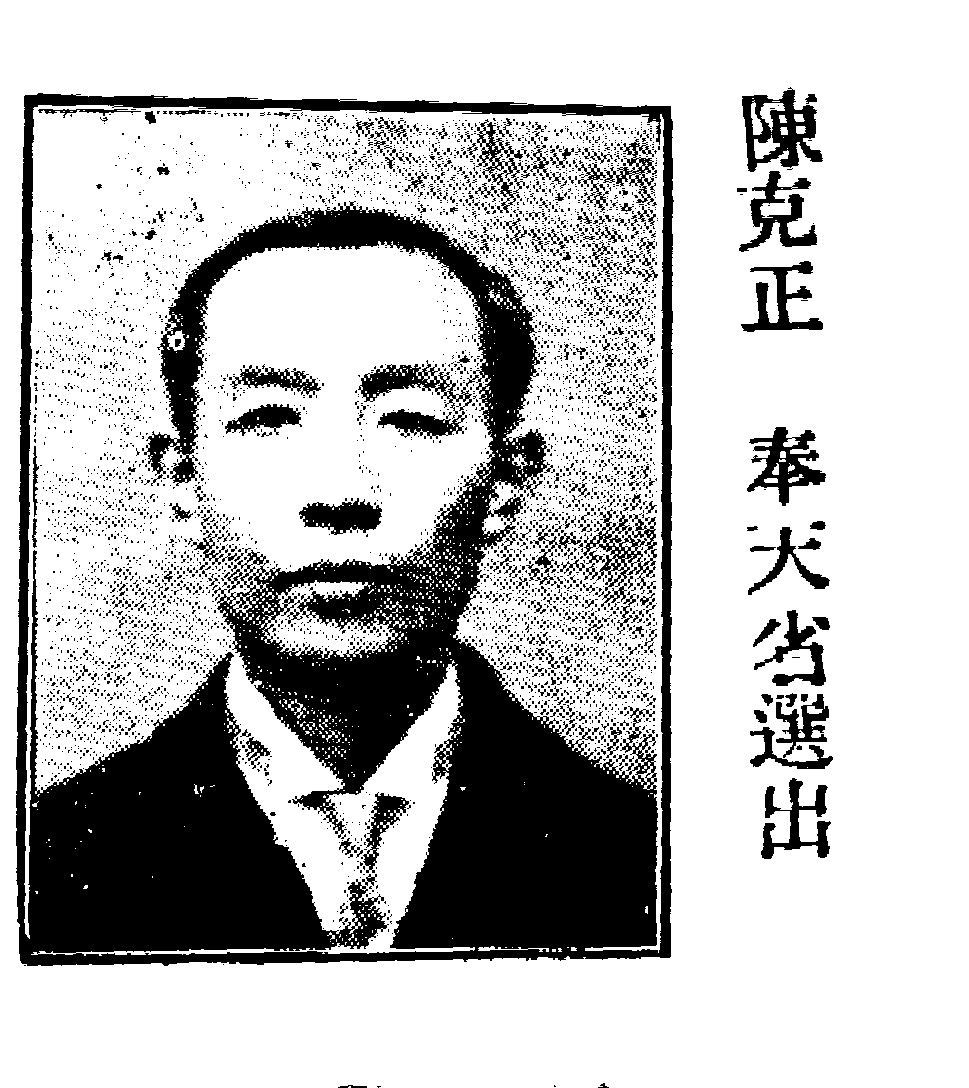
陳克正

### 吉林五名

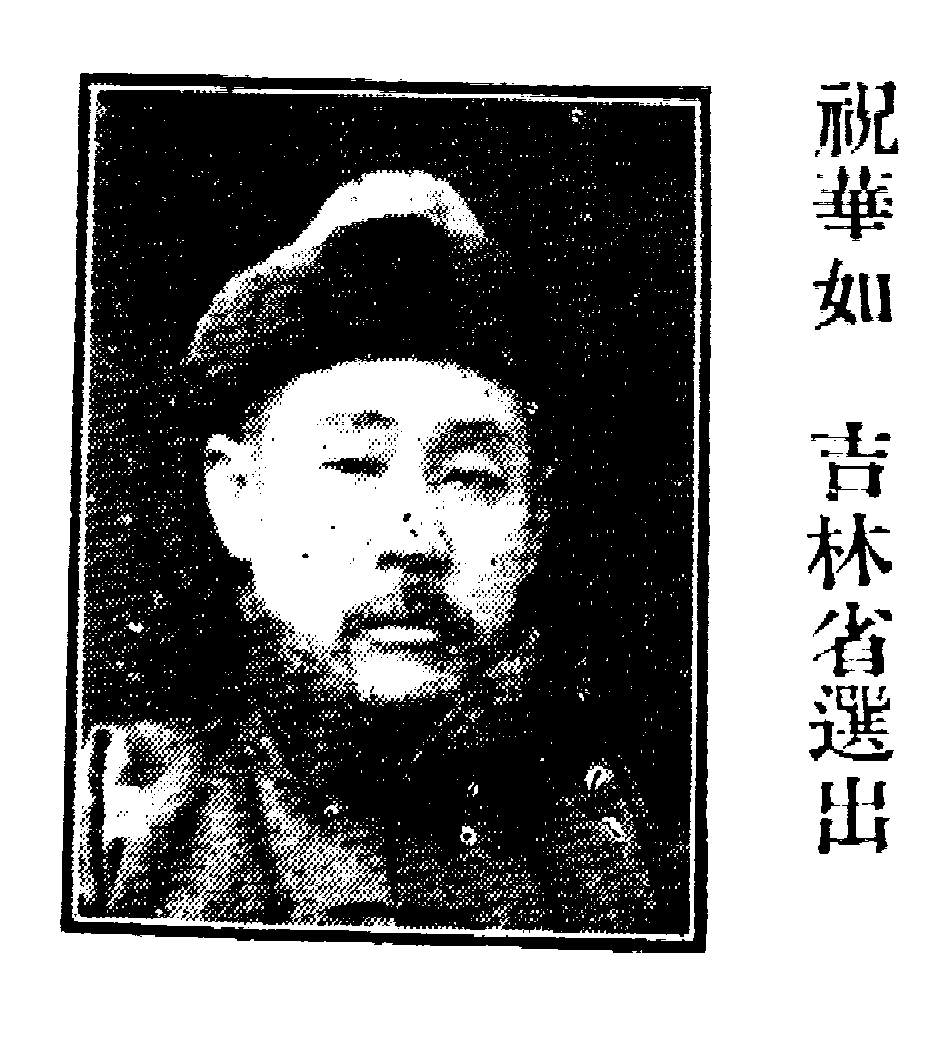
祝華如
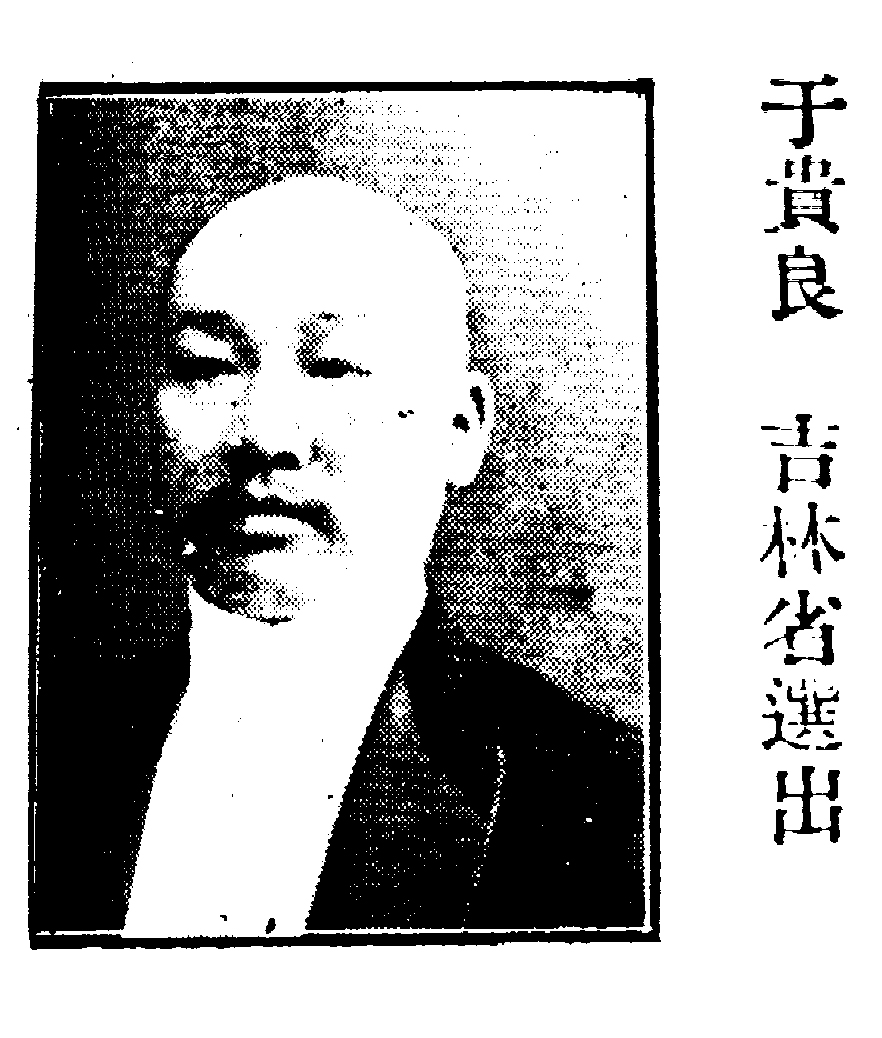
于貴良
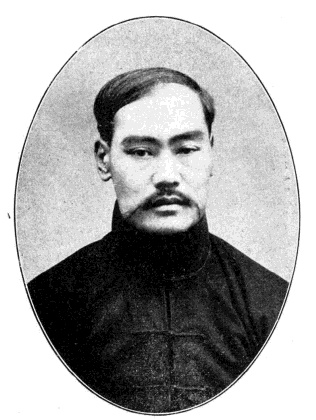
畢維垣
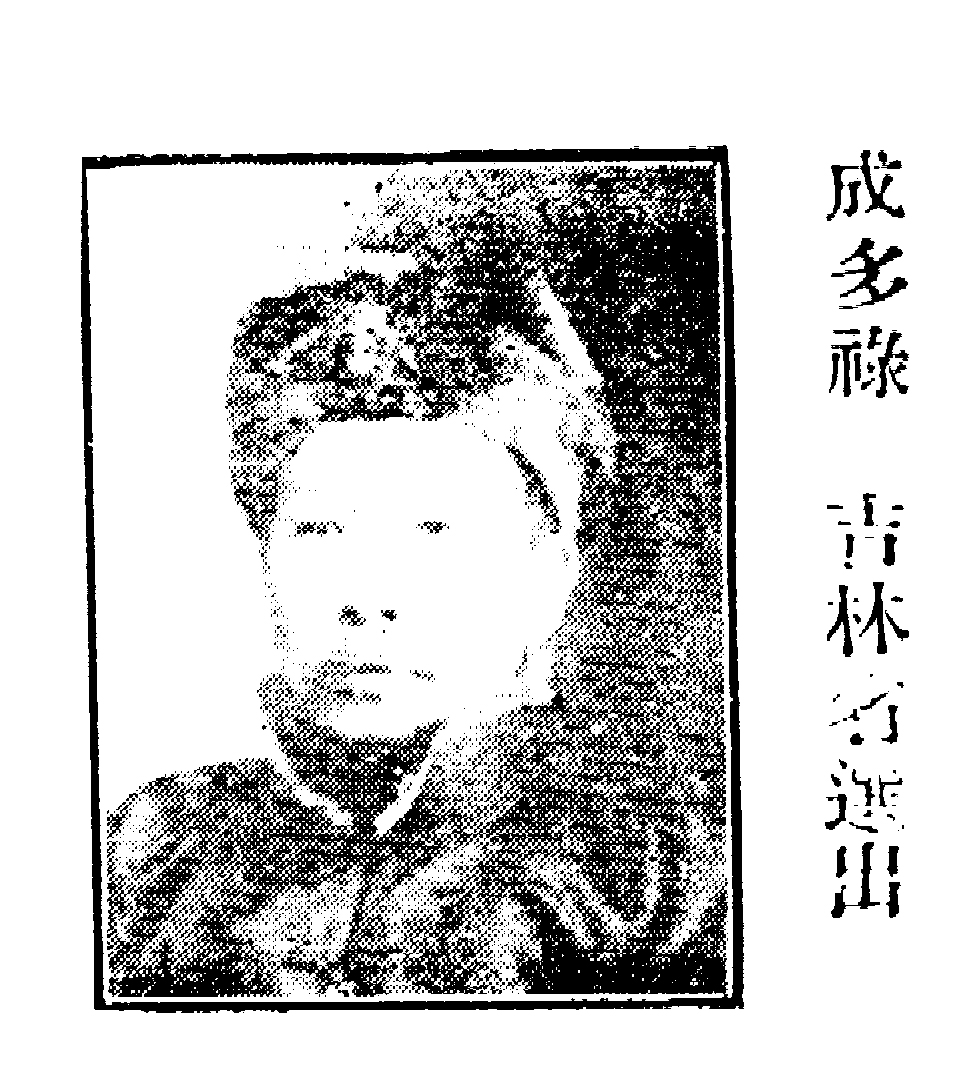
成多祿
徐肇銓

### 黑龍江五名

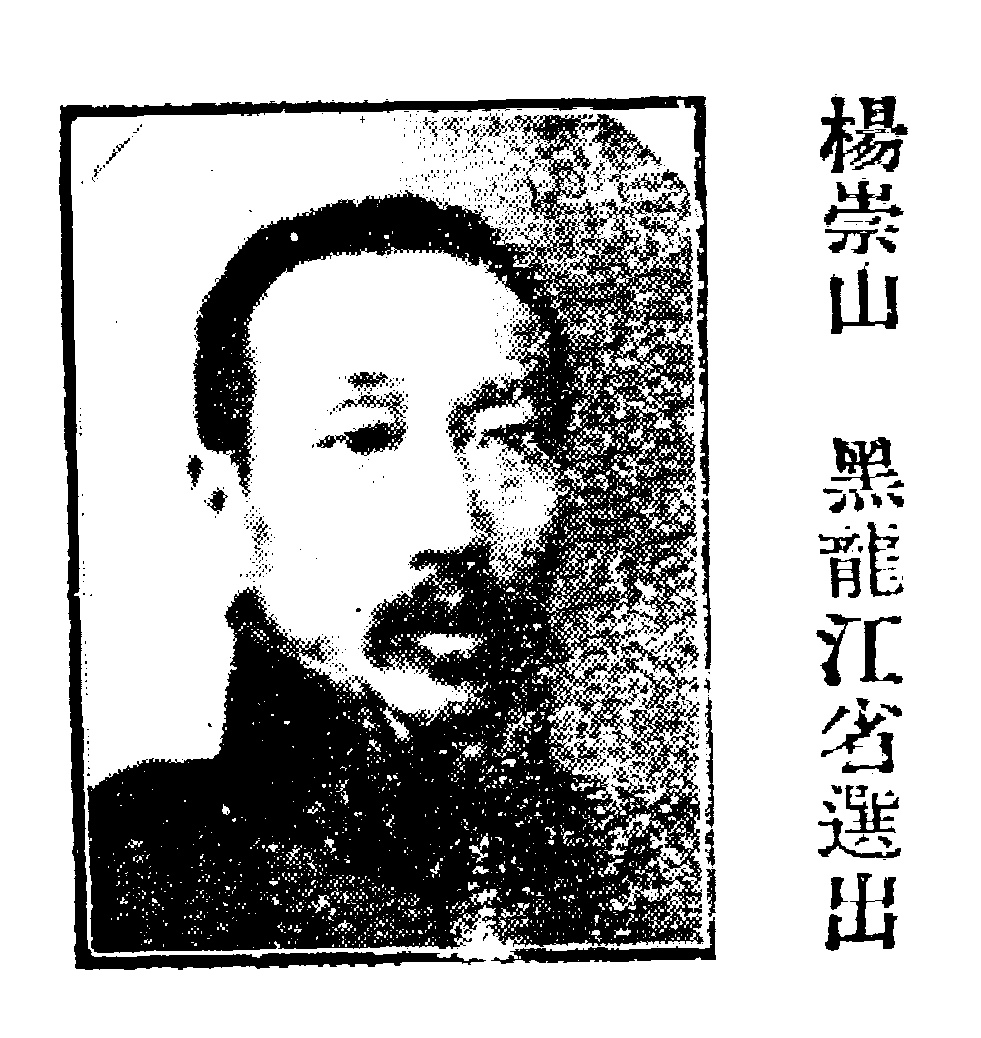
楊崇山
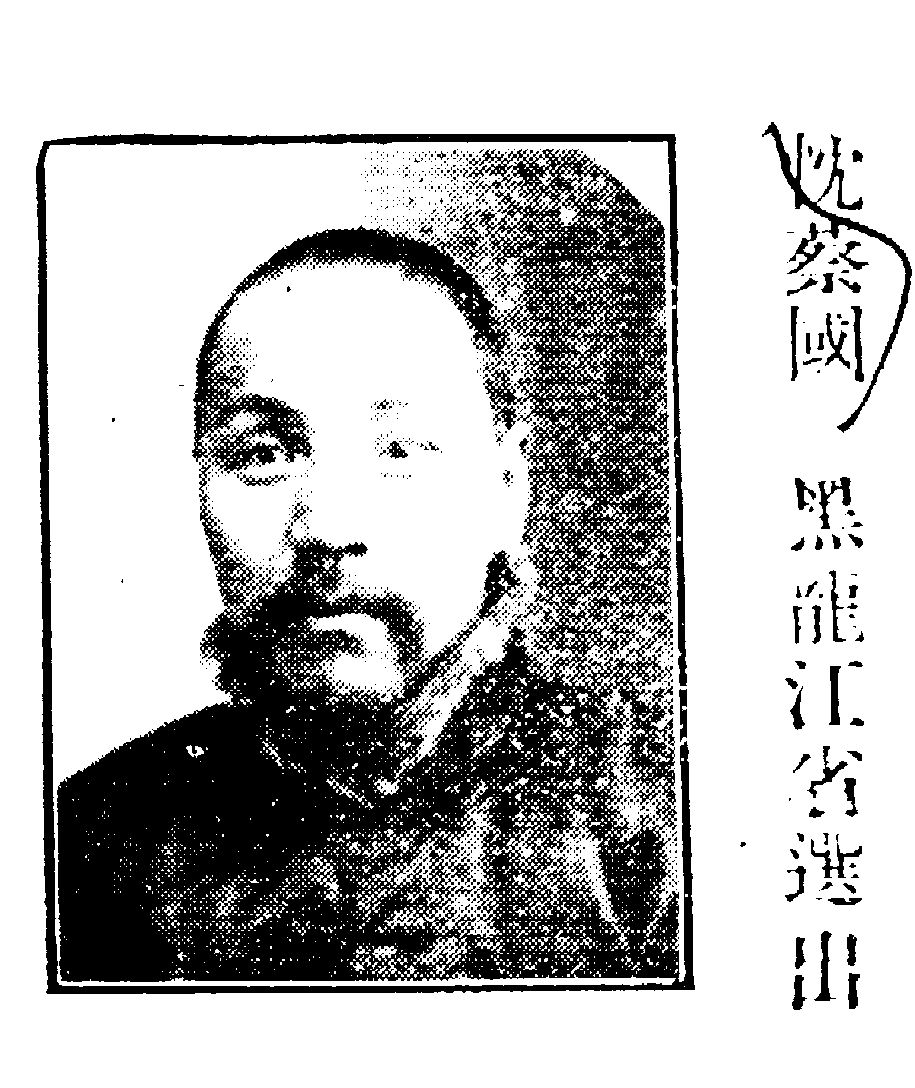
蔡國忱
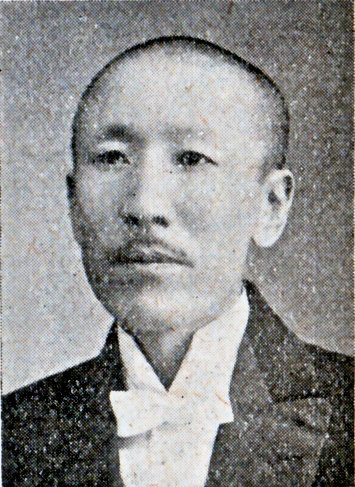
翟文選
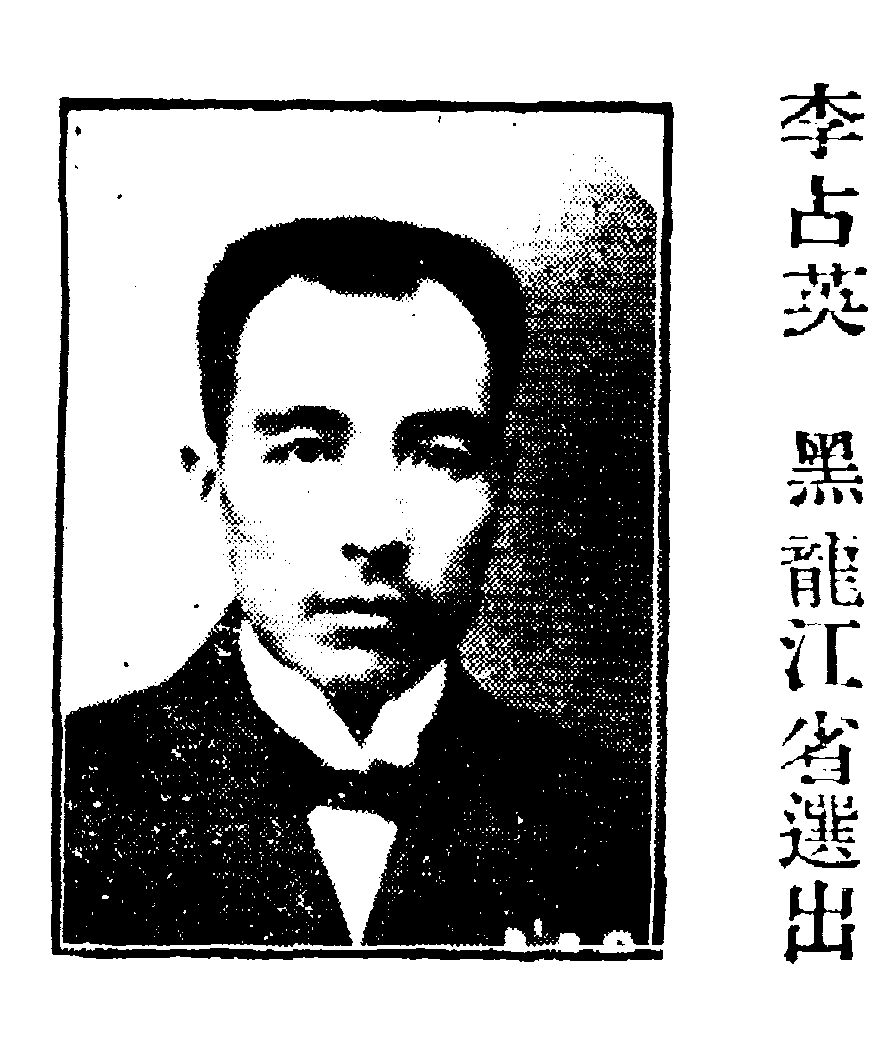
李占英
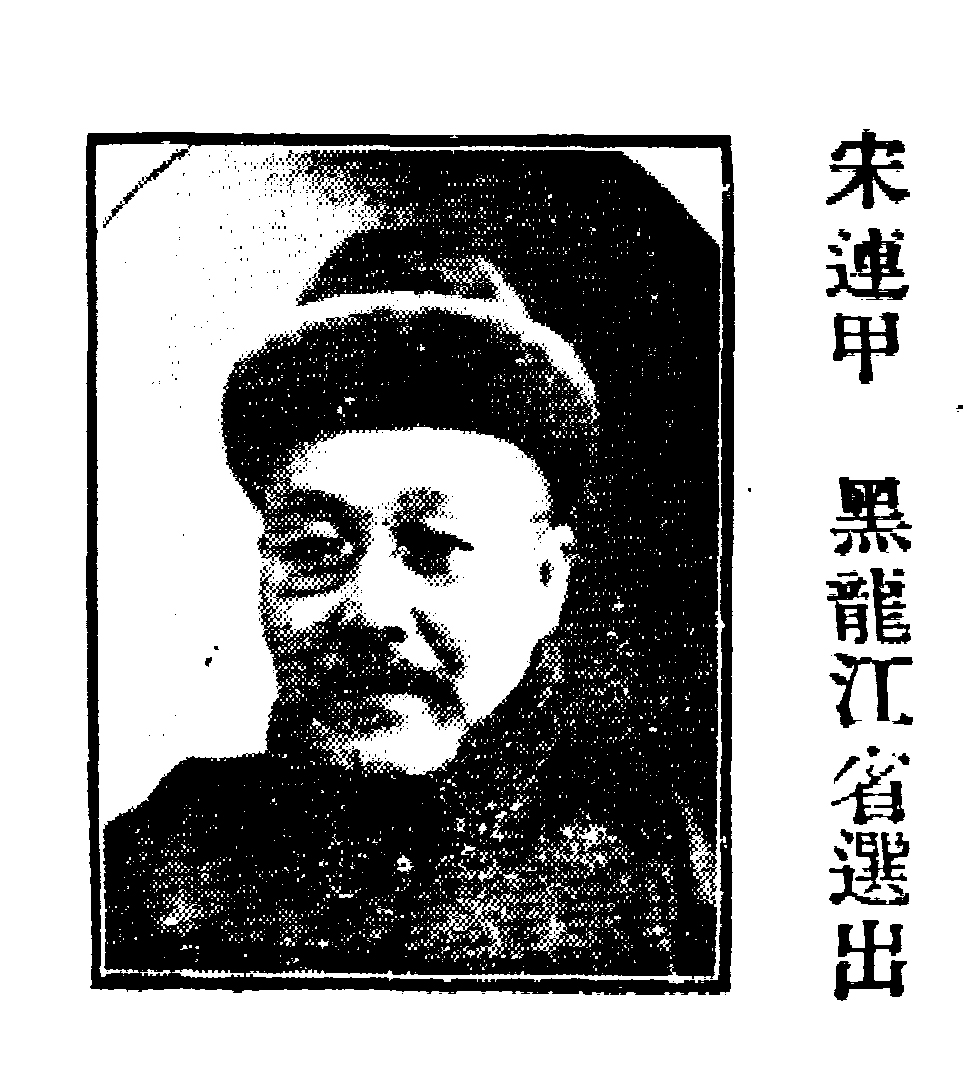
宋連甲

### 江蘇五名

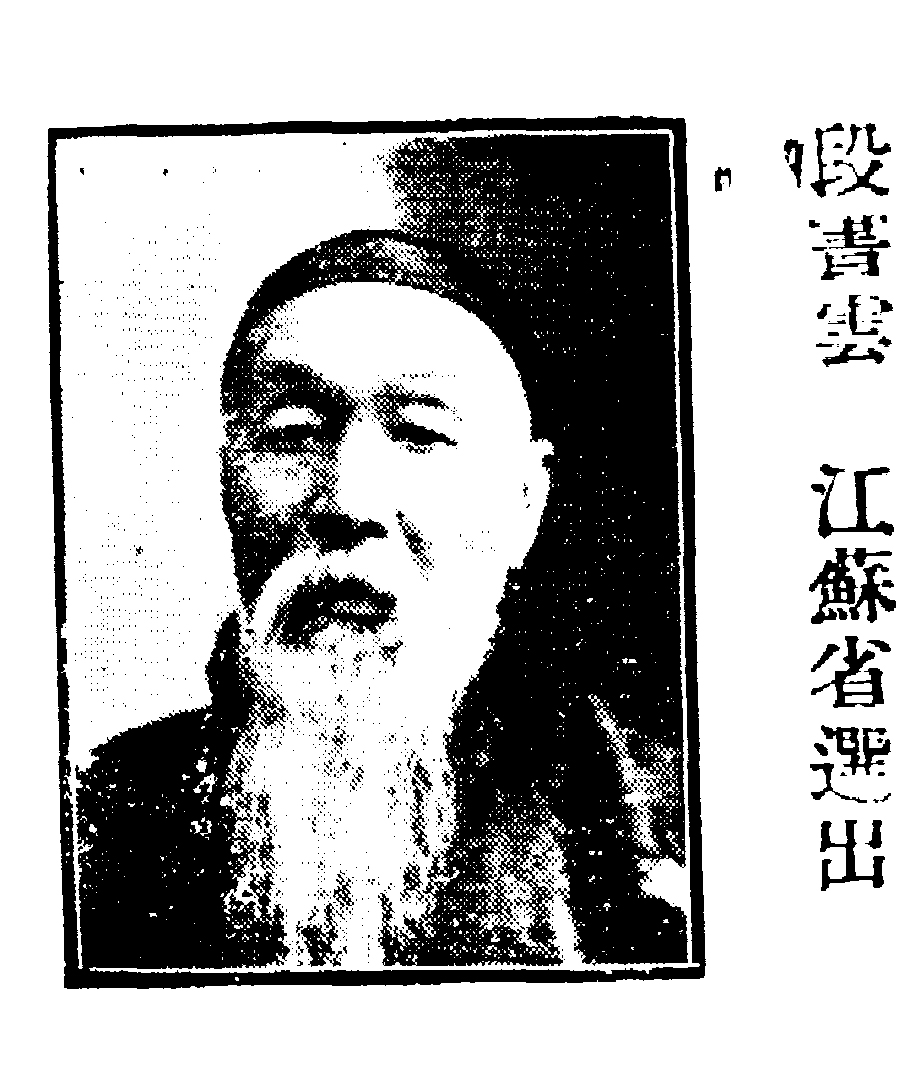
段書雲
韓世昌（辭職）
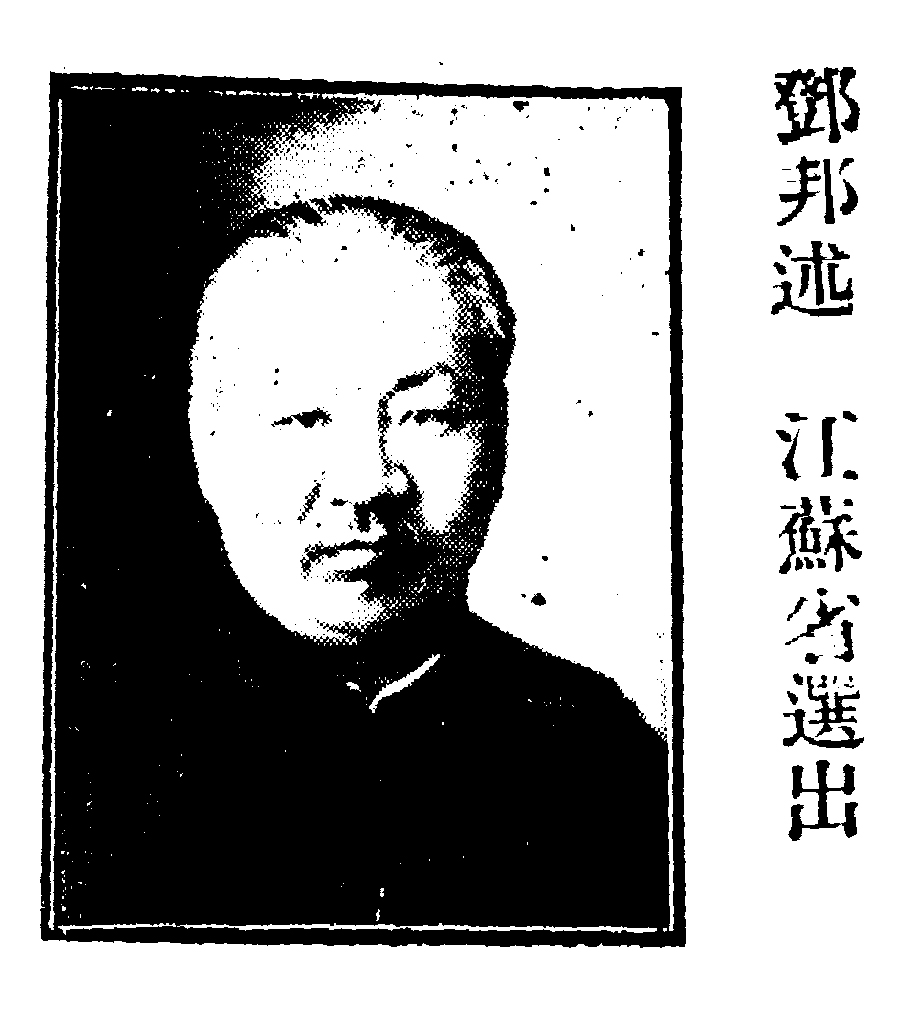
鄧邦述
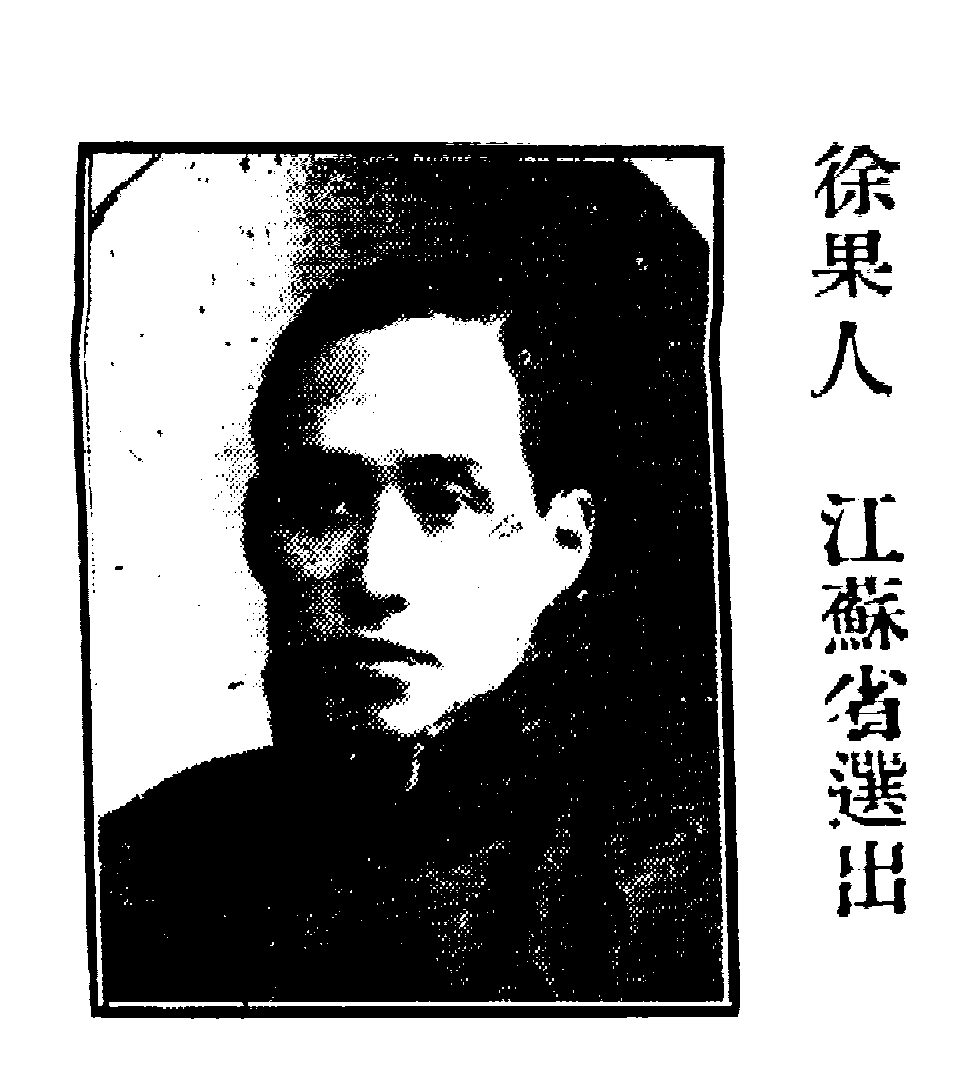
徐果人
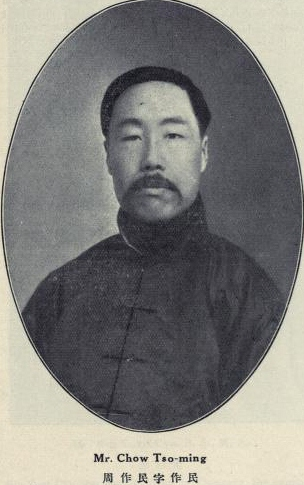
周作民
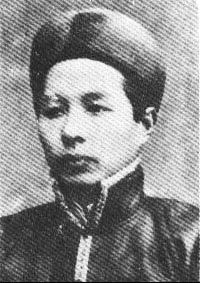
雷奮（遞補韓世昌辭職）
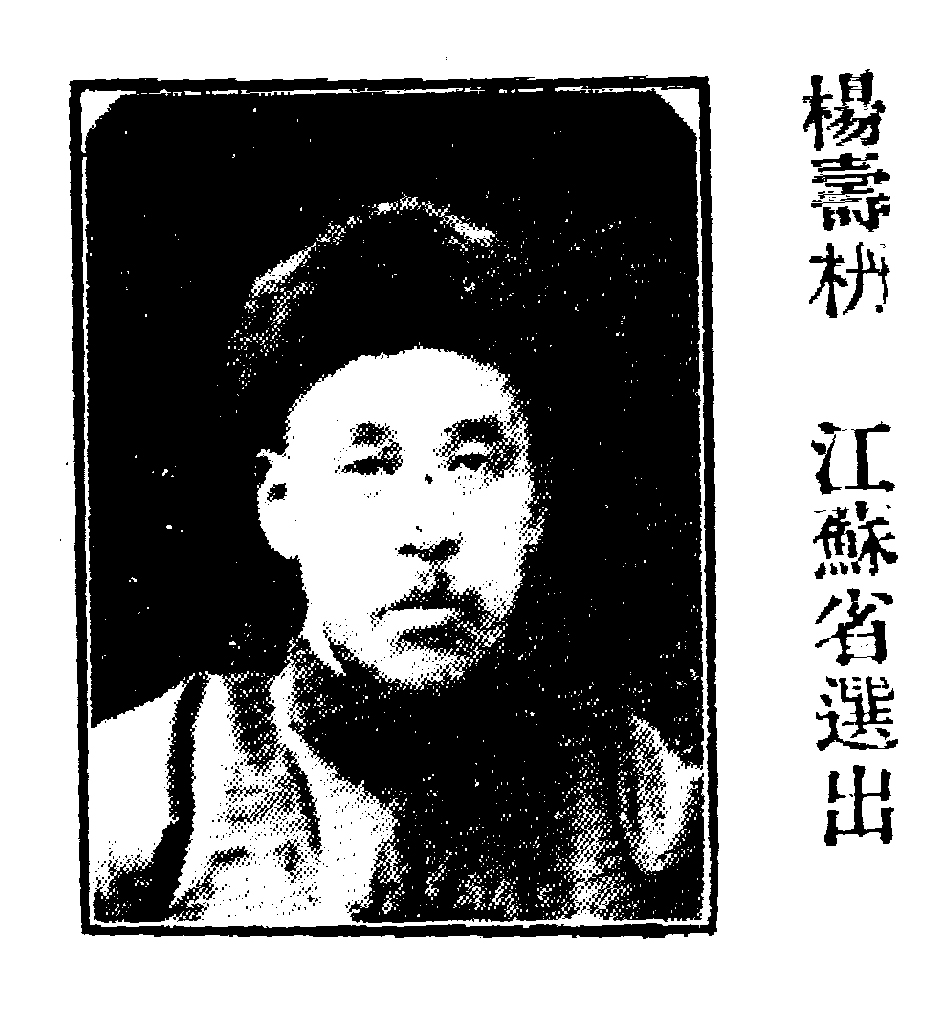
楊壽枏（於江蘇選區遞補雷奮）

### 安徽五名

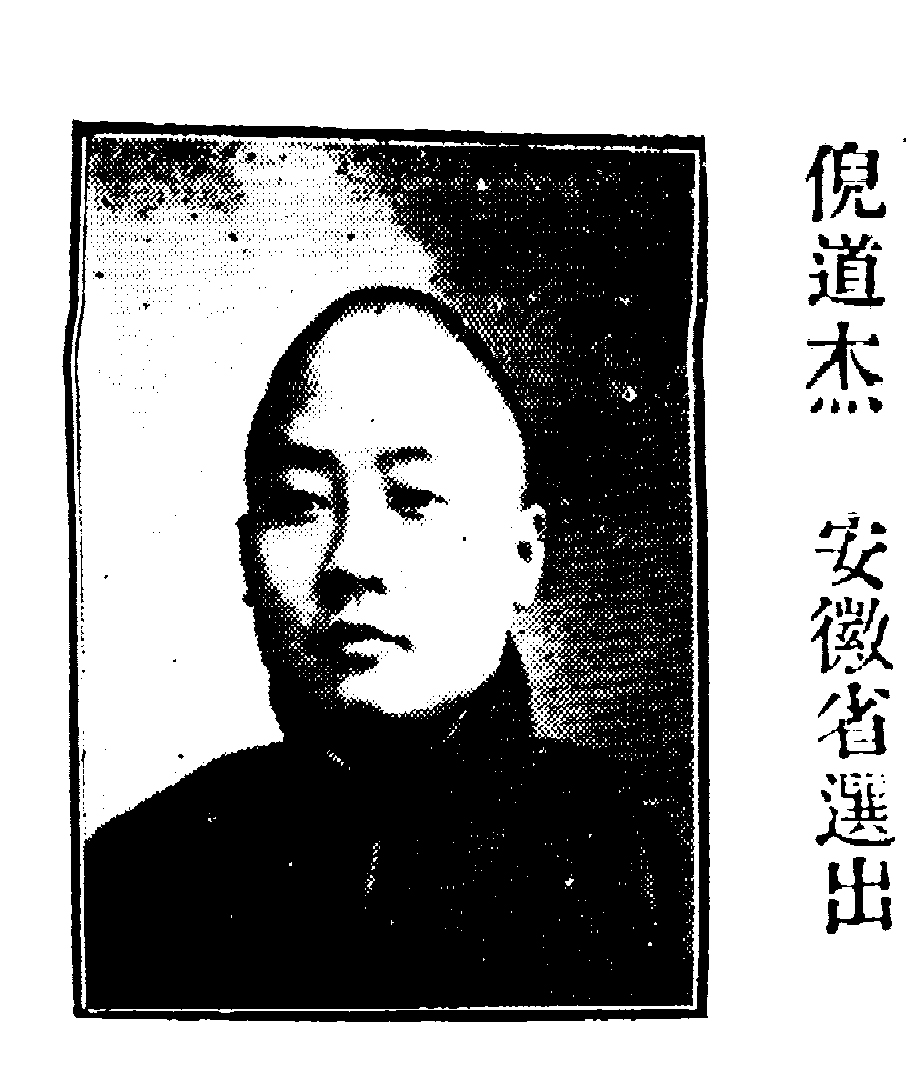
倪道
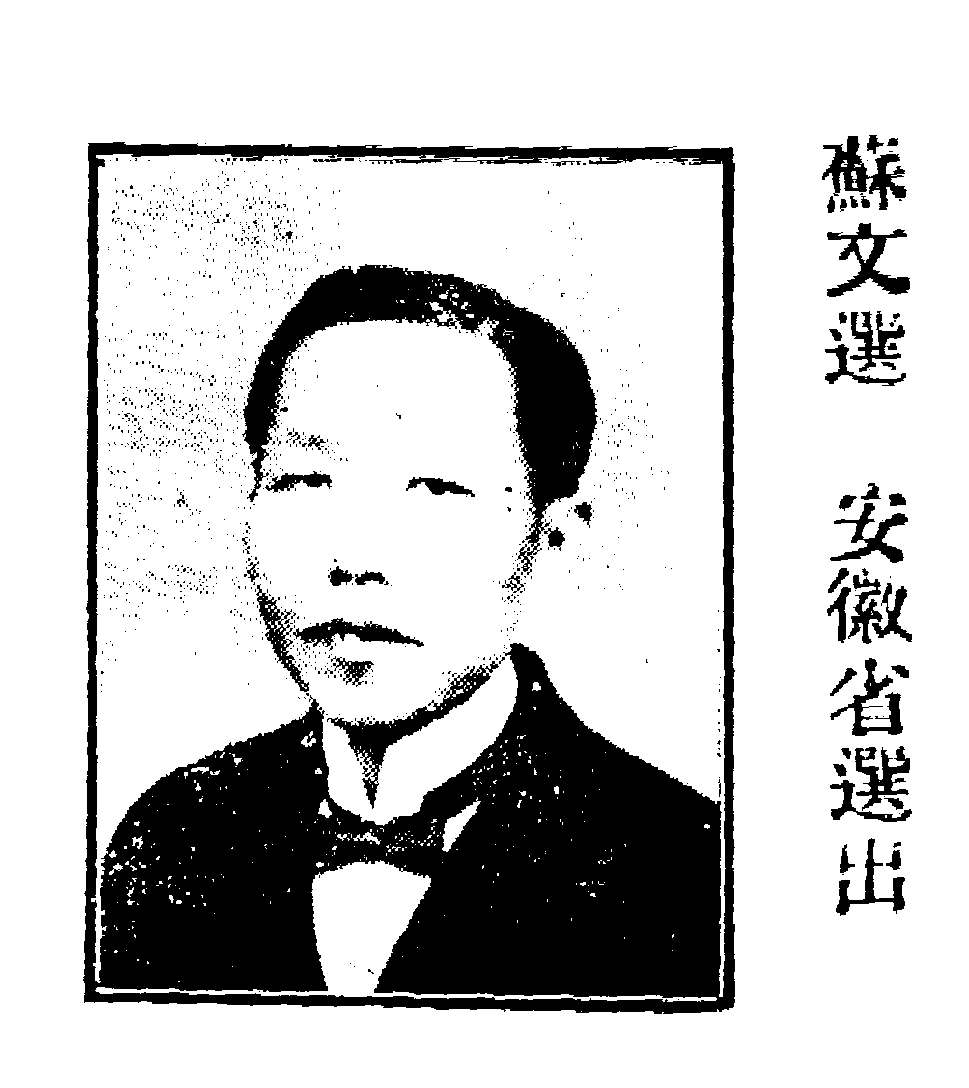
蘇文選
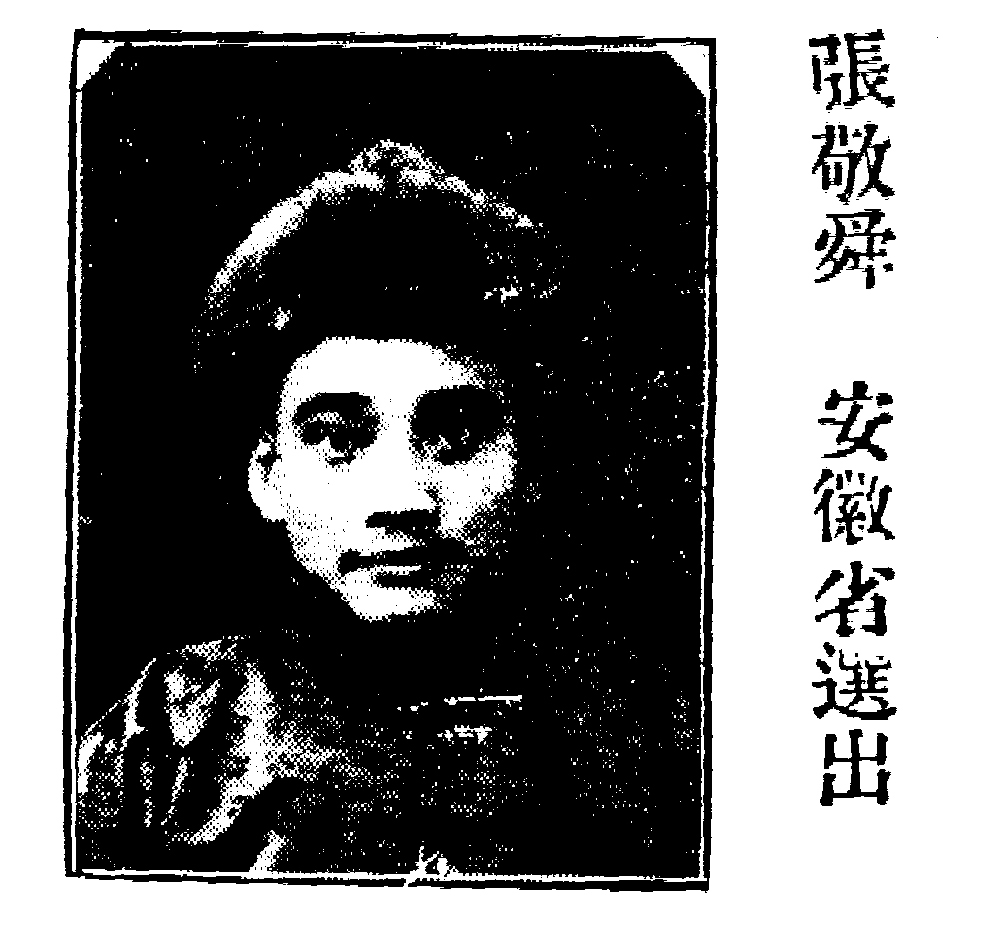
張敬舜
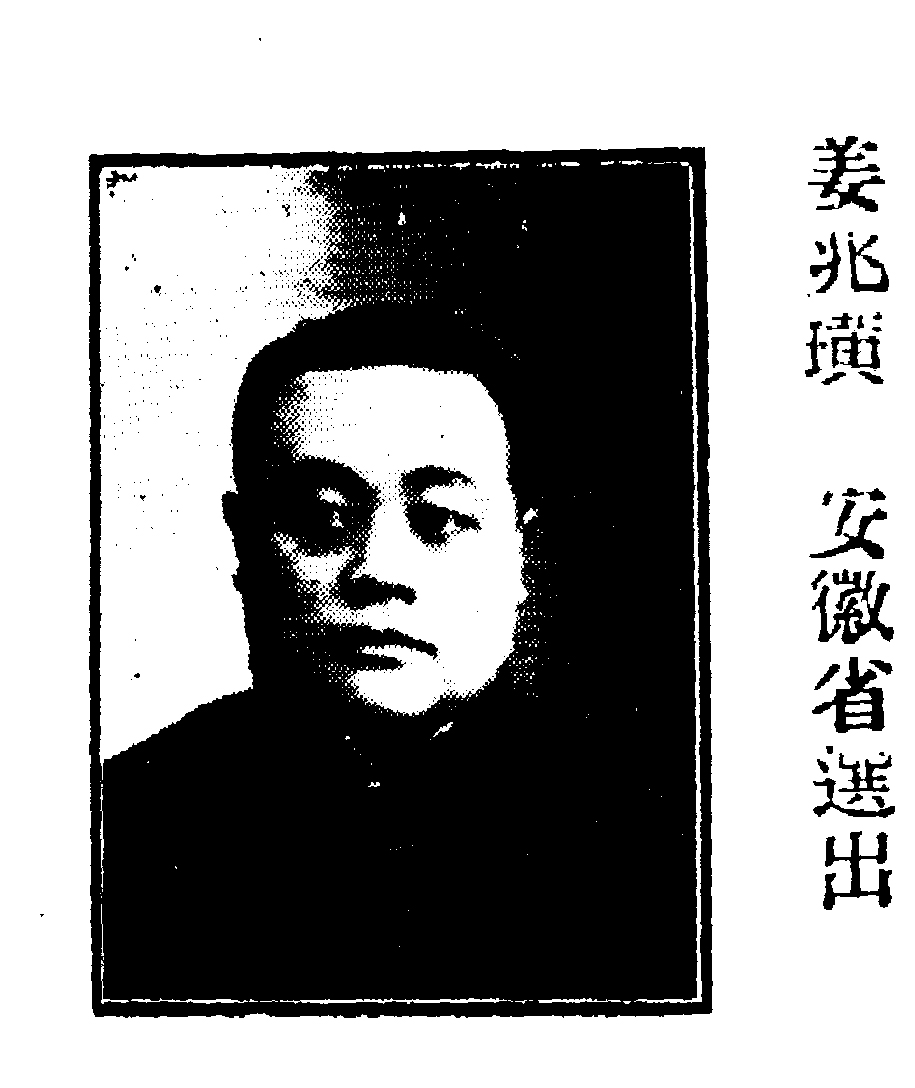
姜兆璜
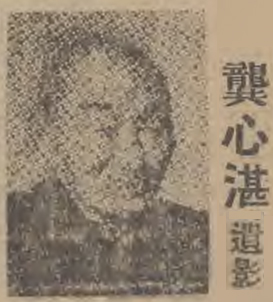
龔心湛（辭職）
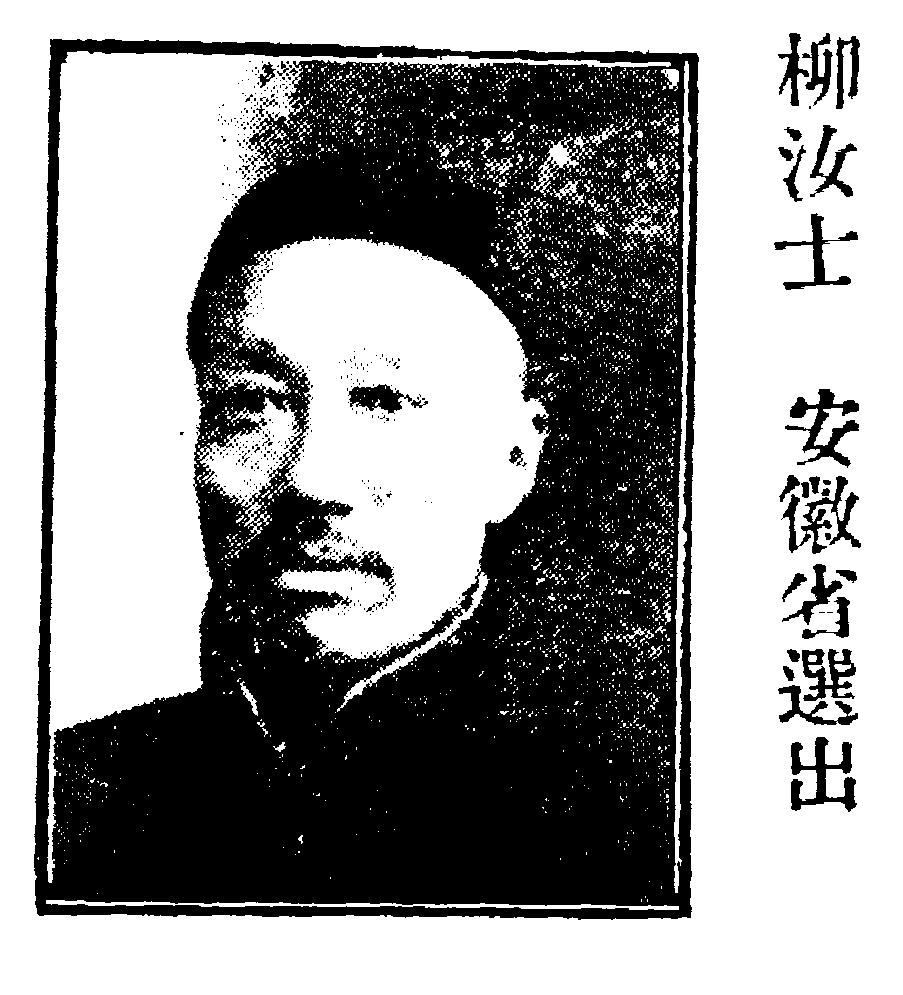
柳汝士（遞補龔心湛）

### 江西五名

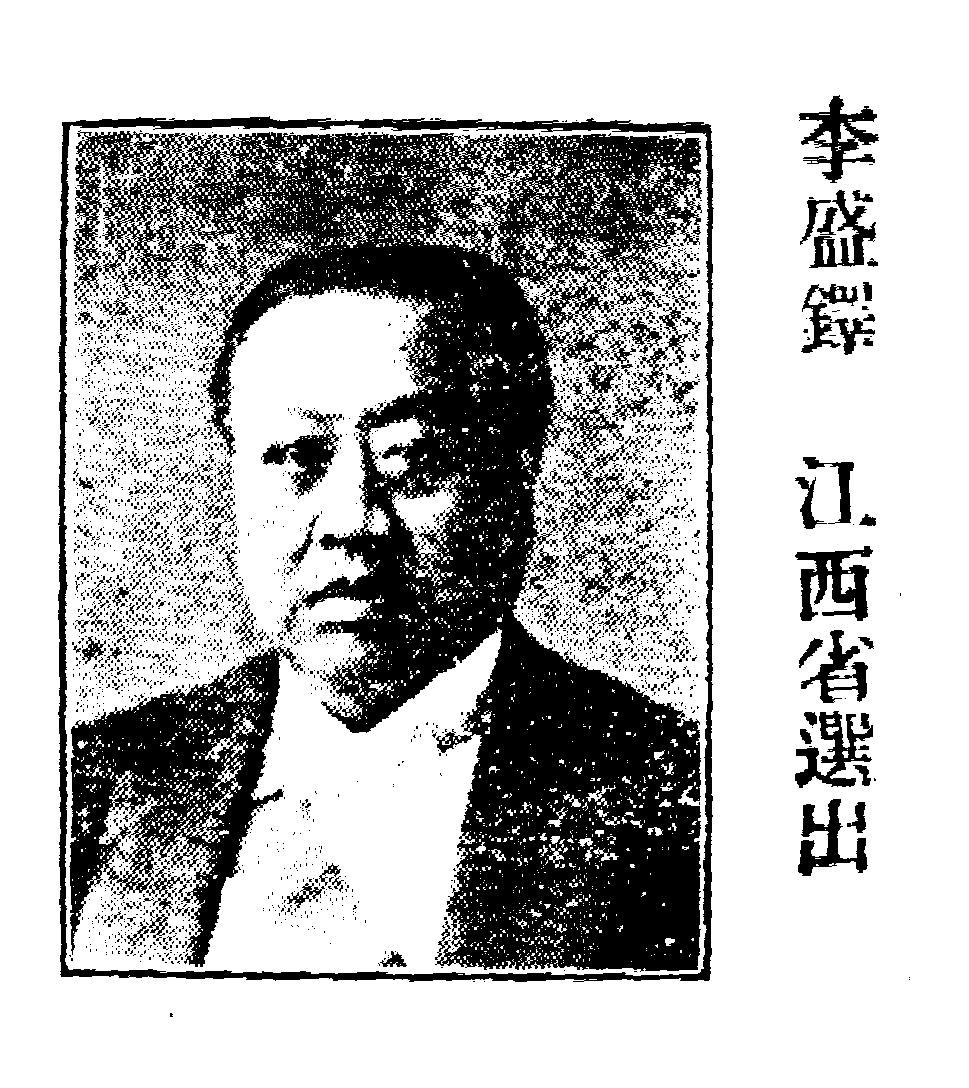
李盛鐸
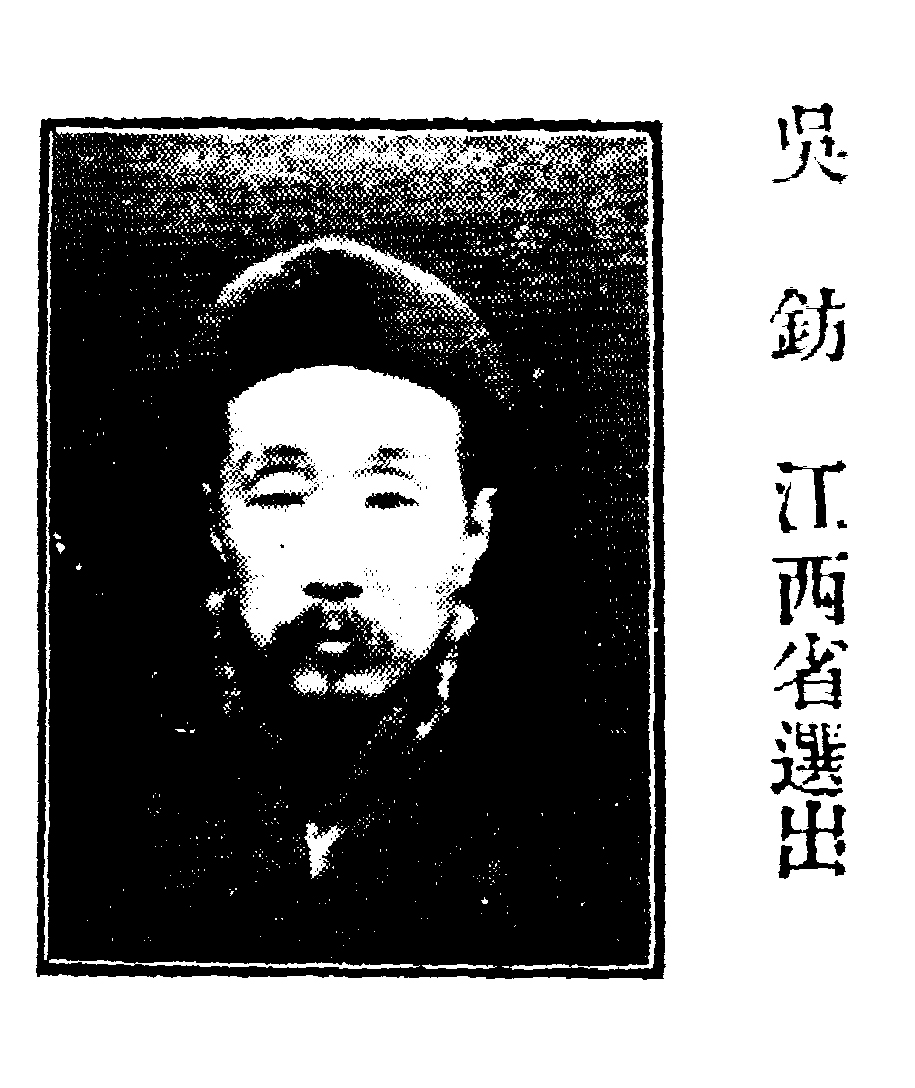
吳鈁
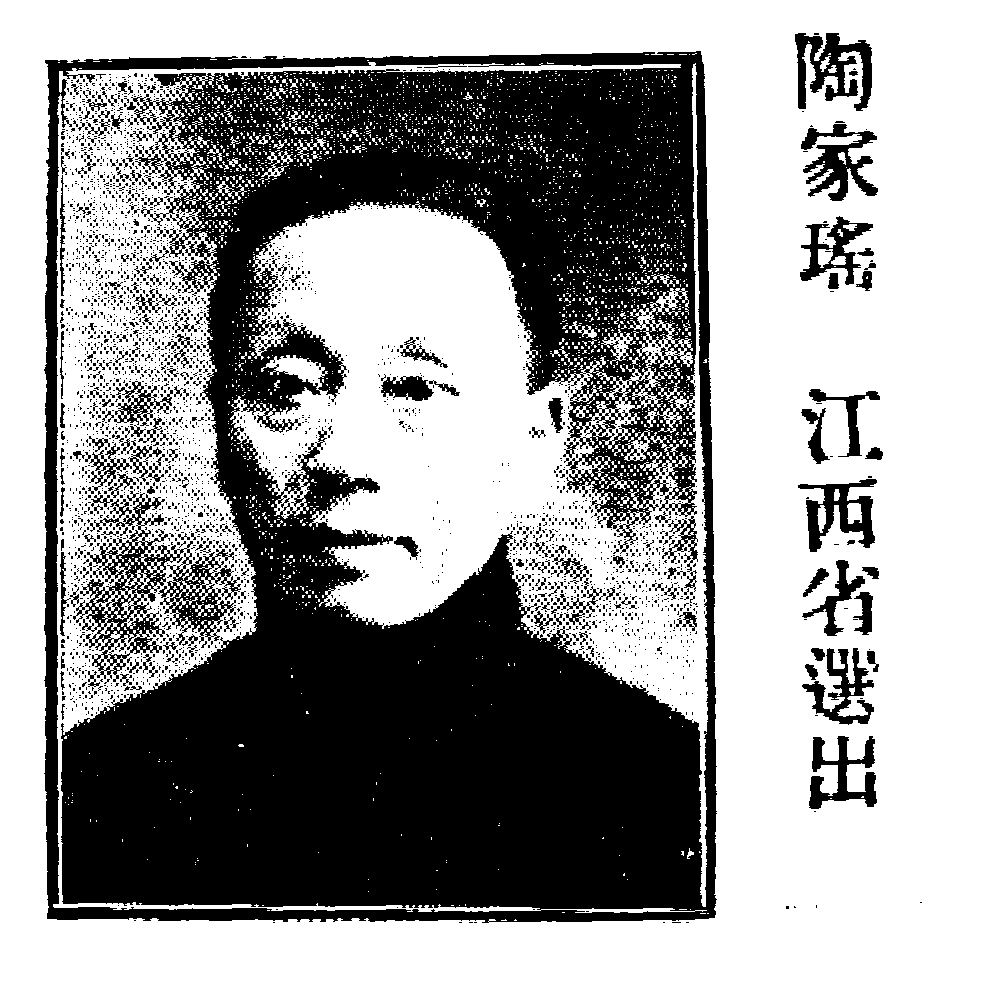
陶家瑤
賀國昌（病故）
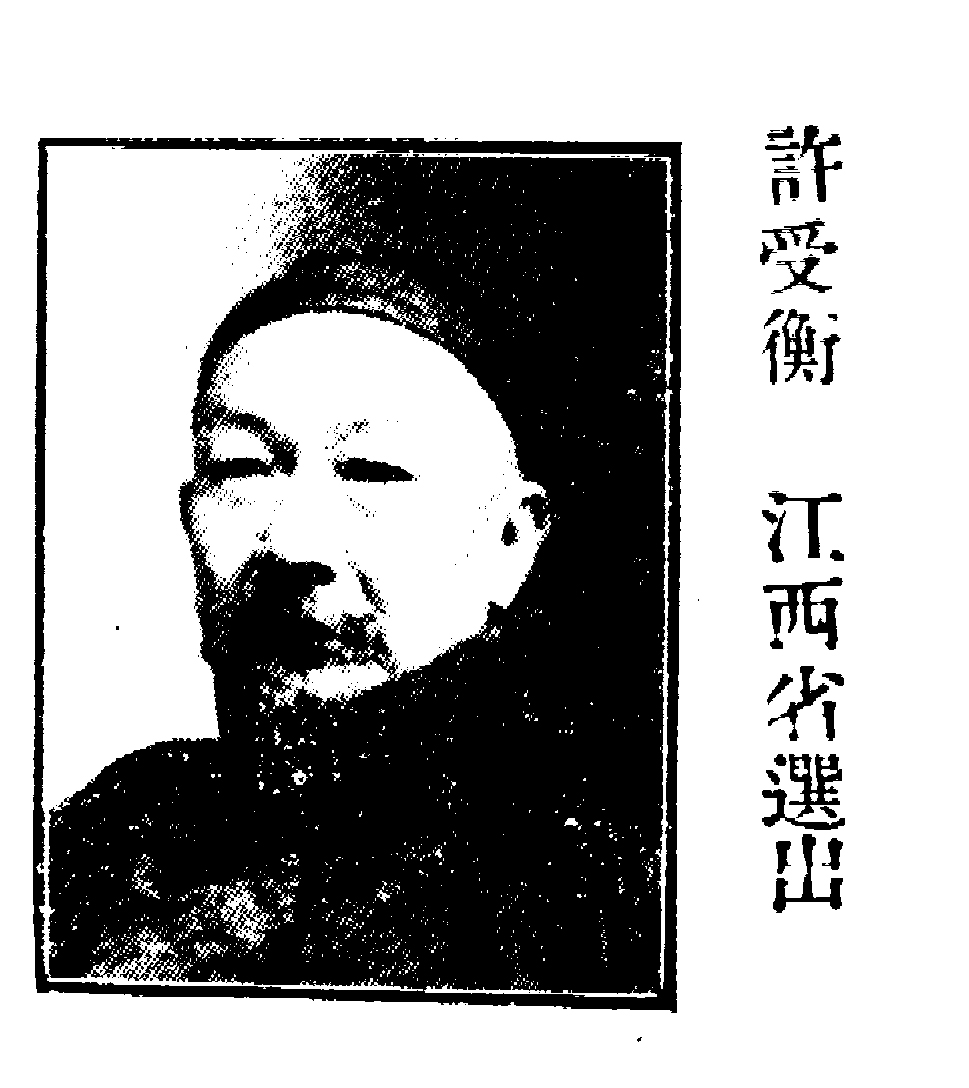
許受衡
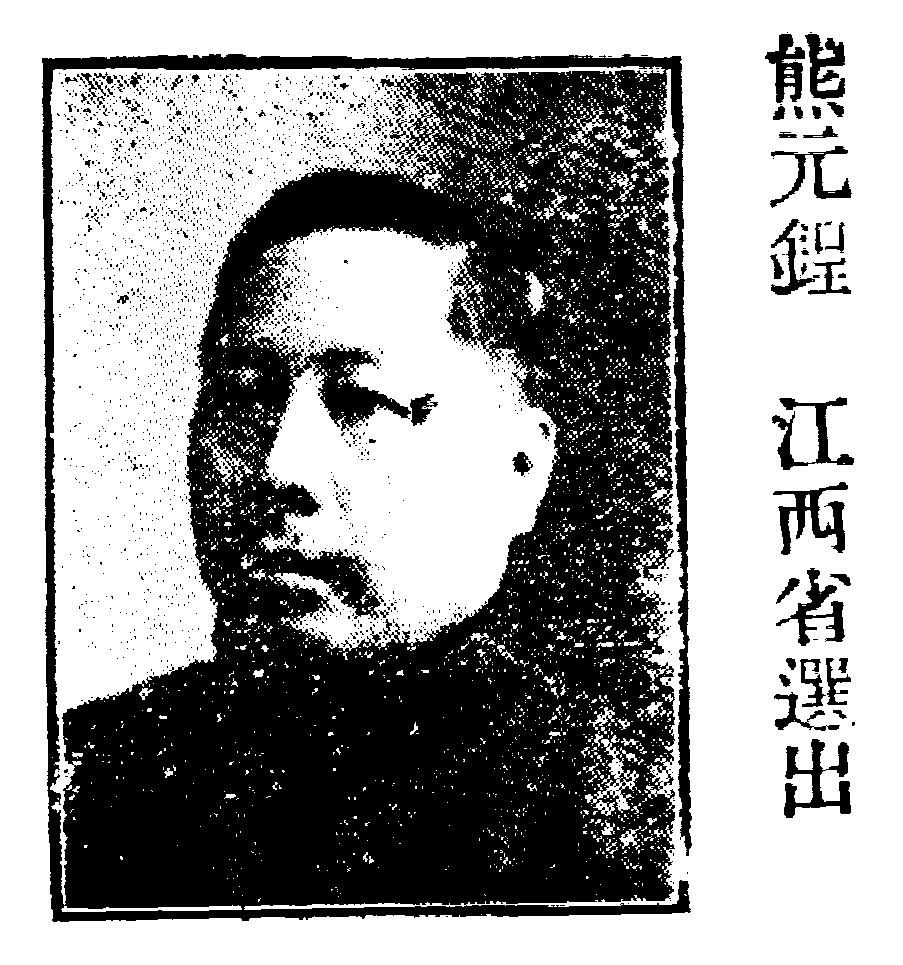
熊元鍠（遞補賀國昌）

### 浙江五名

吳鍾鎔
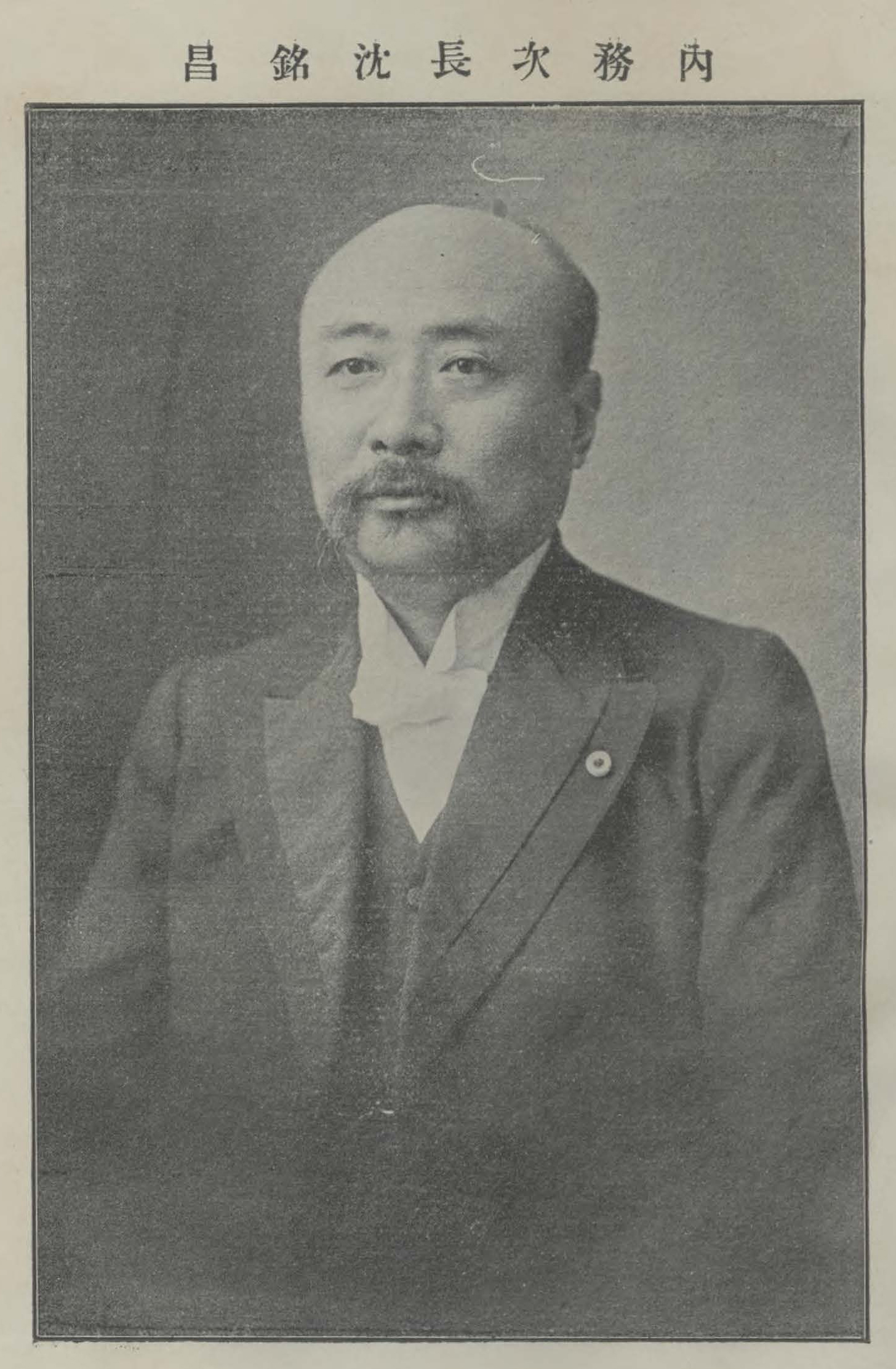
沈銘昌
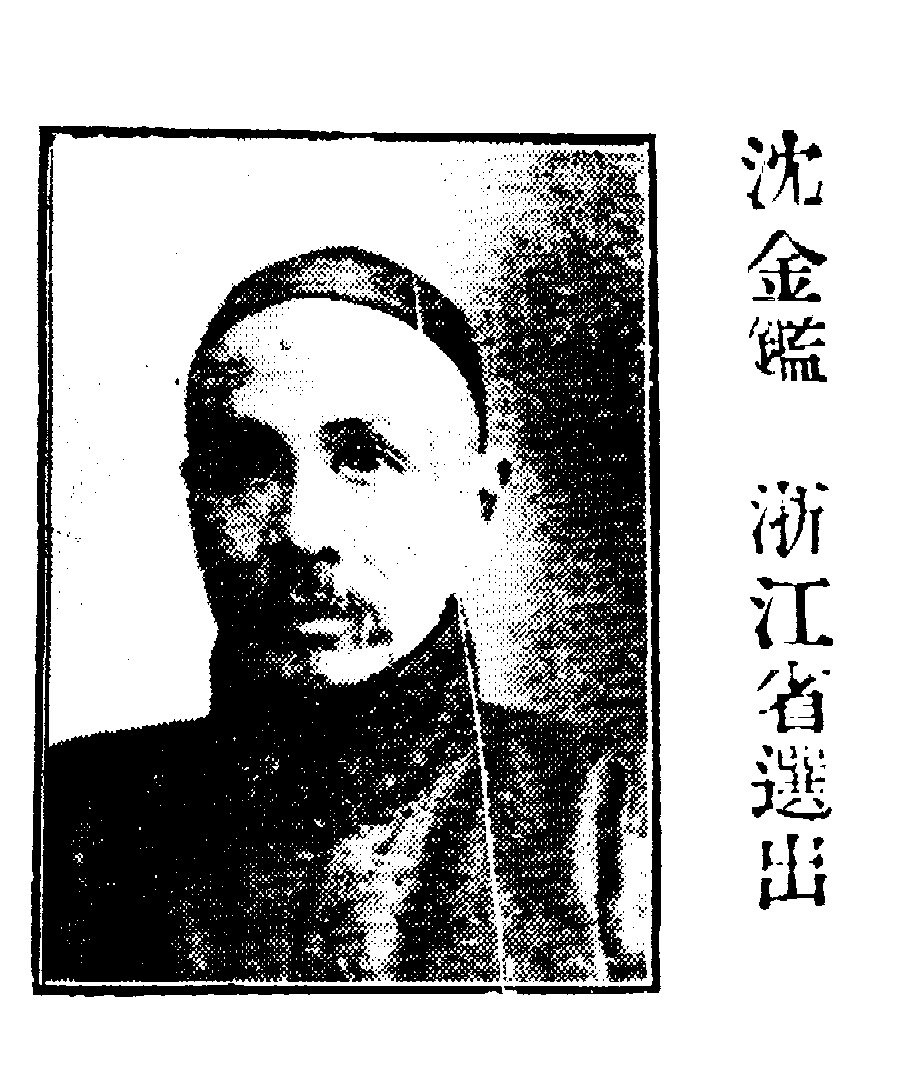
沈金鑑
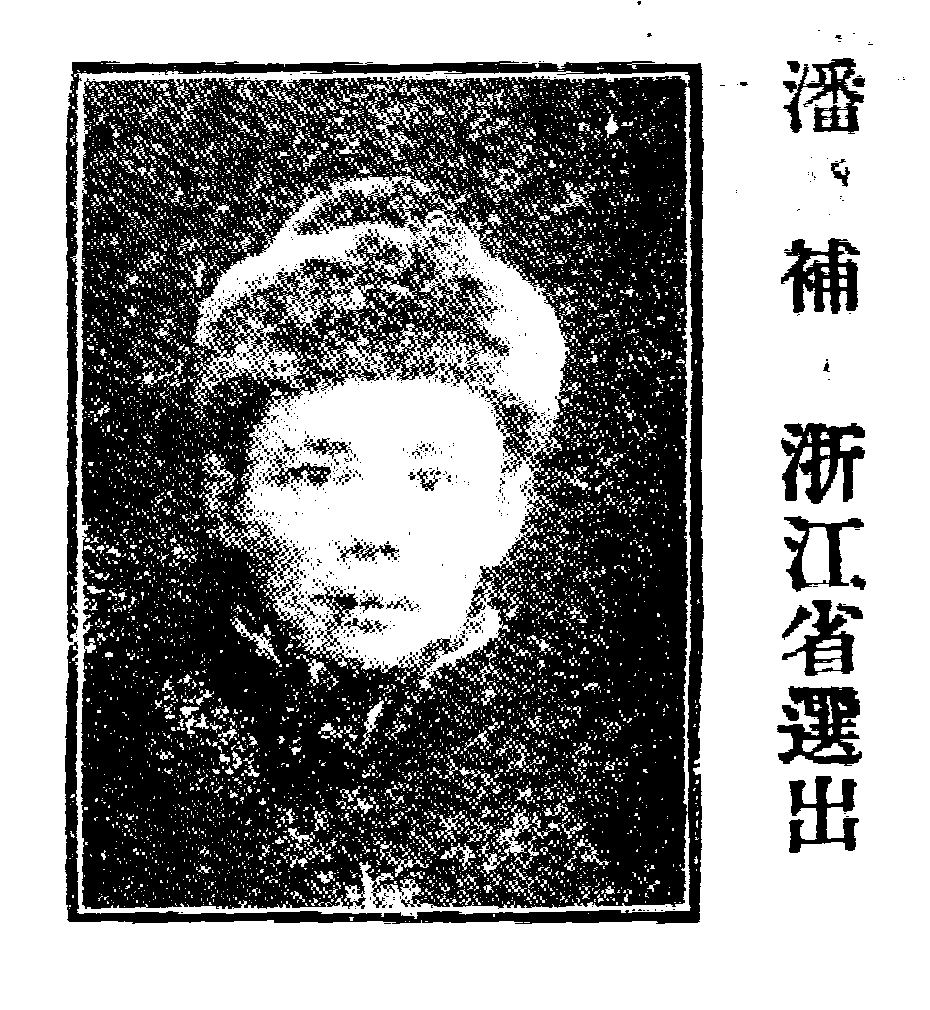
潘補
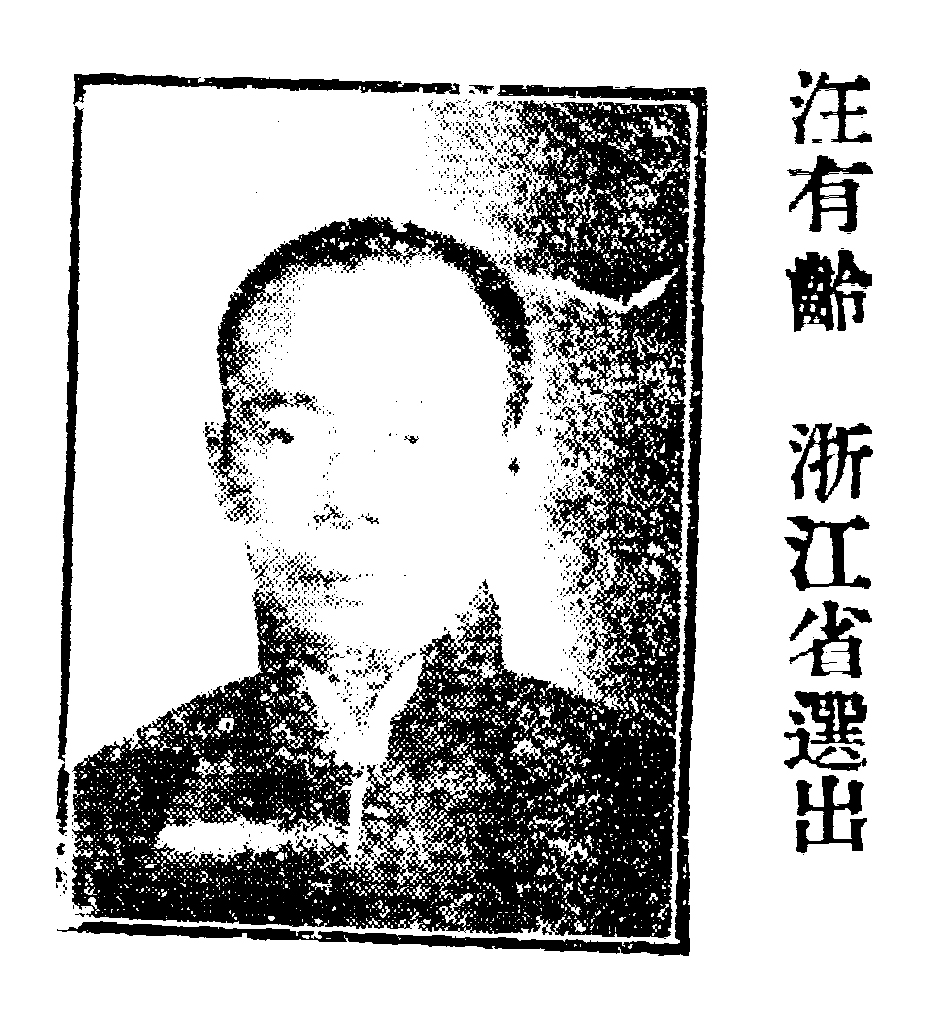
汪有齡

### 福建五名
候補當選人五人：王子懿、張超南、施景琛、王大晉、李迪瑚

陳懋鼎
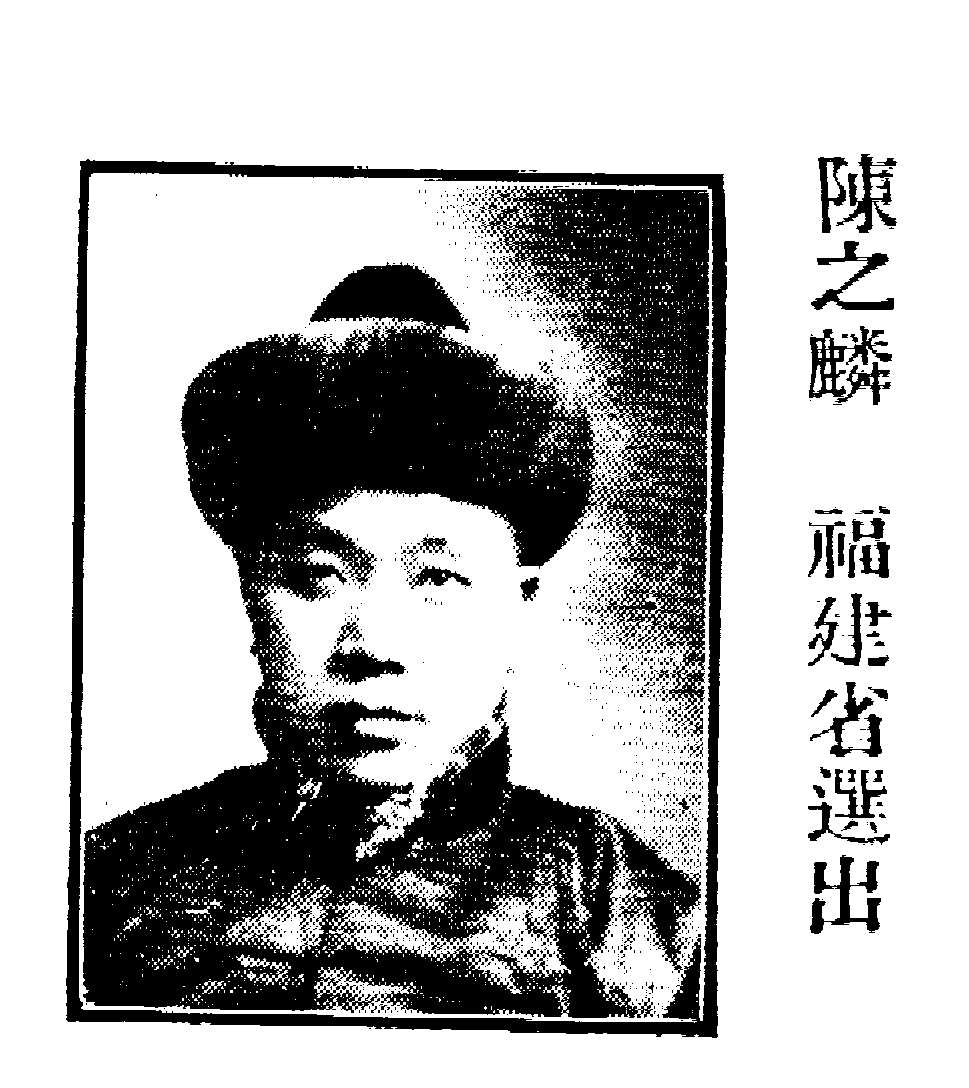
陳之麟
郭章鋆（病故）
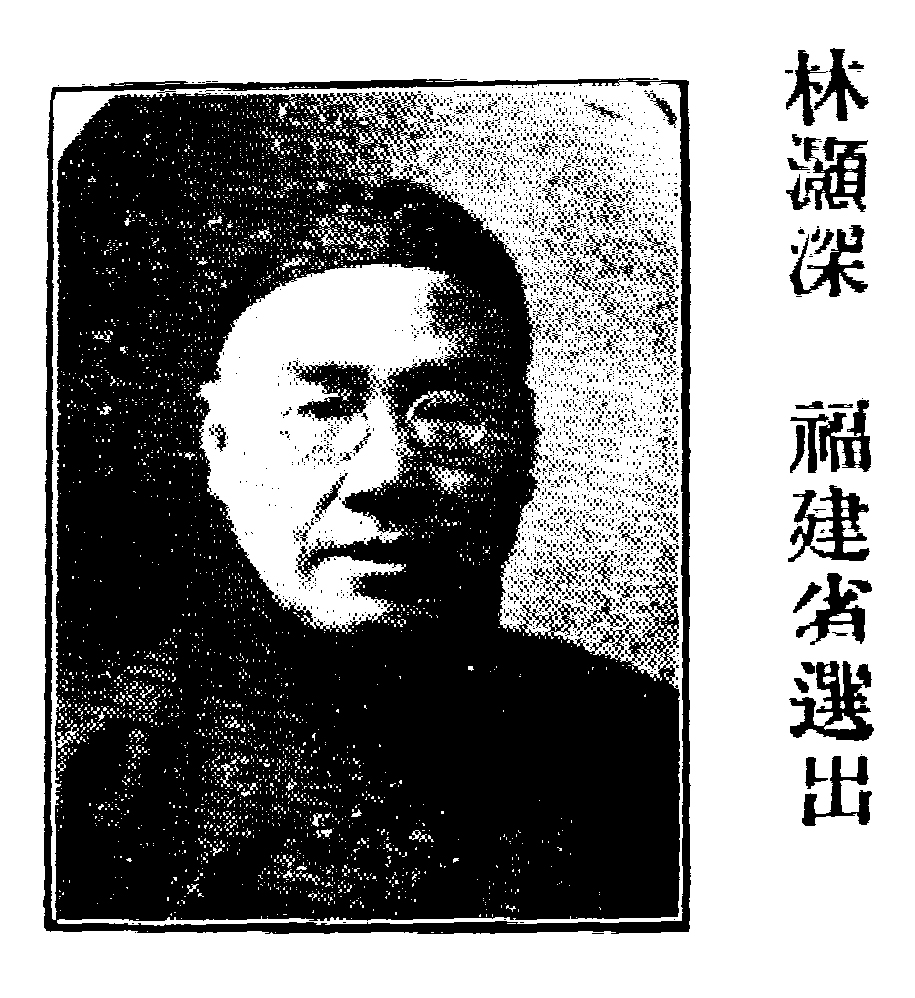
林灝深
楊廷樑（辭職）
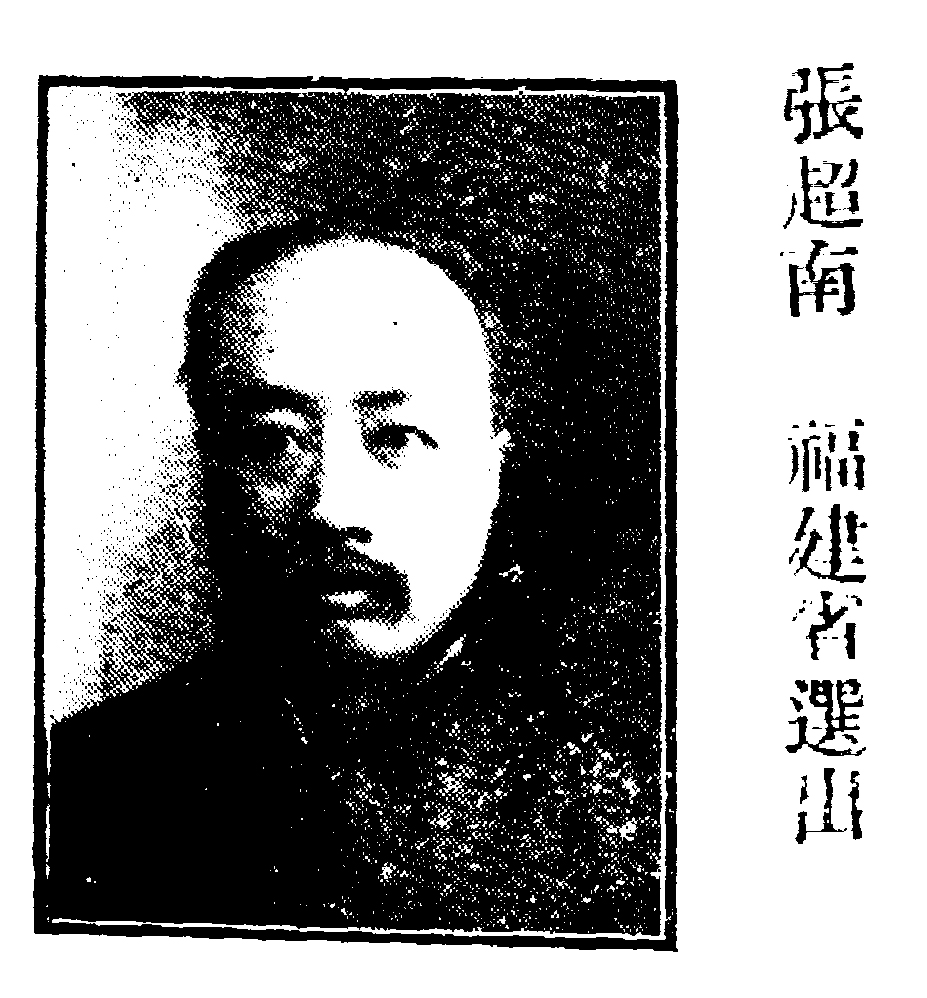
張超南（遞補楊廷樑）
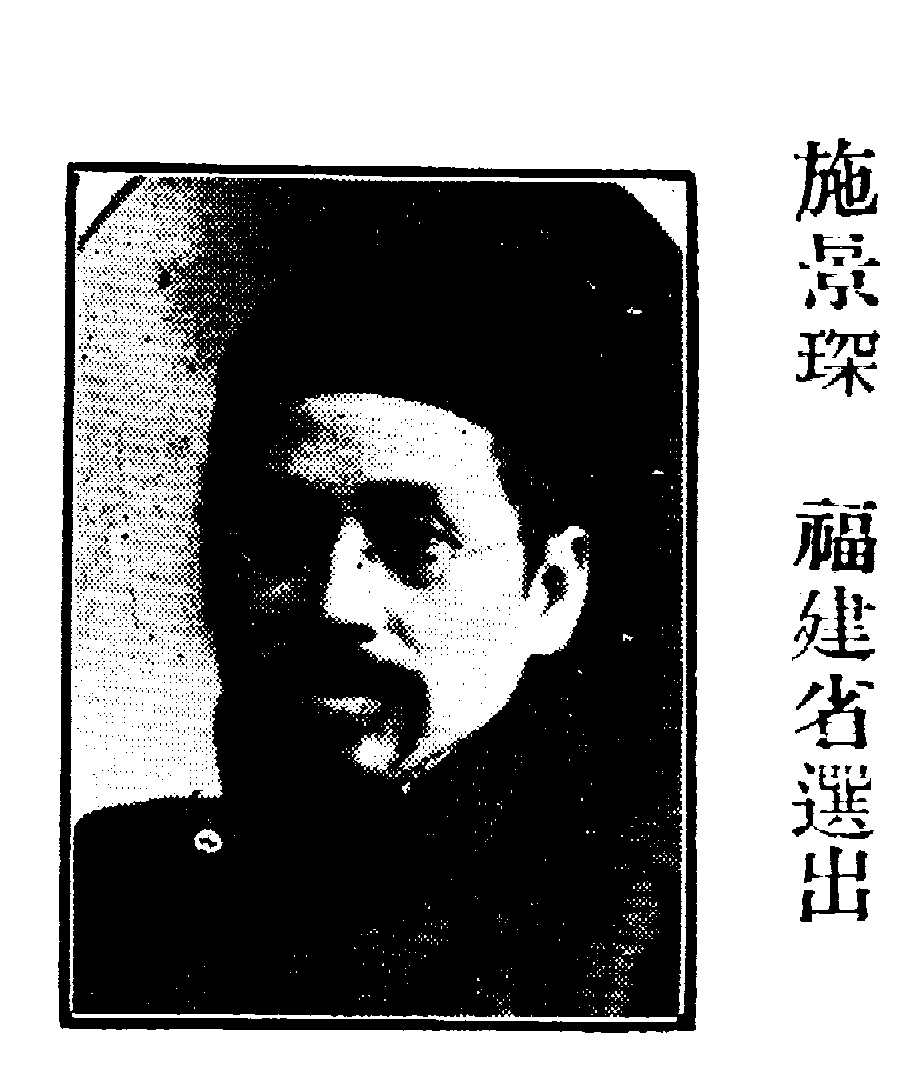
施景琛（遞補郭章鋆）

### 湖北五名

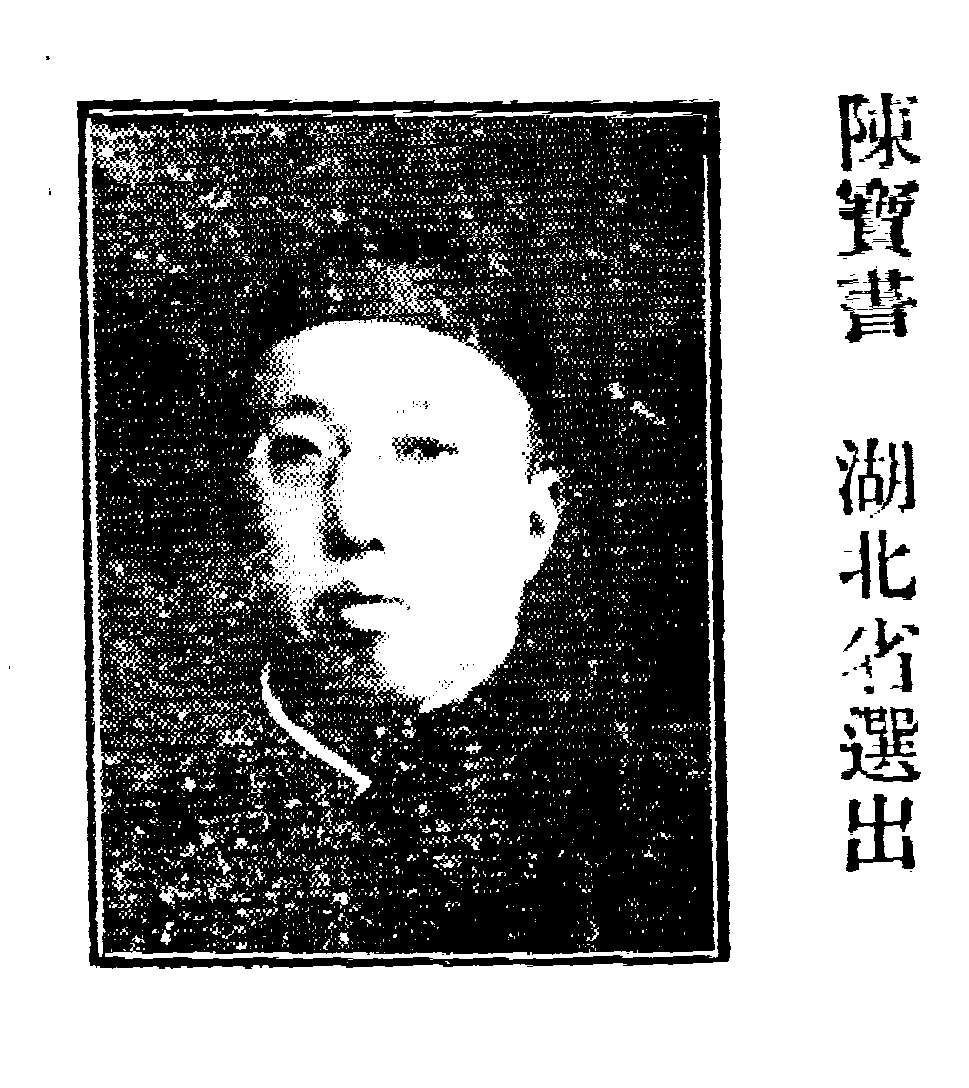
陳寶書
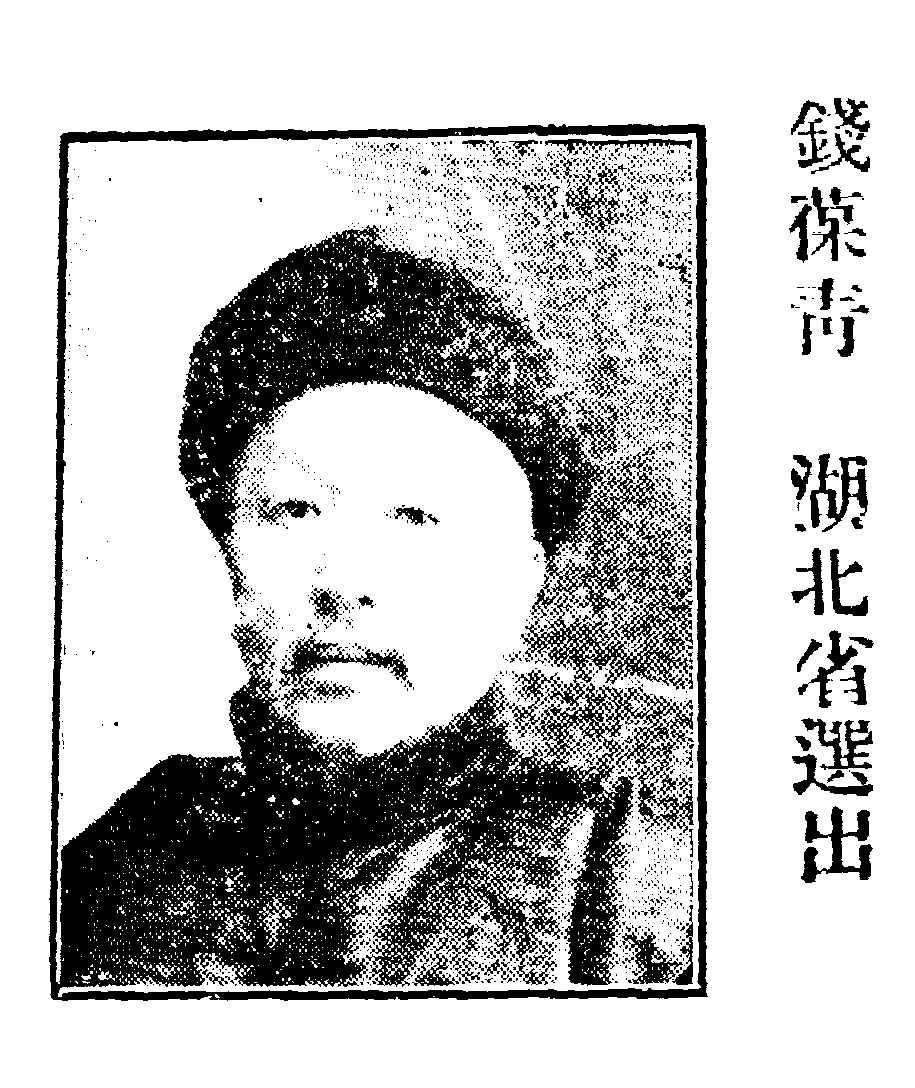
錢葆青
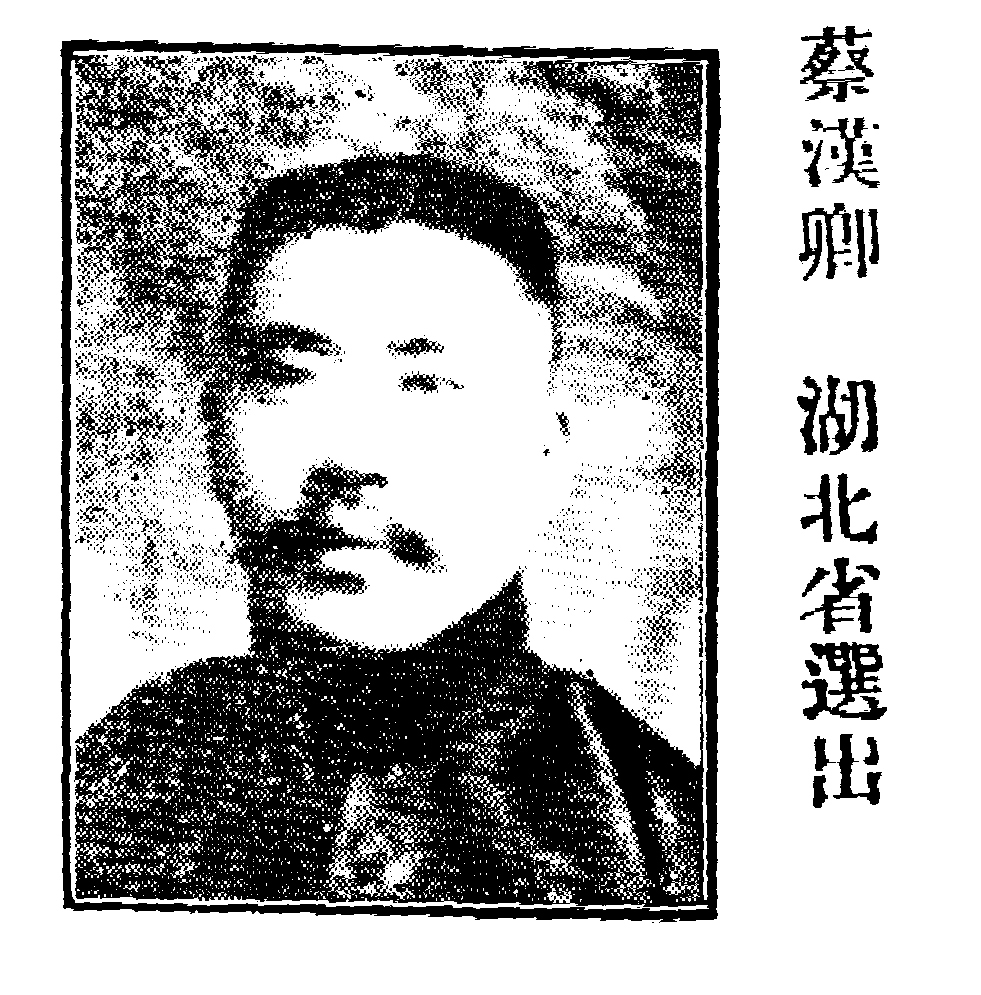
蔡漢卿
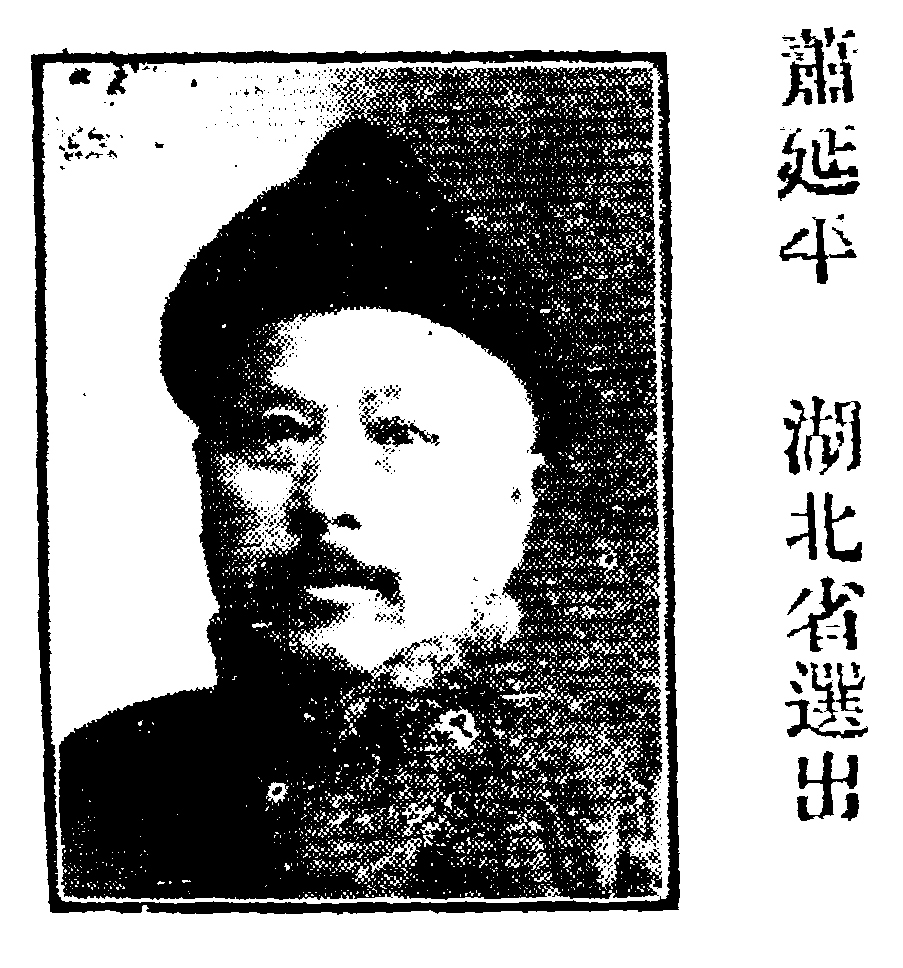
蕭延平
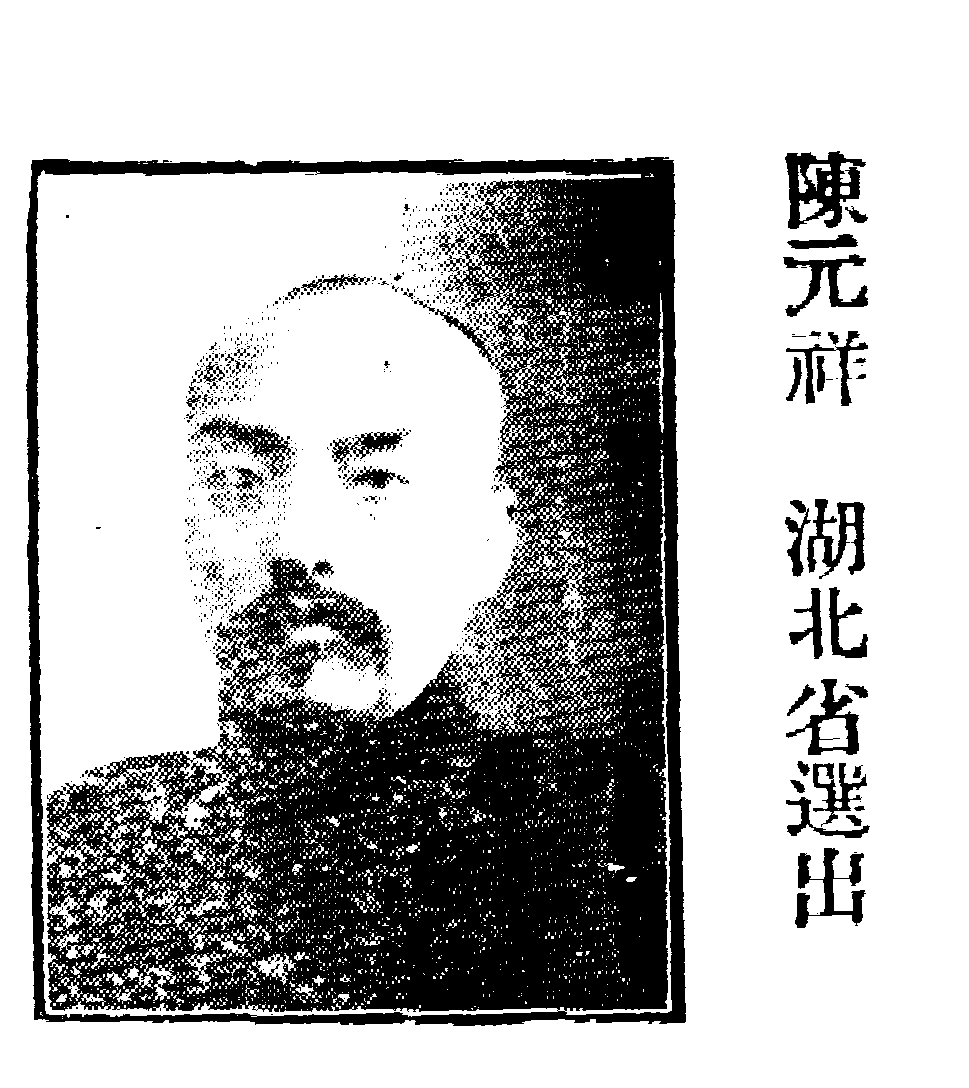
陳元祥

### 湖南五名

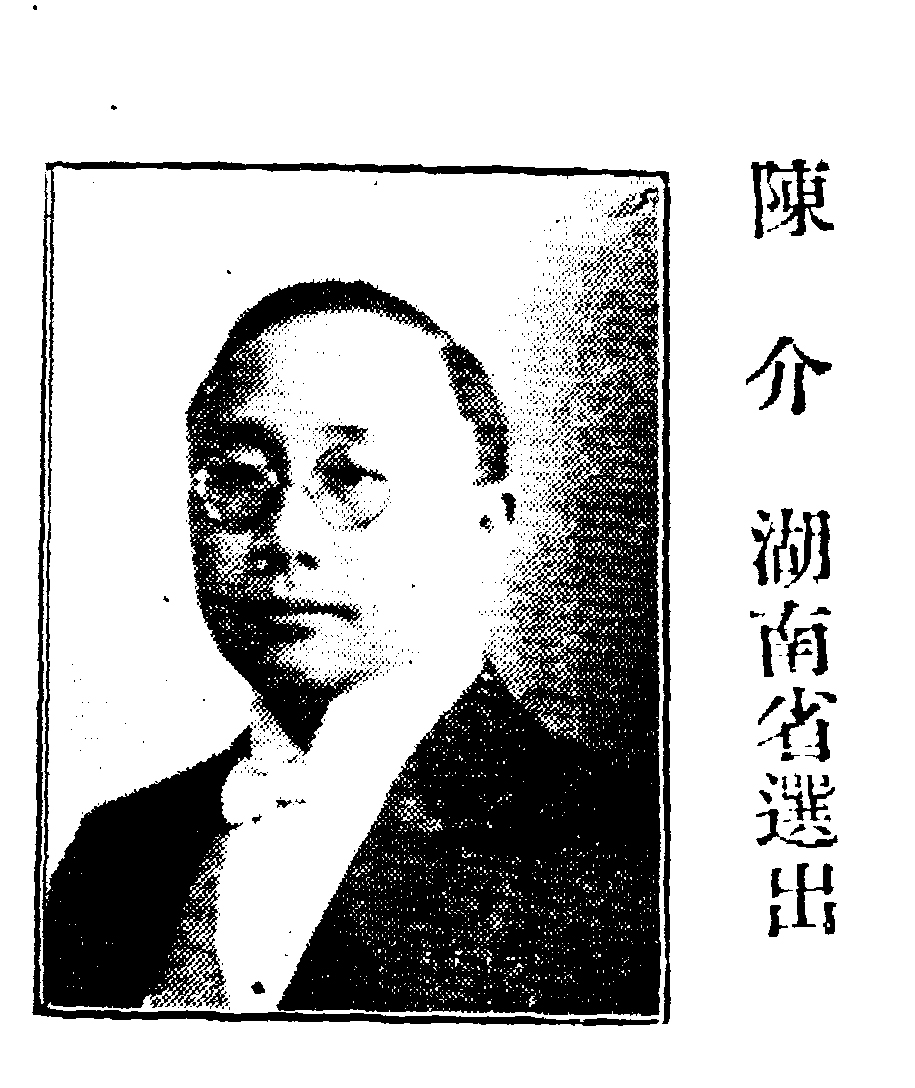
陳介
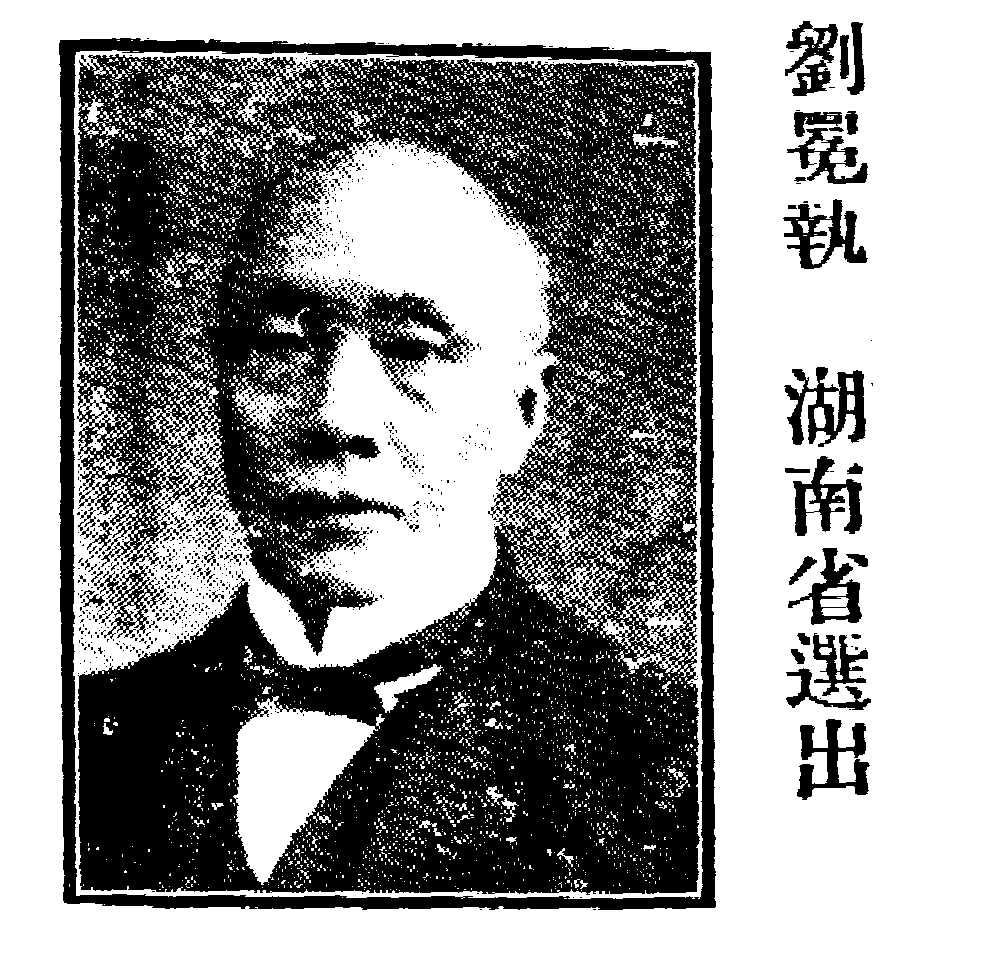
劉冕執
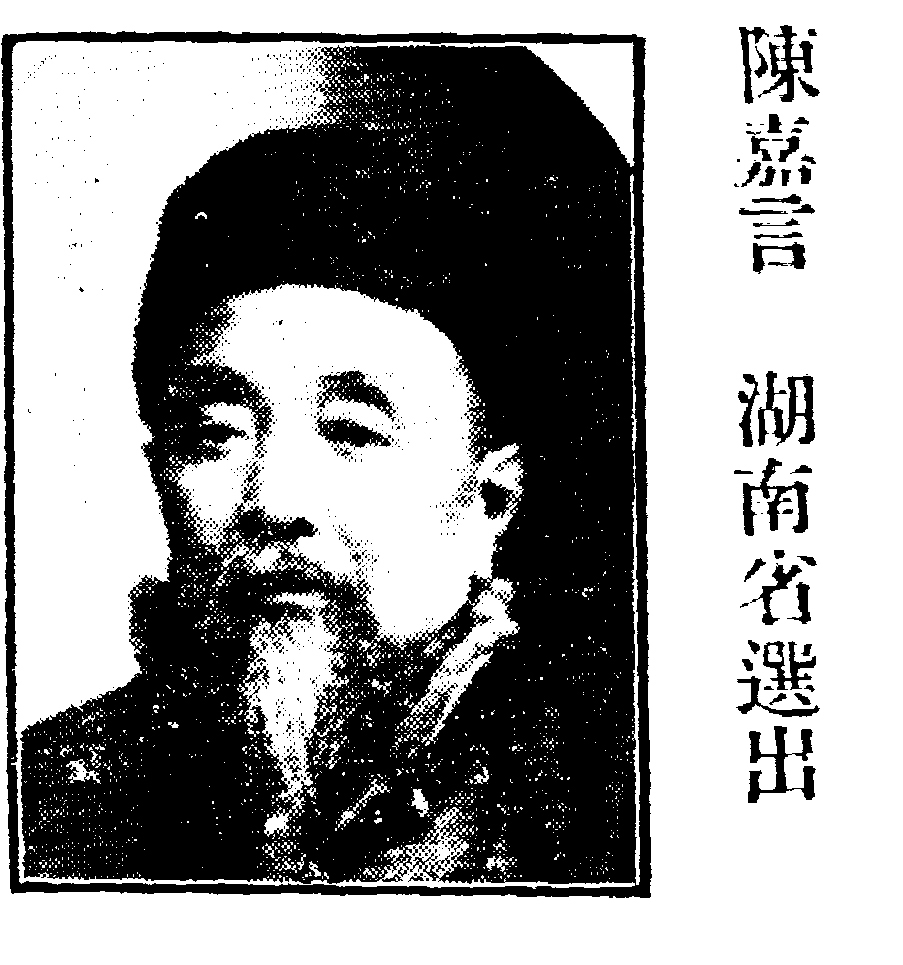
陳嘉言
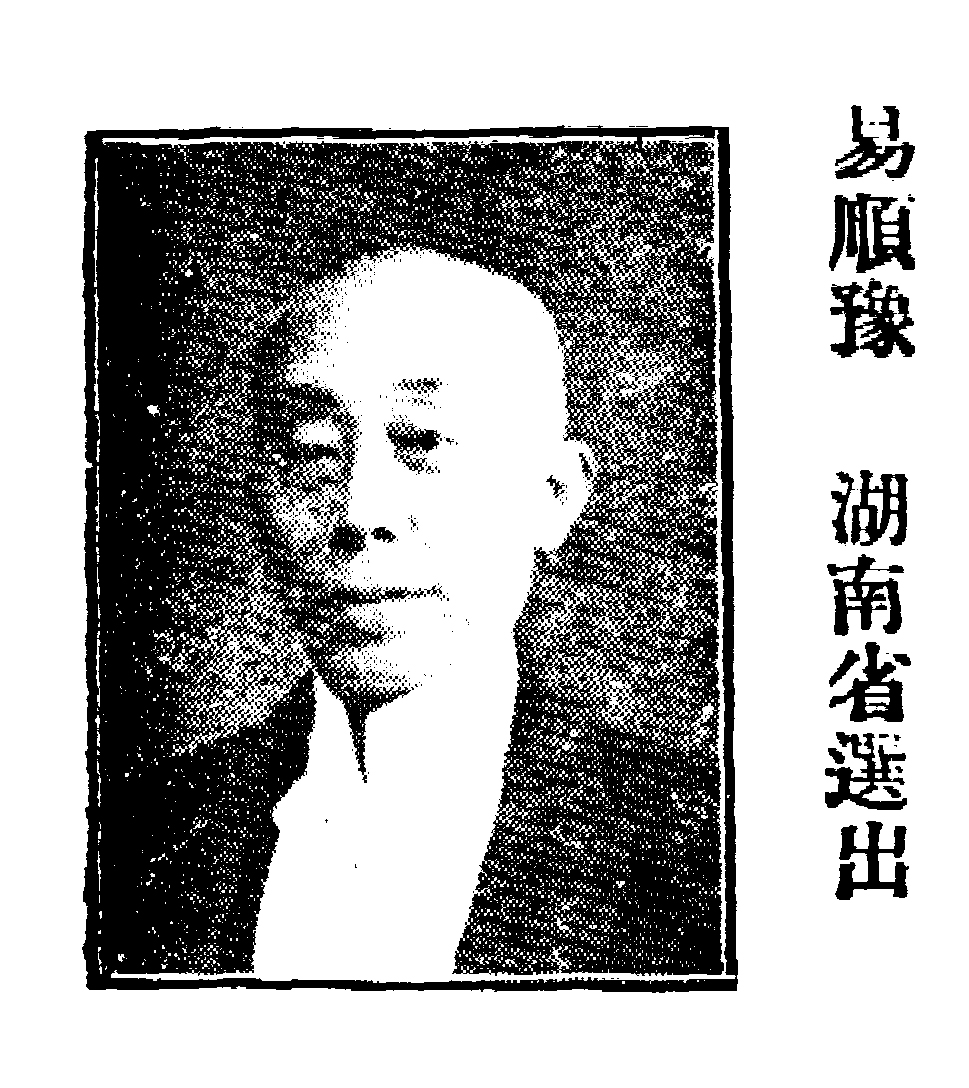
易順豫
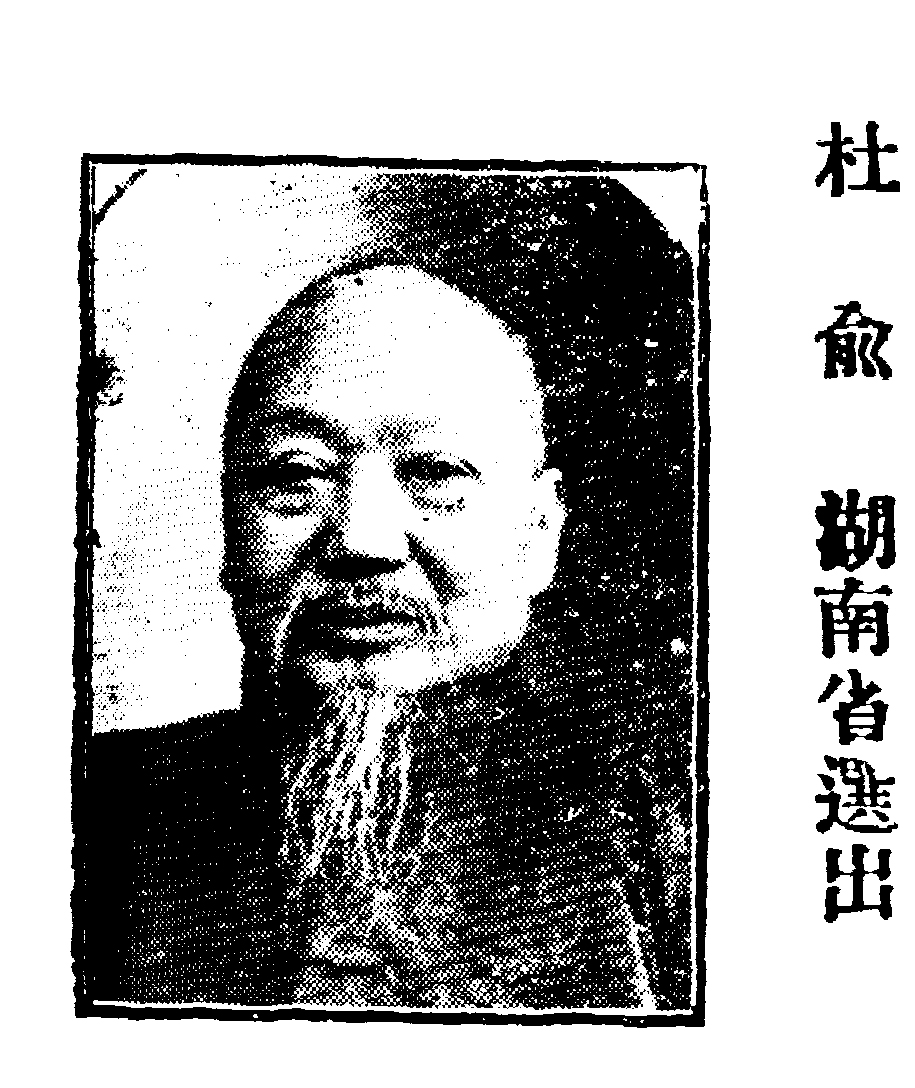
杜俞

### 山東五名
六月二十日選出張肇銓等五名參議院議員，尹宏慶、劉𡎴、丁惟魯、蕭承弼、于宗潼五人為候補參議院議員，張肇銓當日辭職，依法以尹宏慶遞補
張肇銓

張肇銓（辭職）
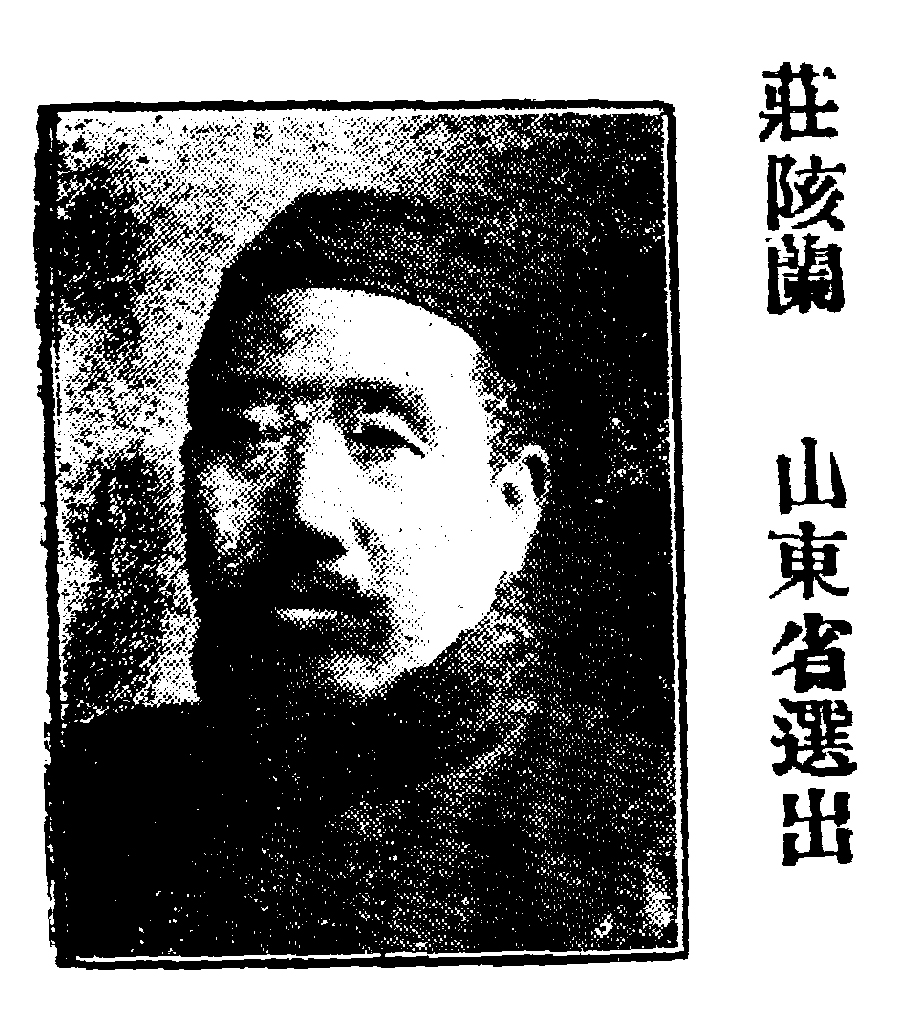
莊陔蘭
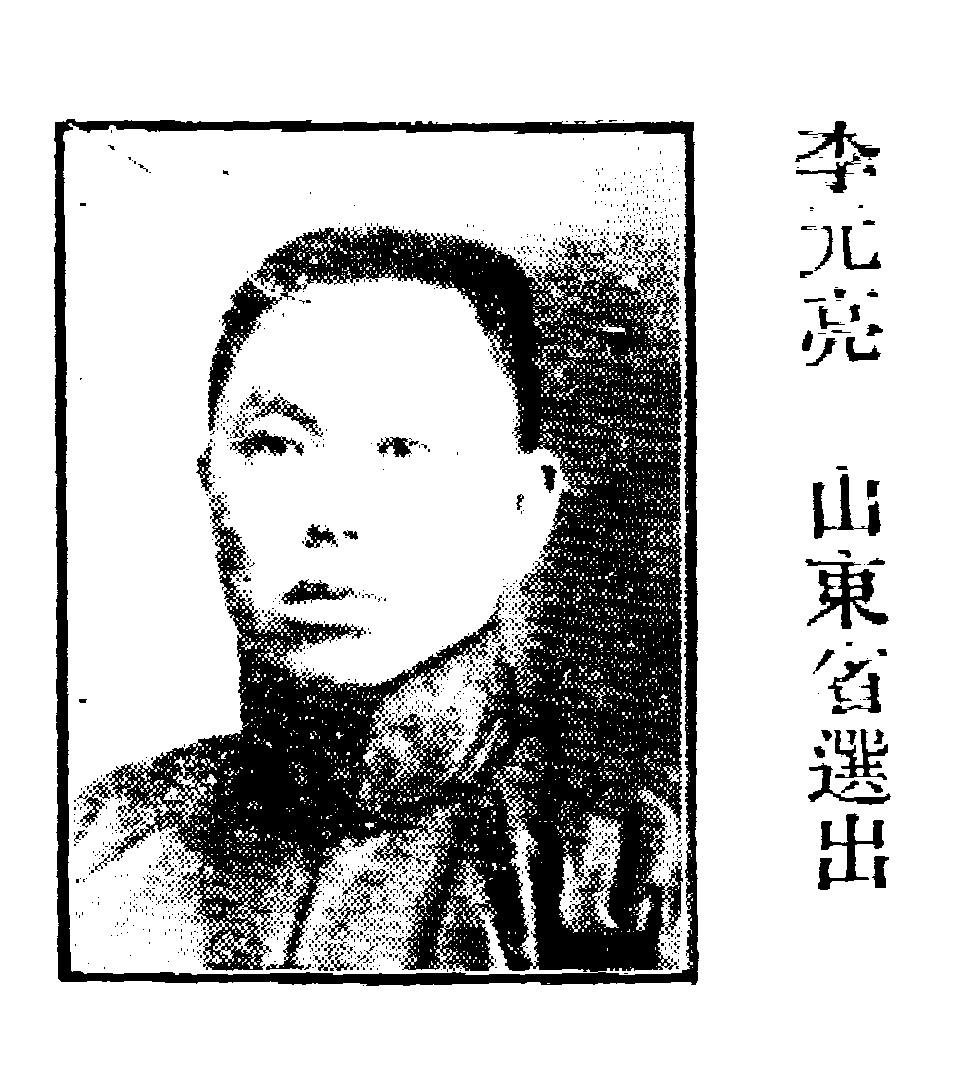
李元亮 (參議院議員)
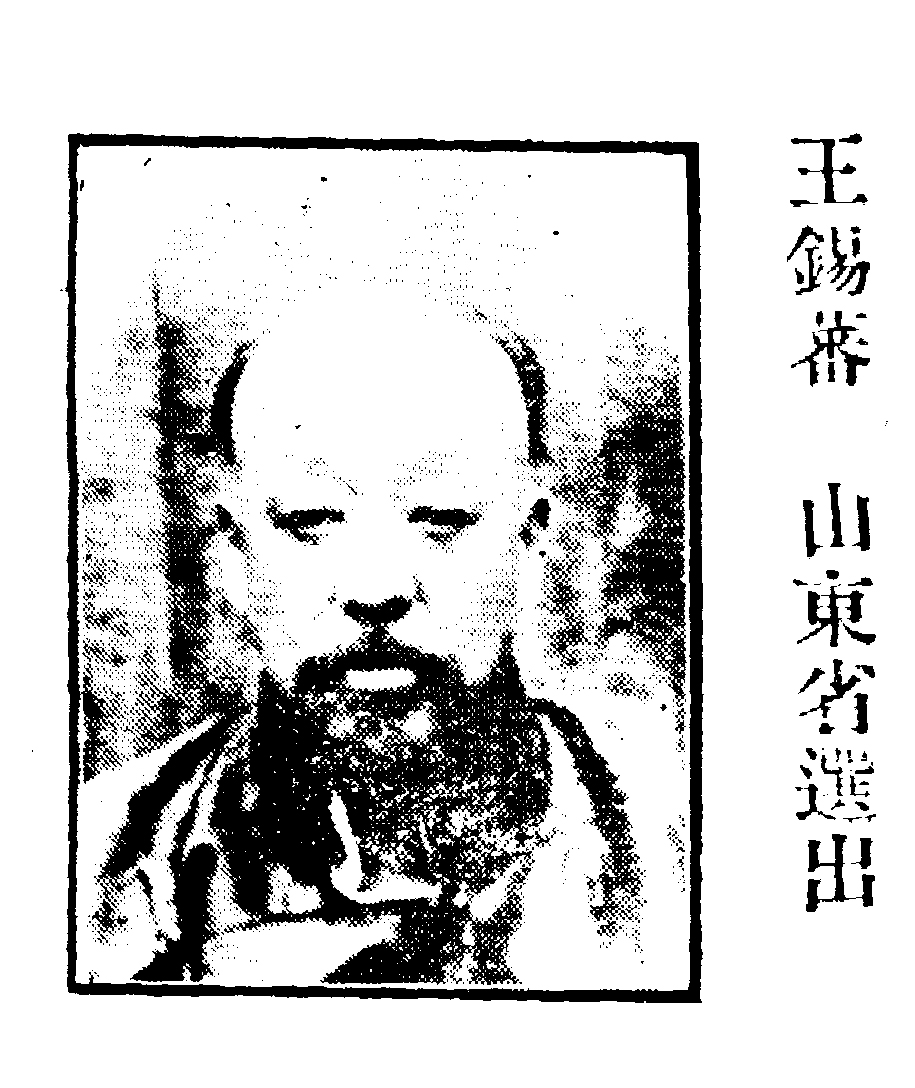
王錫蕃
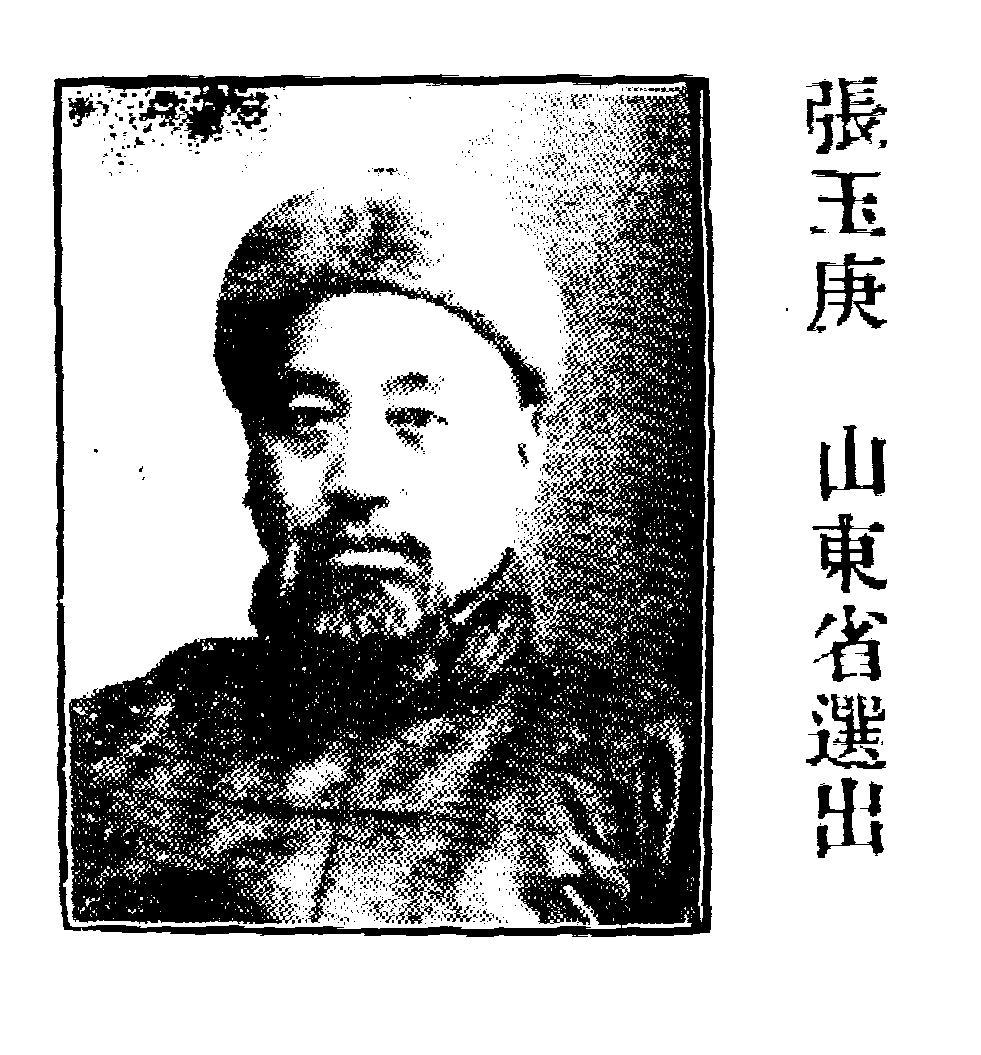
張玉庚
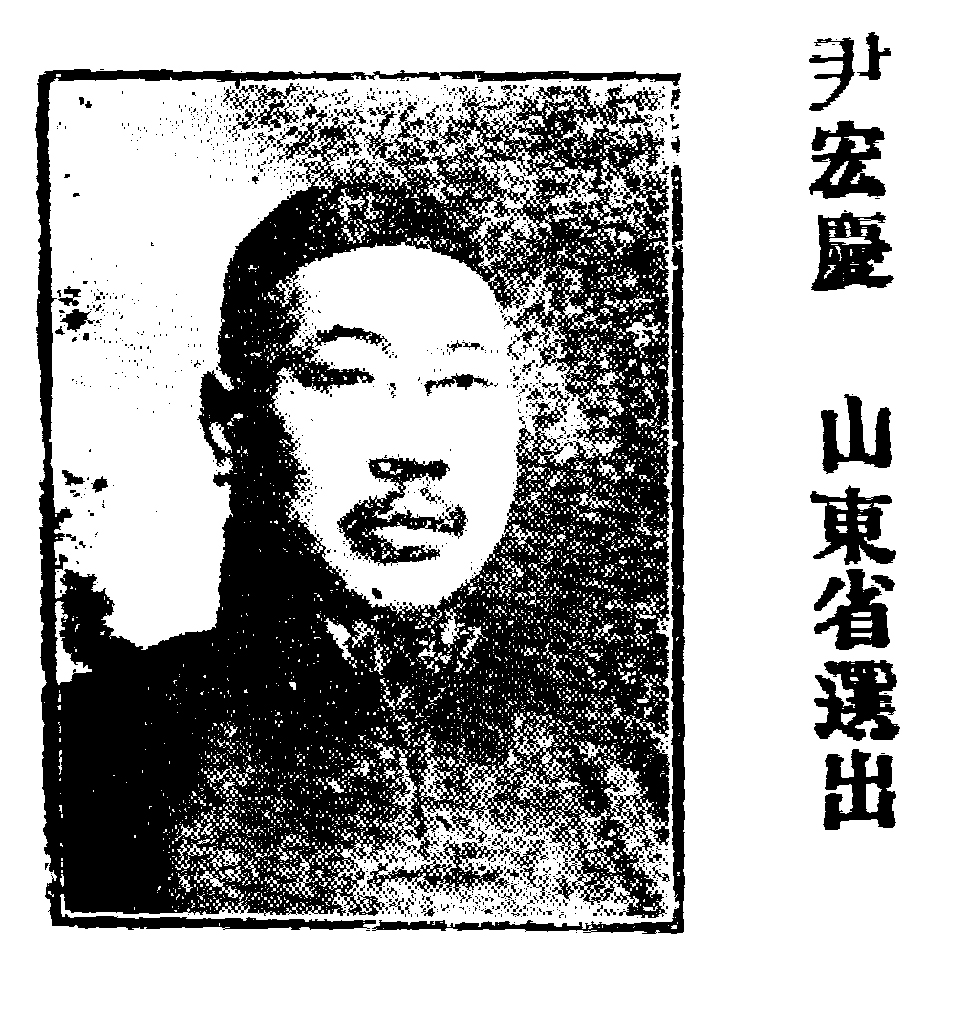
尹宏慶（遞補張肇銓）

### 河南五名

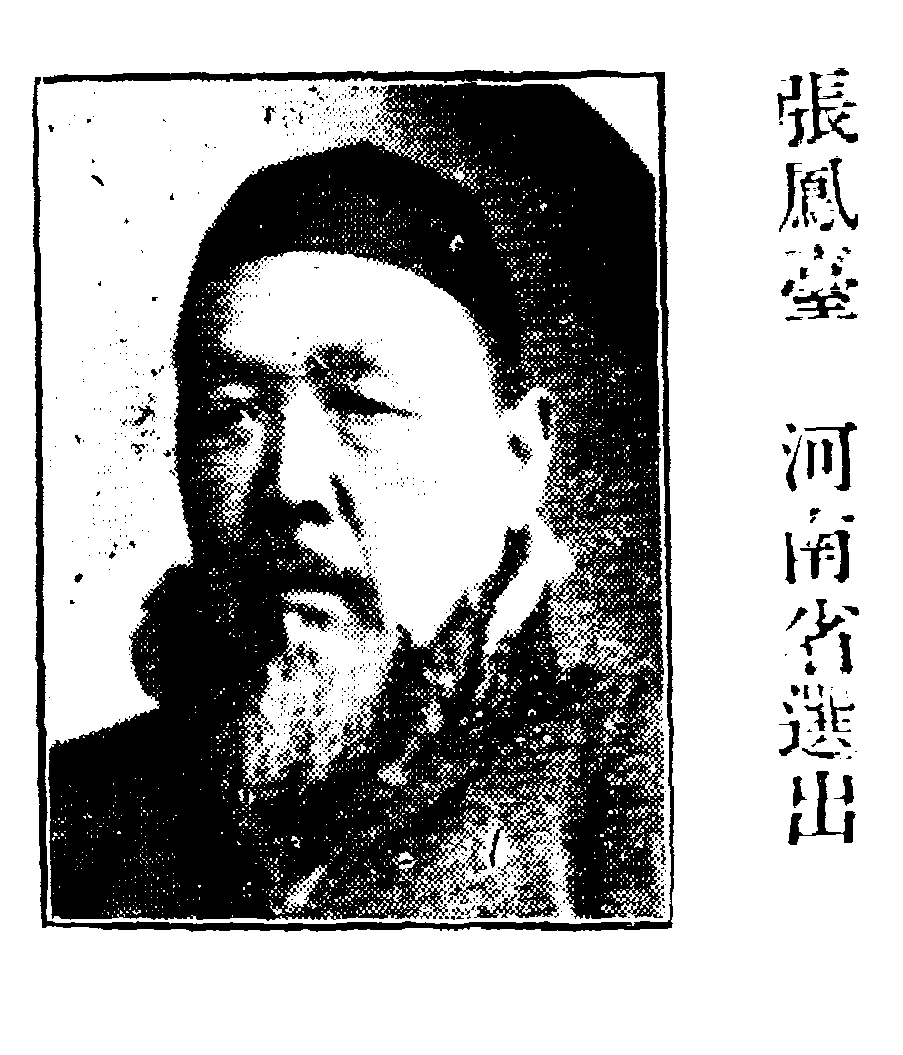
張鳳臺
畢太昌
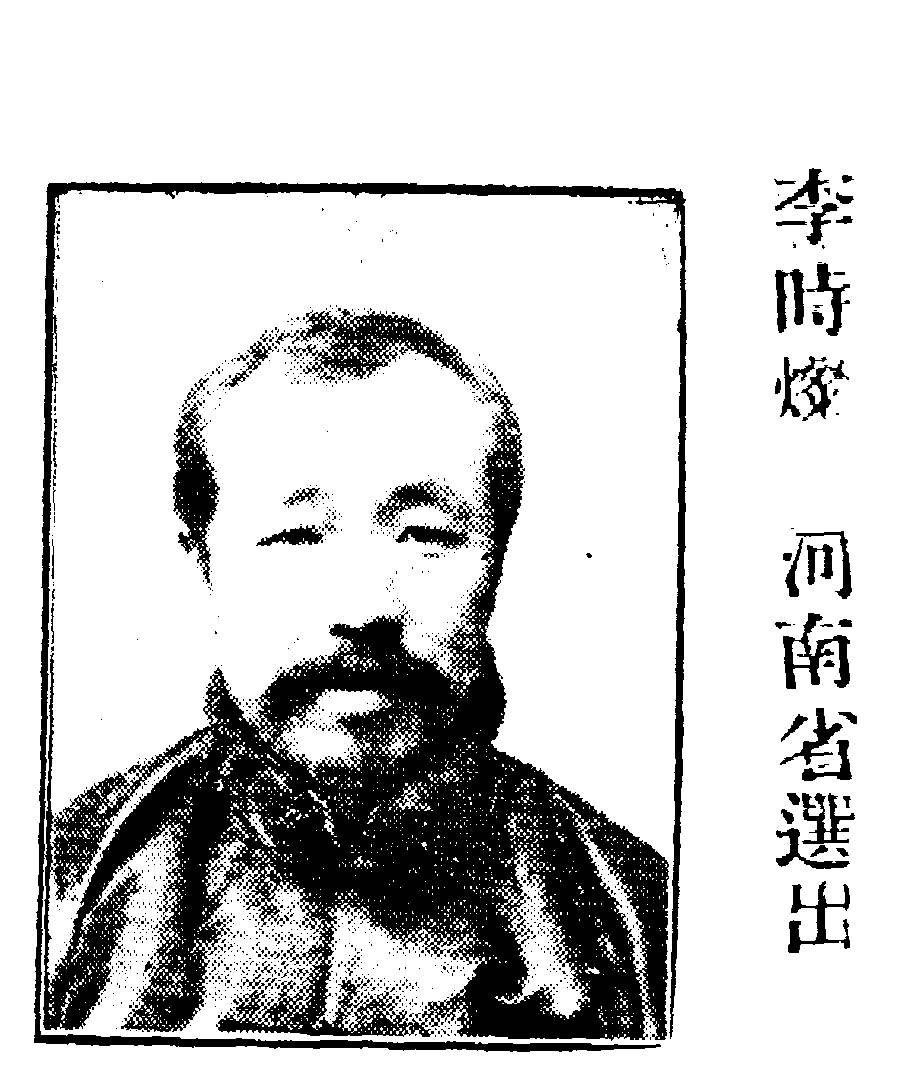
李時燦
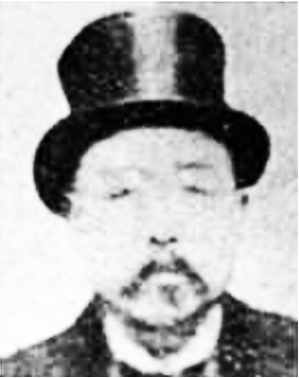
王祖同（病故）
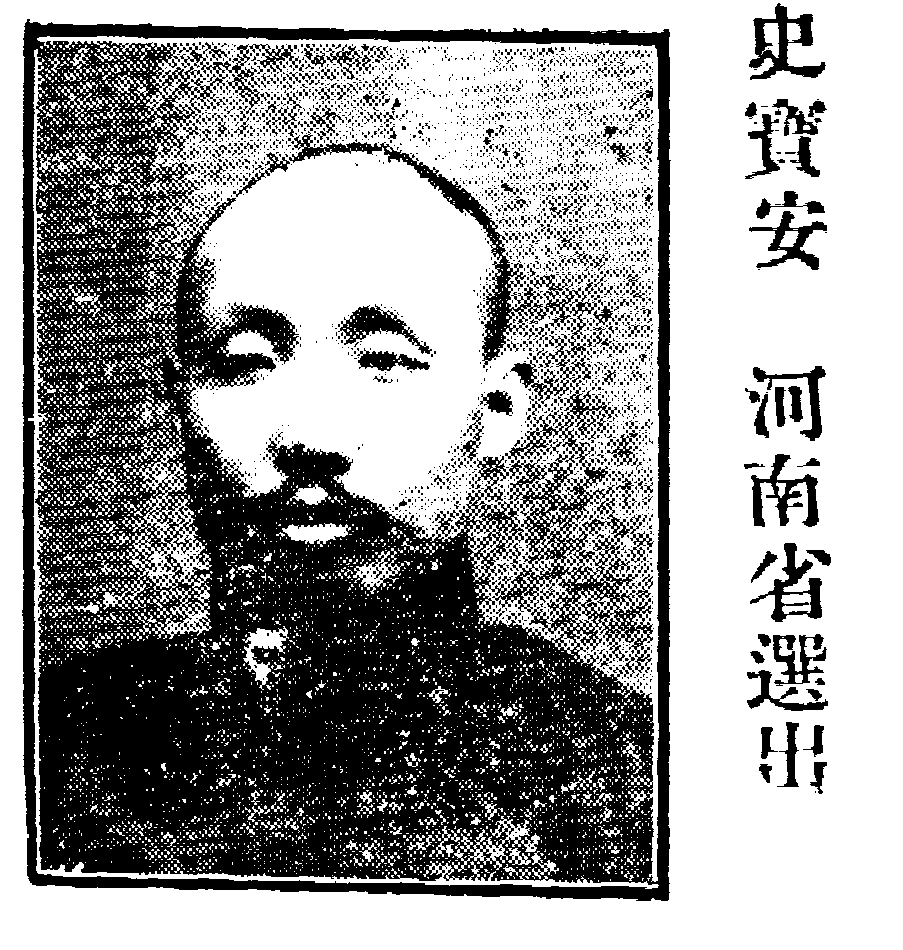
史寶安
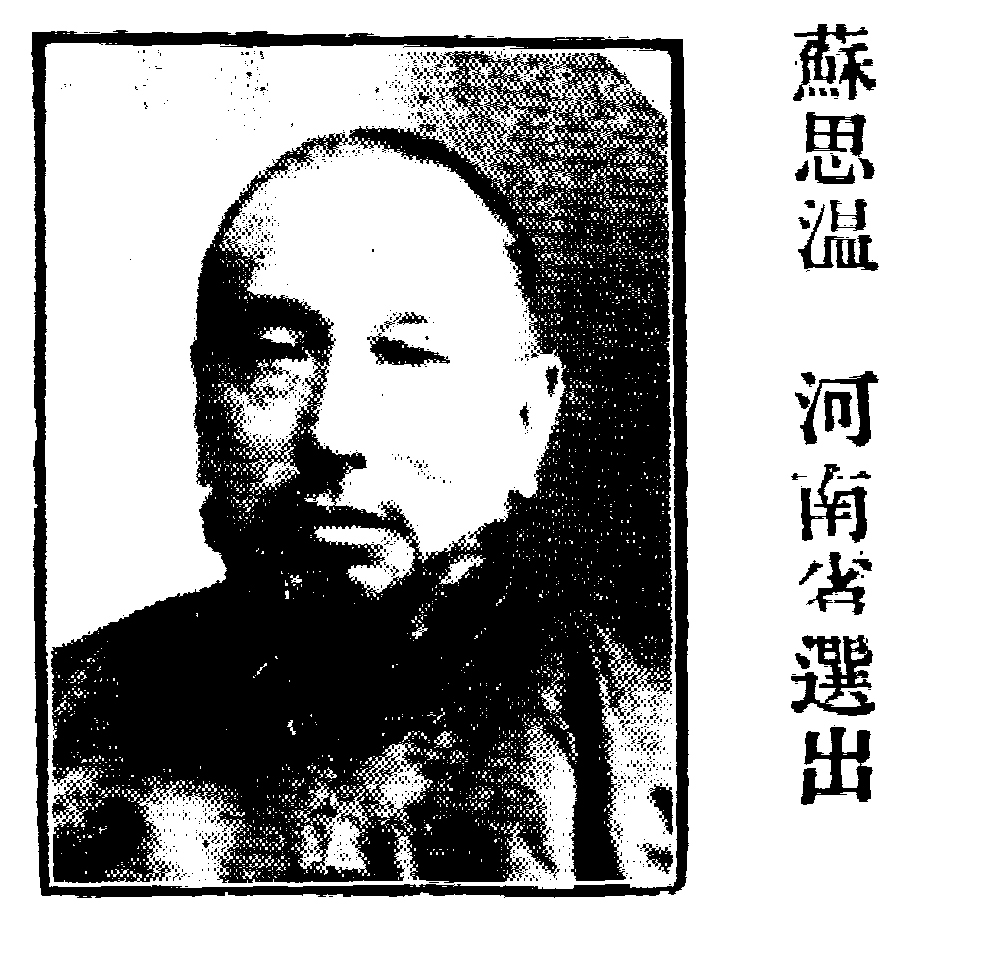
蘇思溫（遞補王祖同）

### 山西五名
當選人：田應璜、賈耕、解榮輅、梁善濟

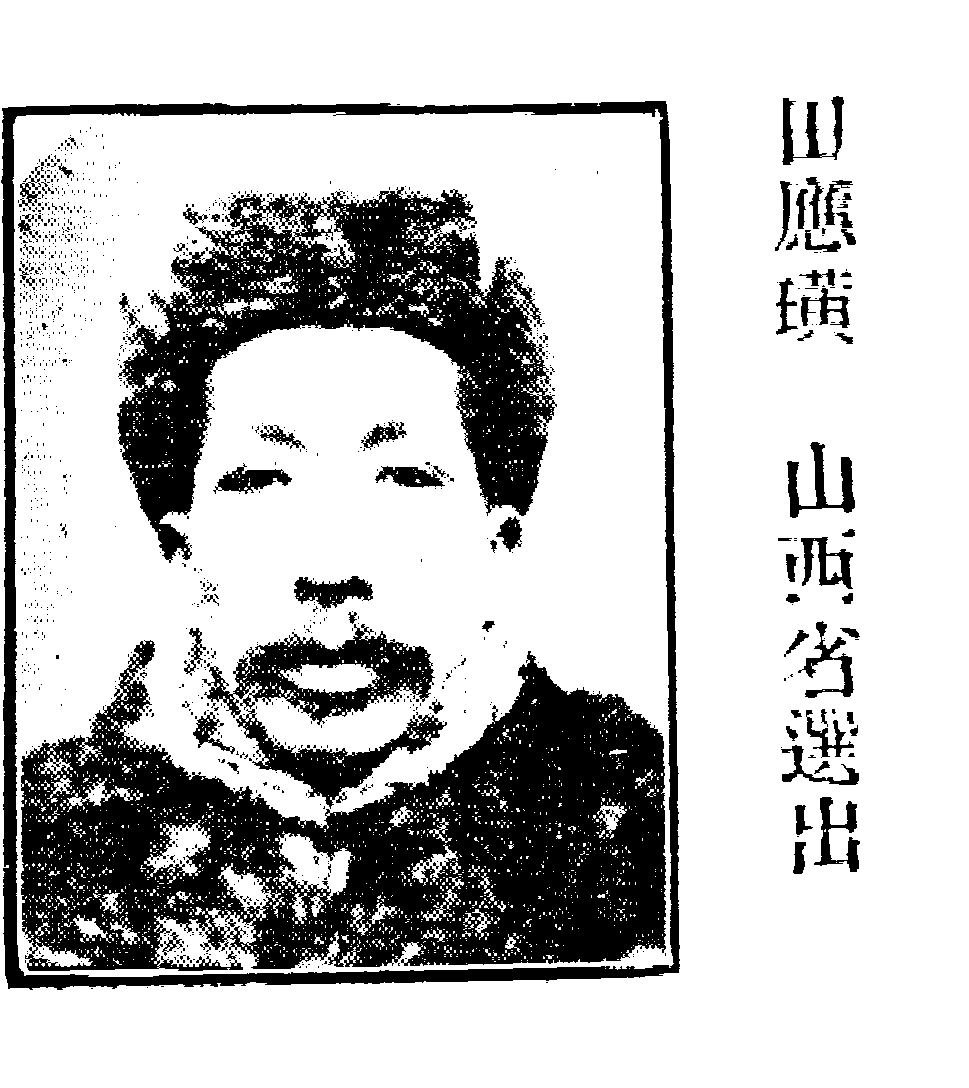
田應璜
賈耕
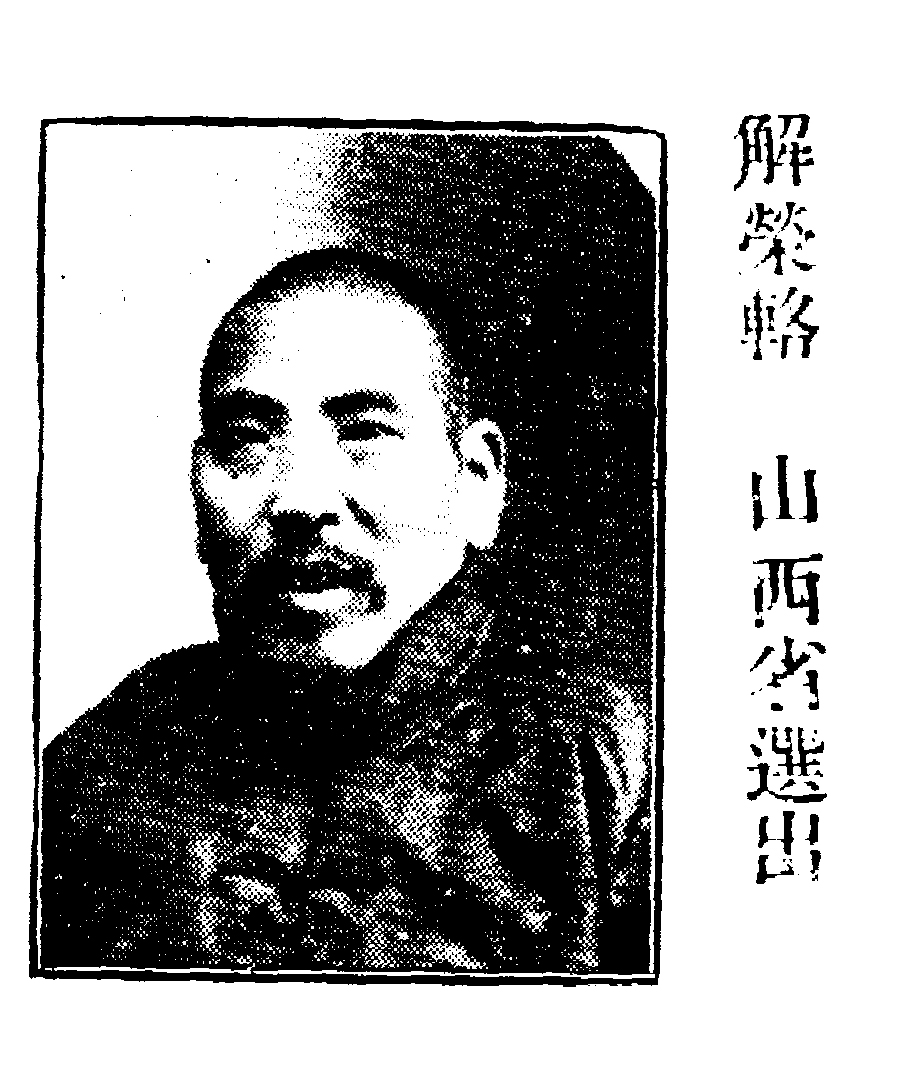
解榮輅
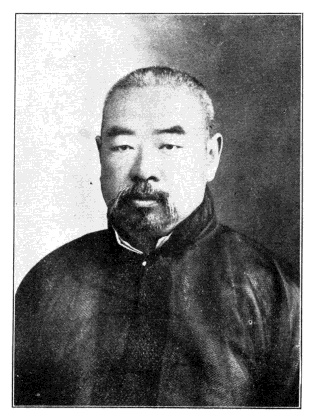
梁善濟
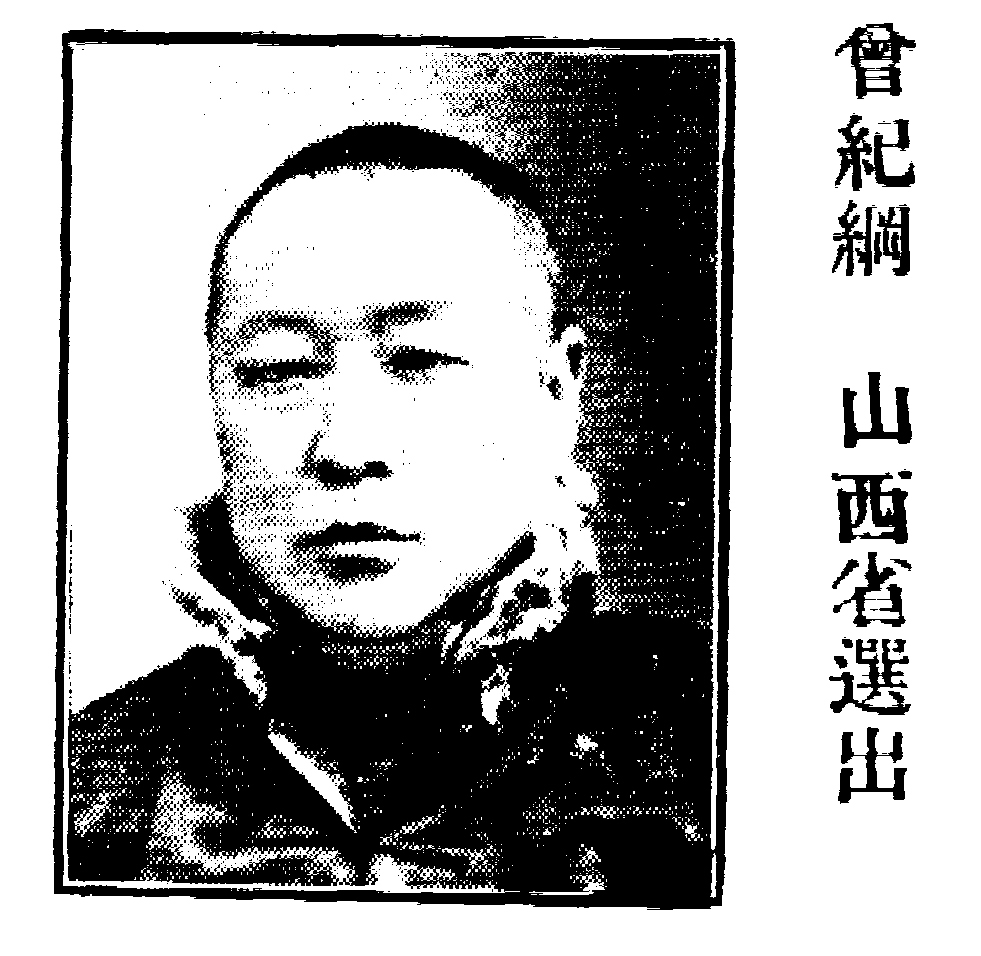
曾紀綱

### 陝西五名

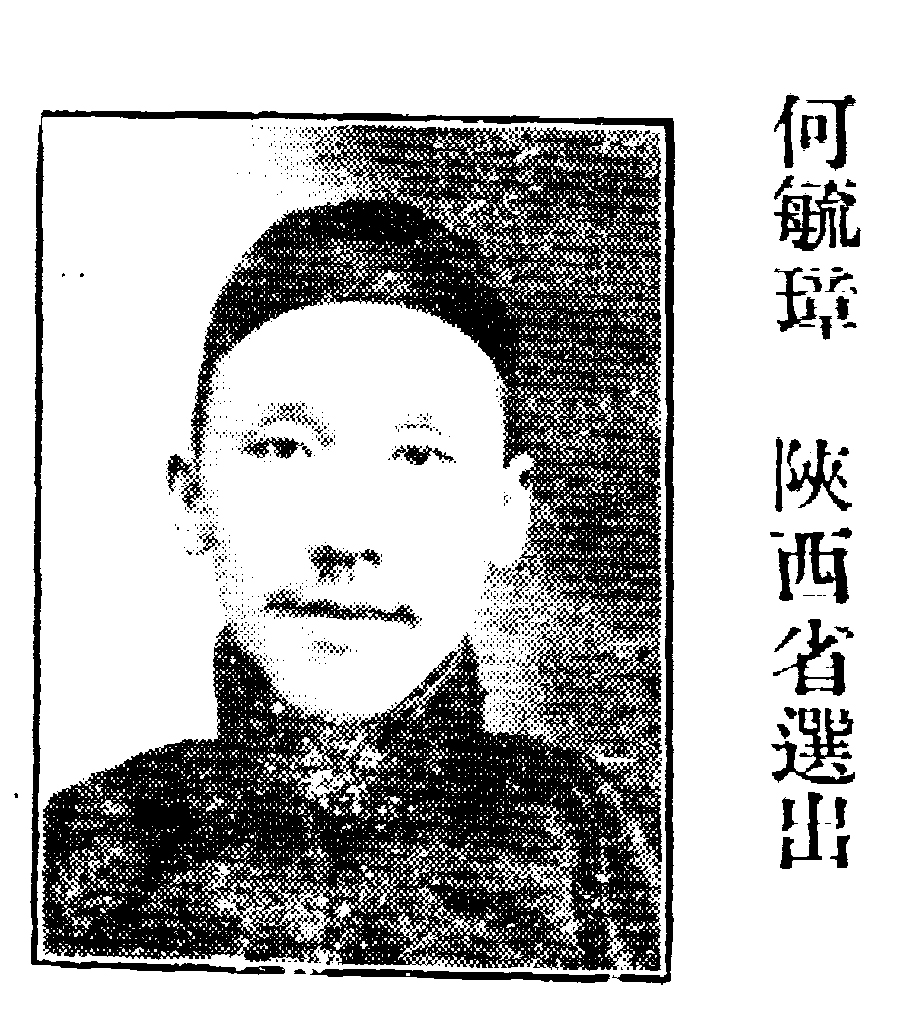
何毓璋
王樾（辭職）
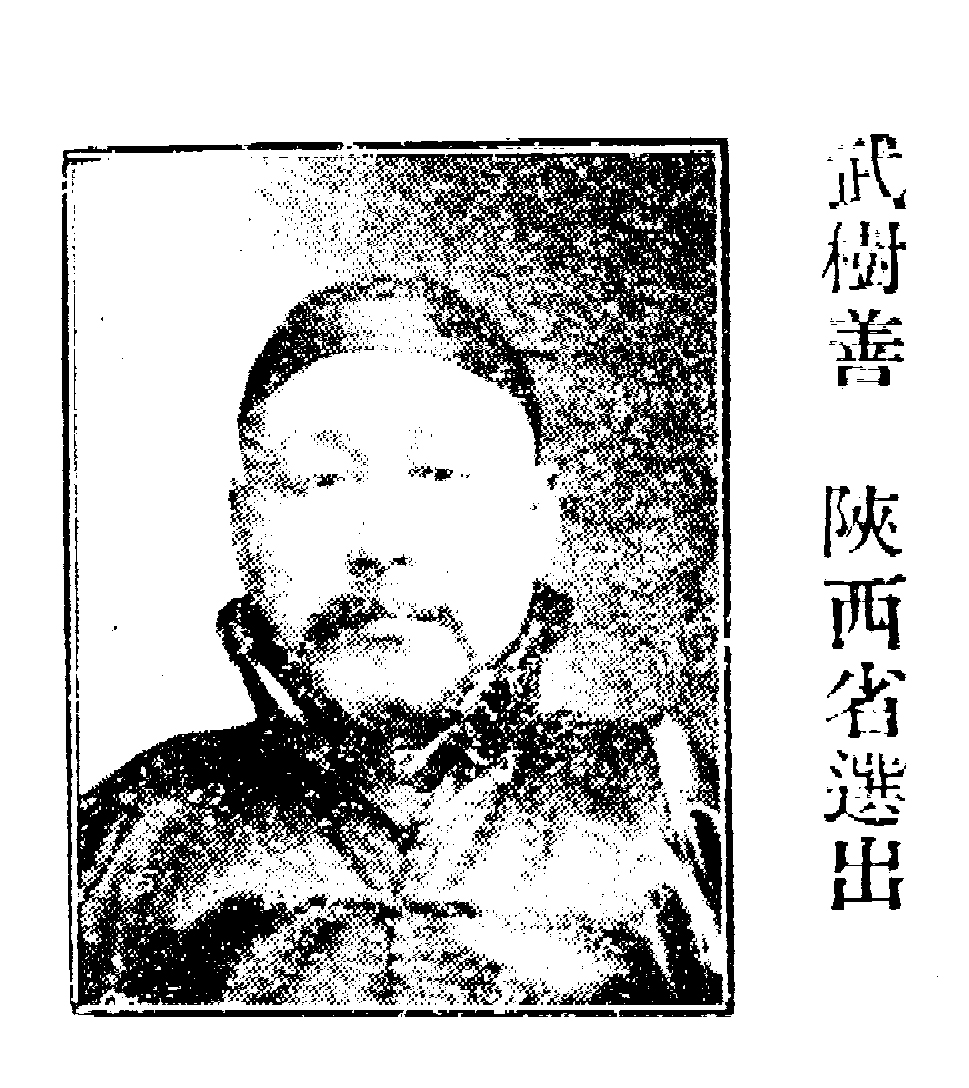
武樹善
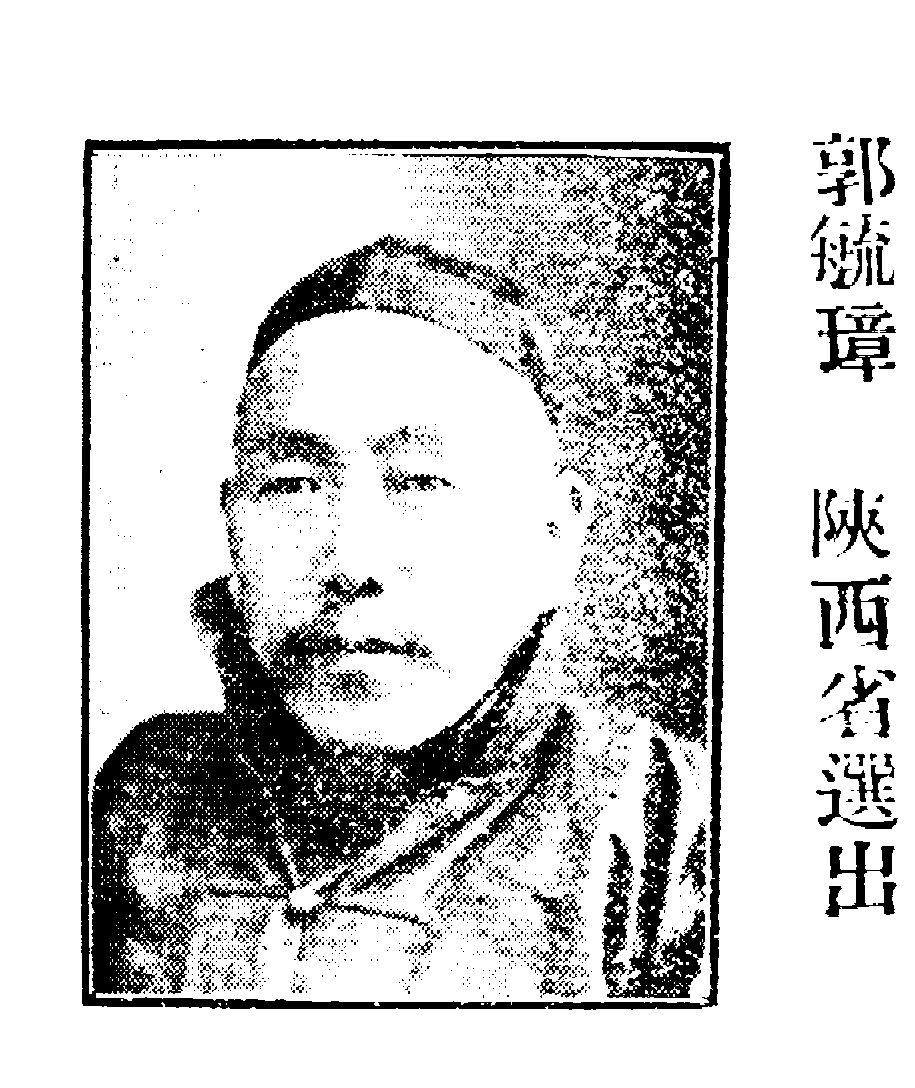
郭毓璋
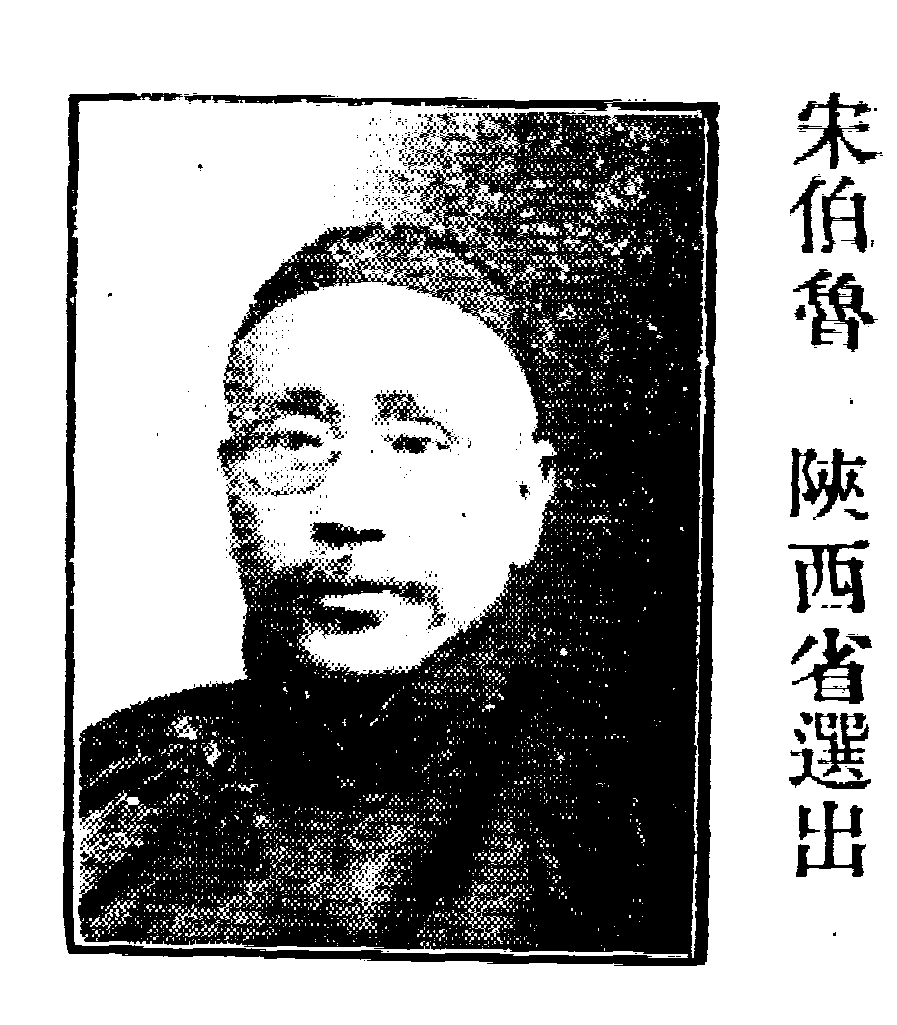
宋伯魯
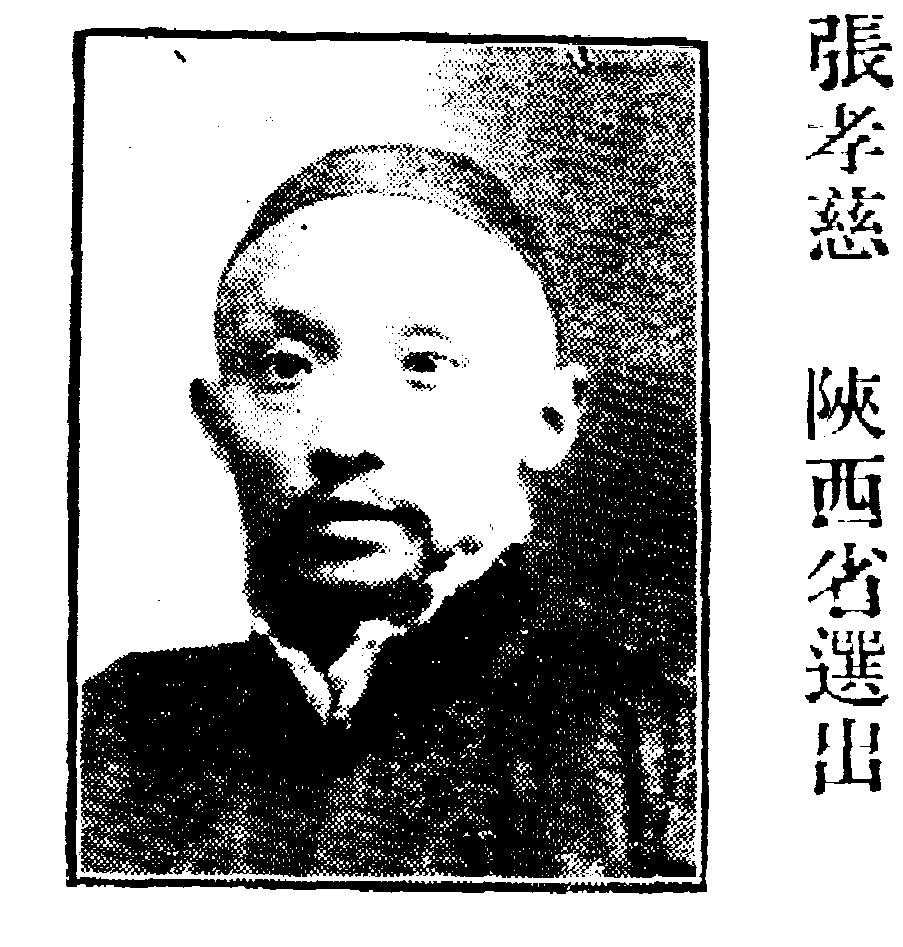
張孝慈（遞補王樾）

### 甘肅五名

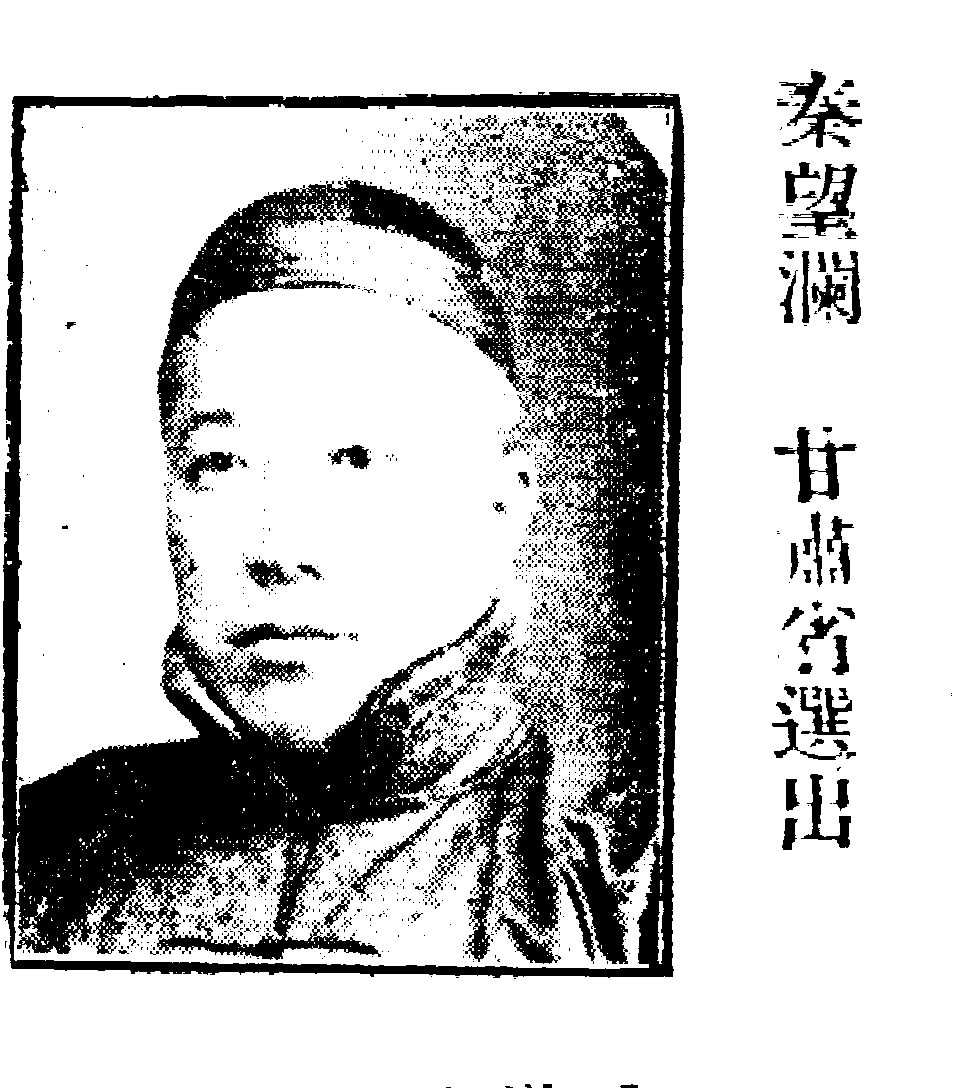
秦望瀾
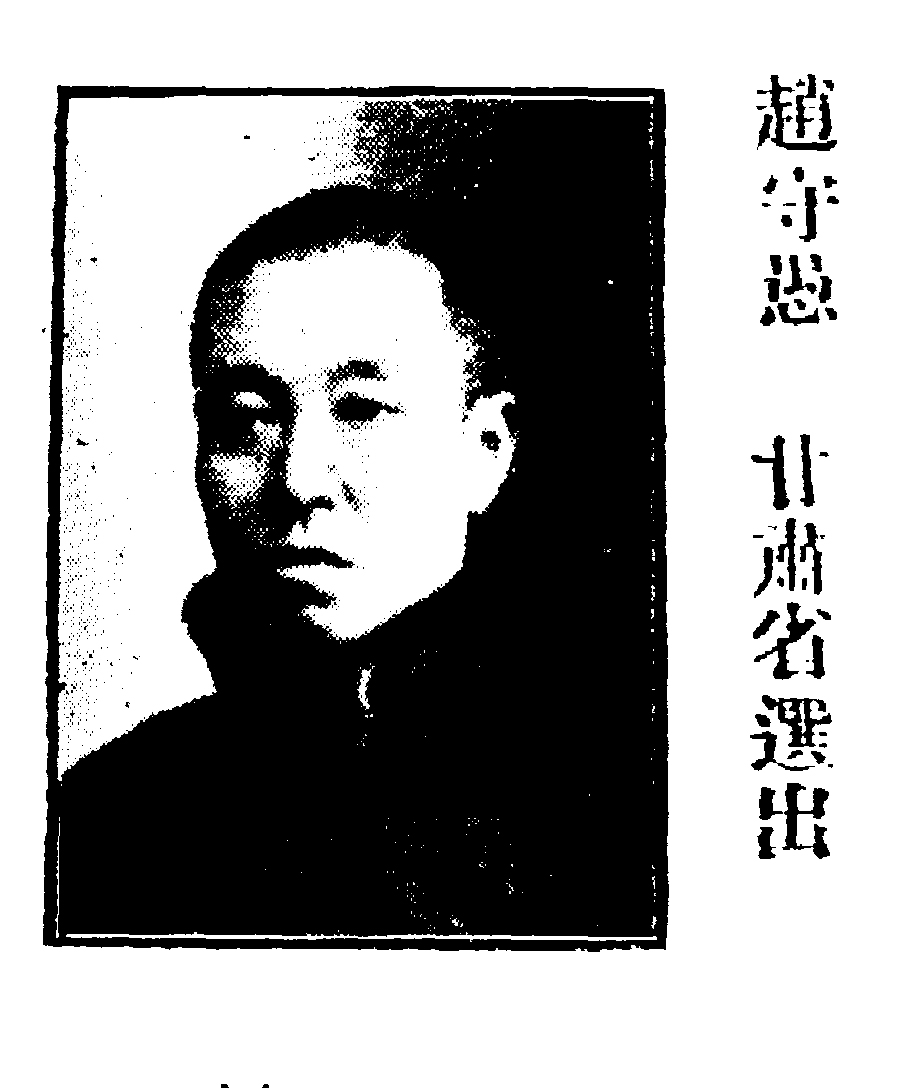
趙守愚
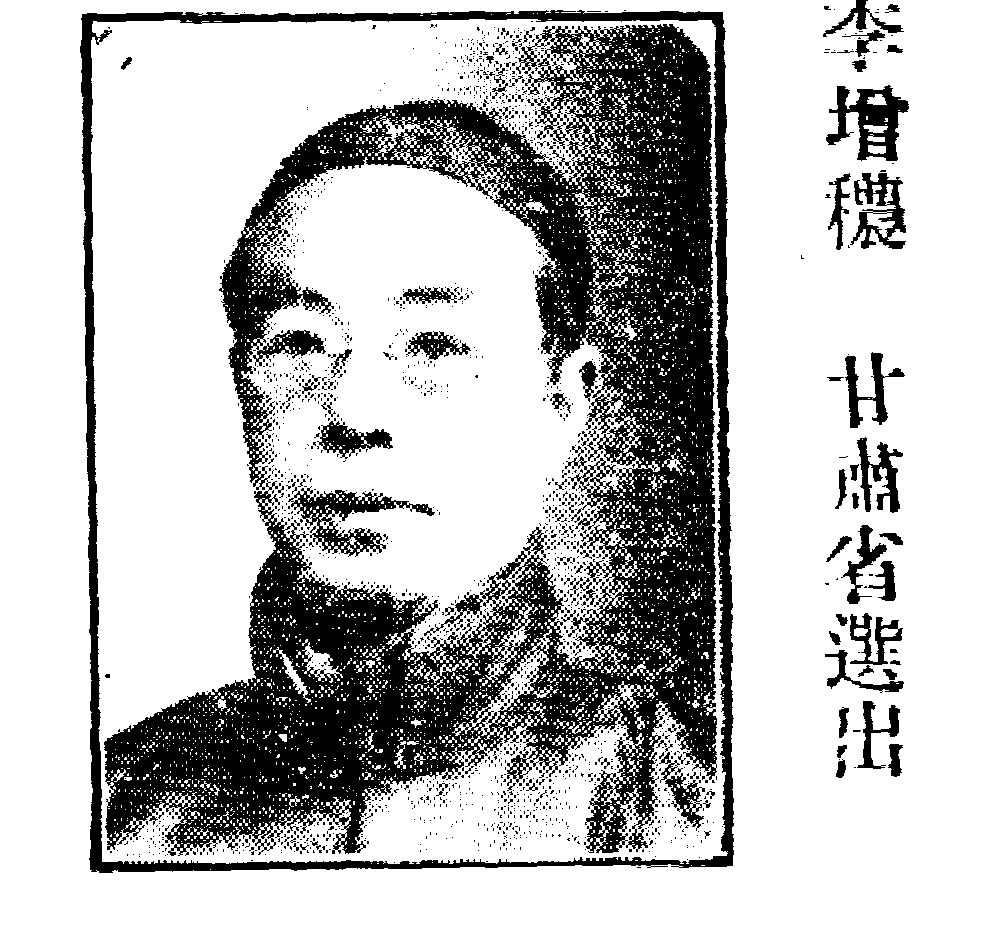
李增穠
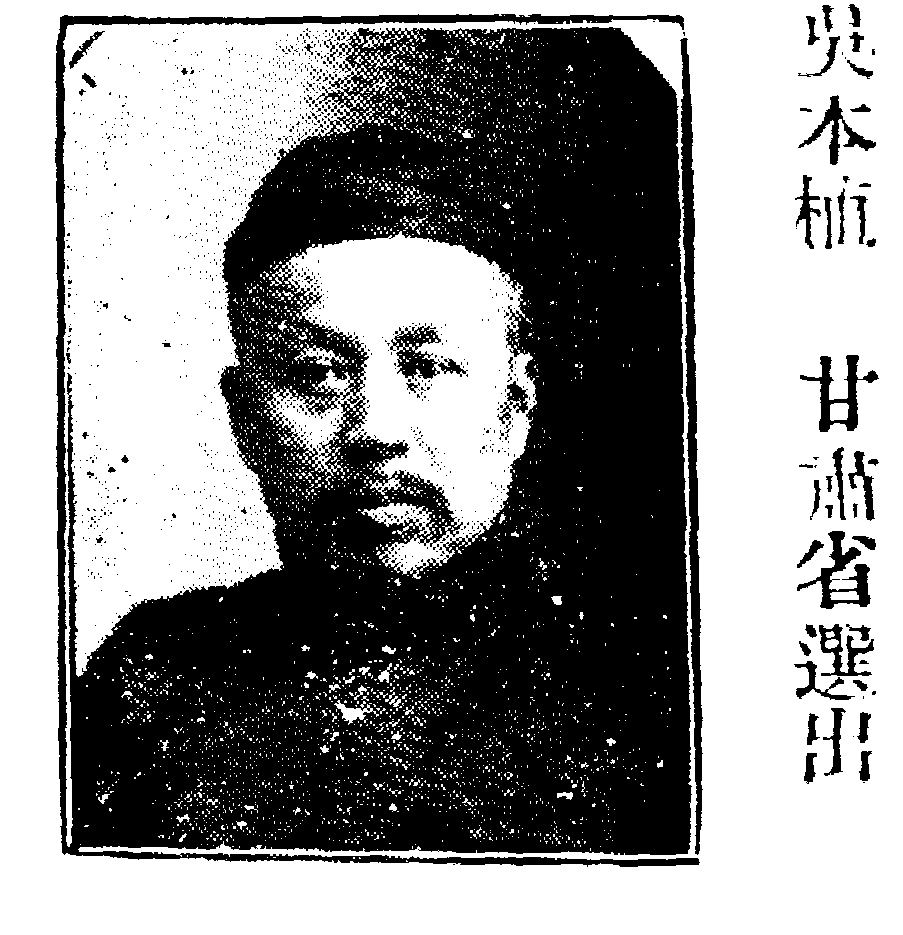
吳本植
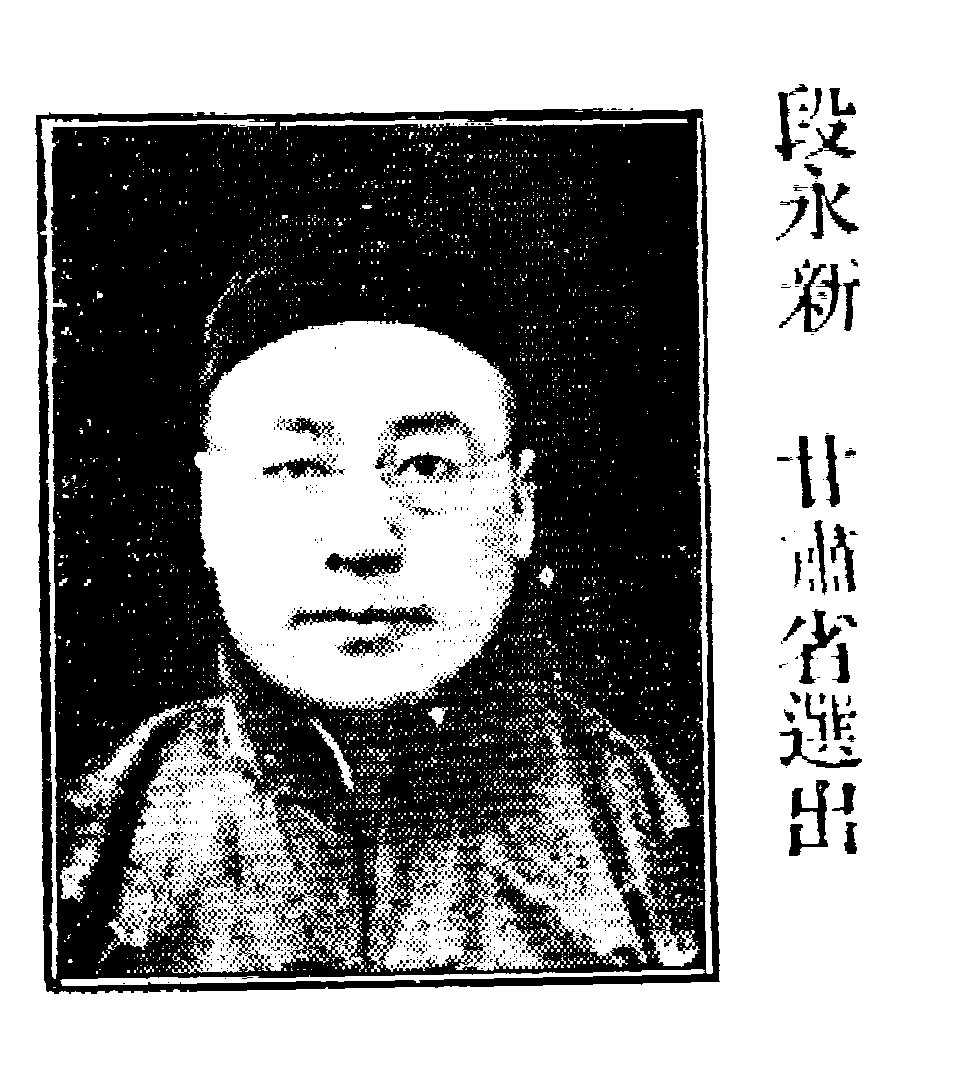
段永新

### 新疆五名

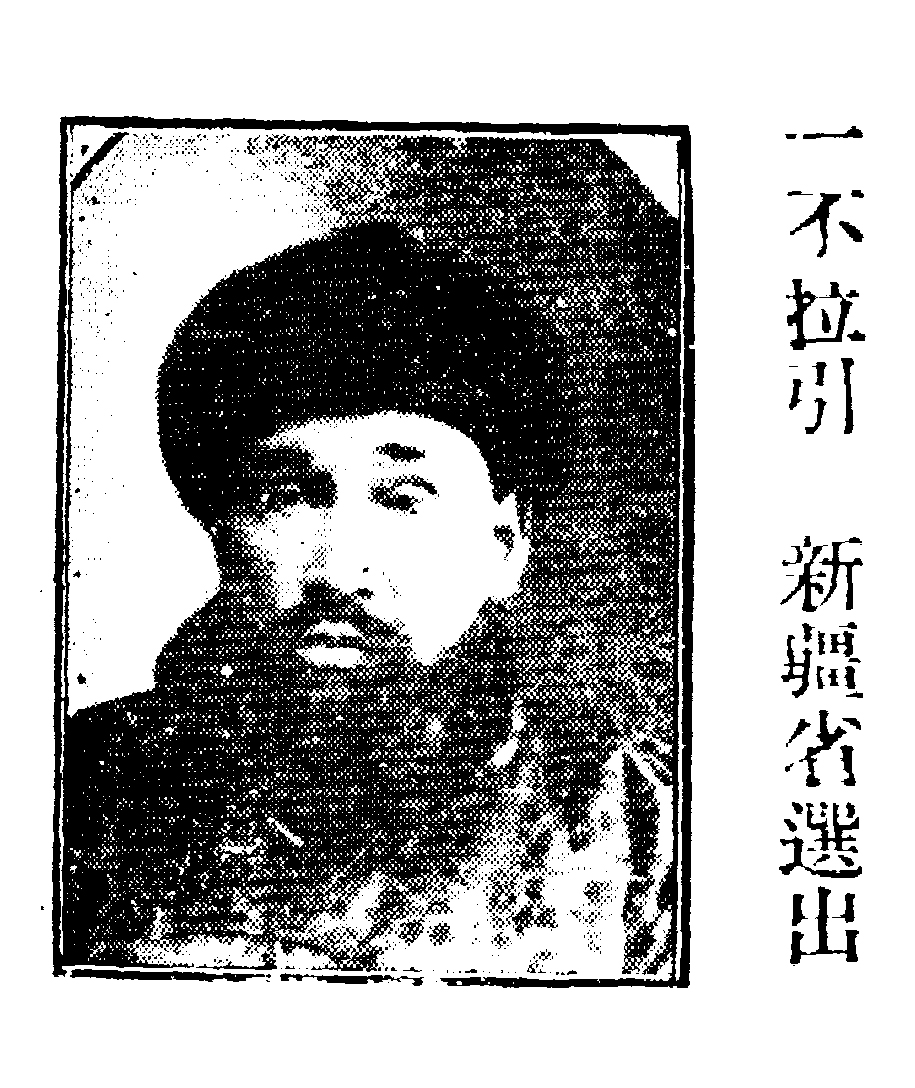
一不拉引
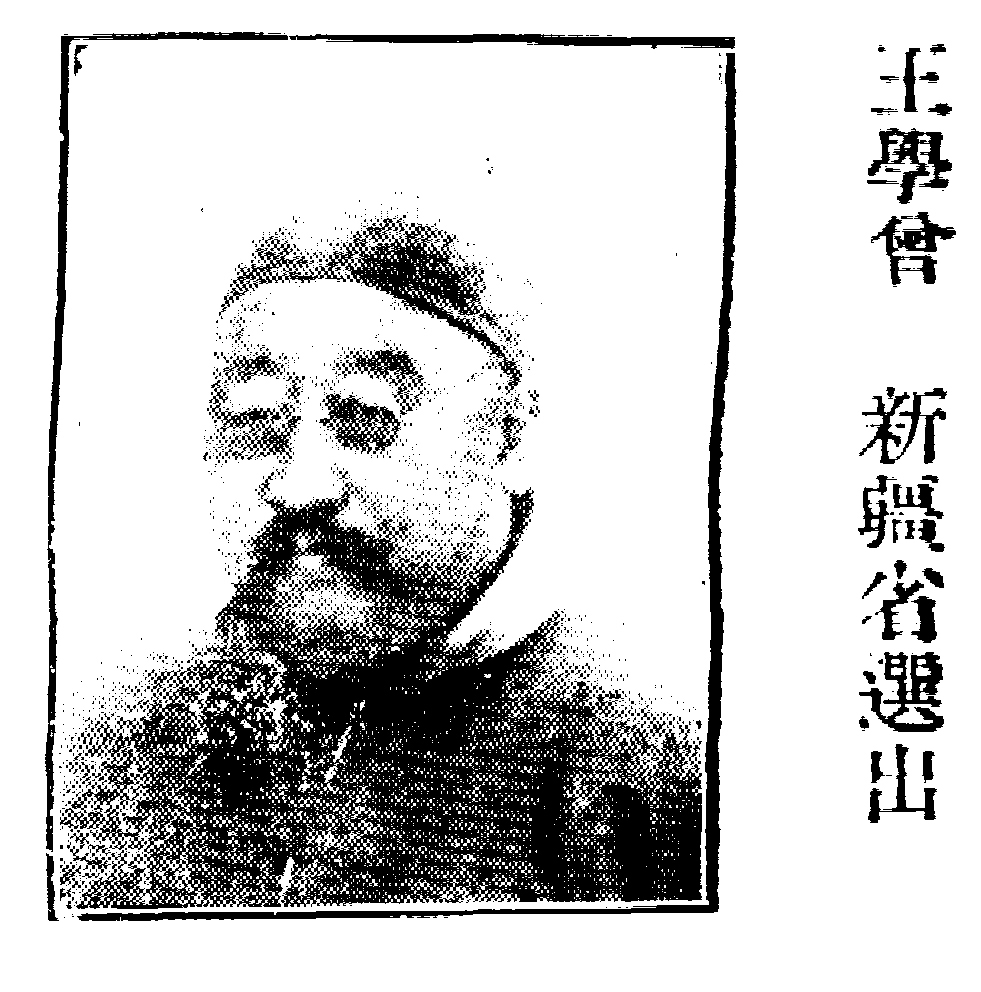
王學曾
李鍾麟
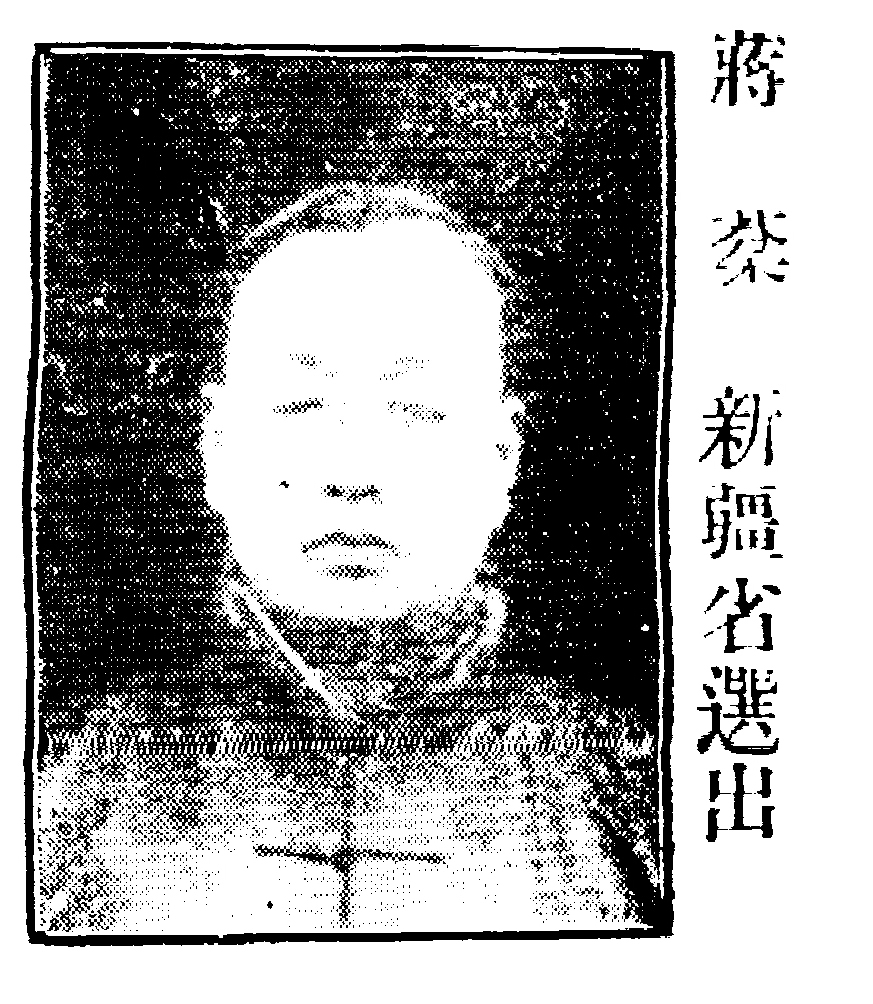
蔣棻
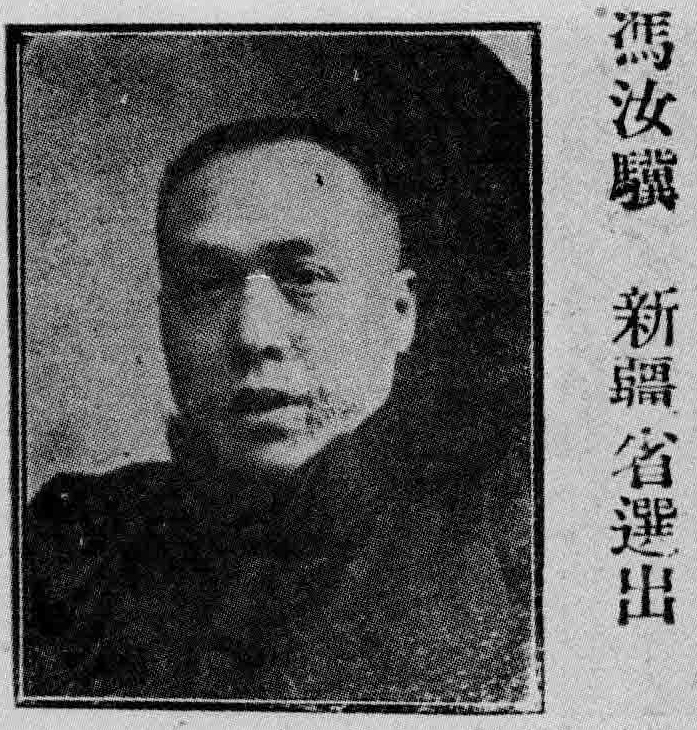
馮汝驥

### 京兆特別行政區一名

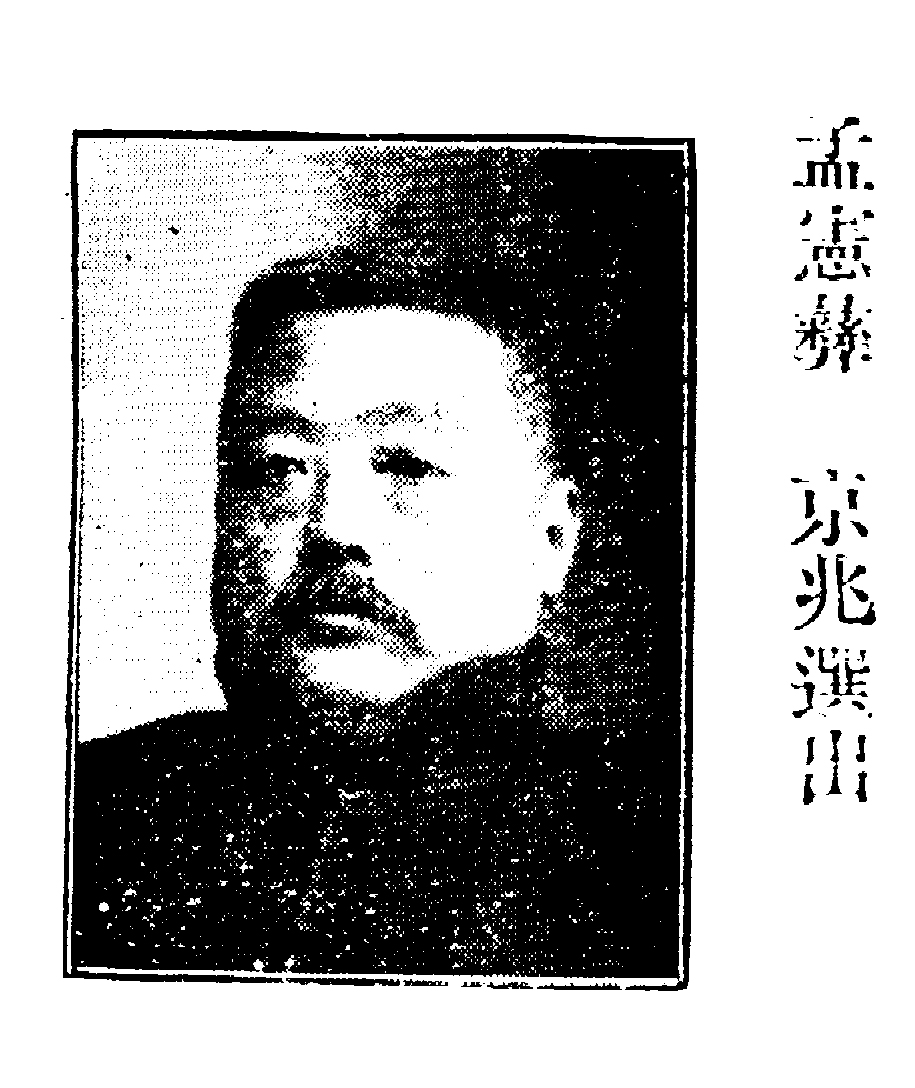
孟憲彝

### 熱河特別行政區一名
六月二十一日選出高錫恩一名

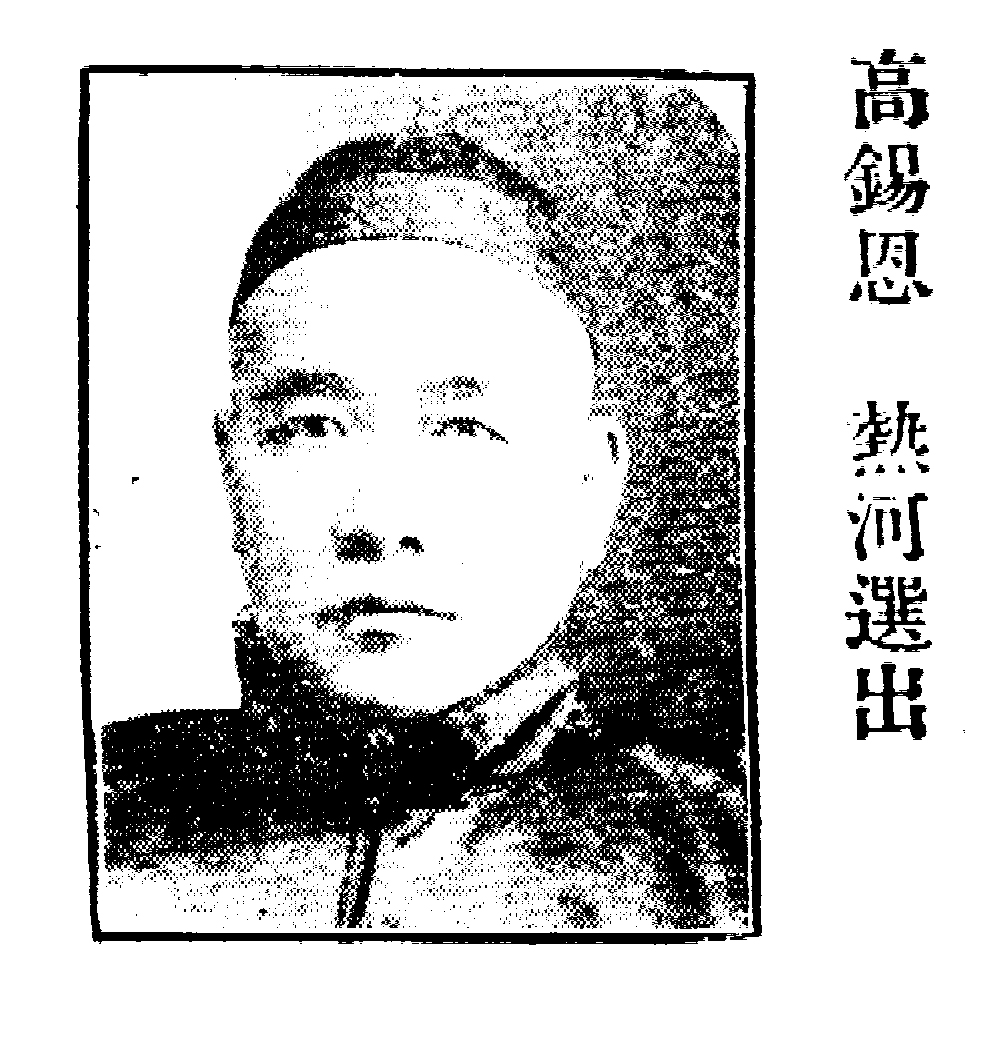
高錫恩

### 察哈爾特別行政區一名

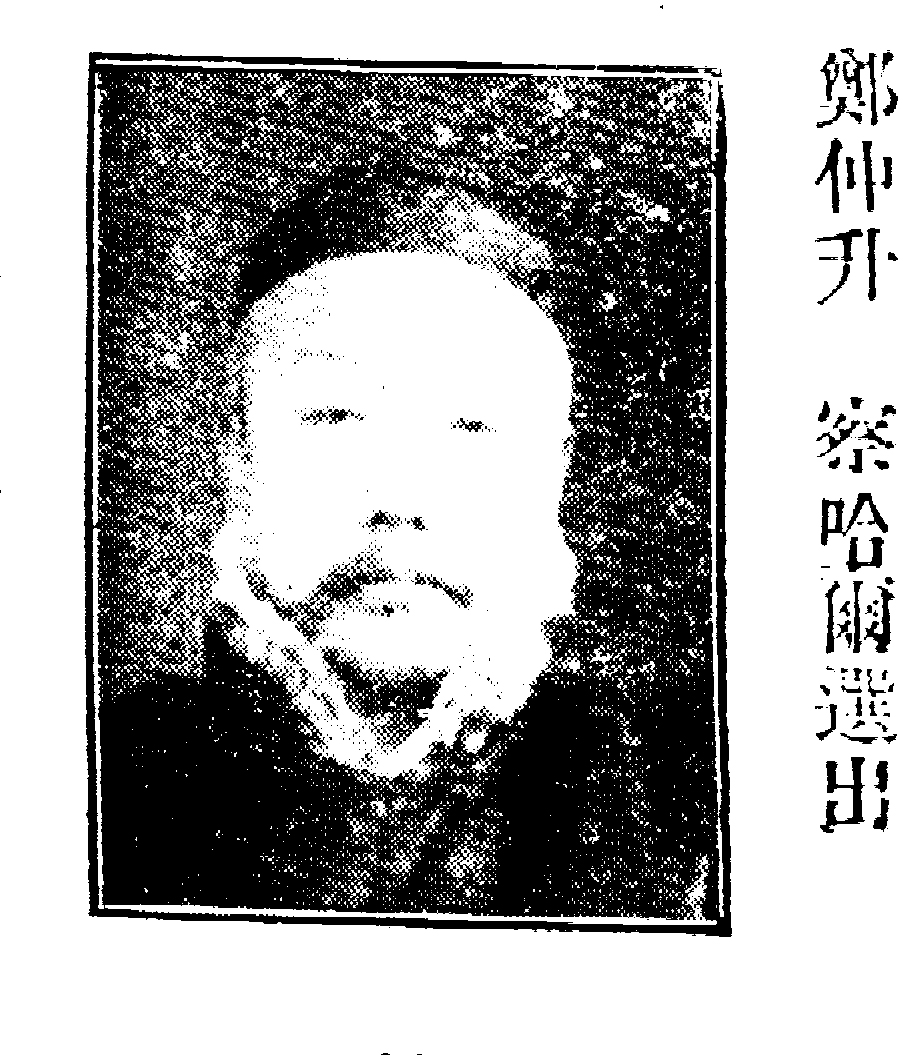
鄭仲升

### 綏遠特別行政區一名

龔秉鈞（病故）
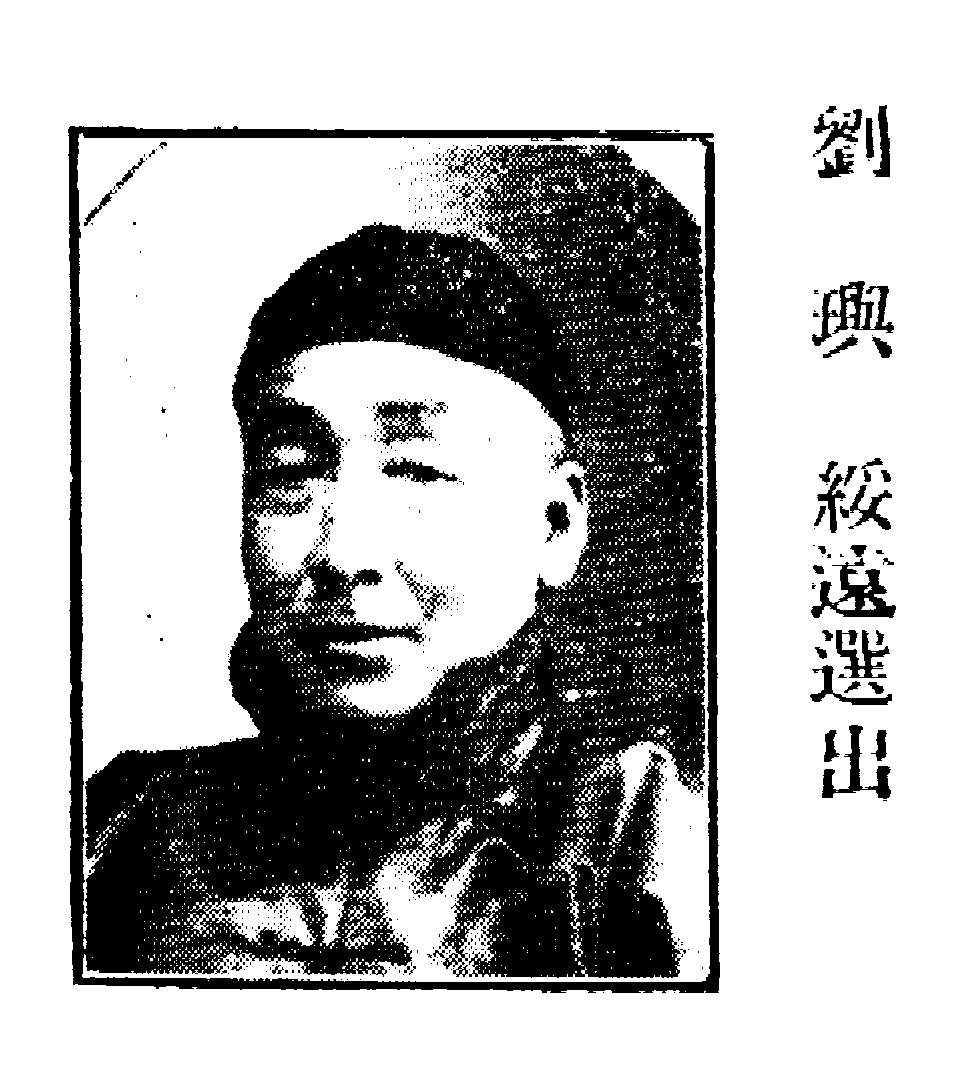
劉璵（遞補龔秉鈞）

### 川邊特別行政區一名

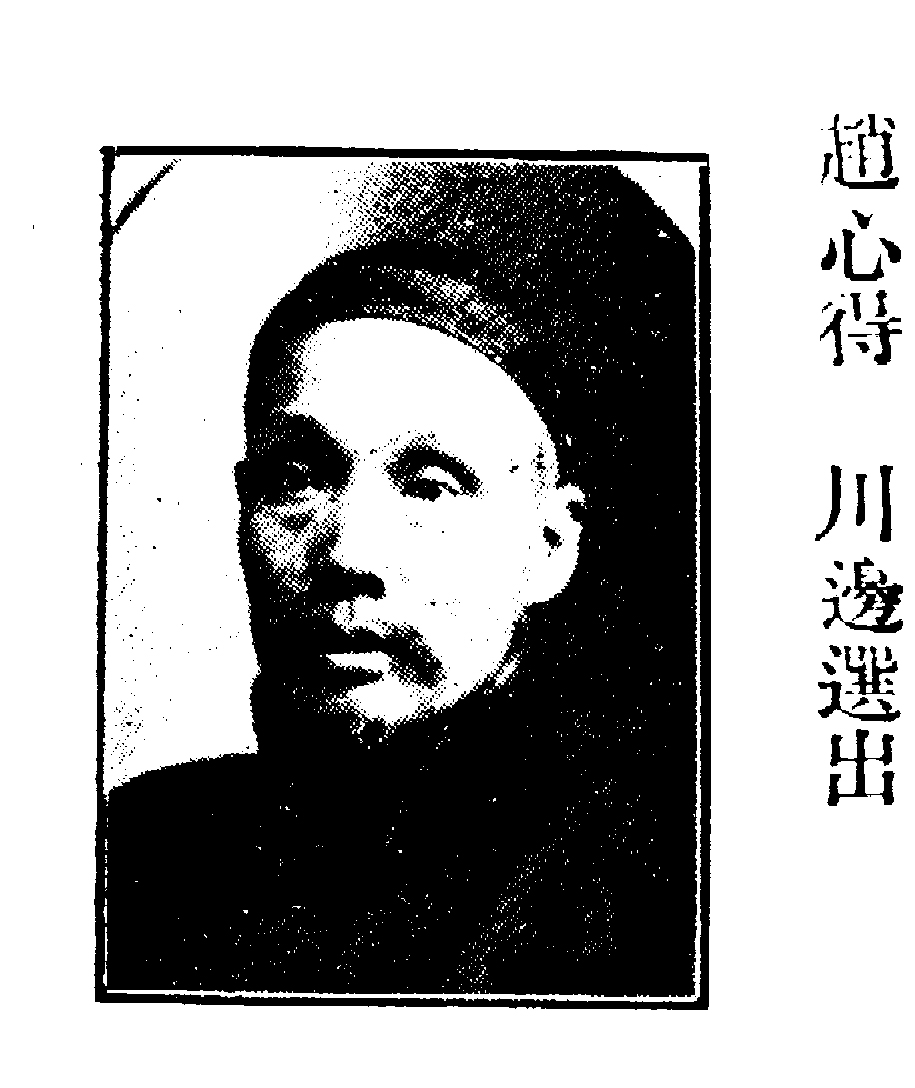
趙心得

### 蒙古十五名
- 當選參議員阿穆爾靈圭、德色賴托布、祺克坦、林炳華、鄂多台、李國杰、祺誠武、扎噶爾、逹賚、吳德培、棍布扎布、朱仕清、楊壽枏、阿拉坦瓦齊爾、熙凌阿。
- 當選候補參議員吳劍豐、唐理淮、劉文煜、吳淵、色丹巴勒珠爾、周秀文、汗維扎布、蘇逹納睦、唐古色、塔旺拉布坦、王振堯、博音德勒格爾、林沁旺都特、圖布新濟爾葛勒、克什克德勒格爾[4]。

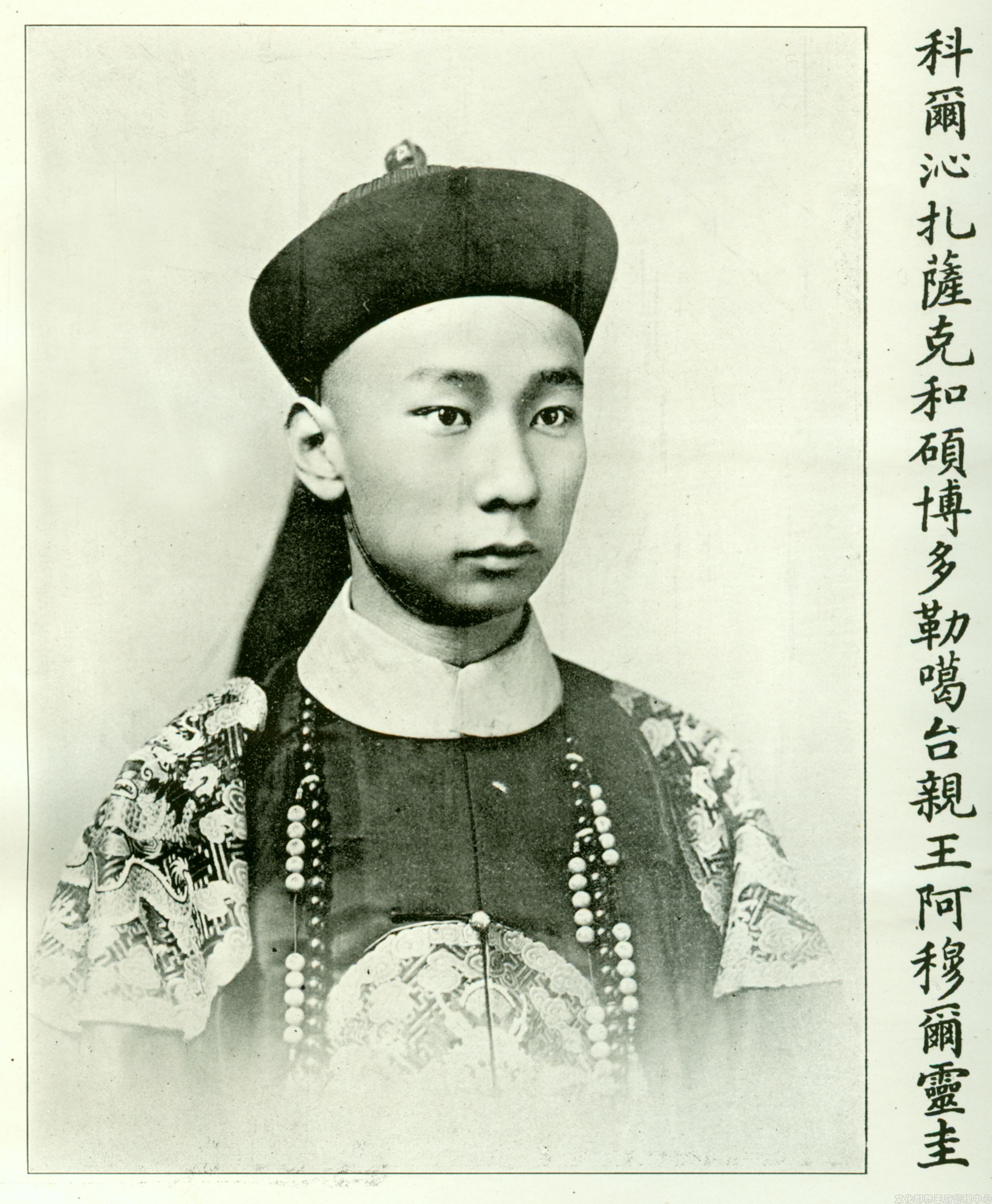
阿穆爾靈圭
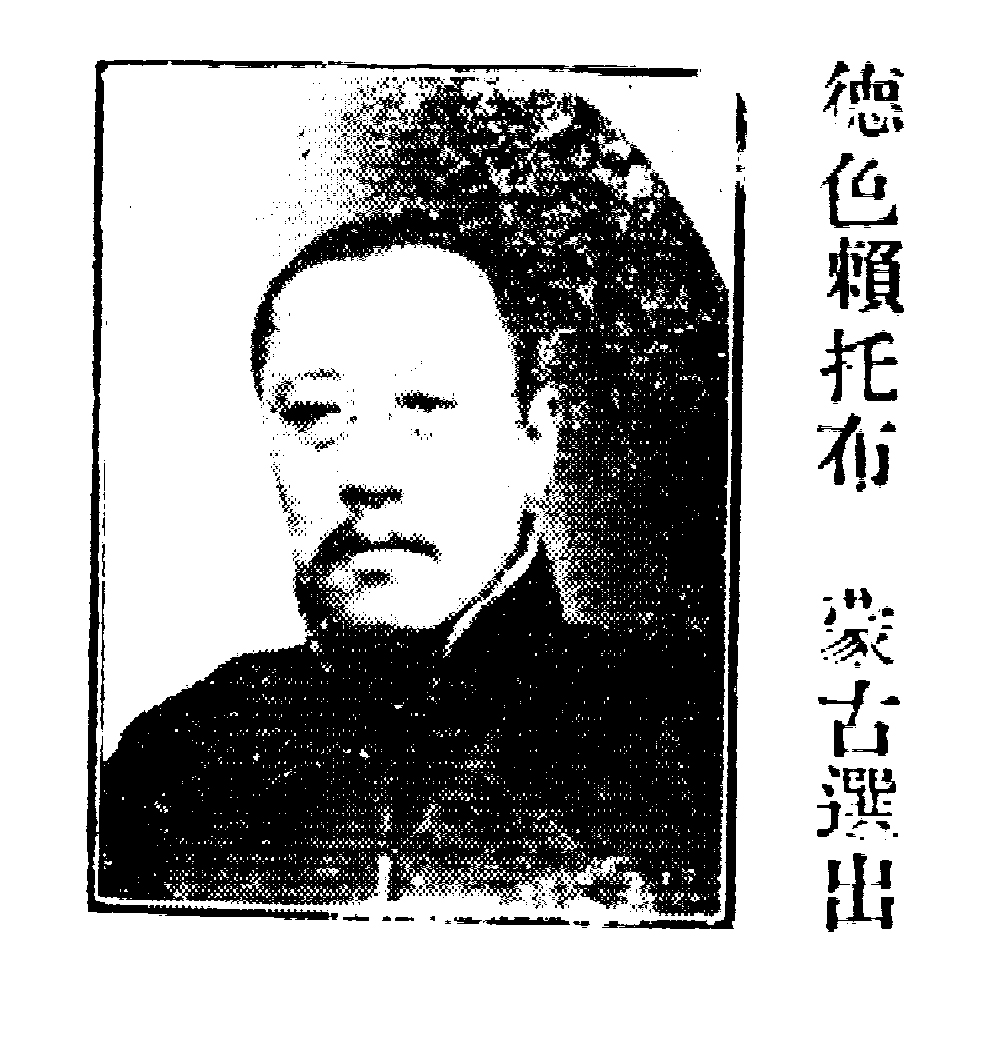
德色賴托布
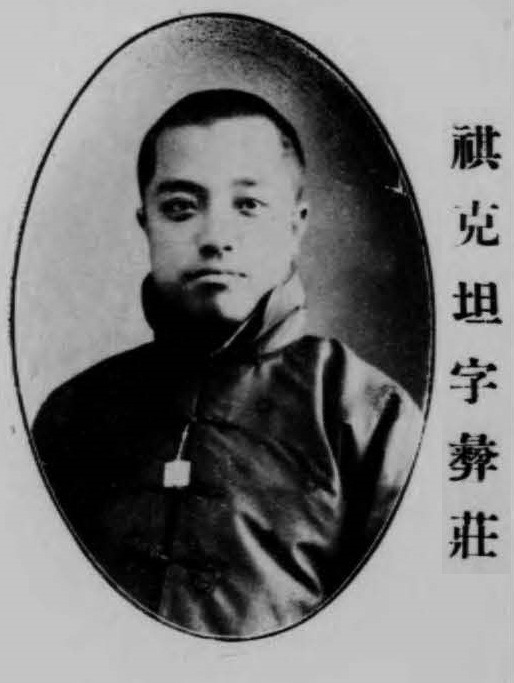
祺克坦（辭職）
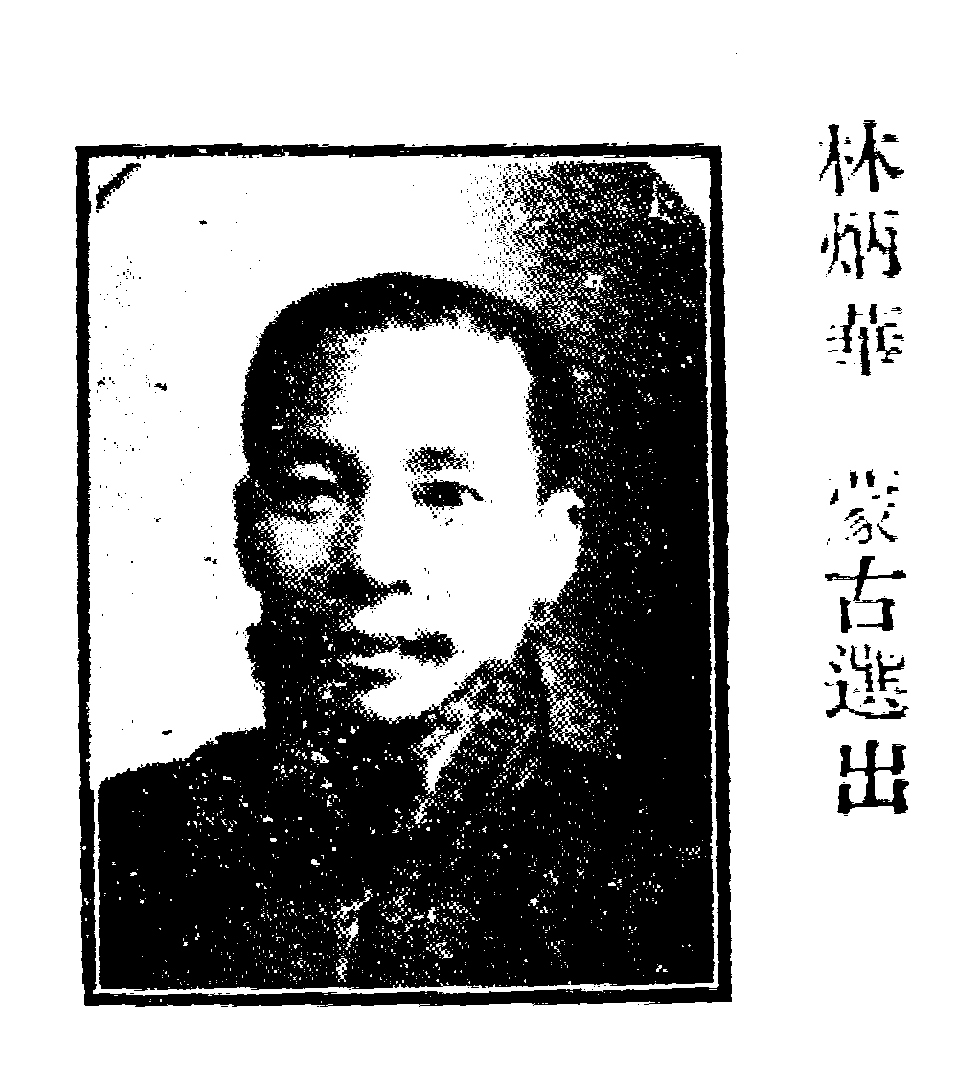
林炳華
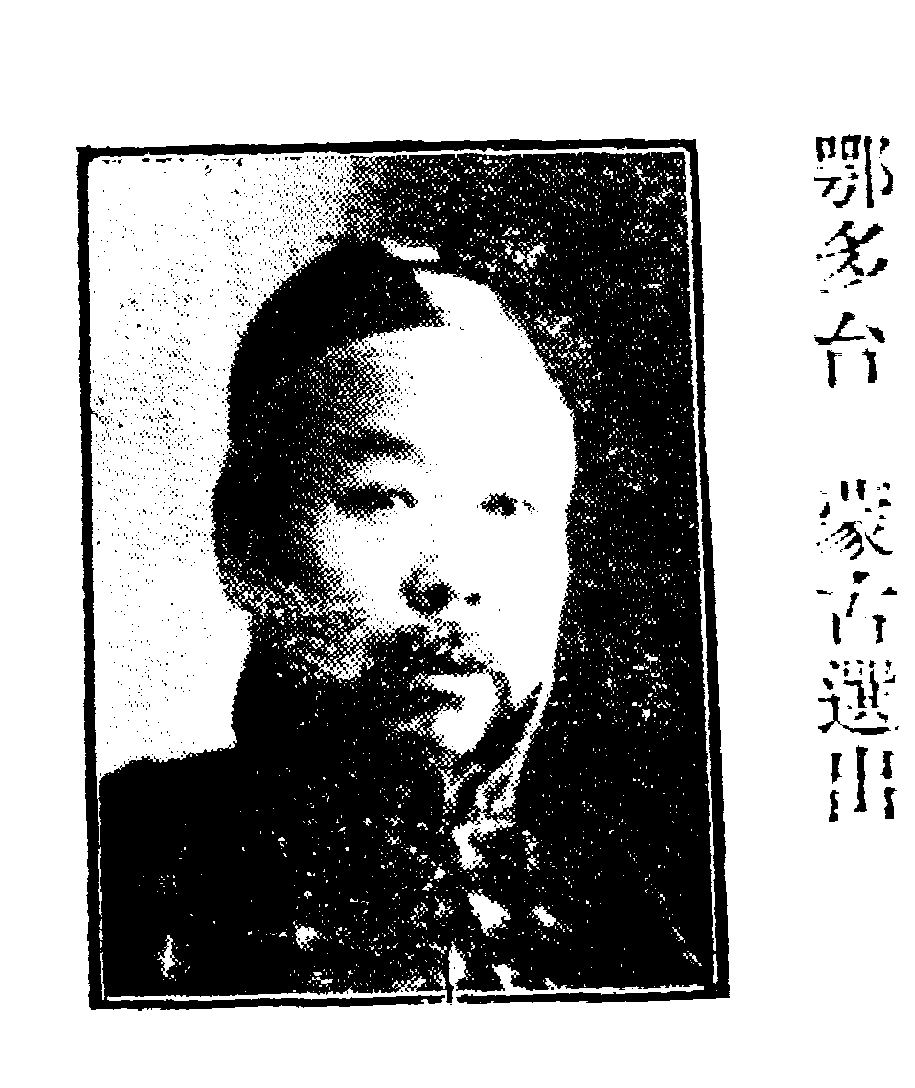
鄂多台
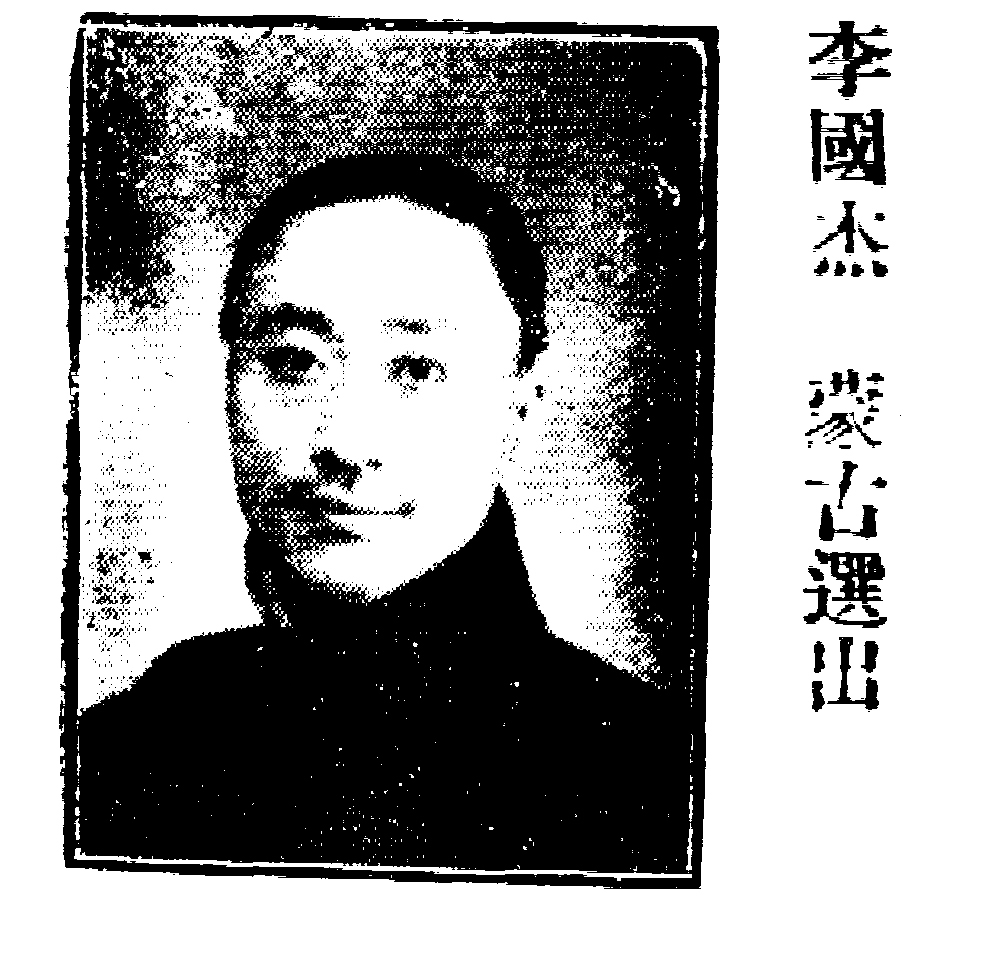
李國杰
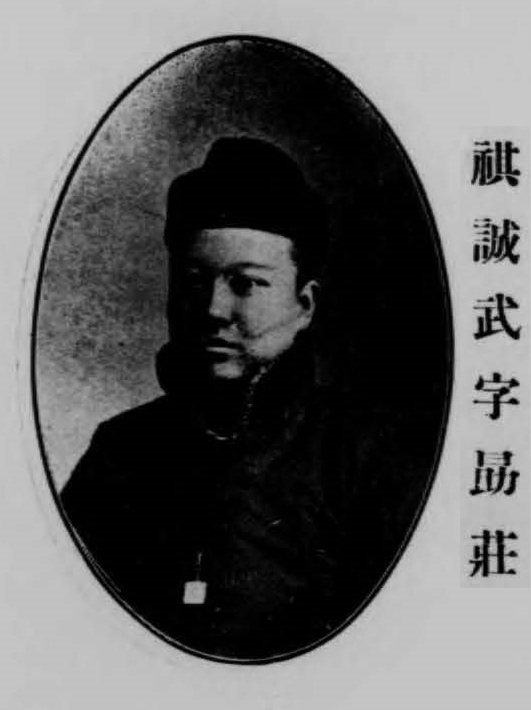
祺誠武（辭職）
扎噶爾
達賚（辭職）
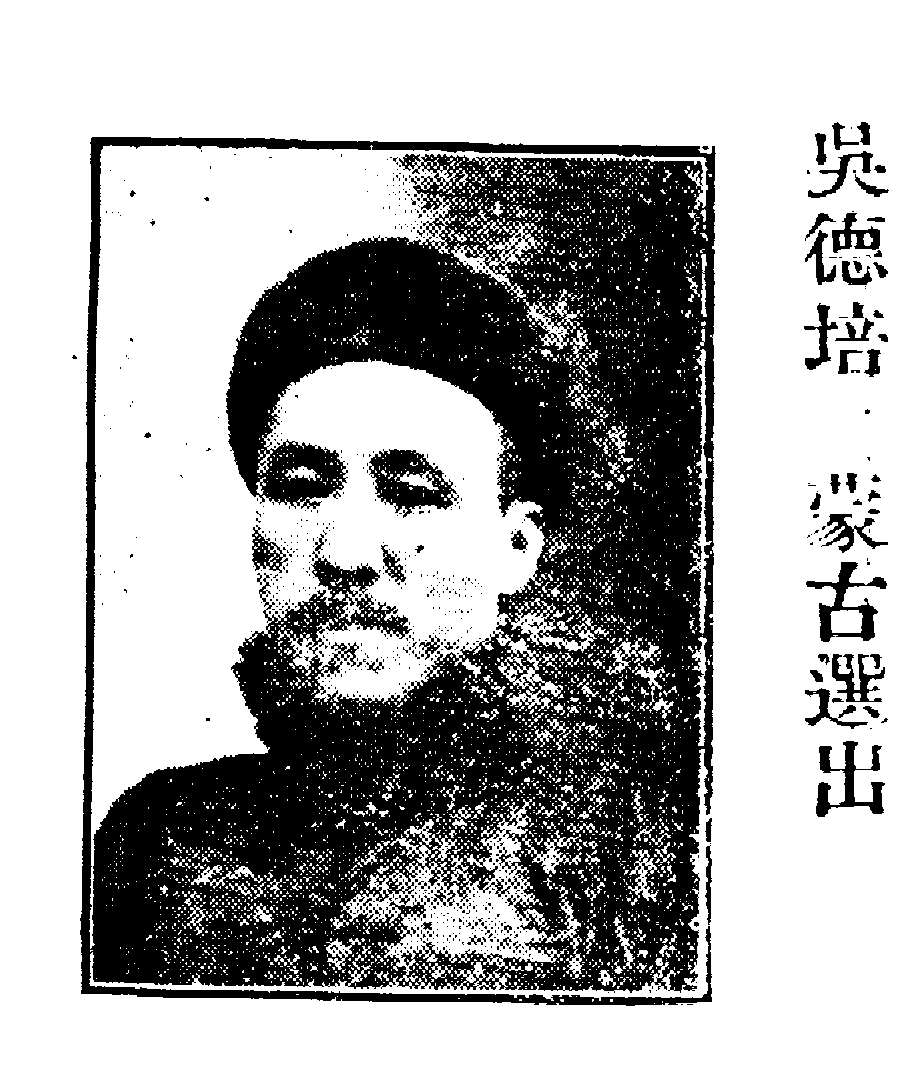
吳德培
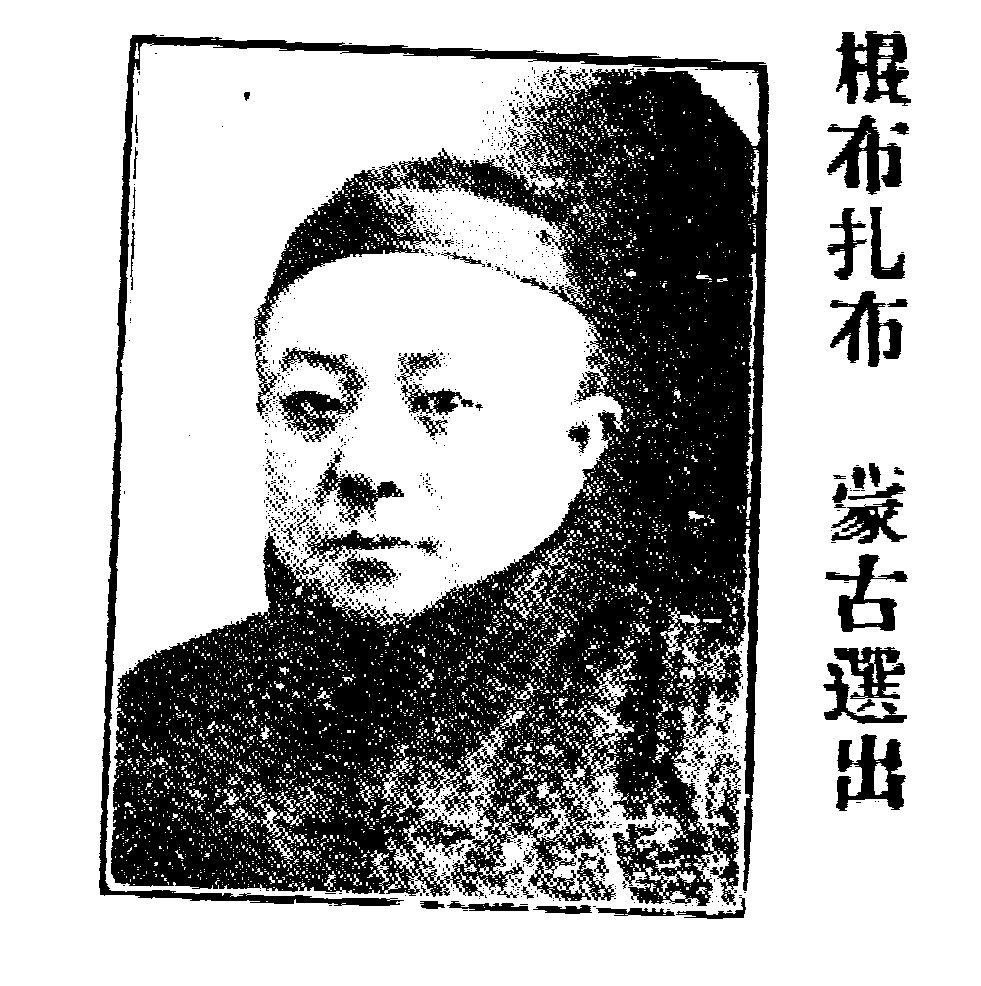
棍布扎布
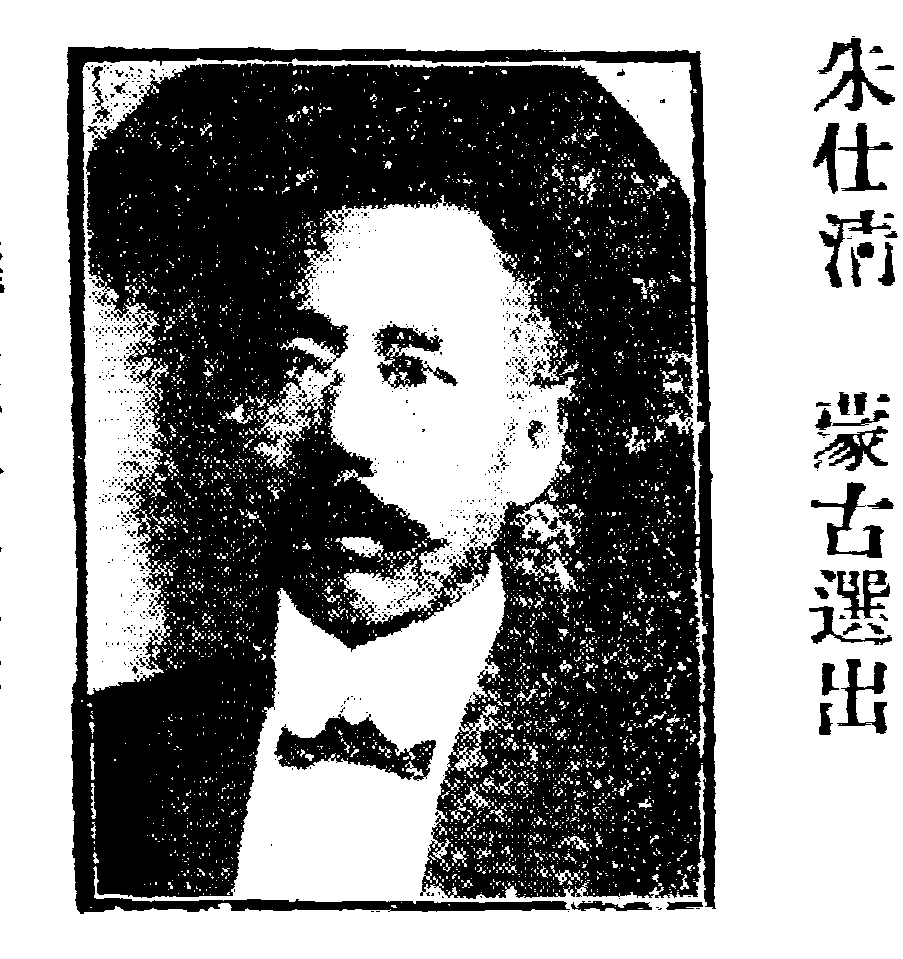
朱仕清
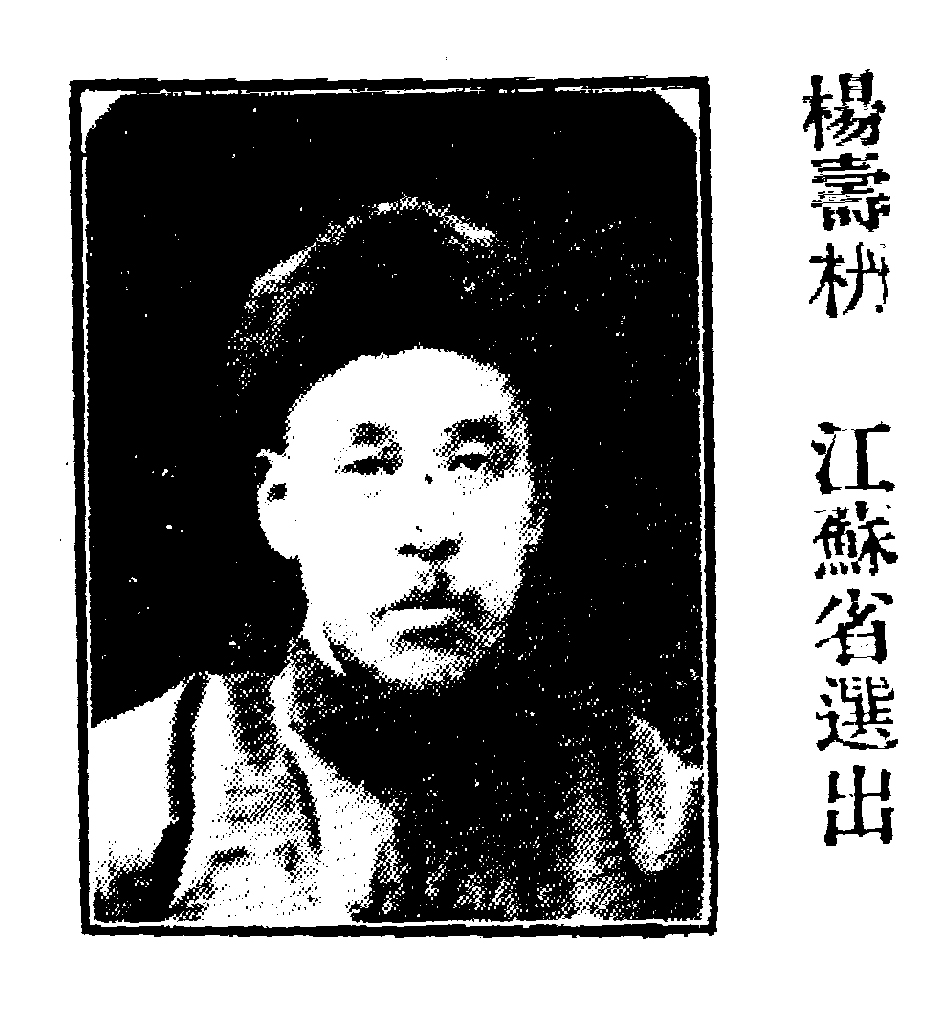
楊壽枏（辭職於江蘇選區遞補雷奮）
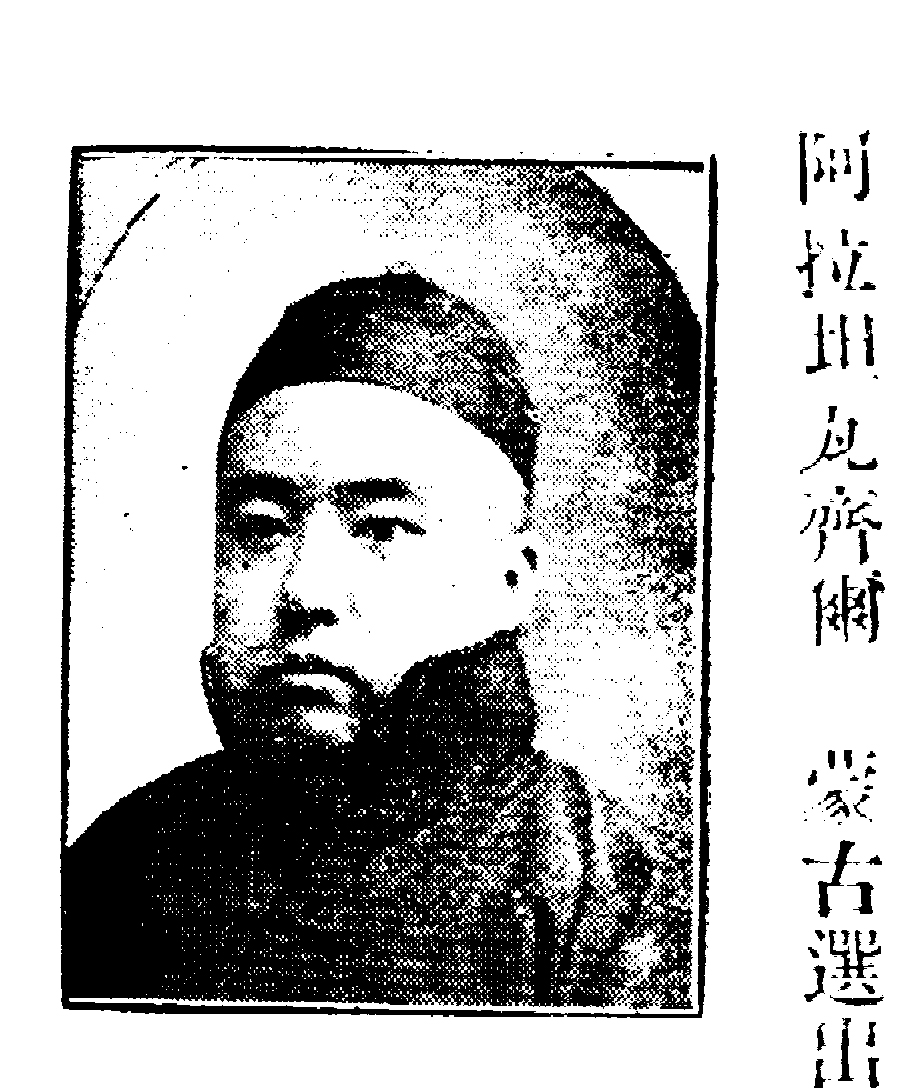
阿拉坦瓦齊爾
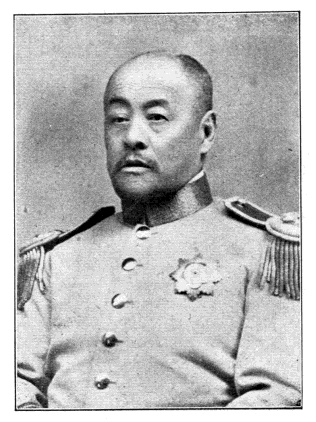
熙凌阿（病故）
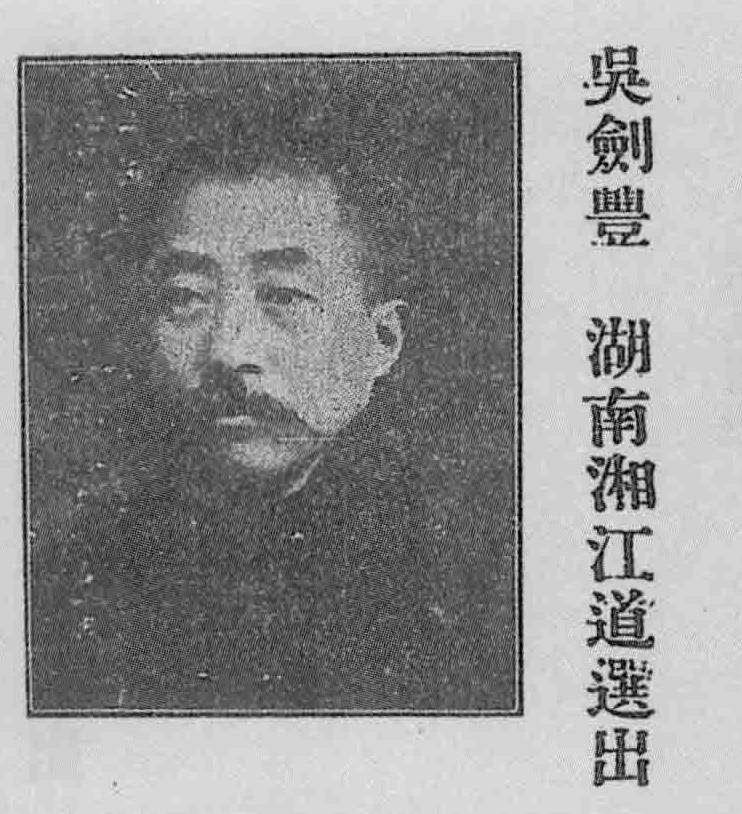
吳劍豐（遞補祺克坦復於湖南當選眾議院議員辭職）
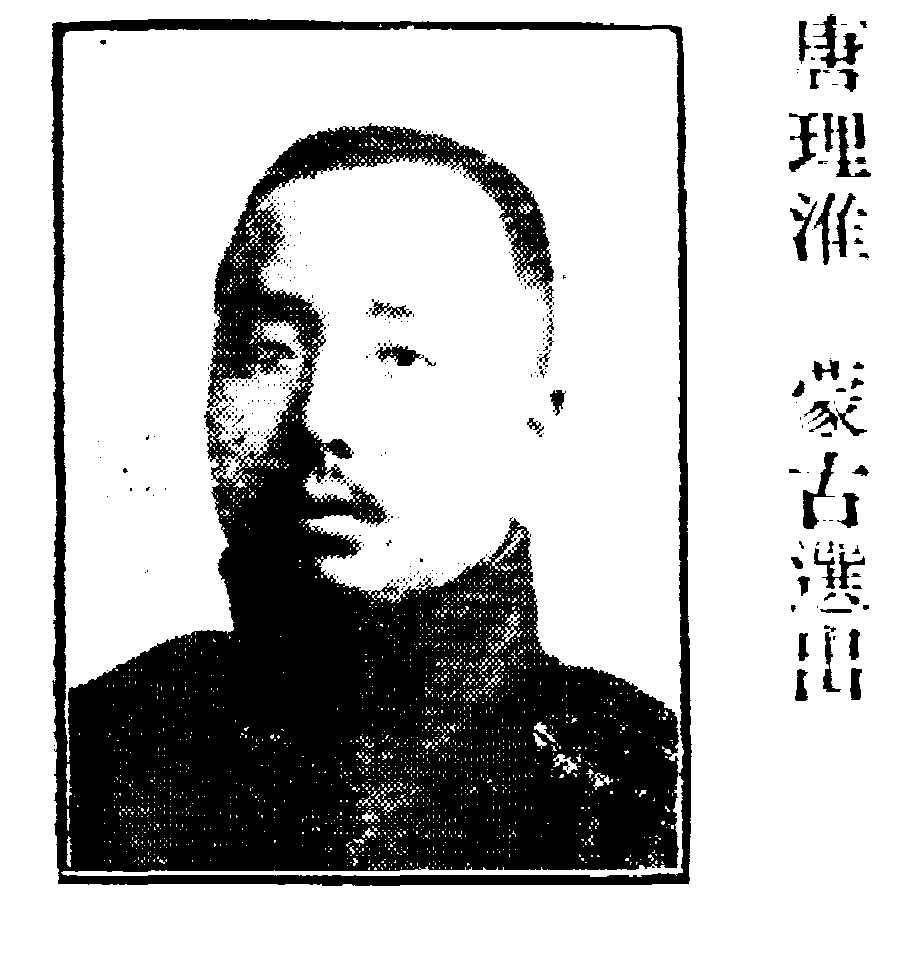
唐理淮（遞補祺誠武）
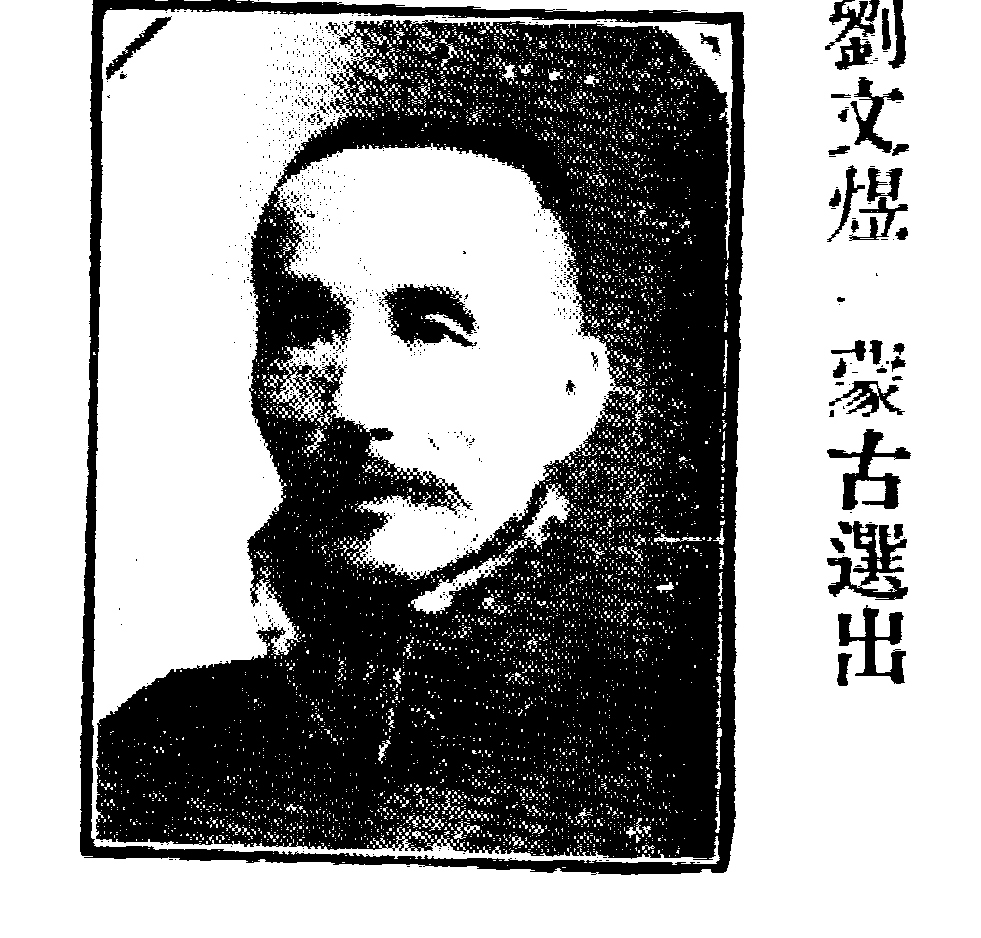
劉文煜（遞補熙凌阿）
吳淵（遞補吳劍豐復於錫林郭勒盟當選眾議院議員辭職）
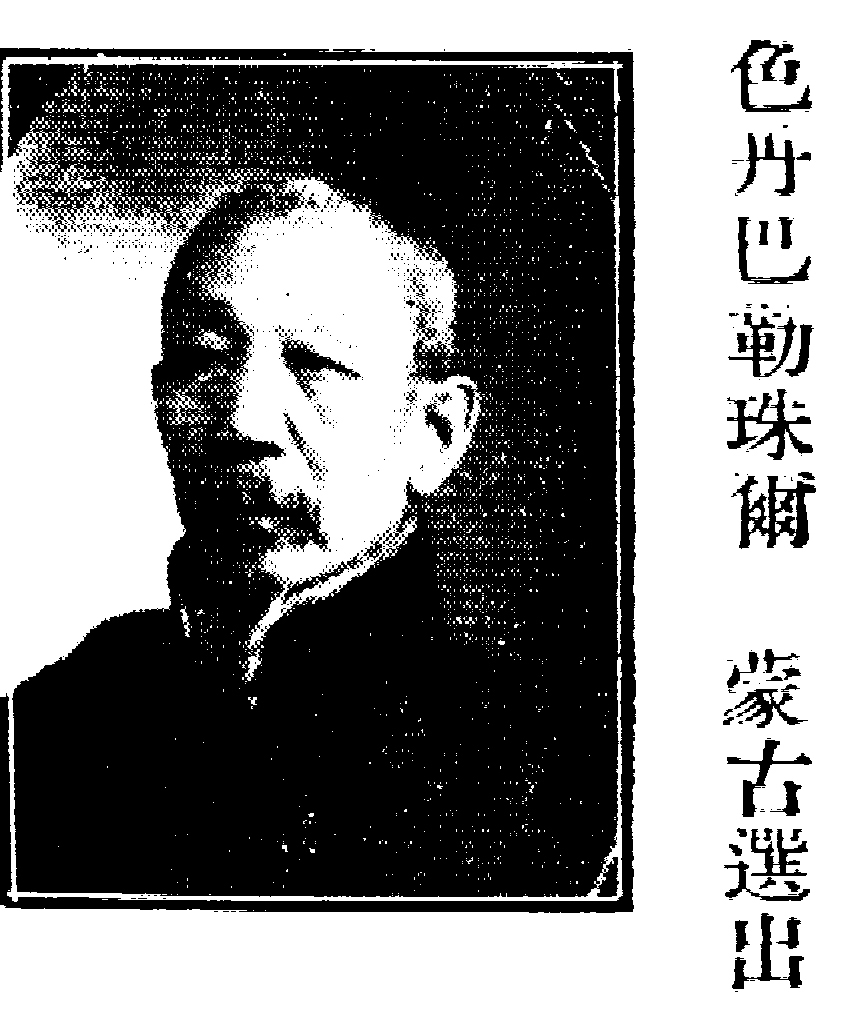
色丹巴勒珠爾（遞補達賚）
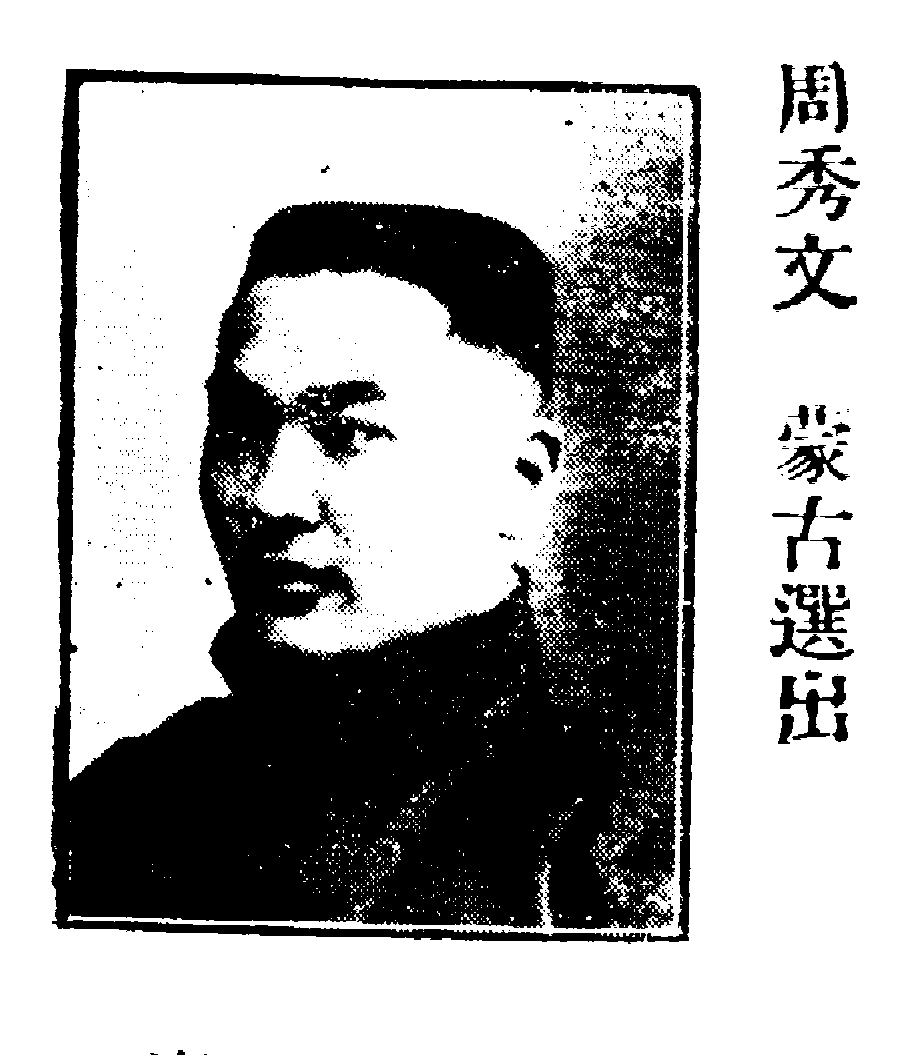
周秀文（遞補吳淵）
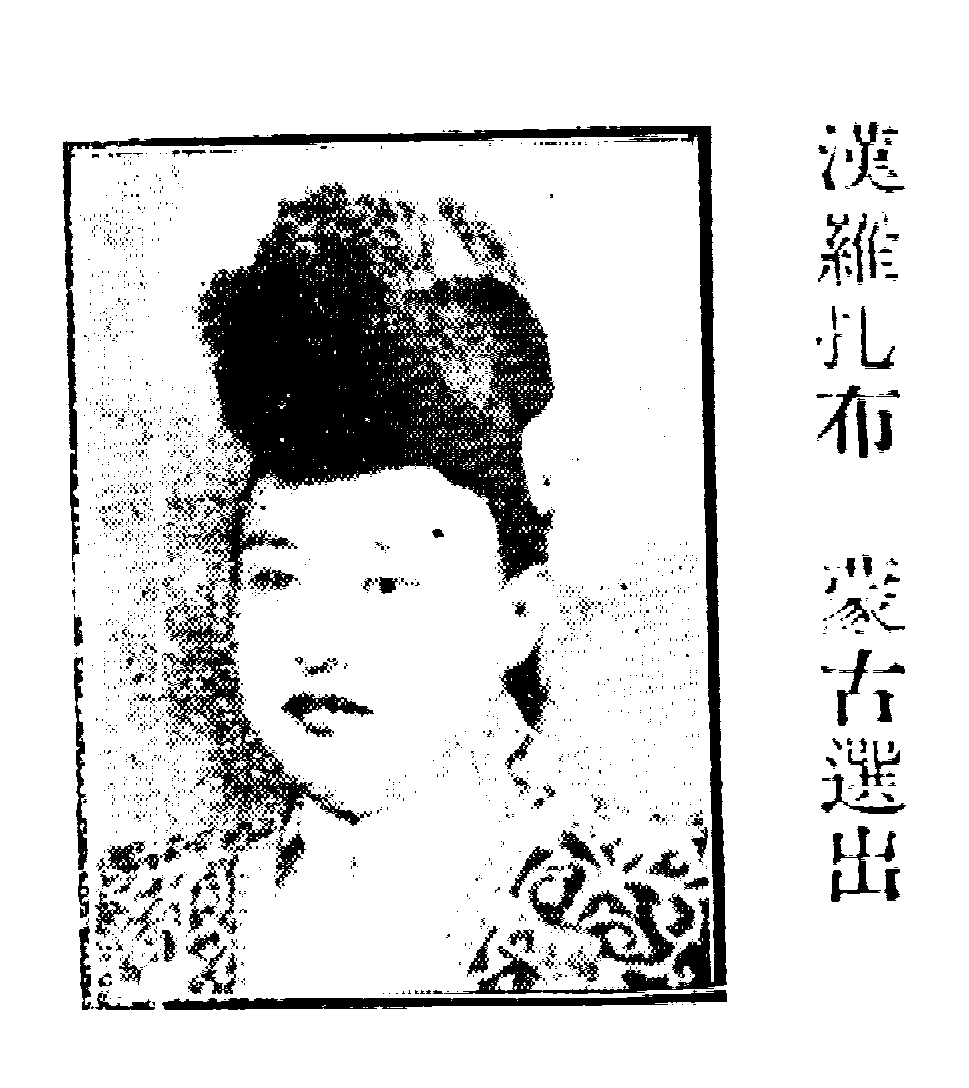
漢羅扎布（遞補楊壽枏）

### 靑海二名
- 參議院議員當選人：烏勒濟、汪聲玲
- 參議院議員候補當選人：劉星楠、扎木蘇

烏勒濟（辭職）
汪聲玲
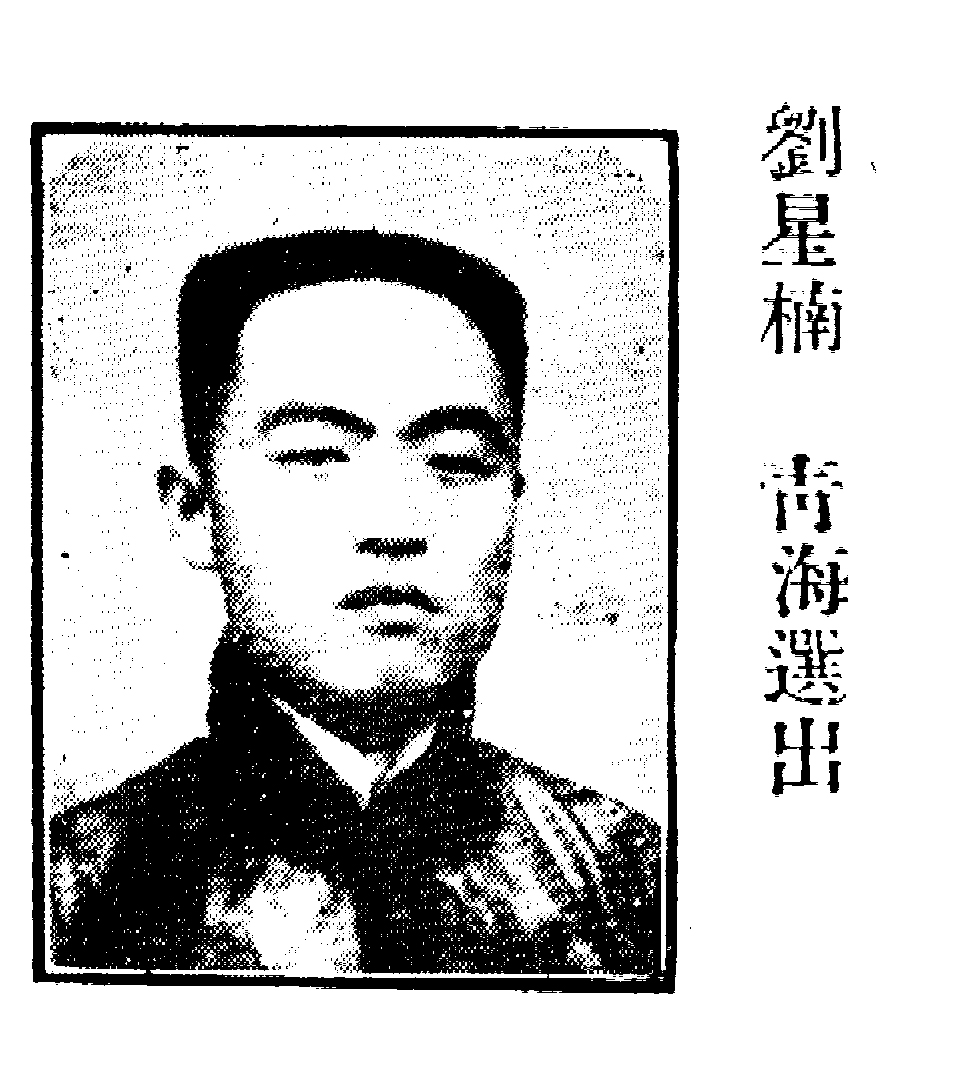
劉星楠（遞補烏勒濟）

### 西藏六名
- 參議院議員當選人：曾毓雋、江贊桑布、沈國鈞、梁鴻志、格勒索巴、黃錫銓
- 參議院議員候補當選人：？、張汝鈞、阿旺曲扎、林萬里、朱甲昌、羅桑朗結

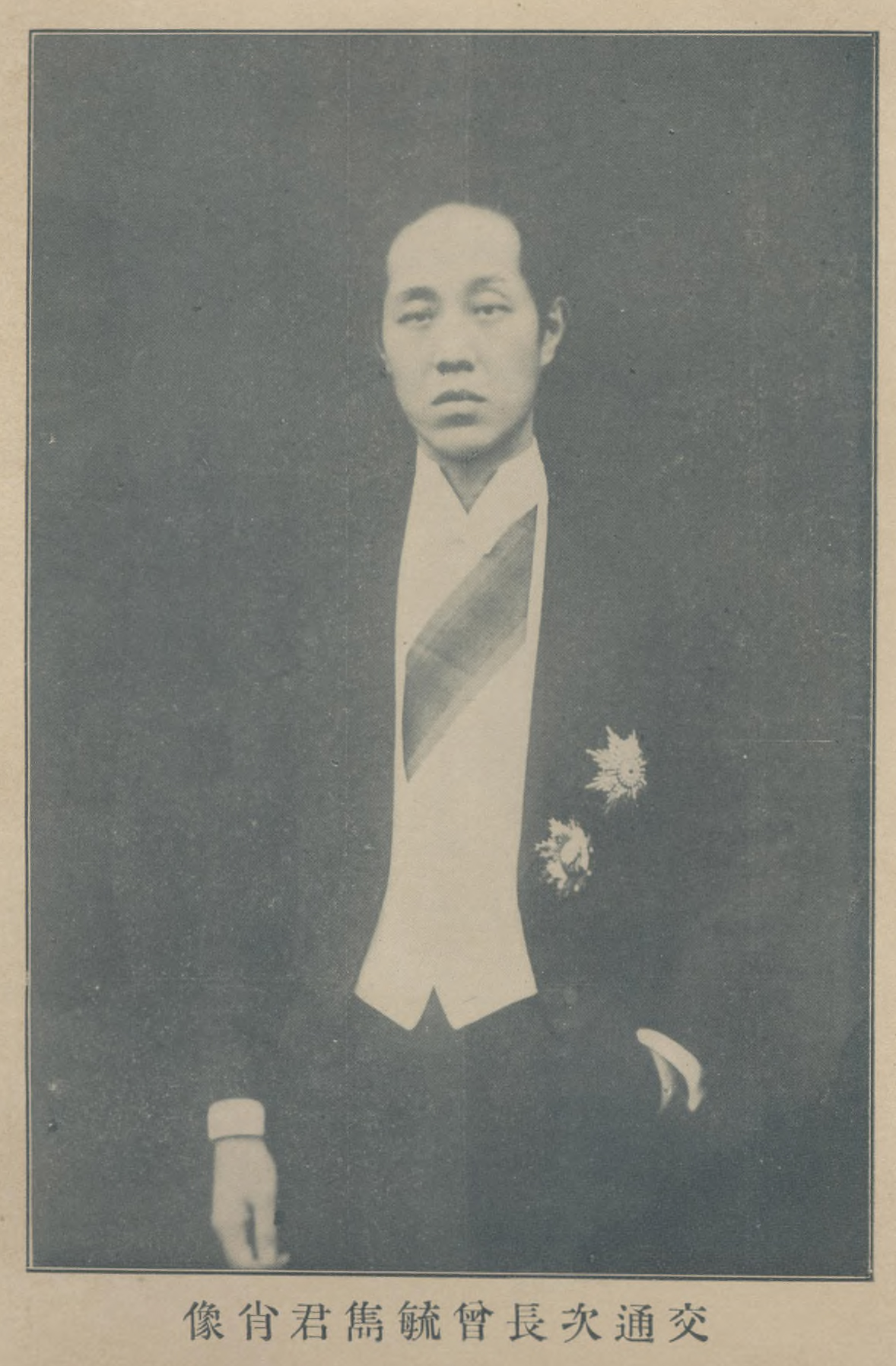
曾毓雋（辭職）
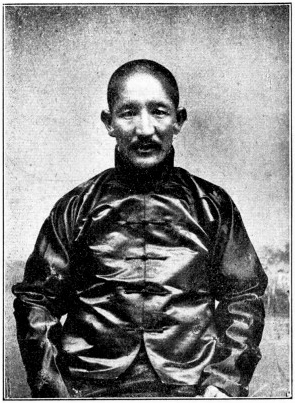
江贊桑布（病故）
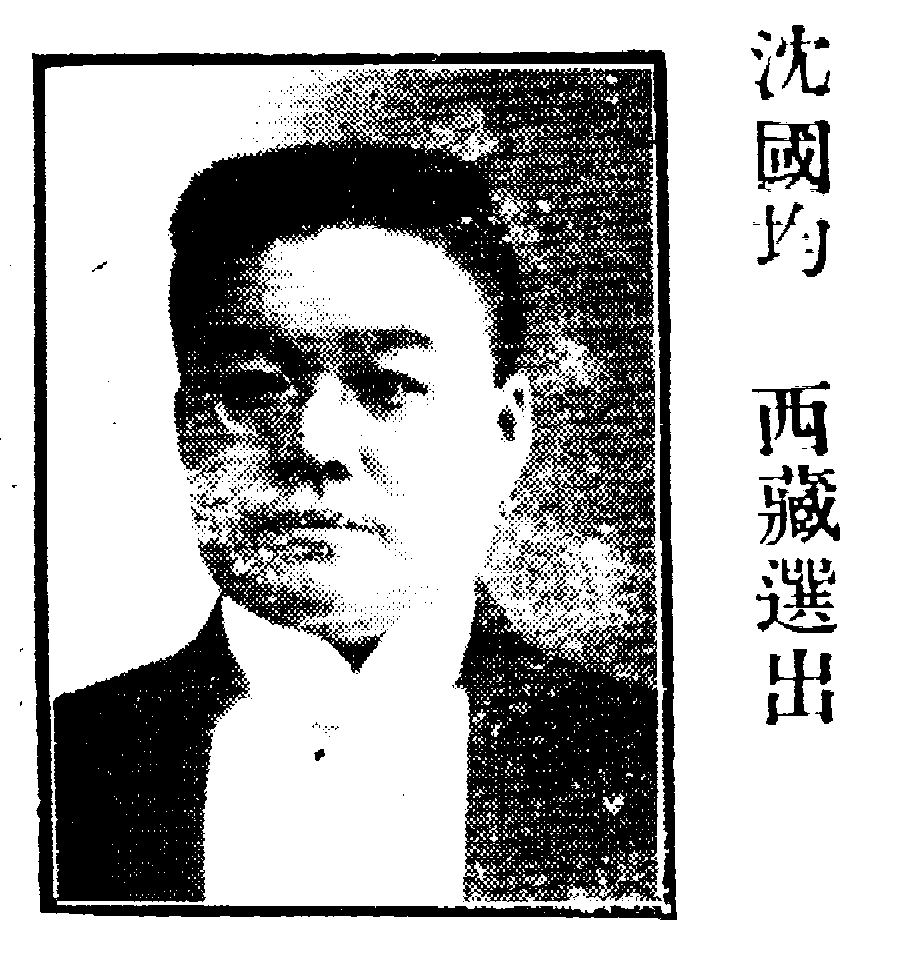
沈國鈞
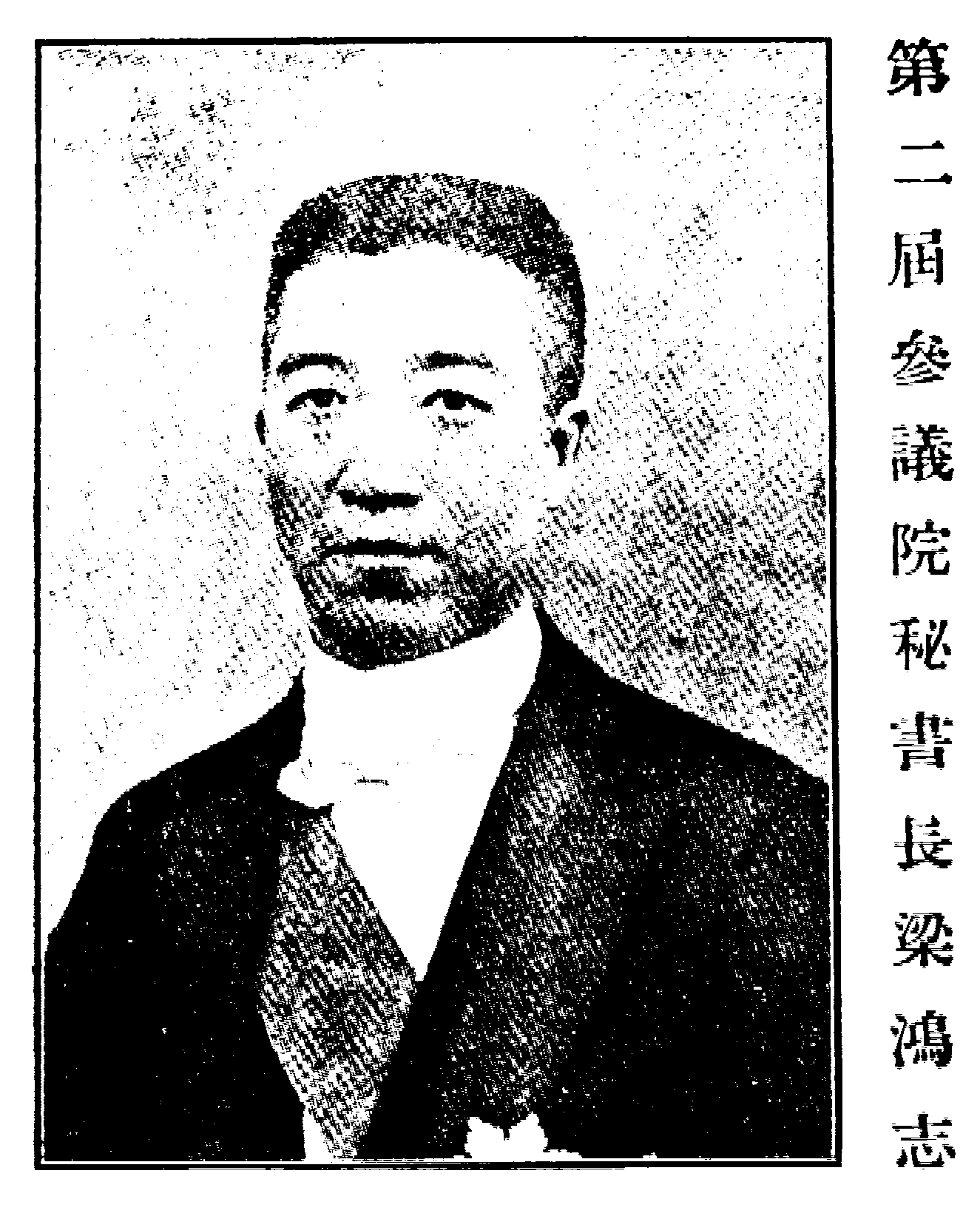
梁鴻志
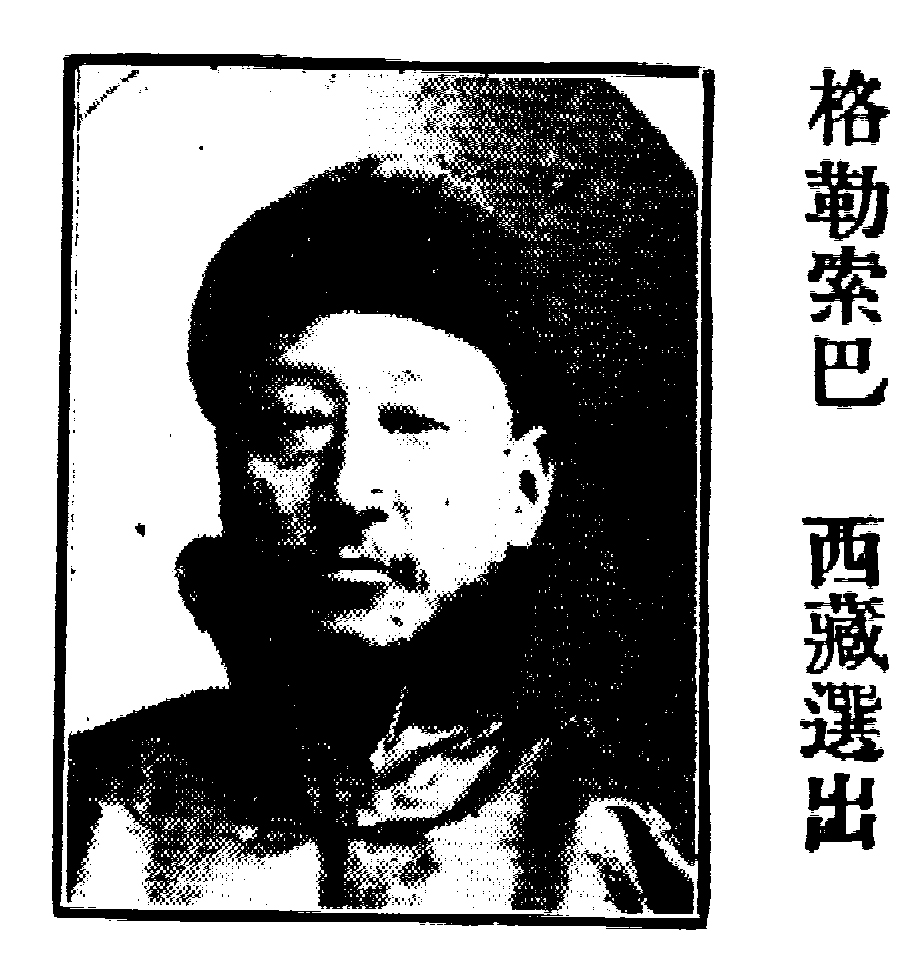
格勒索巴
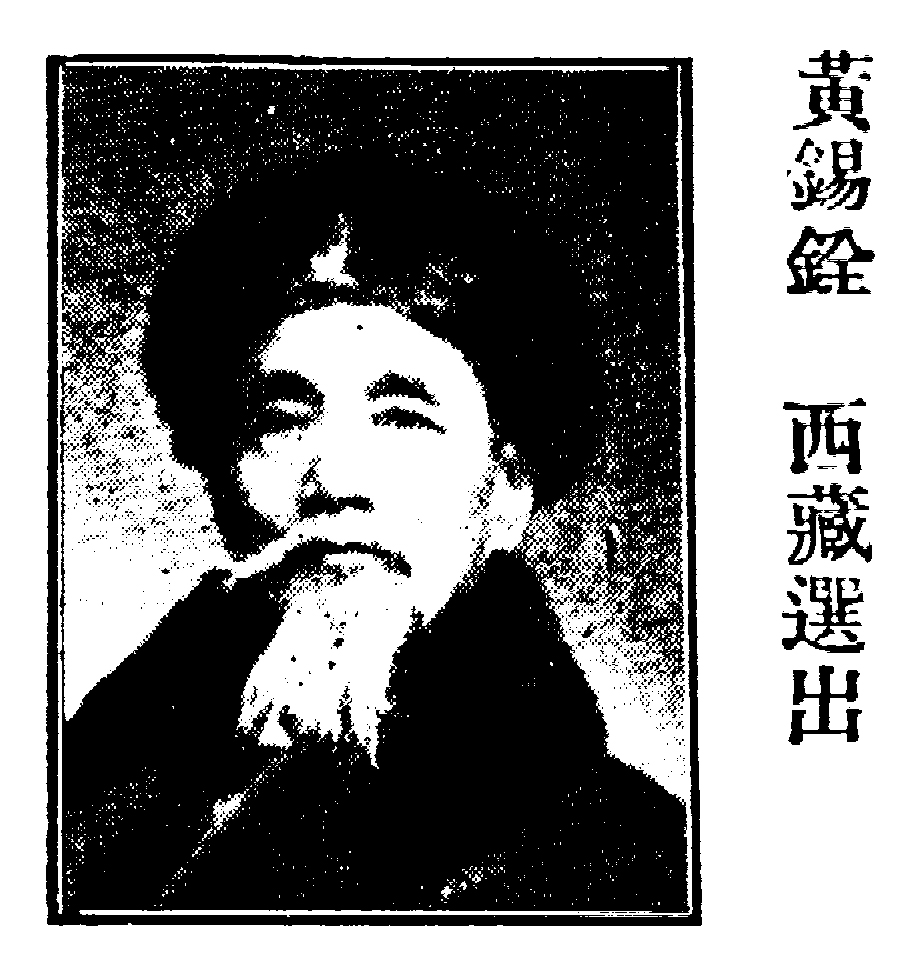
黃錫銓
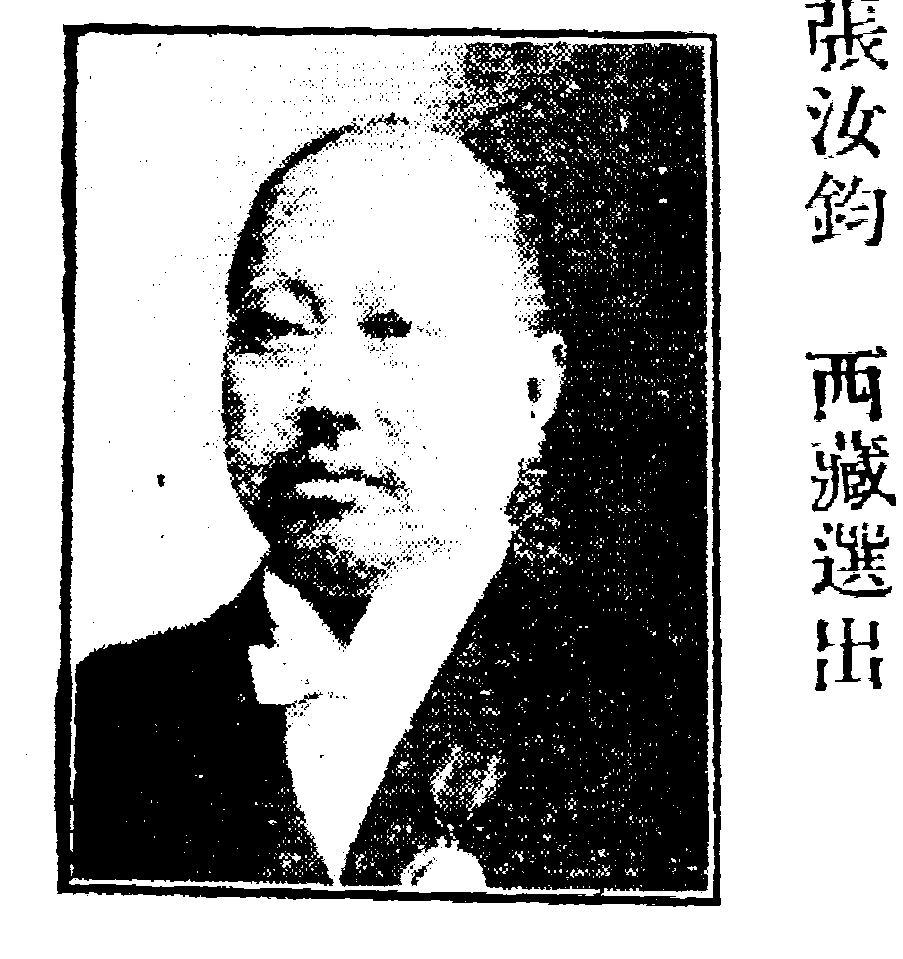
張汝鈞（遞補曾毓雋）
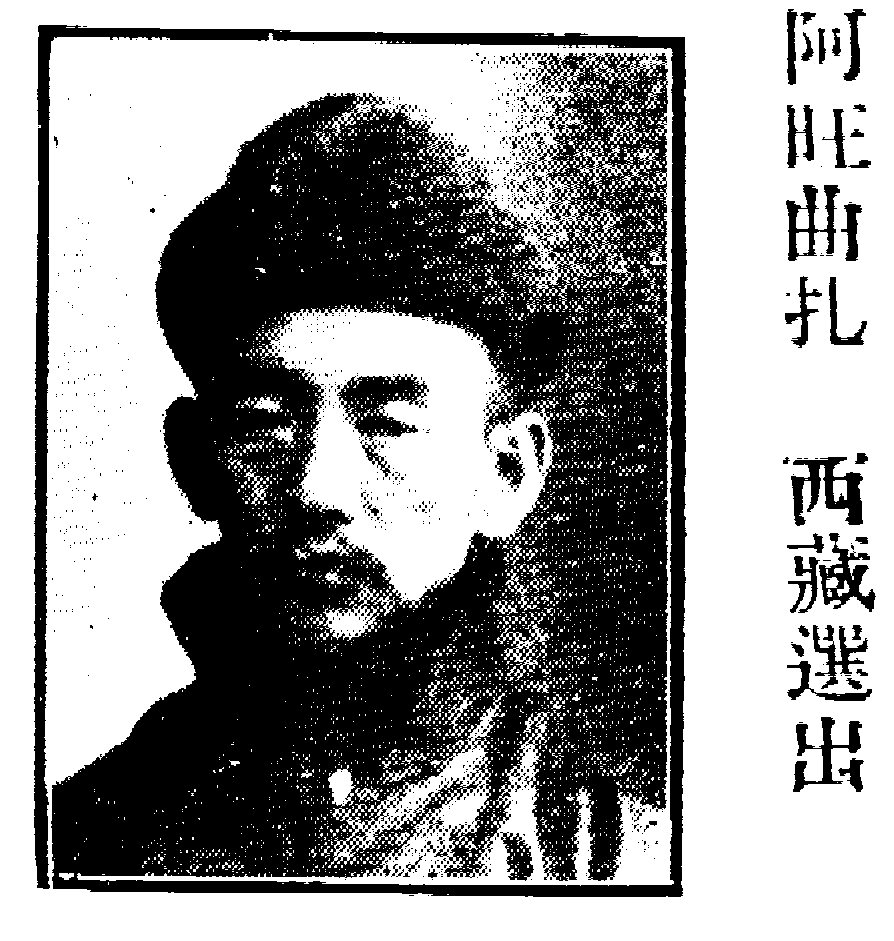
阿旺曲扎（遞補江贊桑布）

## 中央選舉會

### 第一部十名
曾在國立大學或外國大學本科畢業。以其所學任事滿三年者。或曾任國立大學校校長及教員滿三年者。或有學術上著述及發明經主管部審定者。
- 參議院議員當選人：羅鴻年、胡鈞、周詒春、許喆、吳宗濂、何焱森、王世澂、鄧鎔、魏斯炅、陳煥章[5]
- 參議院議員候補當選人：吳榮萃、廖世功、蘇企由、高翀漢、左德敏、譚天池、張廷健、陳繹、楊震華[6]、第十名未選出[7]

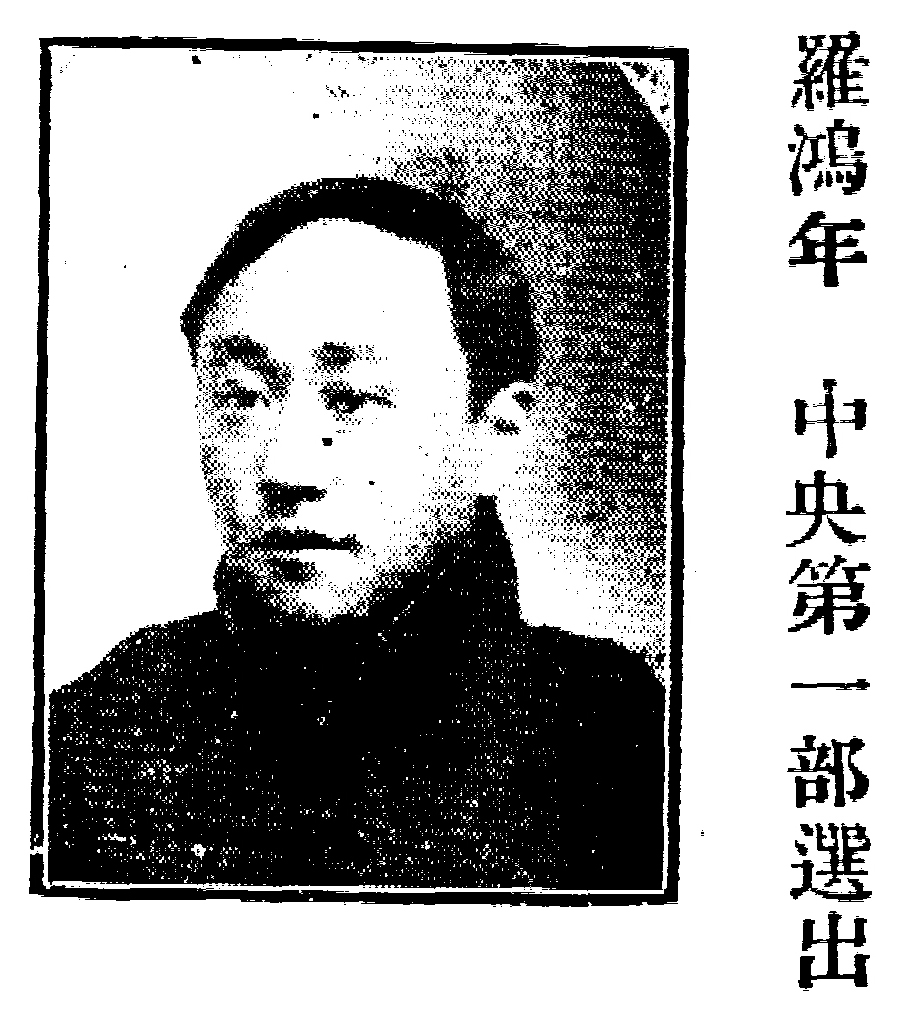
羅鴻年
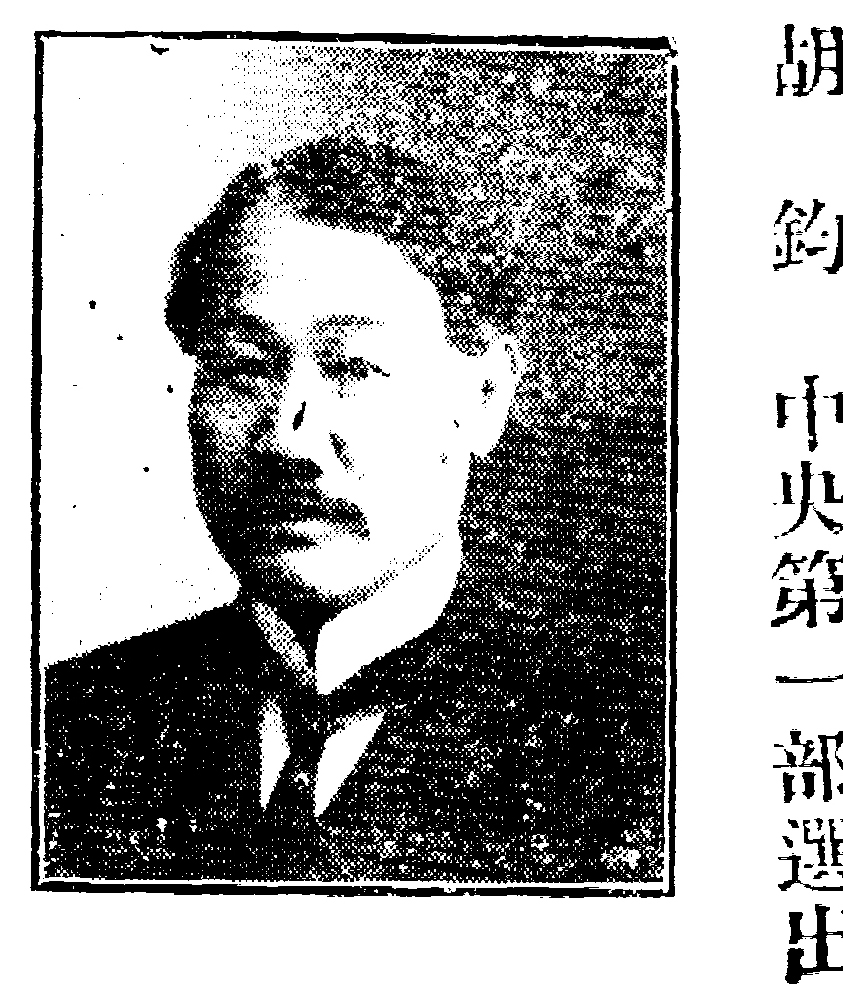
胡鈞
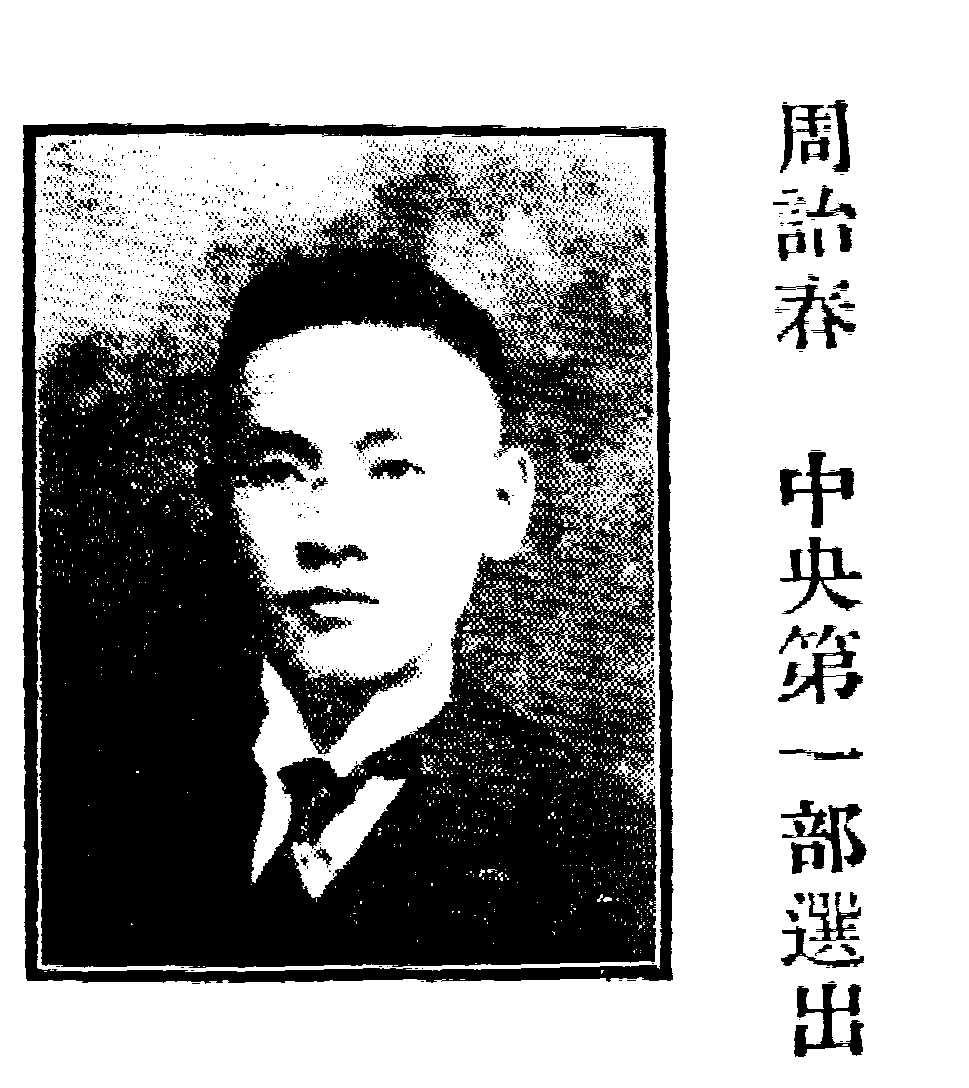
周詒春
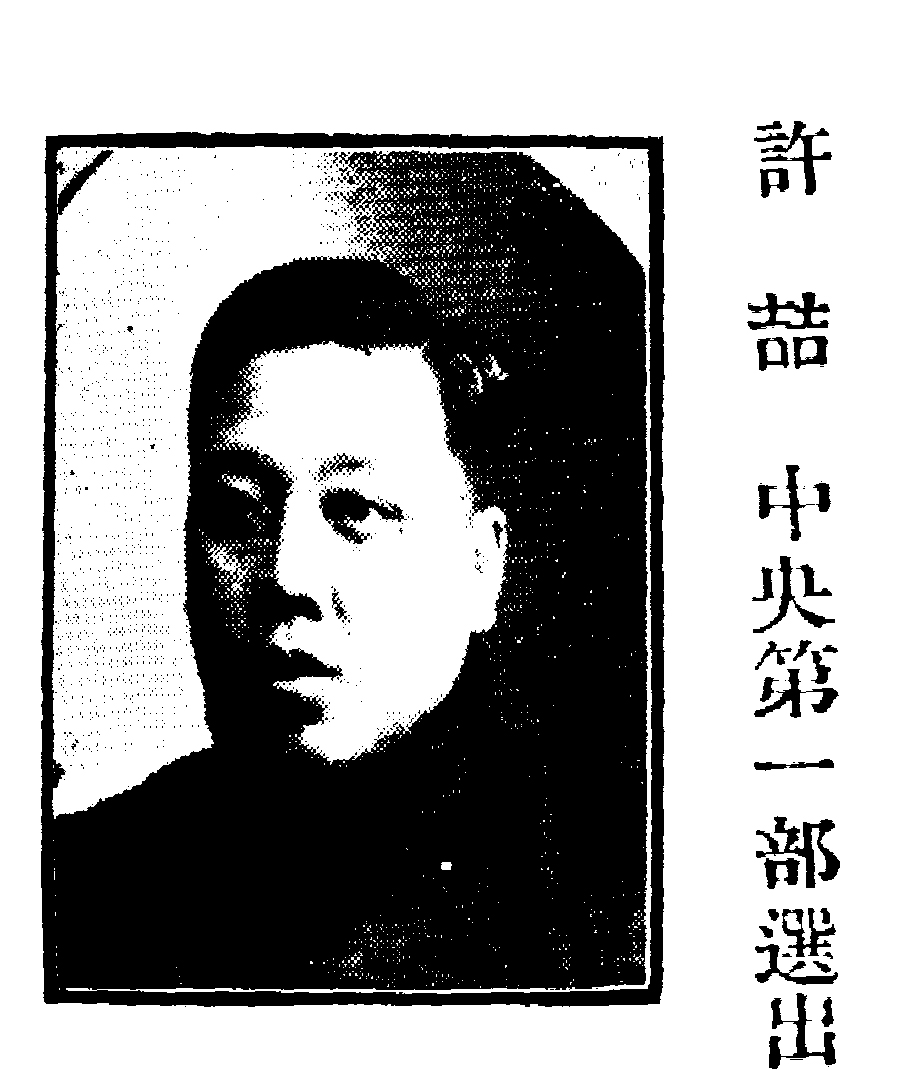
許喆
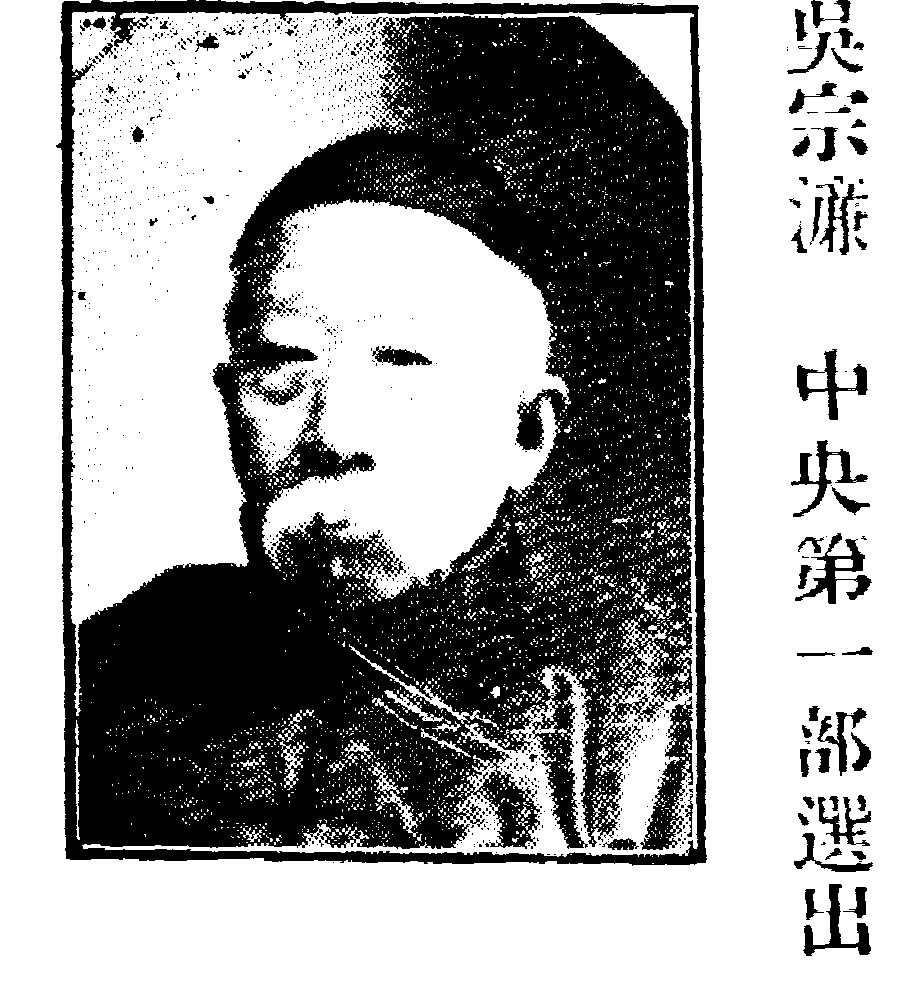
吳宗濂
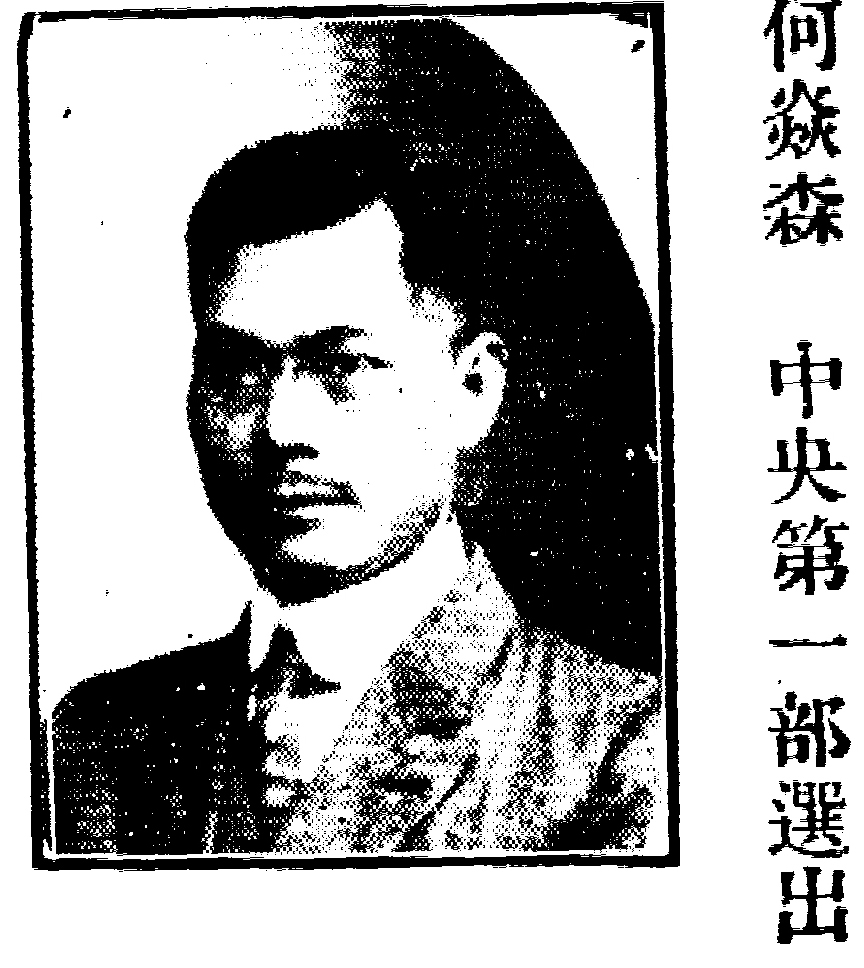
何焱森
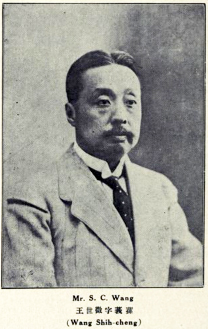
王世澂
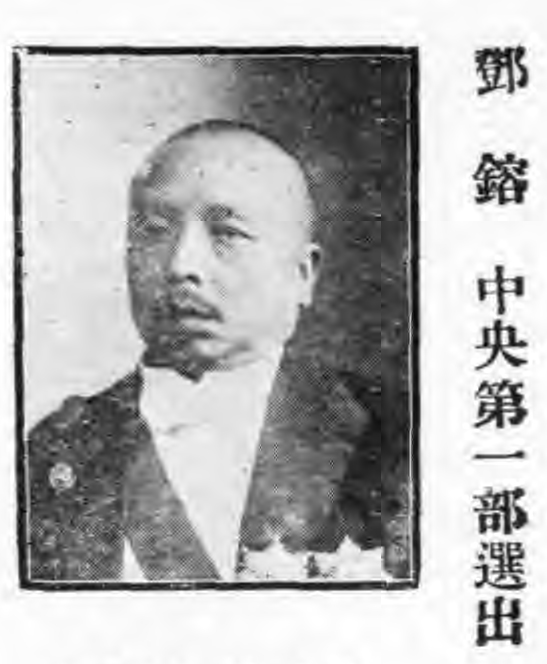
鄧鎔
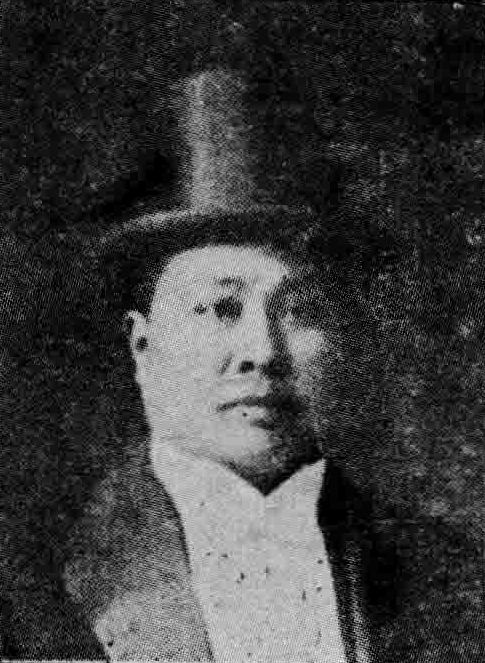
魏斯炅
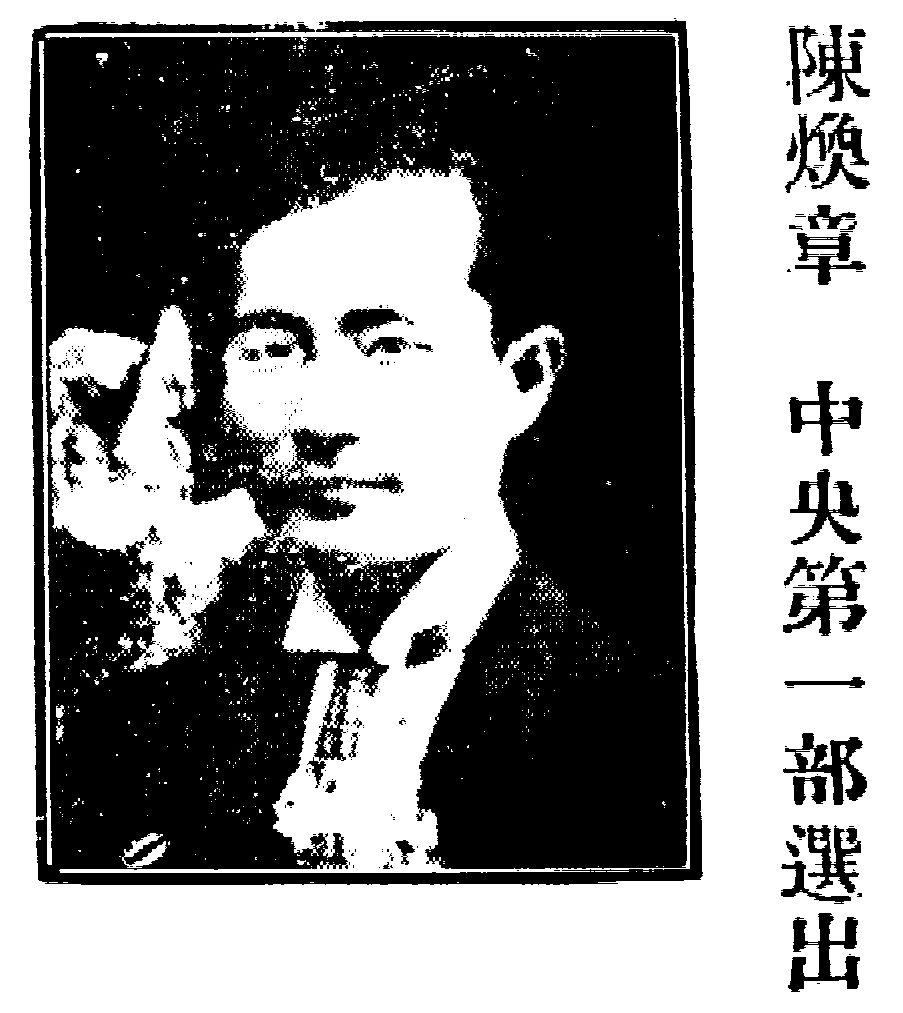
陳煥章

### 第二部八名
退職大總統副總統國務員。及曾任特任官滿一年以上。或曾受三等以上勳位者。
- 參議院議員當選人：張元奇、朱啟鈐、周自齊、王揖唐、蔡儒楷、陳振先、熙彥、呂調元
- 參議院議員候補當選人：段書雲、李兆珍、畢桂芳、屈映光、王克敏、許世英、汪大燮、張國淦[8]

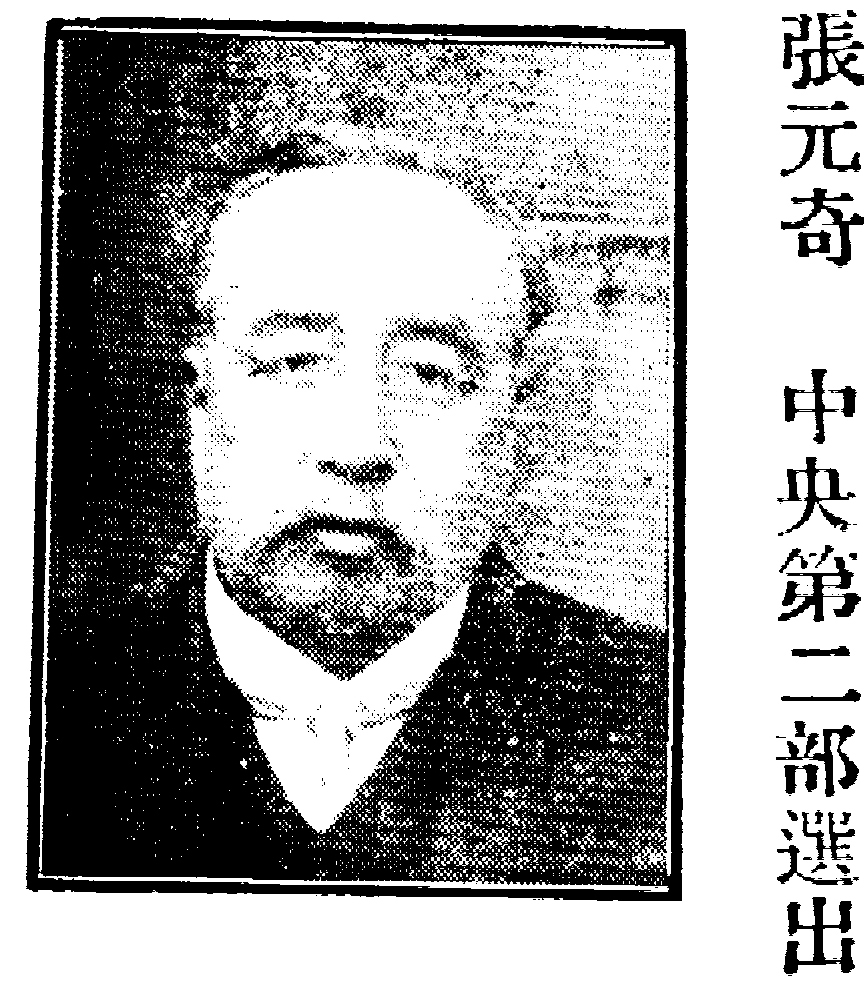
張元奇
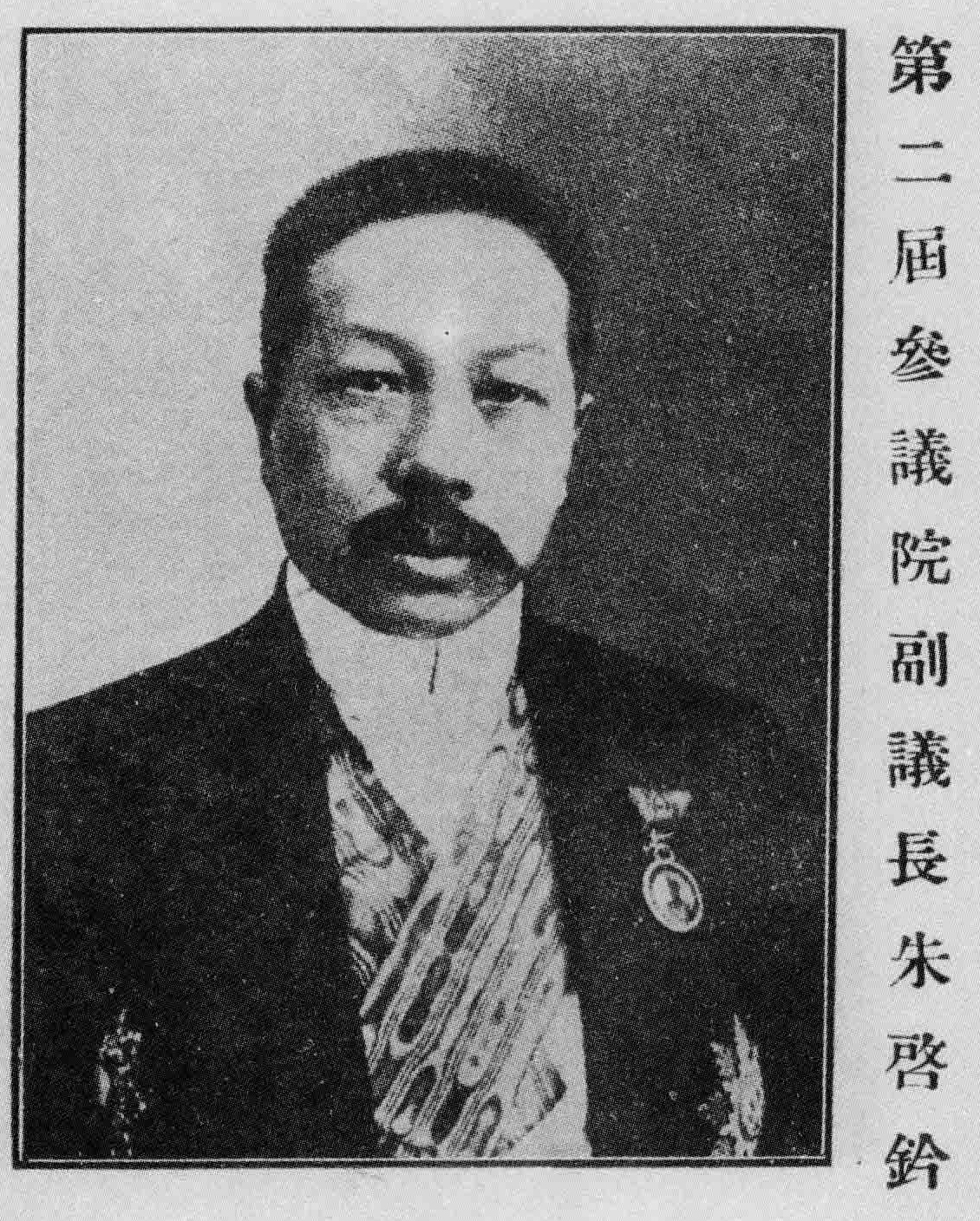
朱啟鈐（辭職）
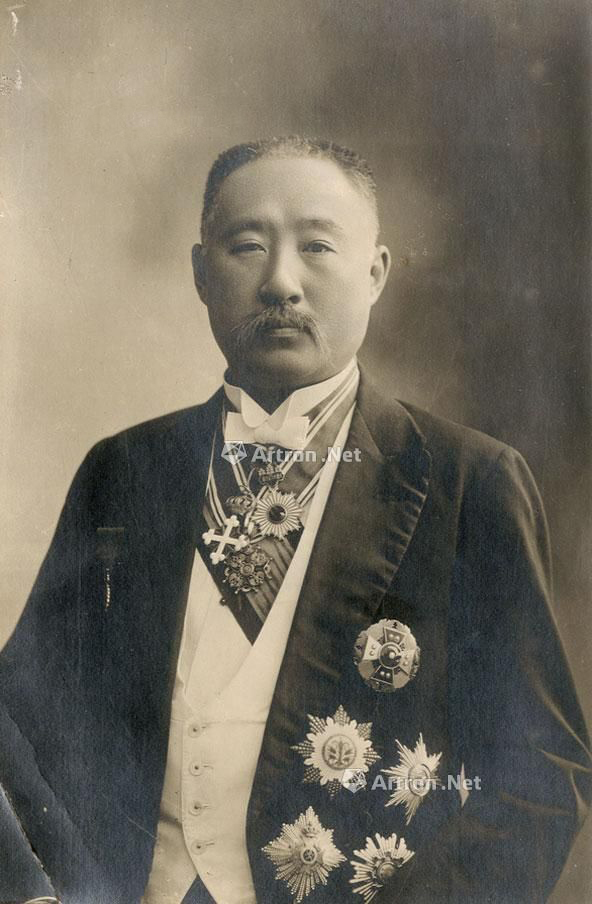
周自齊
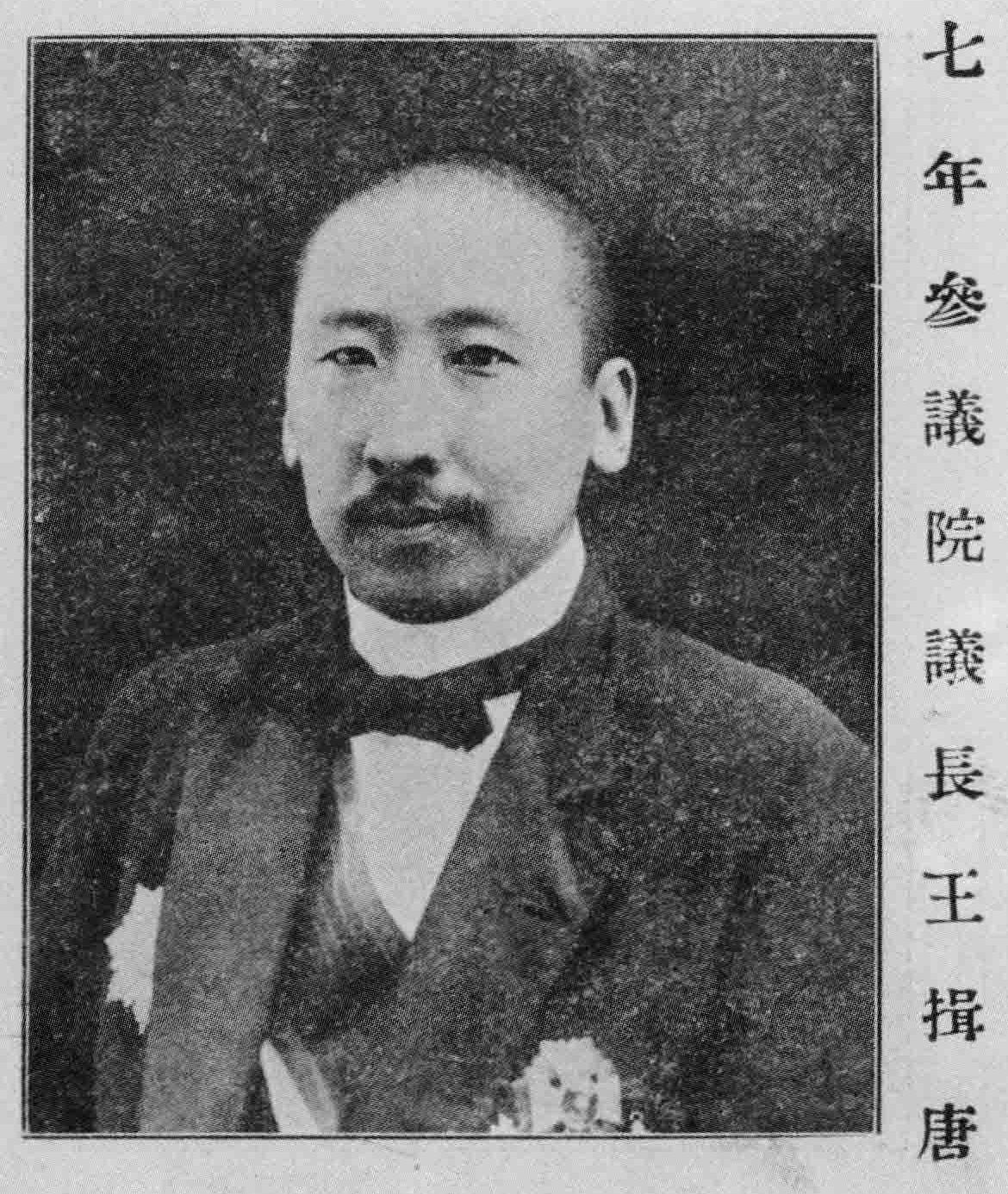
王揖唐（辭職）
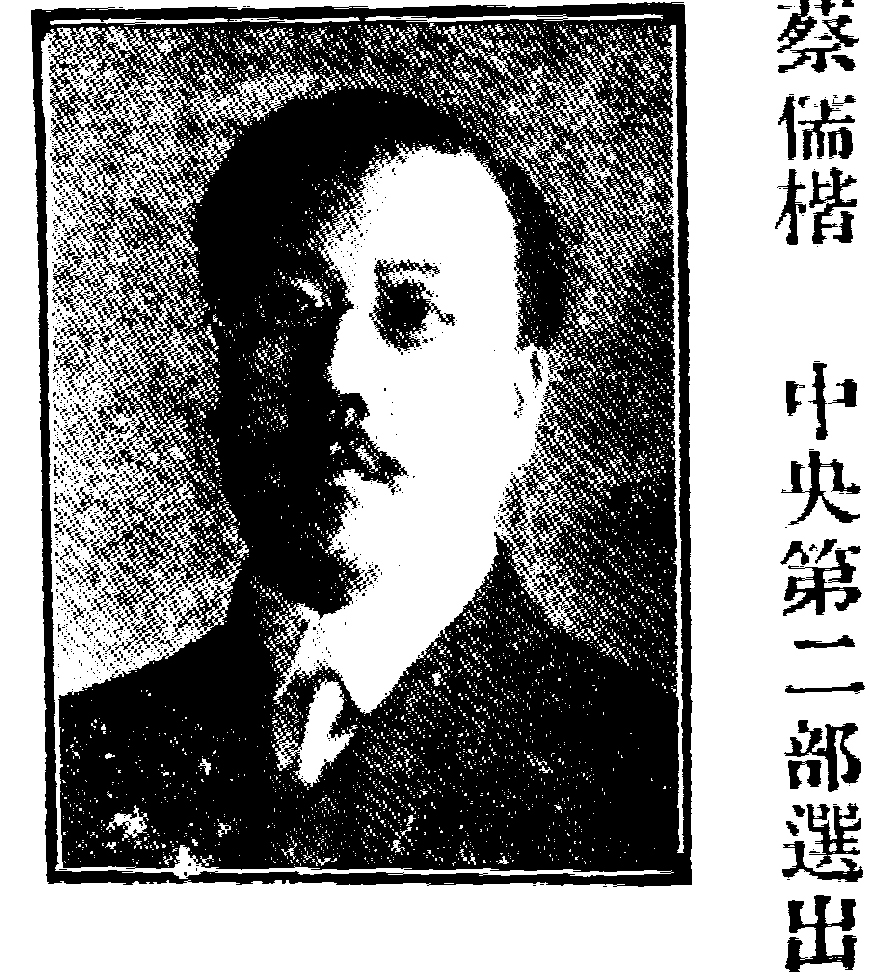
蔡儒楷
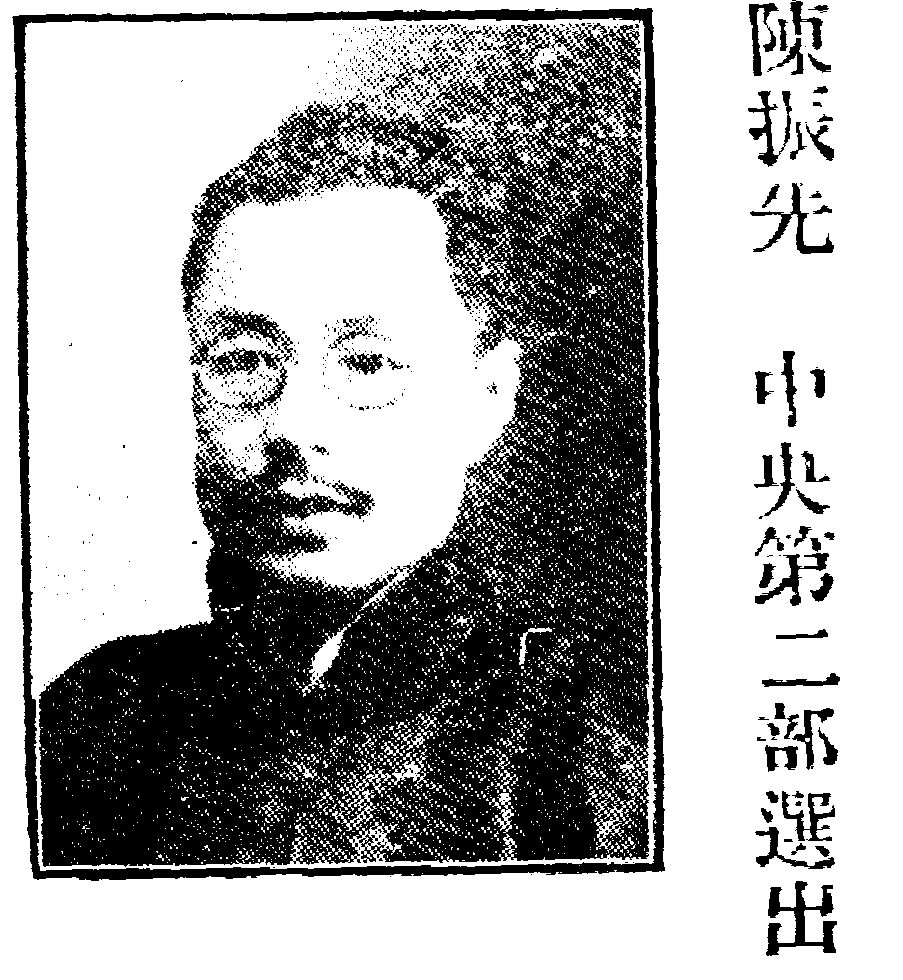
陳振先
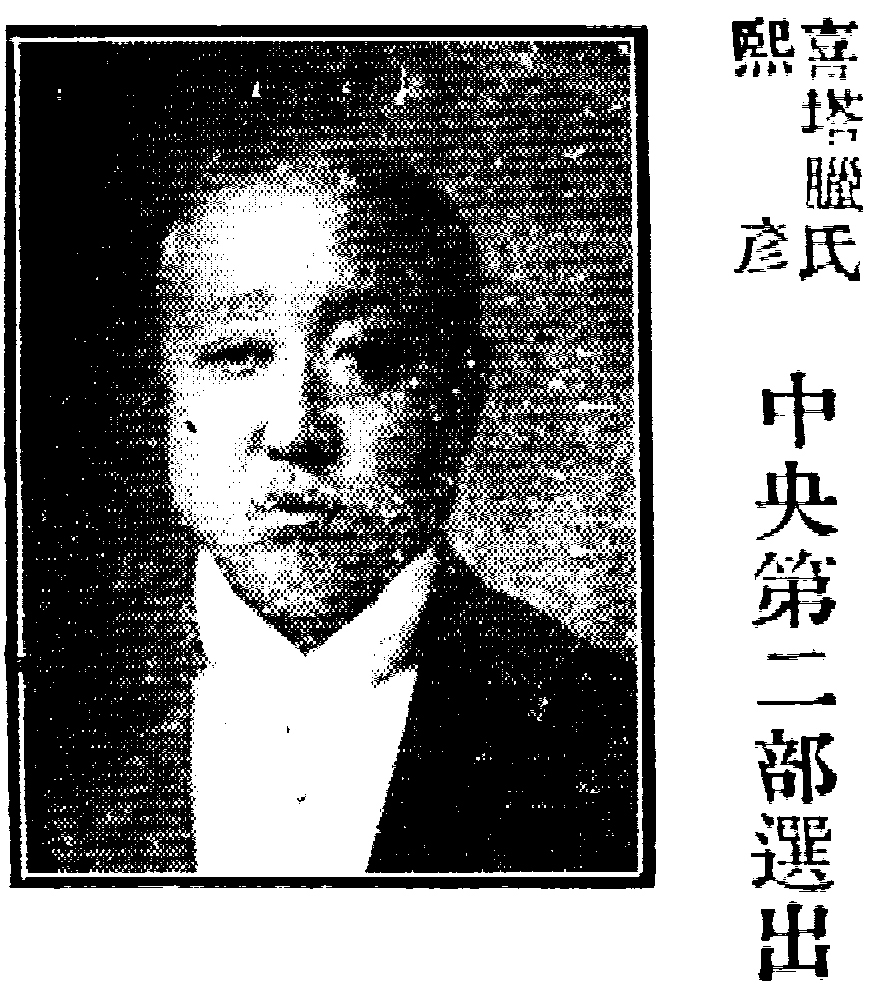
熙彥
呂調元（辭職）
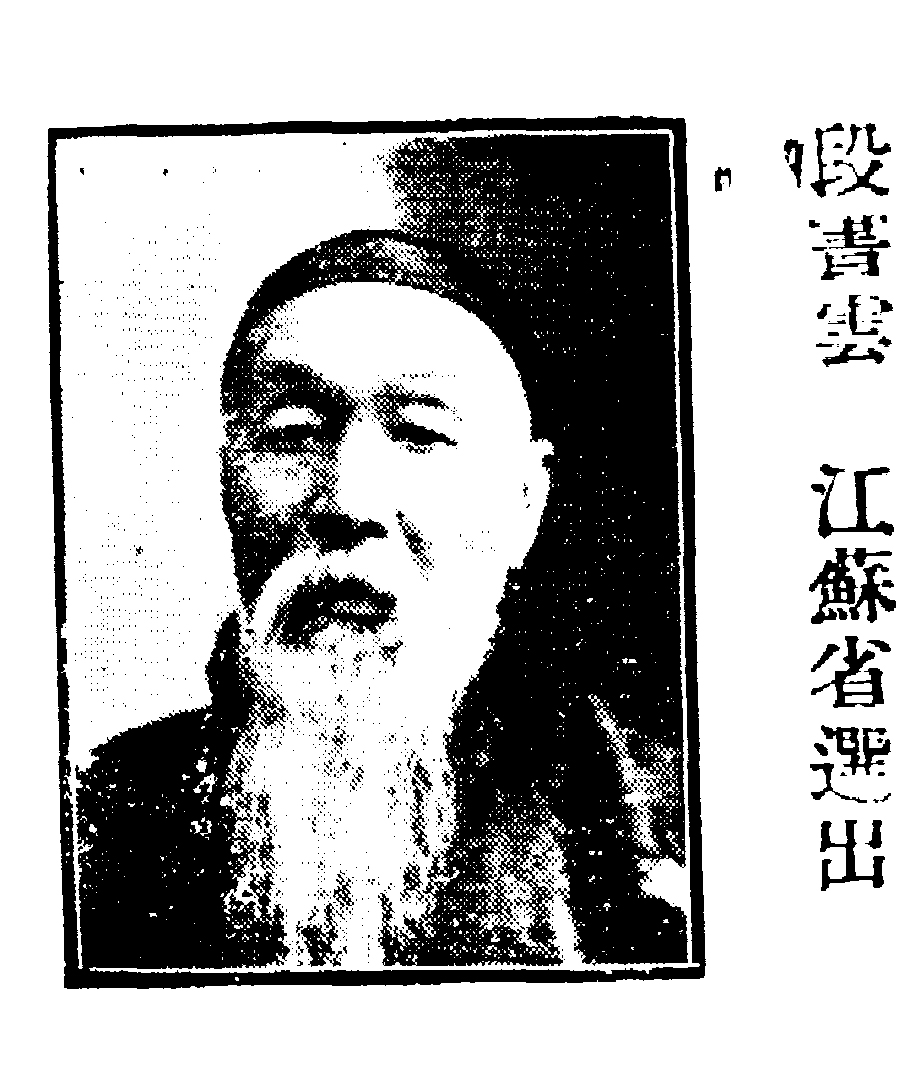
段書雲（遞補）
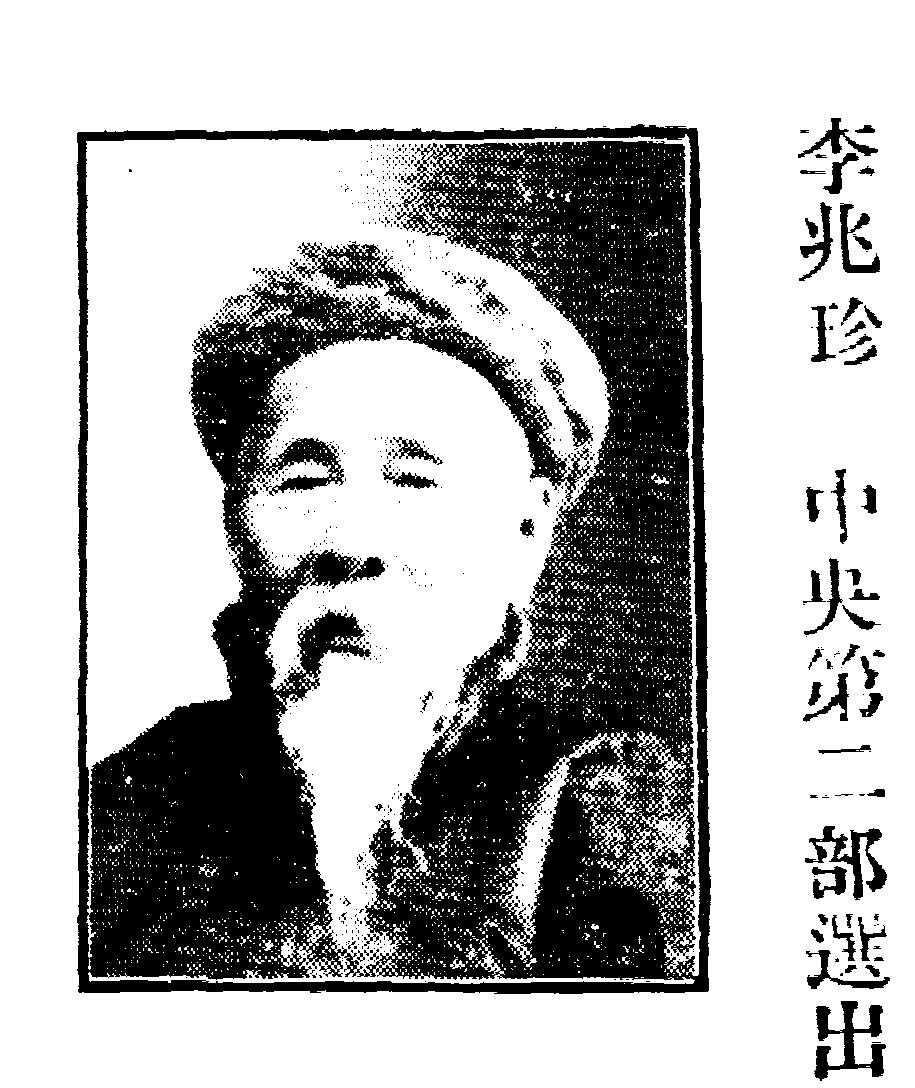
李兆珍（遞補）
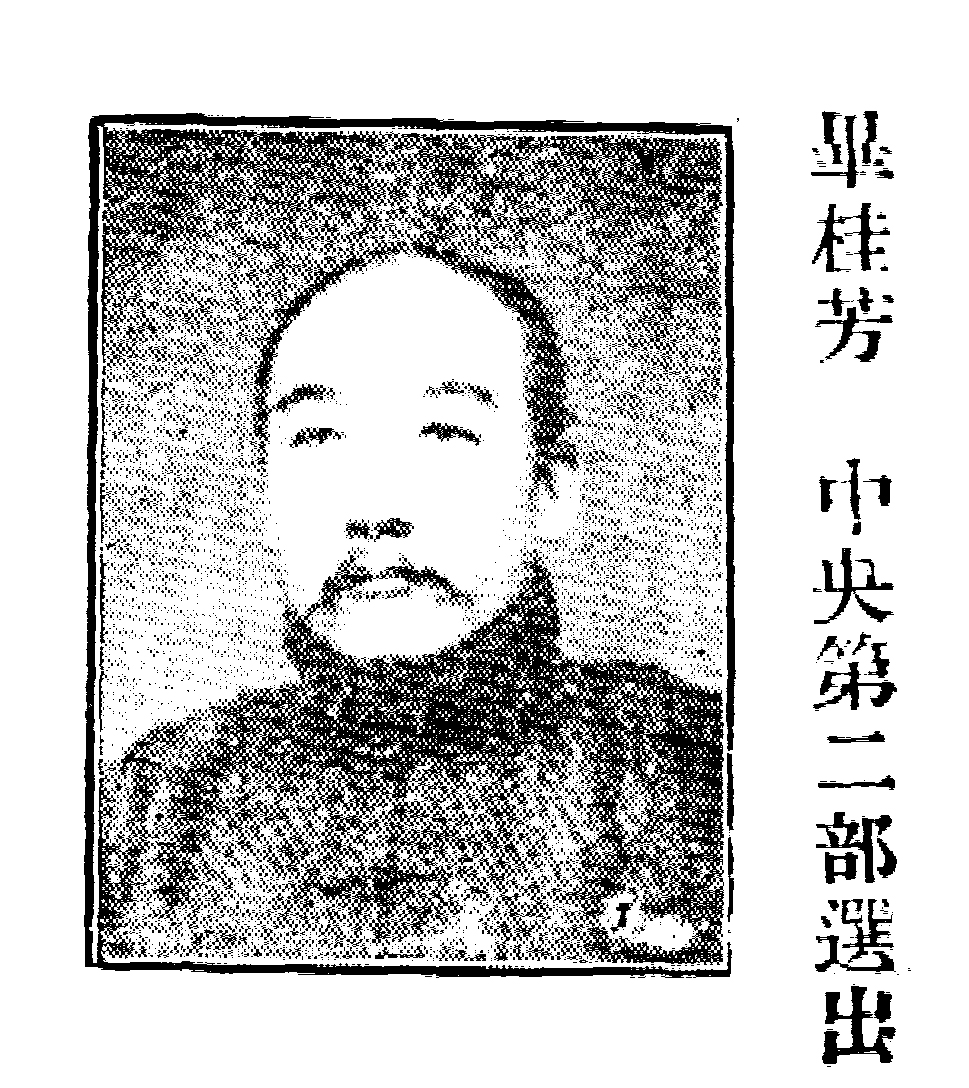
畢桂芳（遞補朱啟鈐）
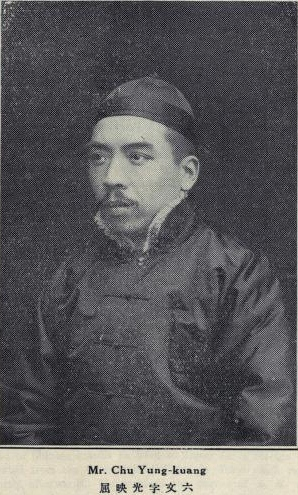
屈映光（遞補）
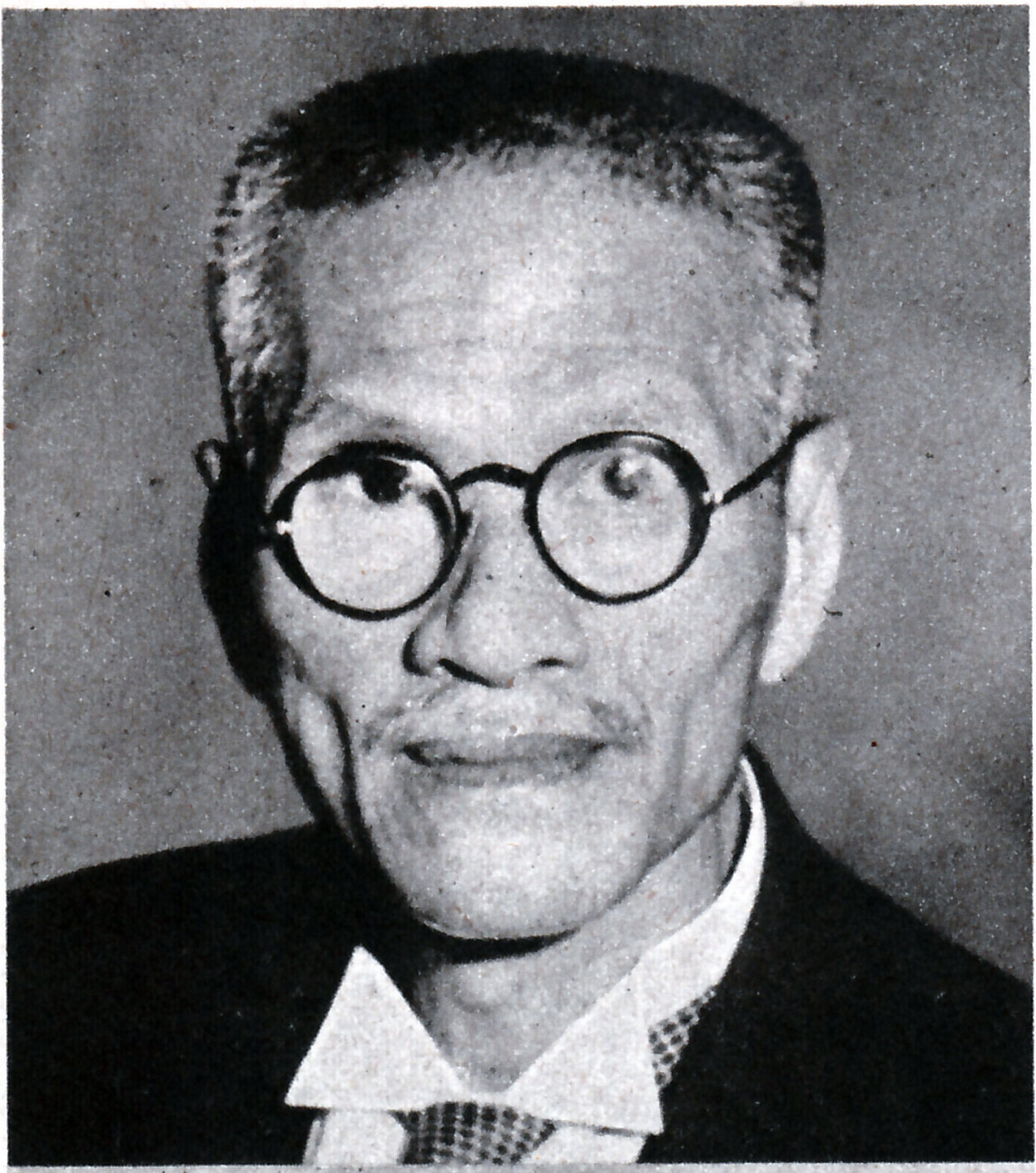
王克敏（遞補）
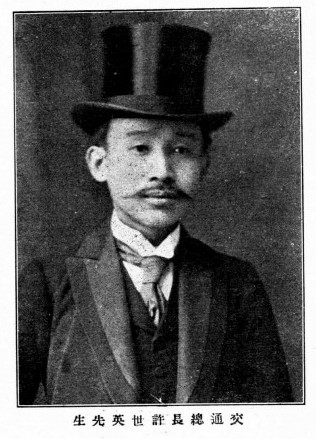
許世英（遞補呂調元）

### 第三部五名
年納直接稅一千圓以上者。或有一百萬圓以上之財產。經營農工商業。經主管官廳證明者。
- 參議院議員當選人：梁士詒、任鳳賓、陳邦燮、江紹杰[9]、王郅隆[10]
- 參議院議員候補當選人：梁萼聯、郝登五、馮麟霈、唐理衡、劉朝欽[10]

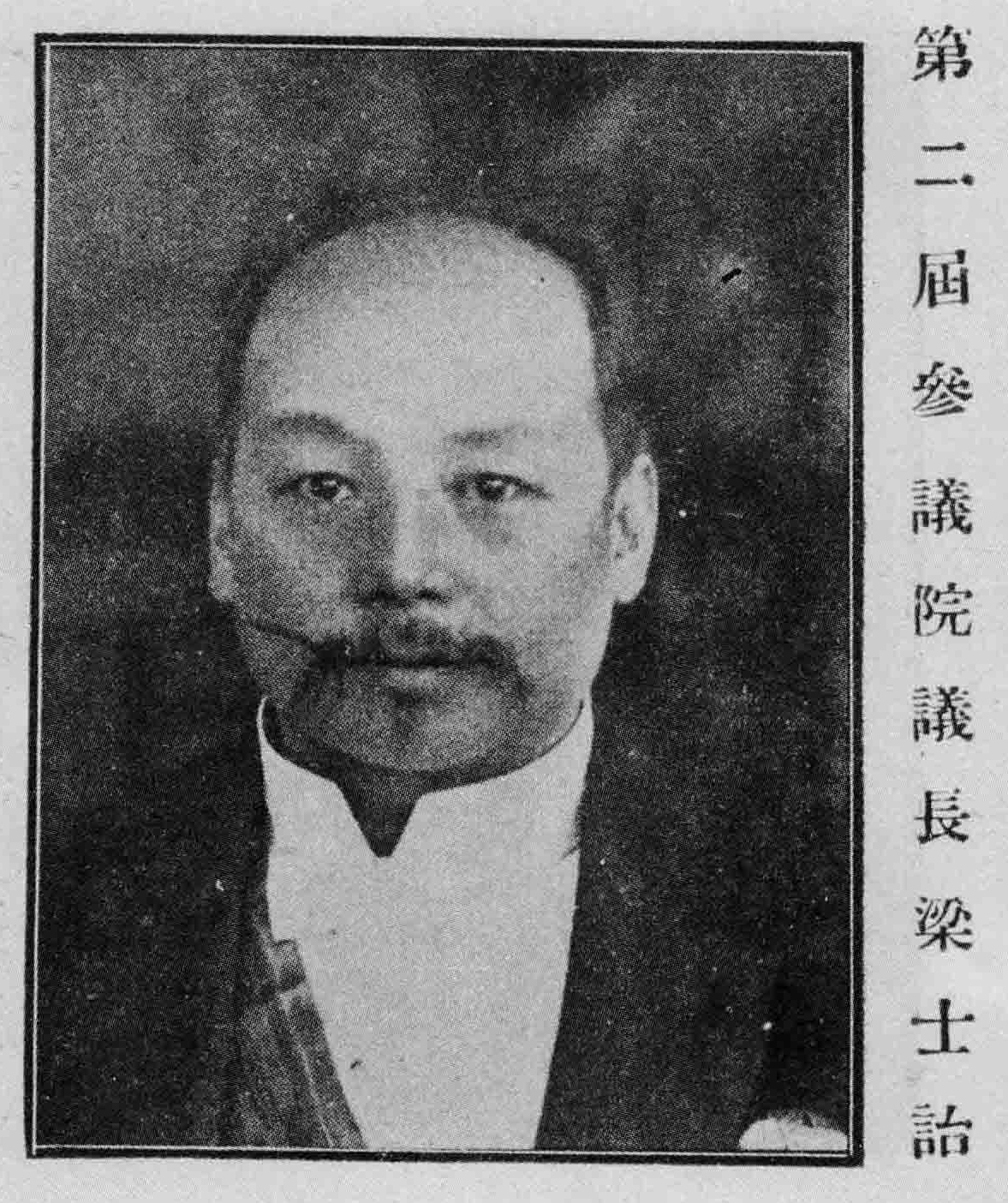
梁士詒（辭職）
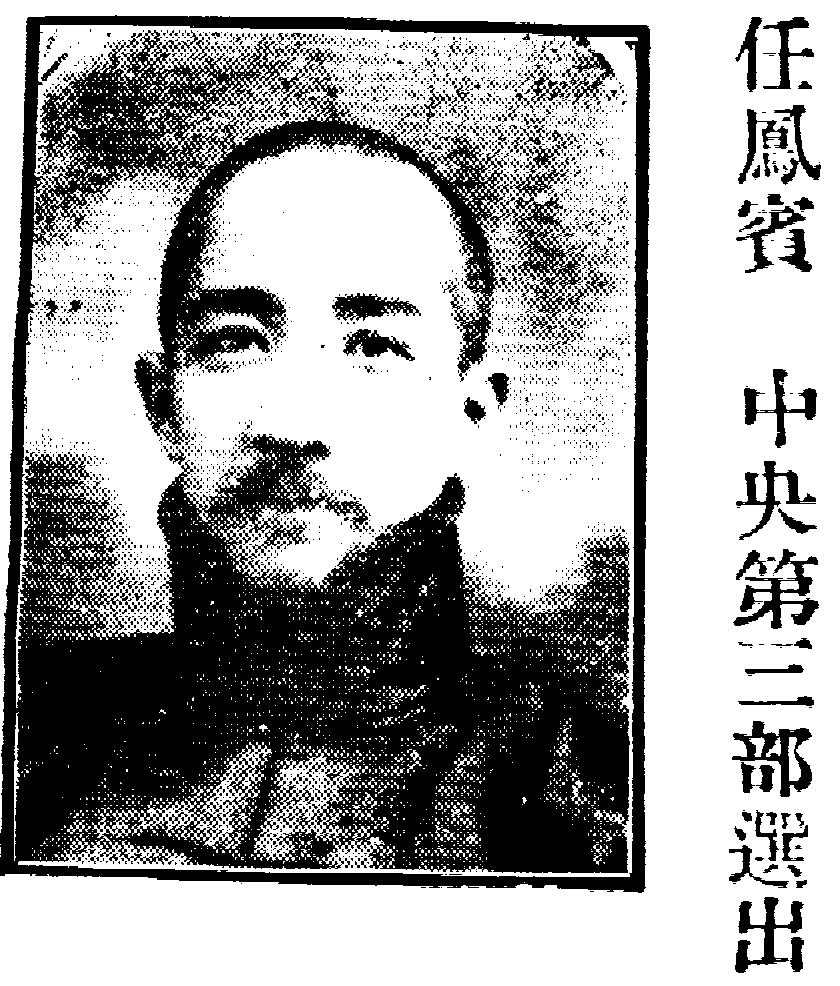
任鳳賓
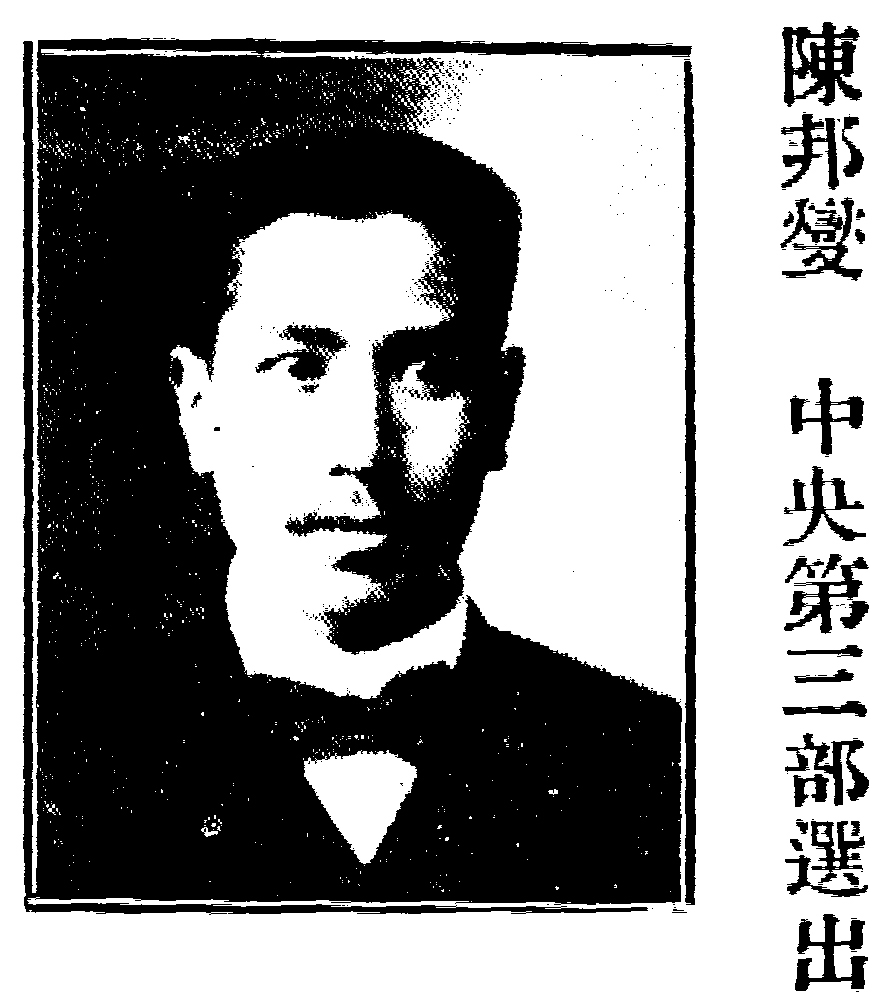
陳邦燮
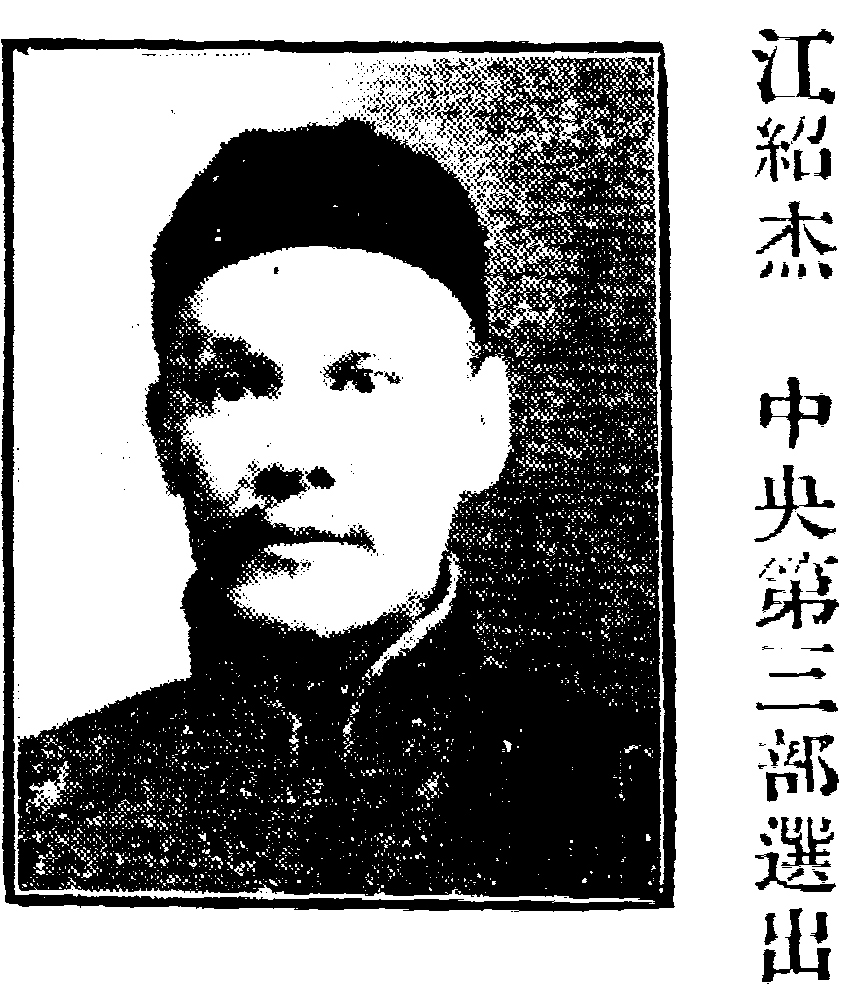
江紹
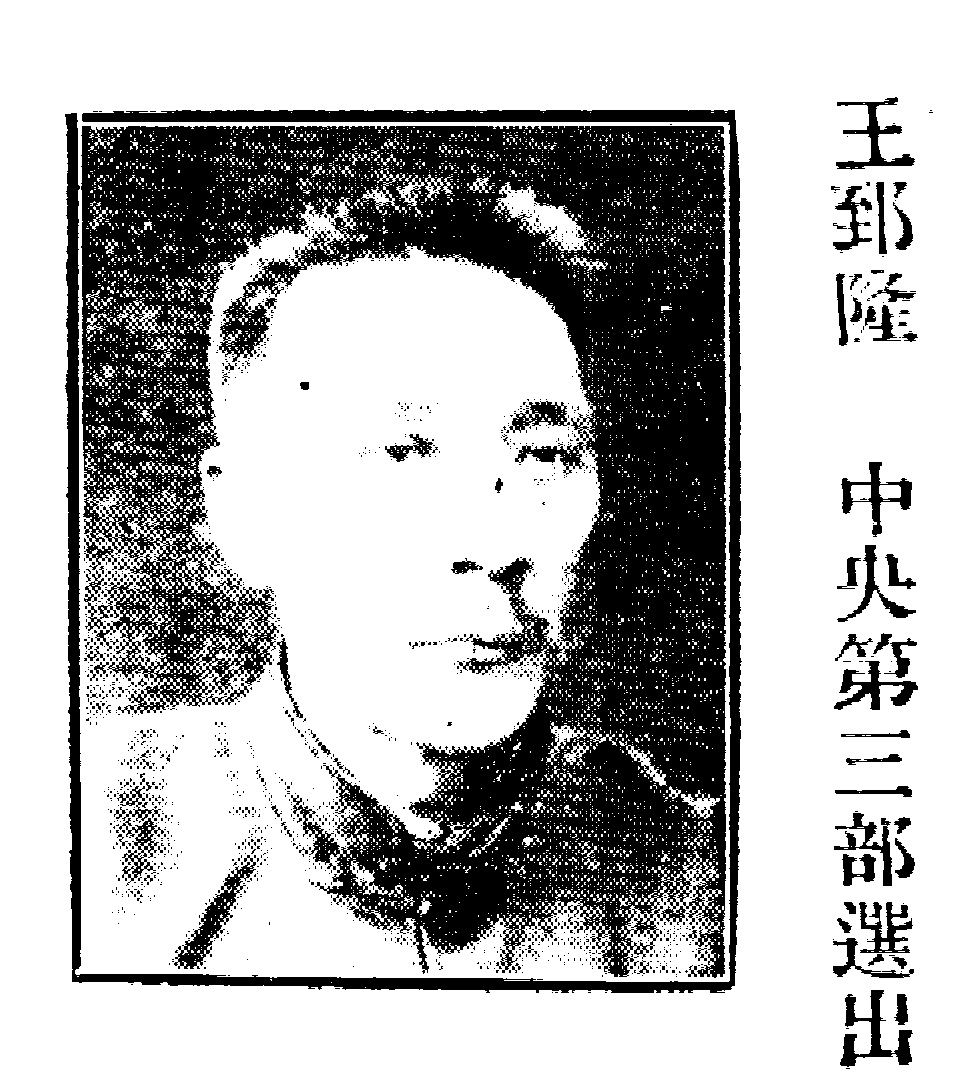
王郅隆
梁萼聯（遞補梁士詒）

### 第四部四名
華僑有一百萬圓以上之財產。經駐在地領事官證明者。
- 參議院議員當選人：韋榮熙、譚雨三、盧諤生、林椒之[11]
- 參議院議員候補當選人：周裕簡、盧宗縉、江筱呂、蔡少垣[9]

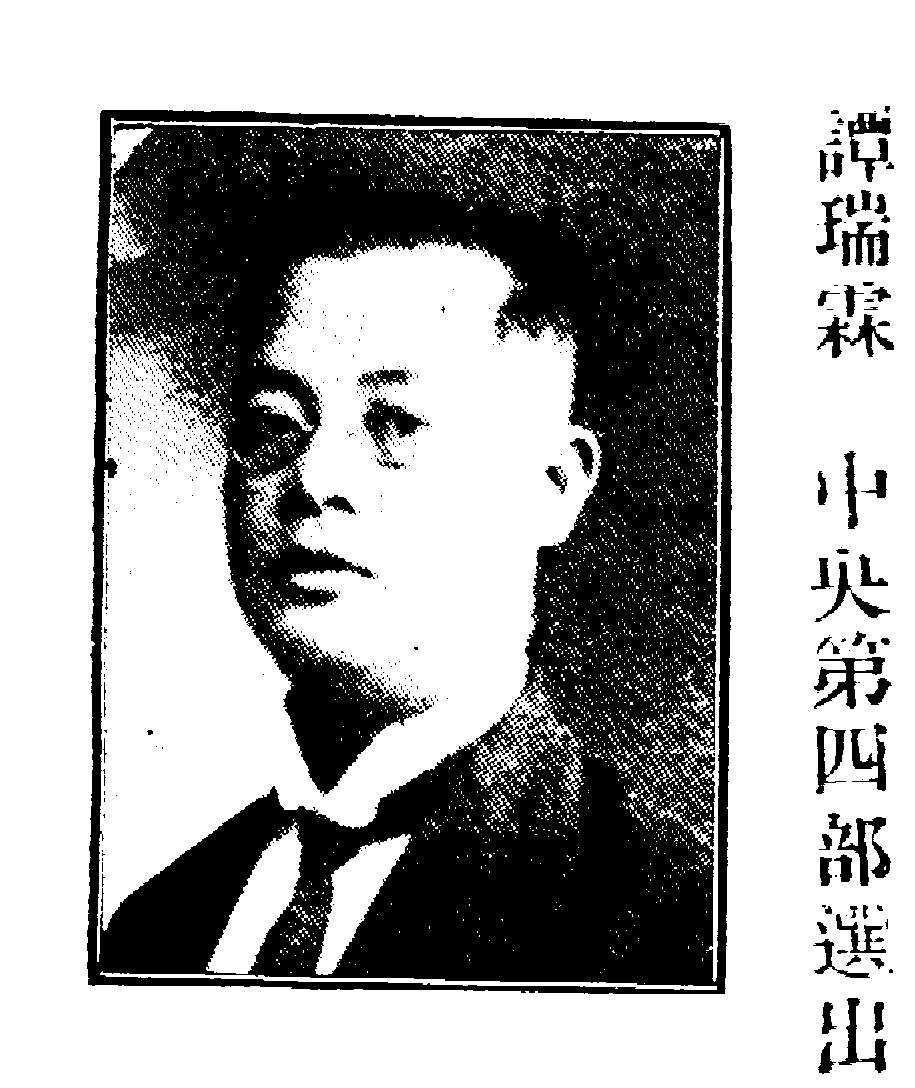
譚瑞霖
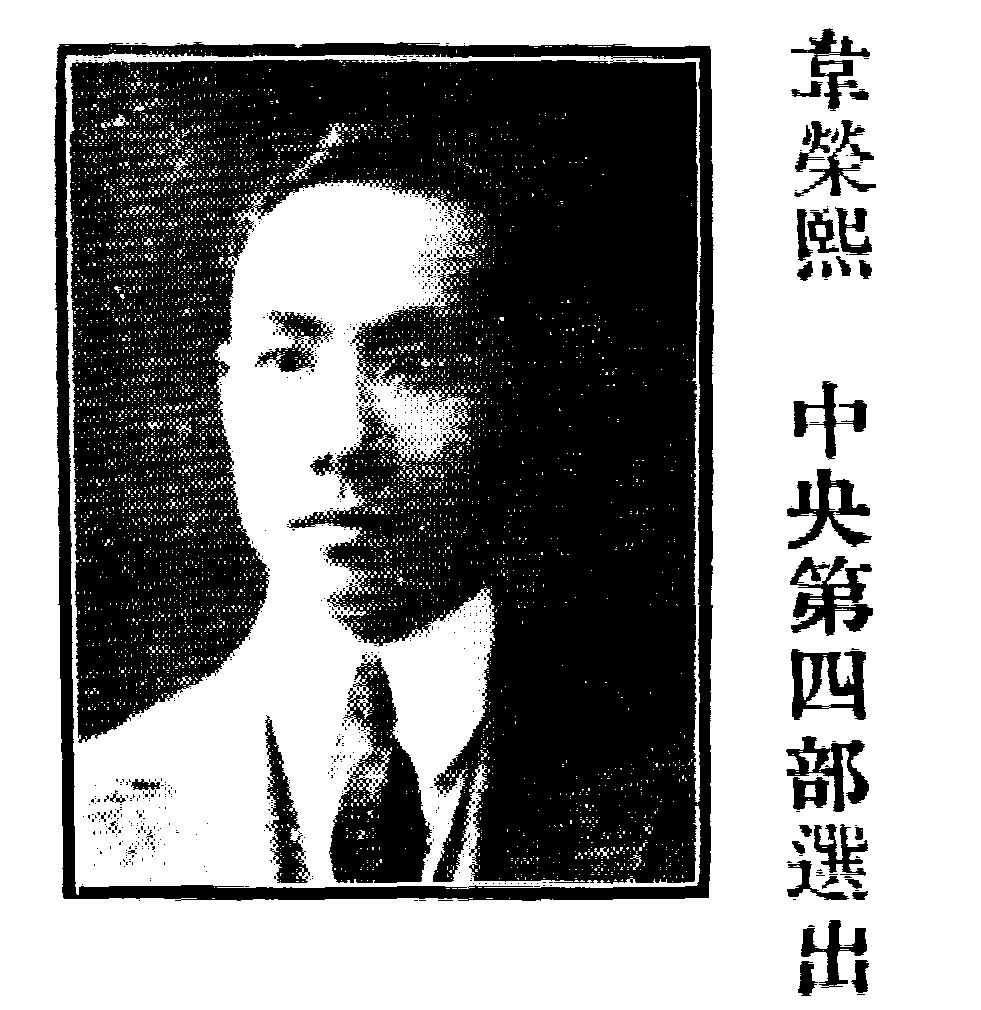
韋榮熙
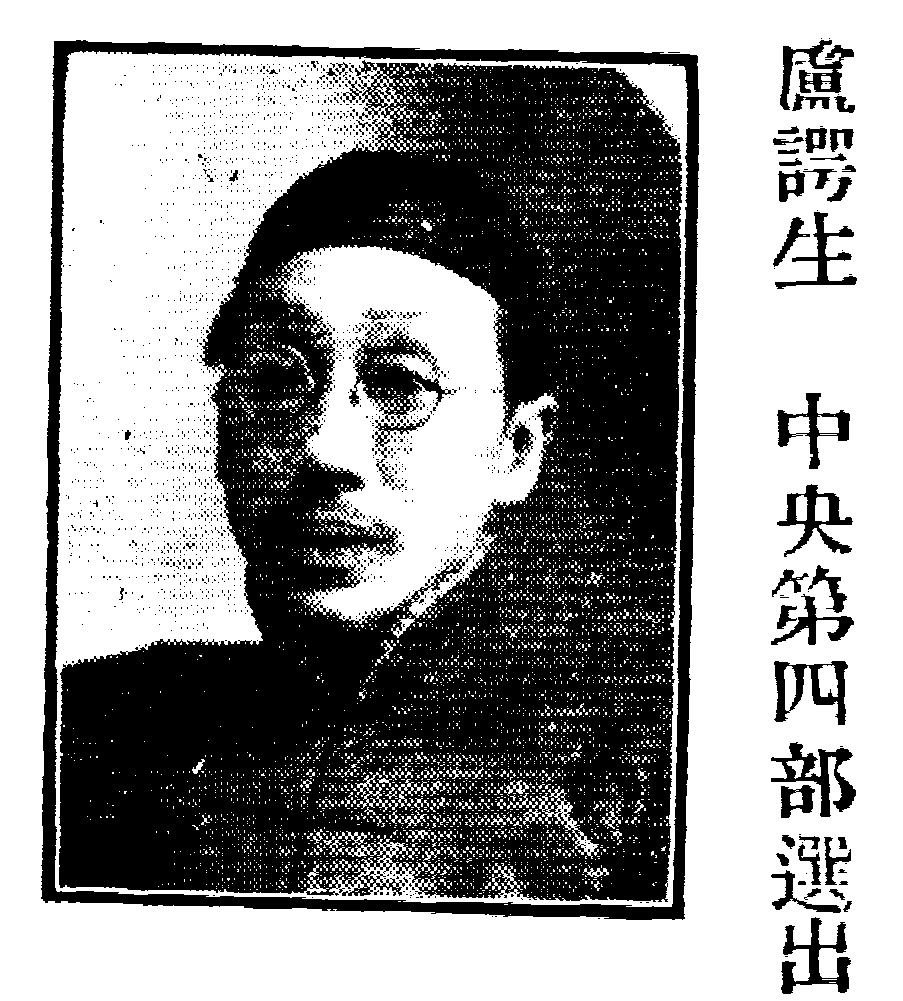
盧諤生
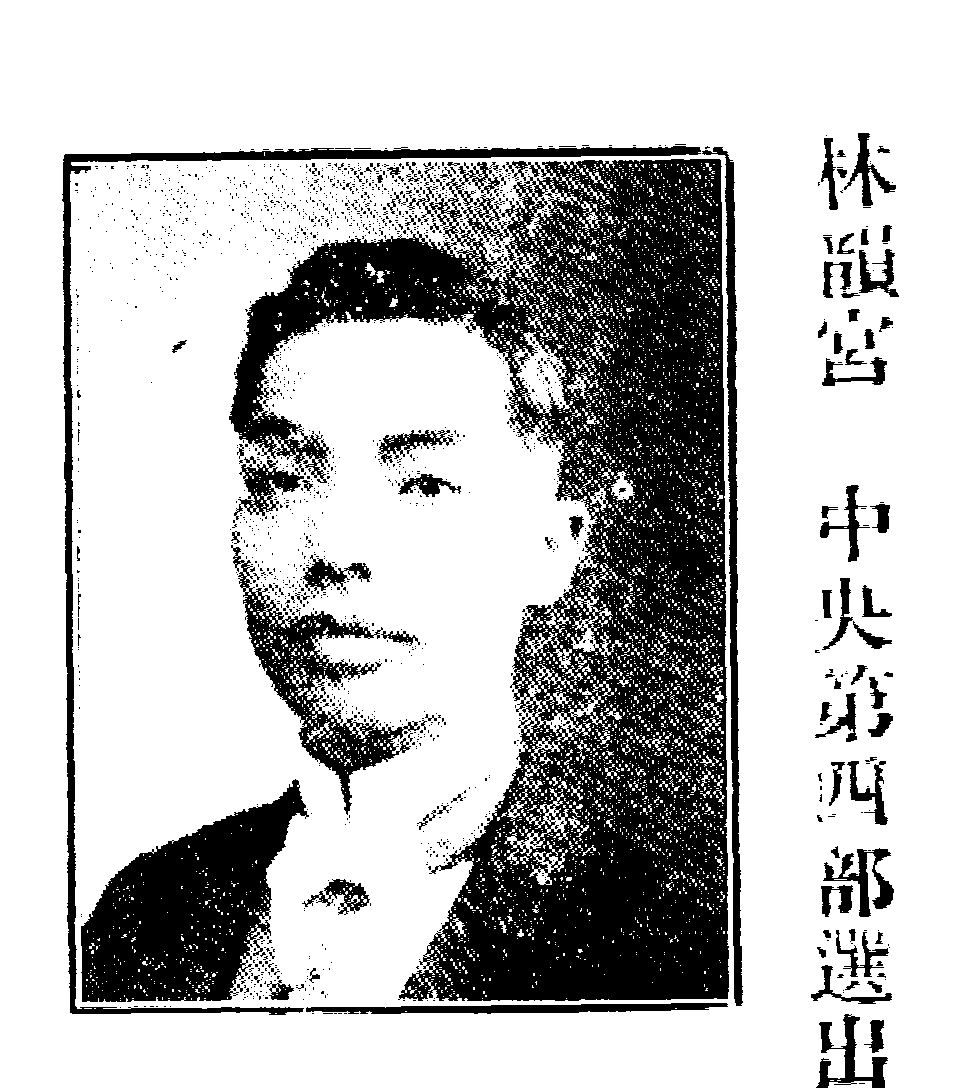
林韻宮

### 第五部二名
滿州王公具有政治經驗者。
- 參議院議員當選人：毓朗、溥緒[12]
- 參議院議員候補當選人：榮泉[12]、載振[13]

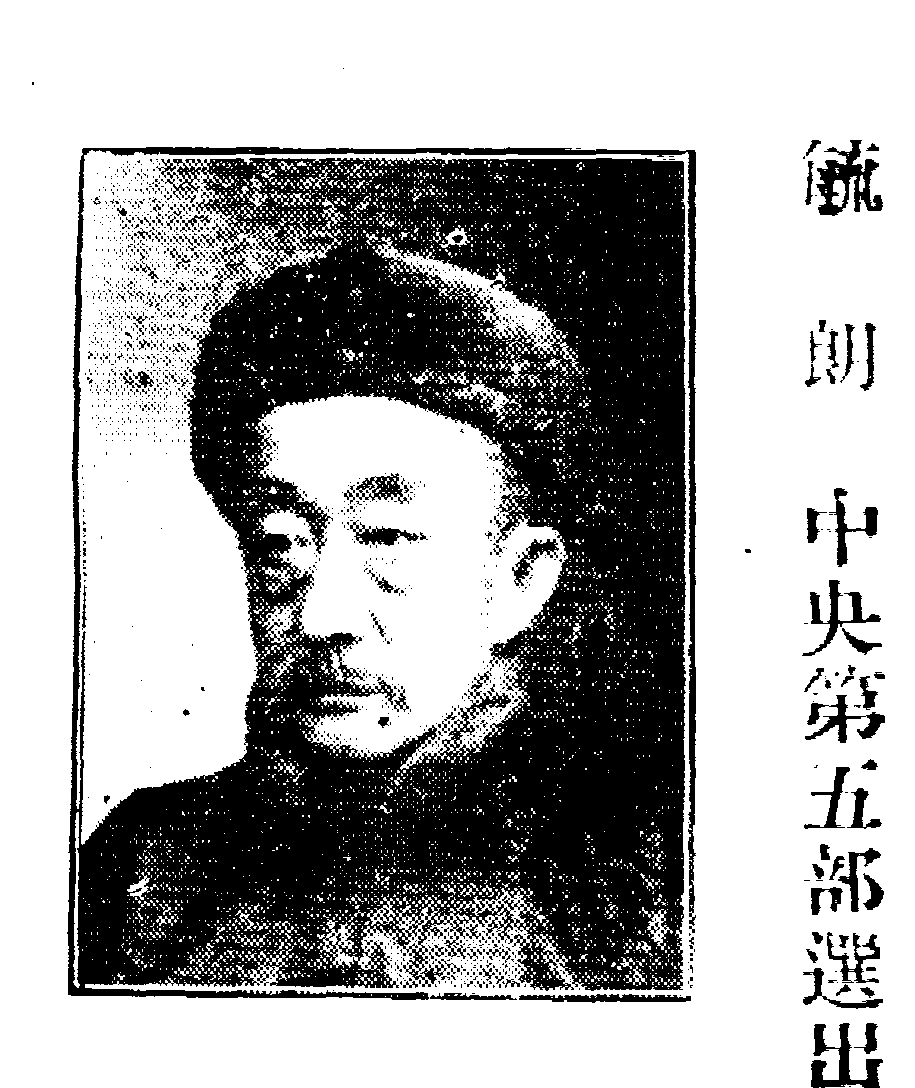
多羅貝勒毓朗
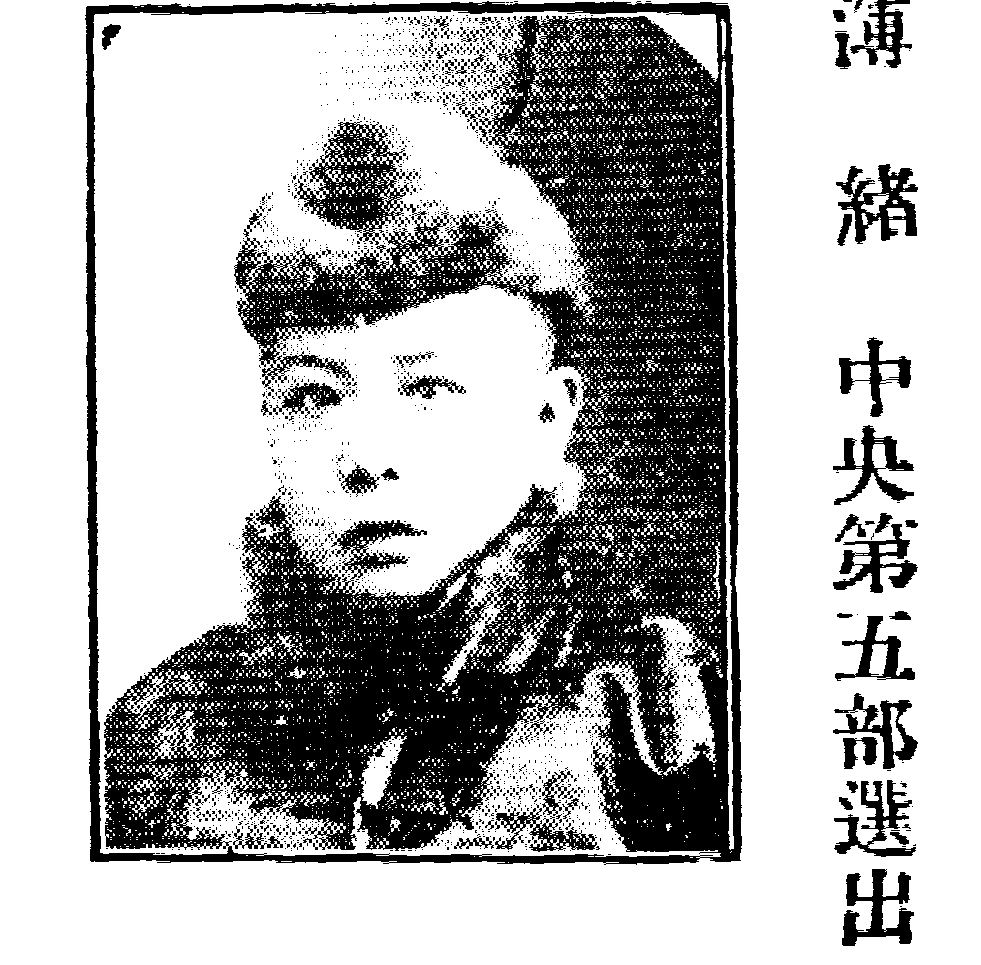
和碩莊親王溥緒

### 第六部一名
回部王公具有政治經驗者。
- 參議院議員當選人：哈的爾
- 參議院議員候補當選人：司迪克[14]

阿克蘇回部郡王哈的爾（因病不能應選）
拜城回部輔國公司迪克（遞補哈的爾）

## 參議院秘書廳職員

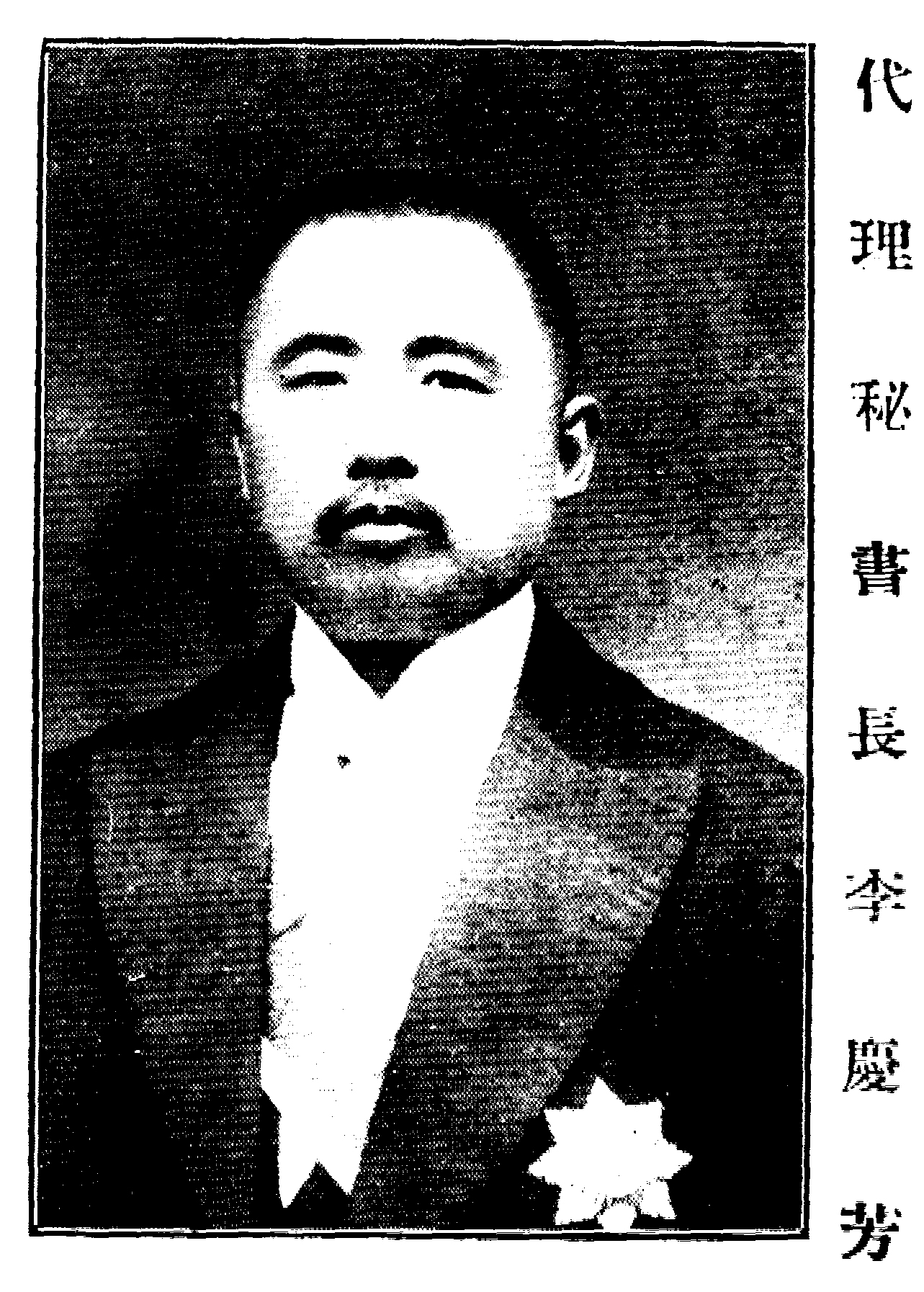
李慶芳
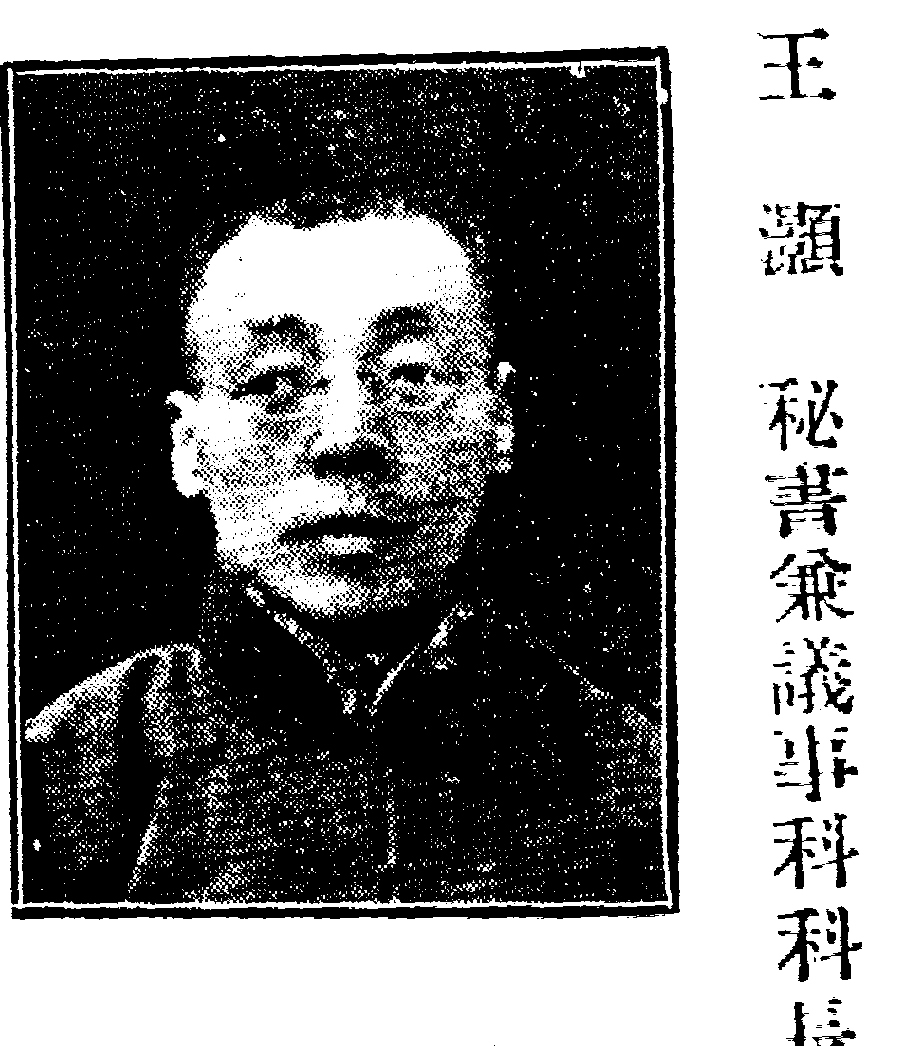
王灝
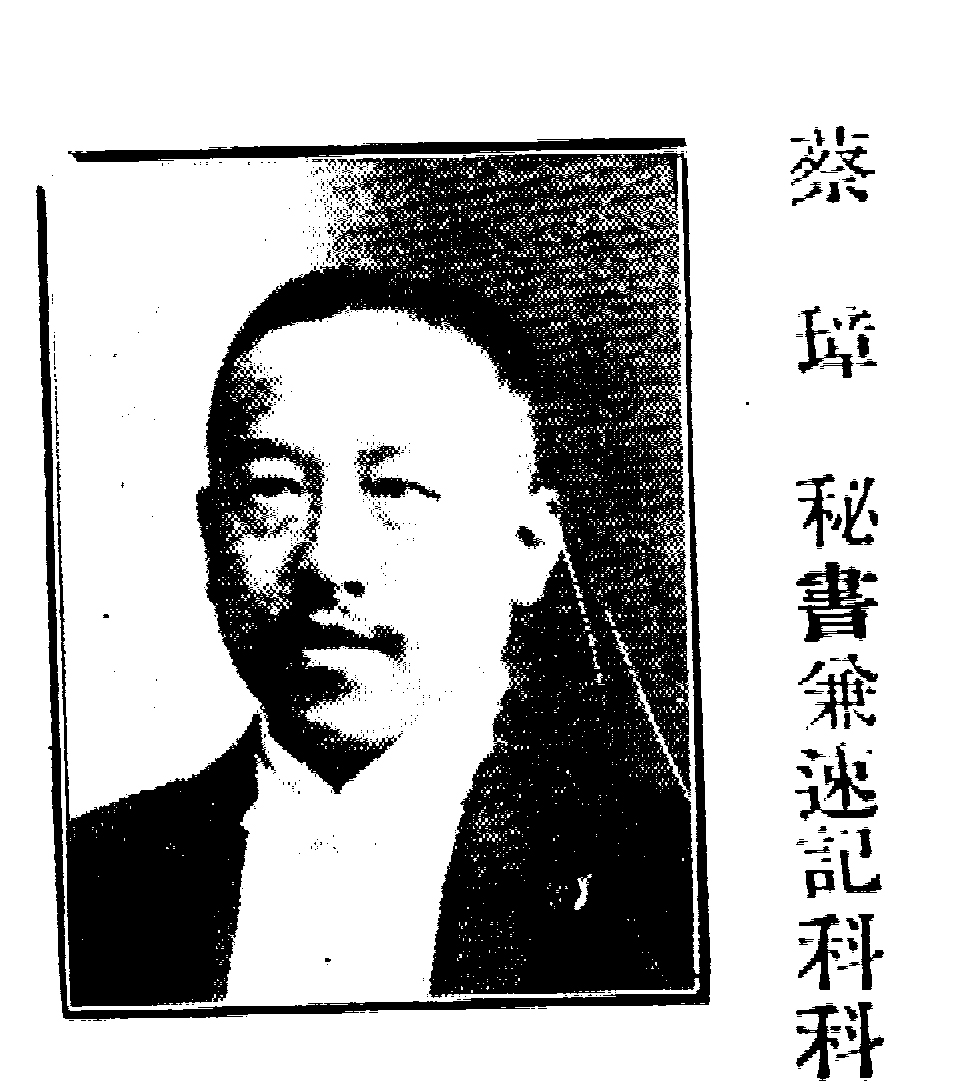
蔡璋
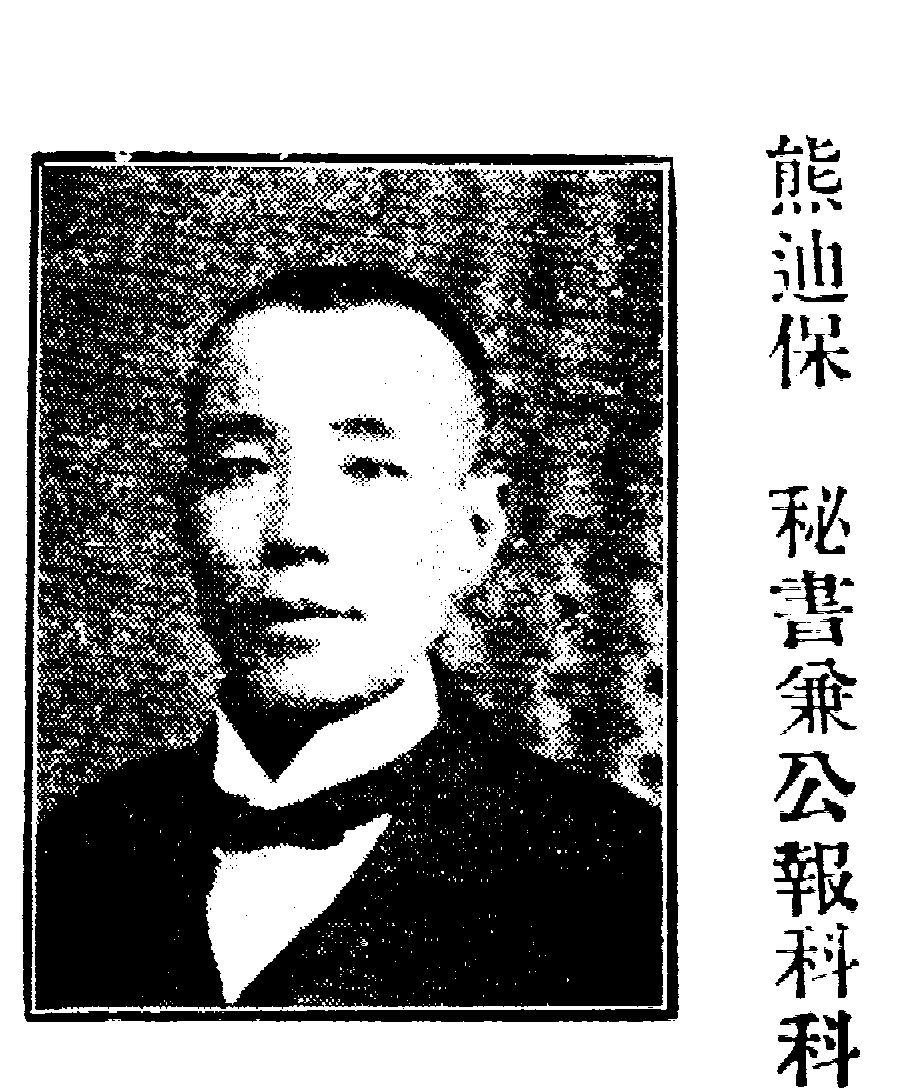
熊迪保
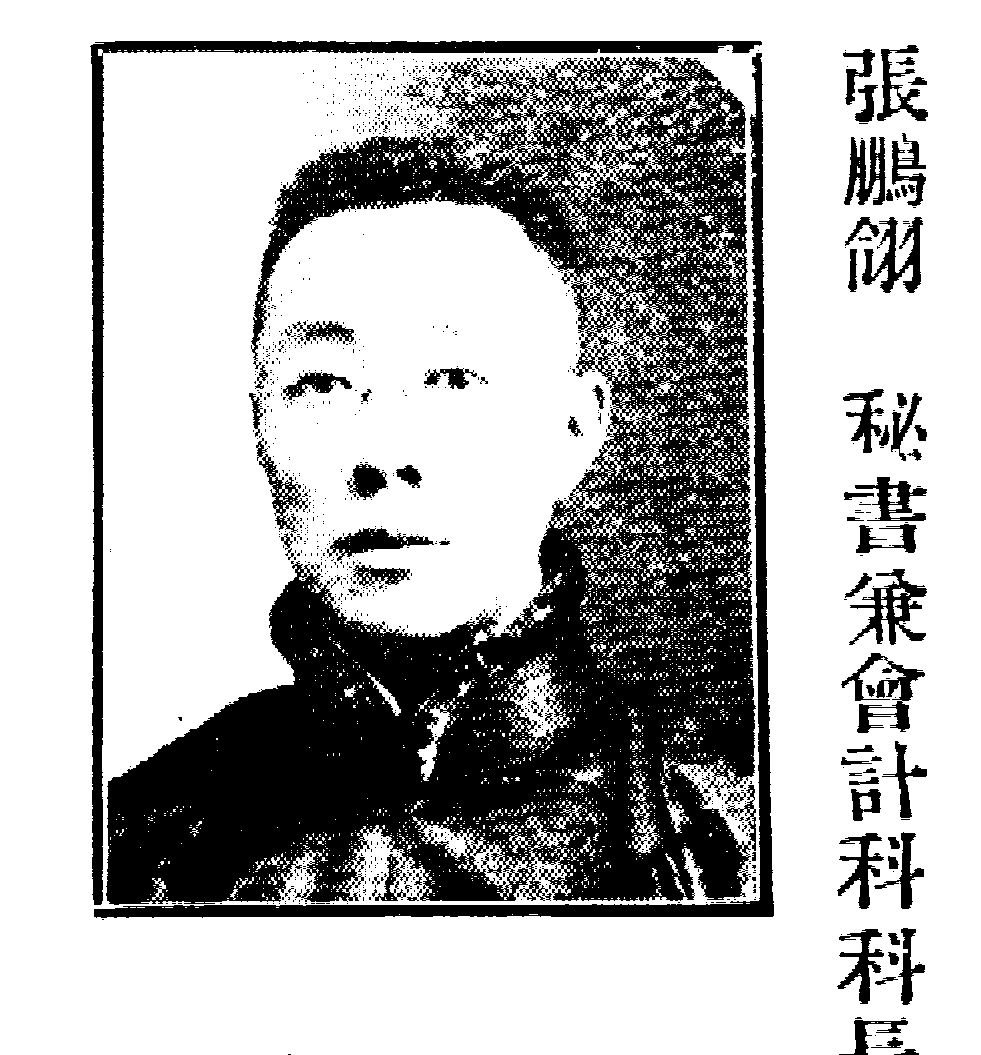
張鵬翎
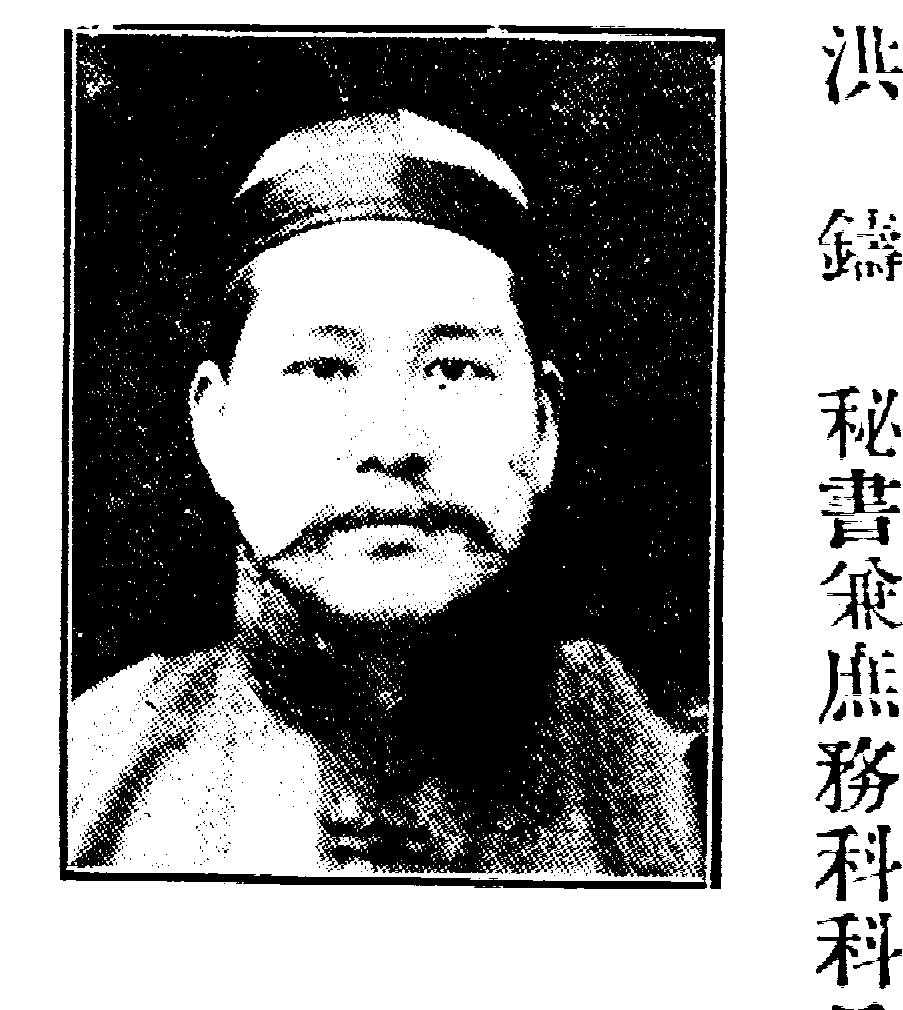
洪鑄
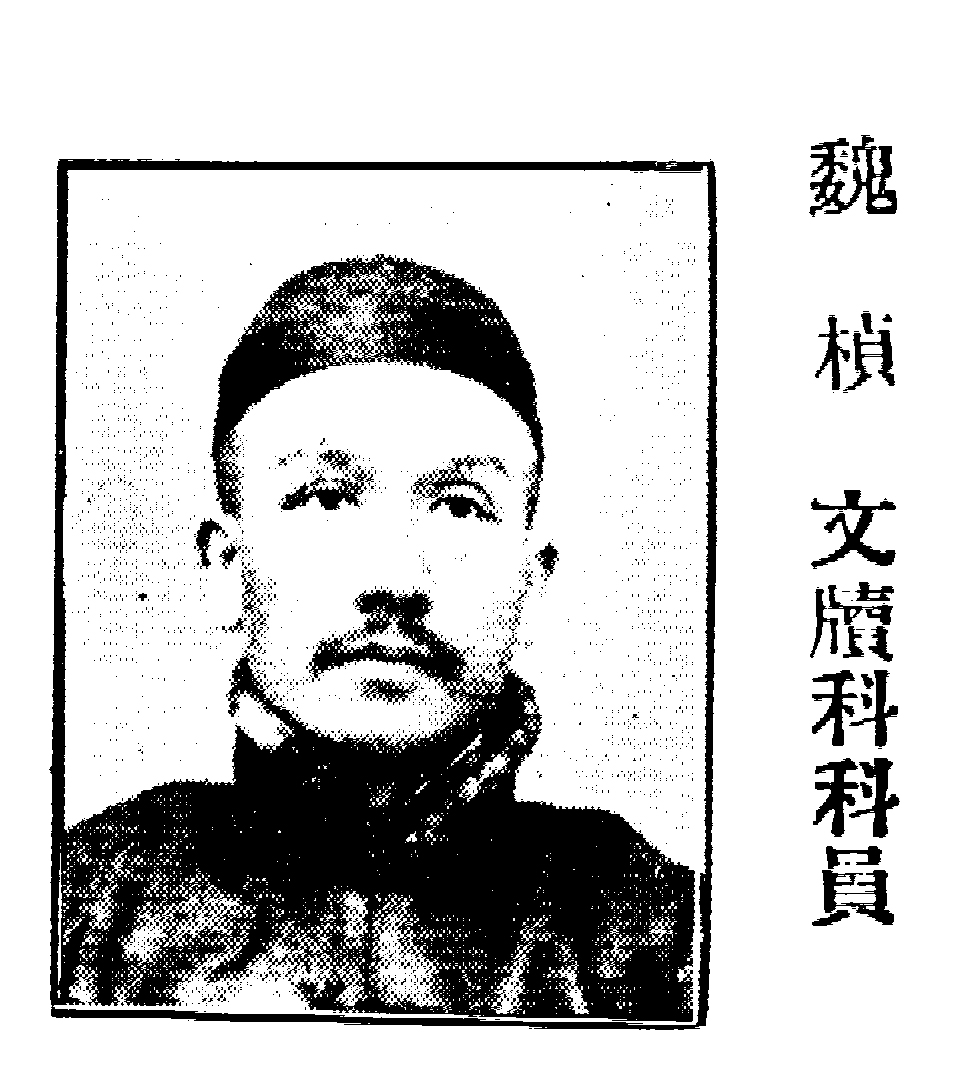
魏楨
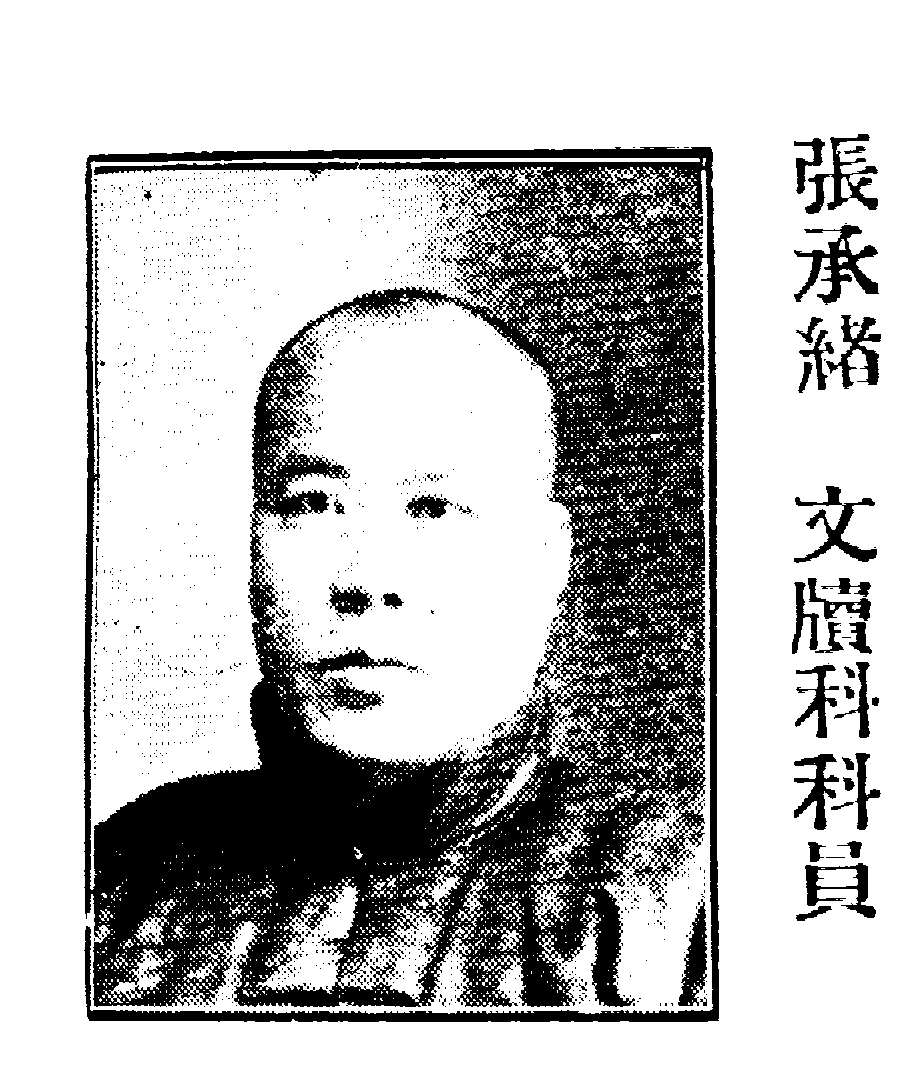
張承緒
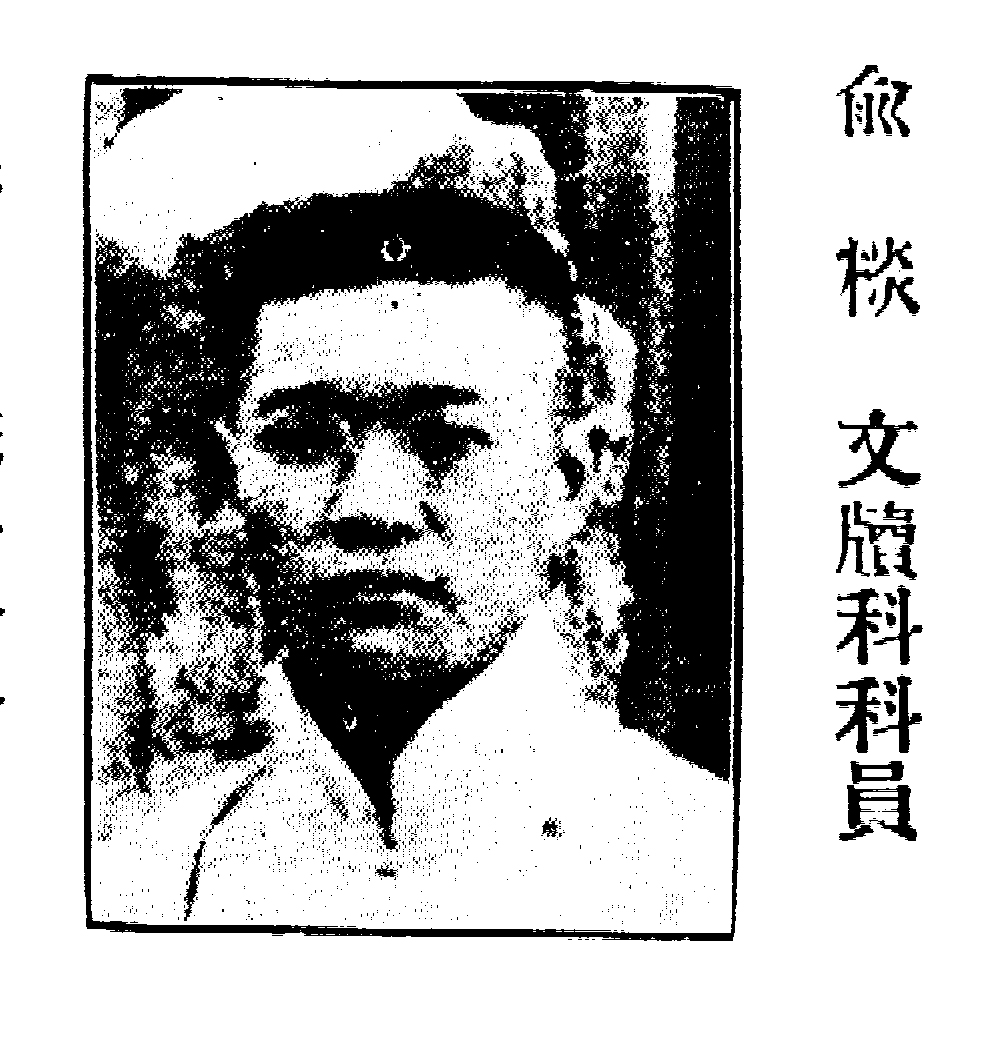
俞棪
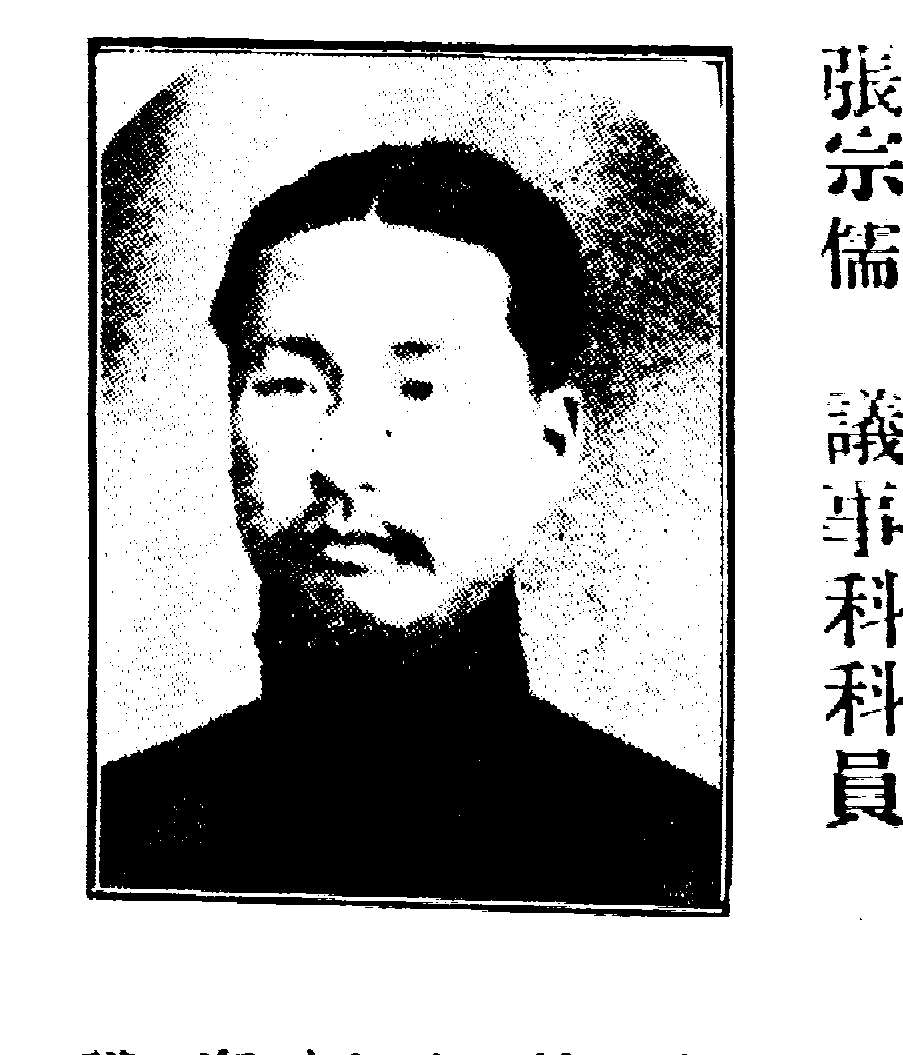
張宗儒
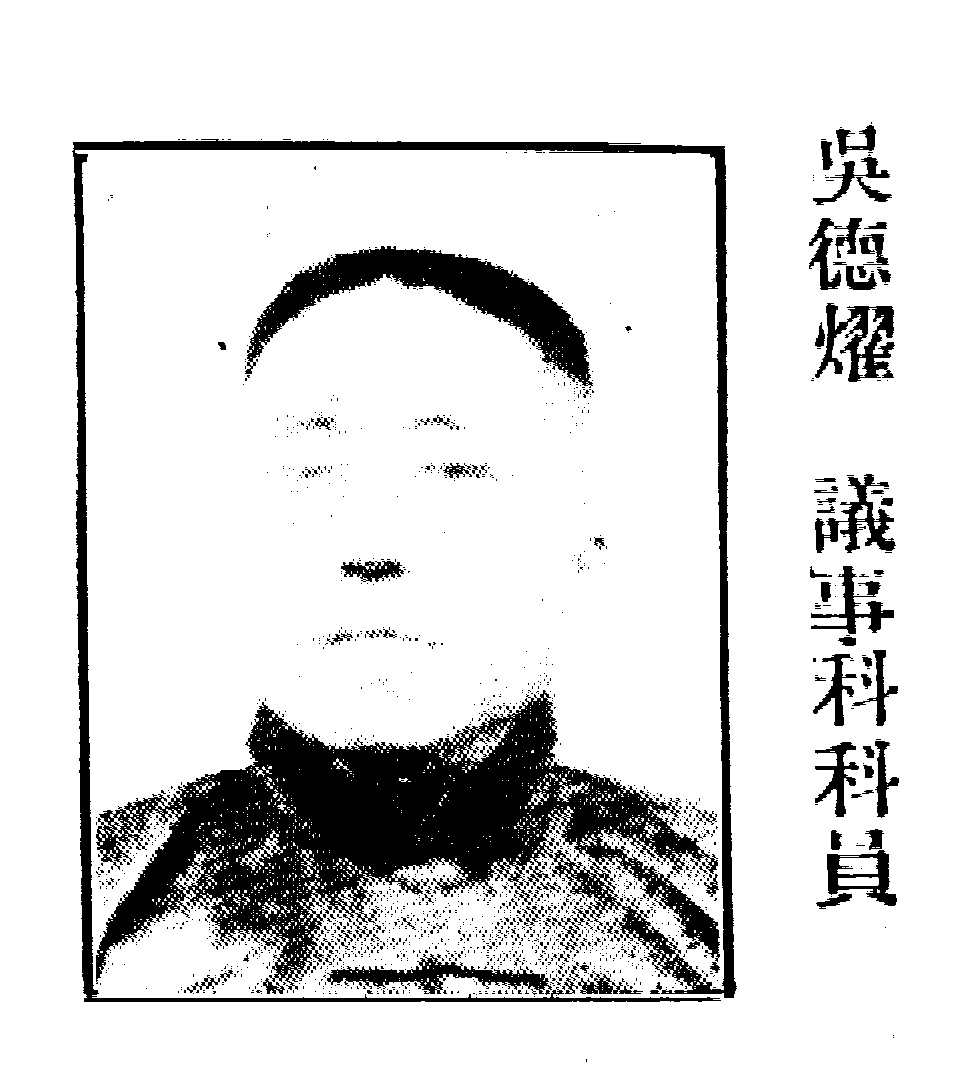
吳德燿
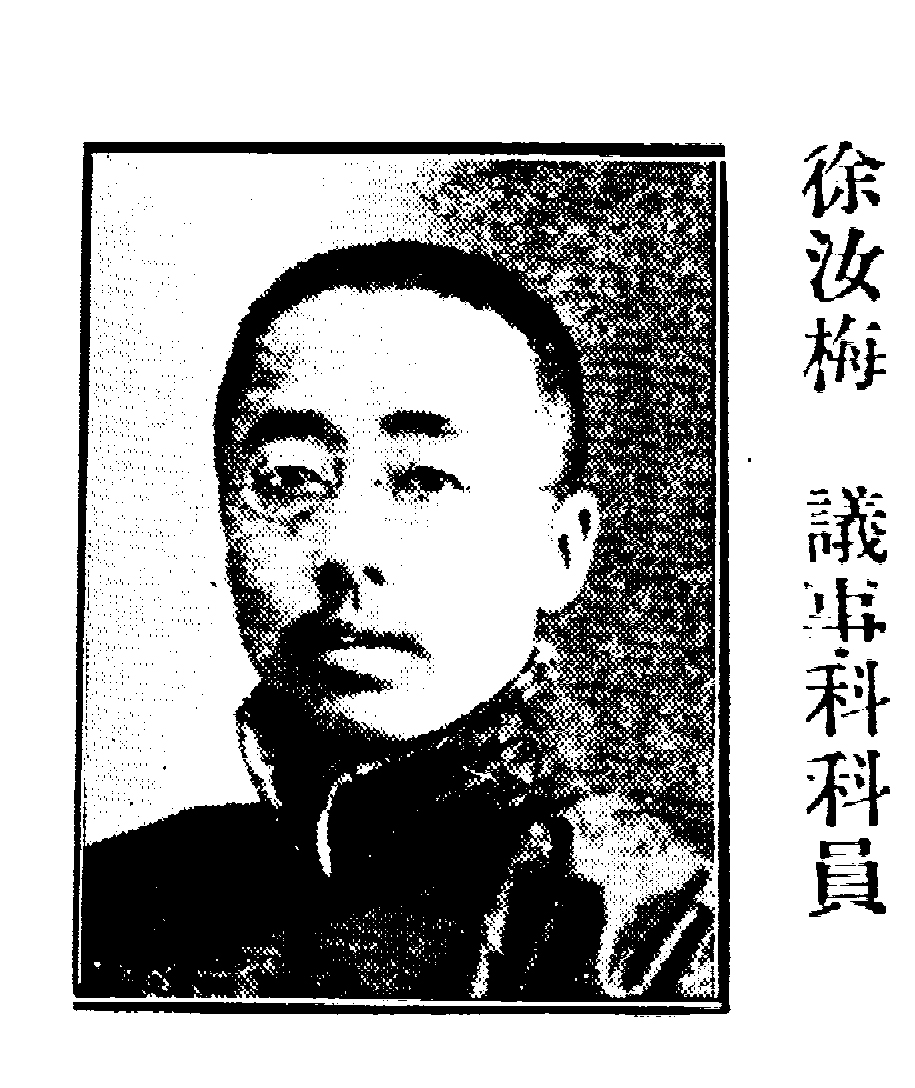
徐汝梅
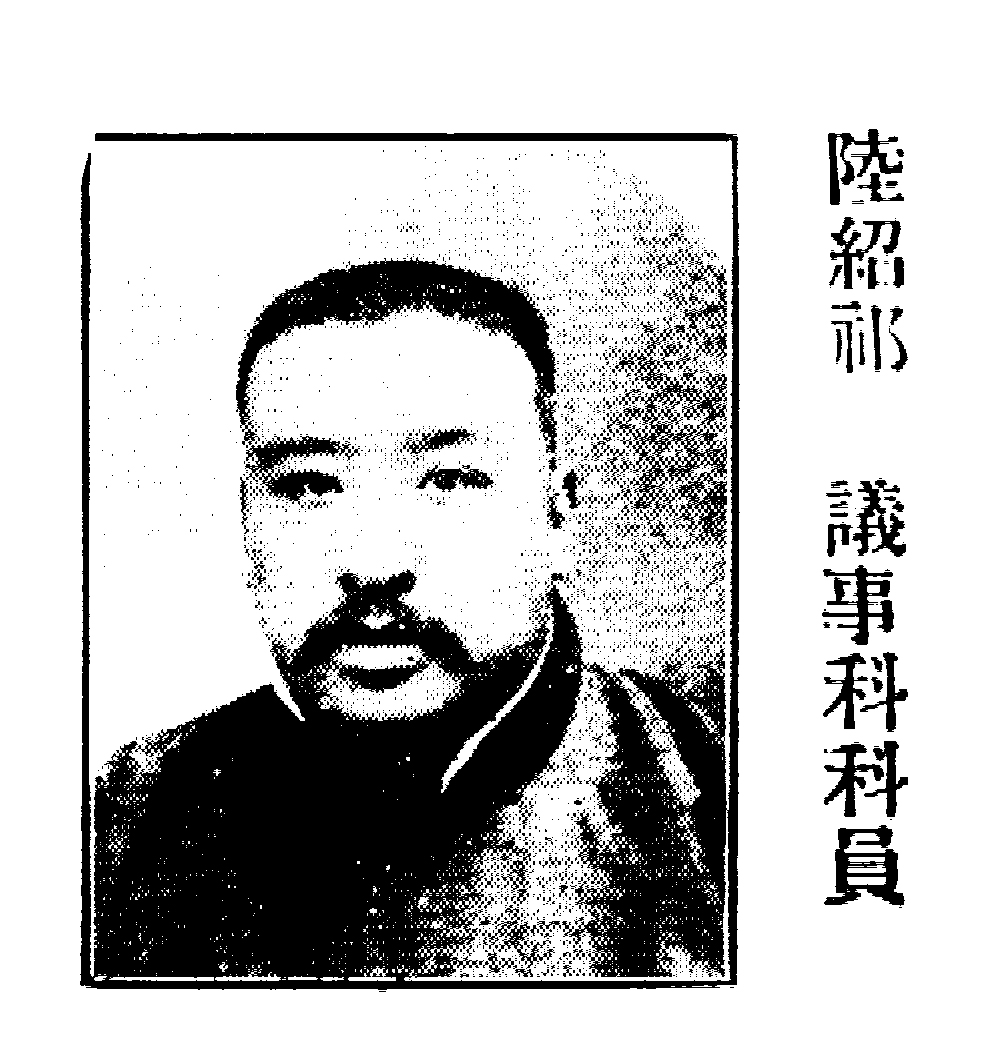
陸紹祁
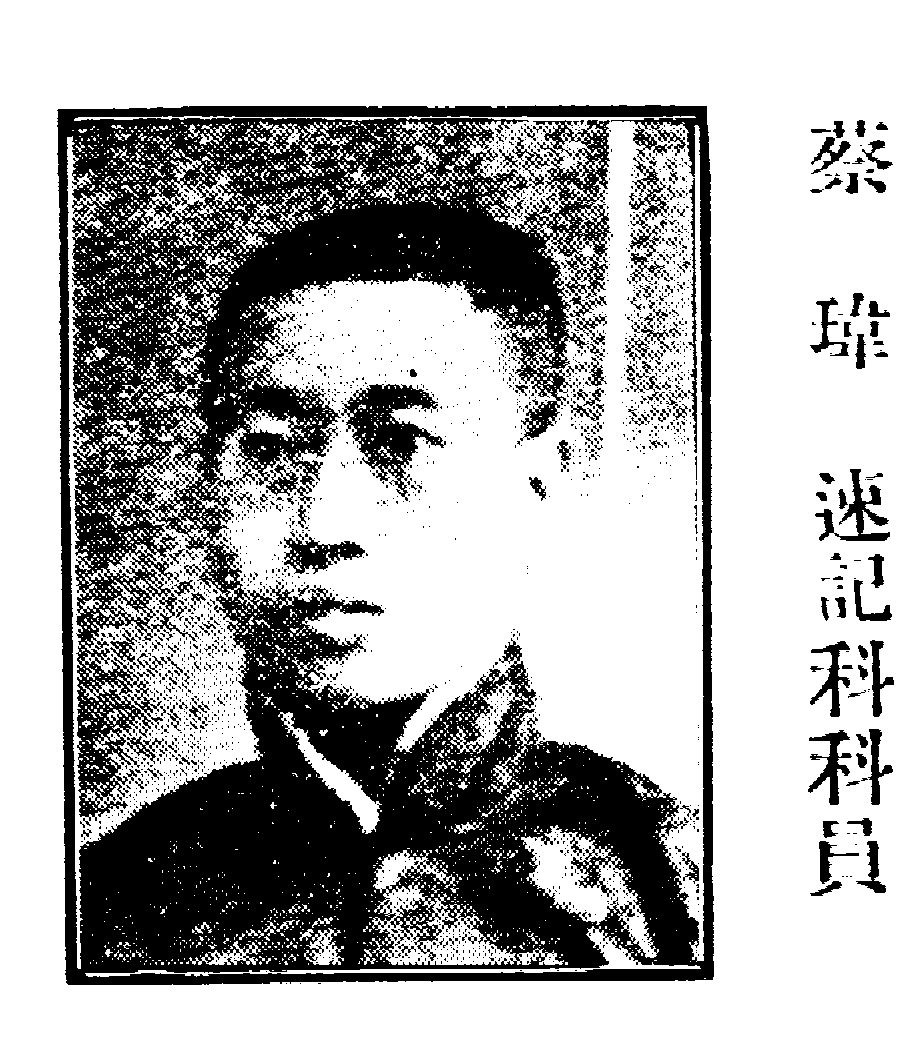
蔡瑋
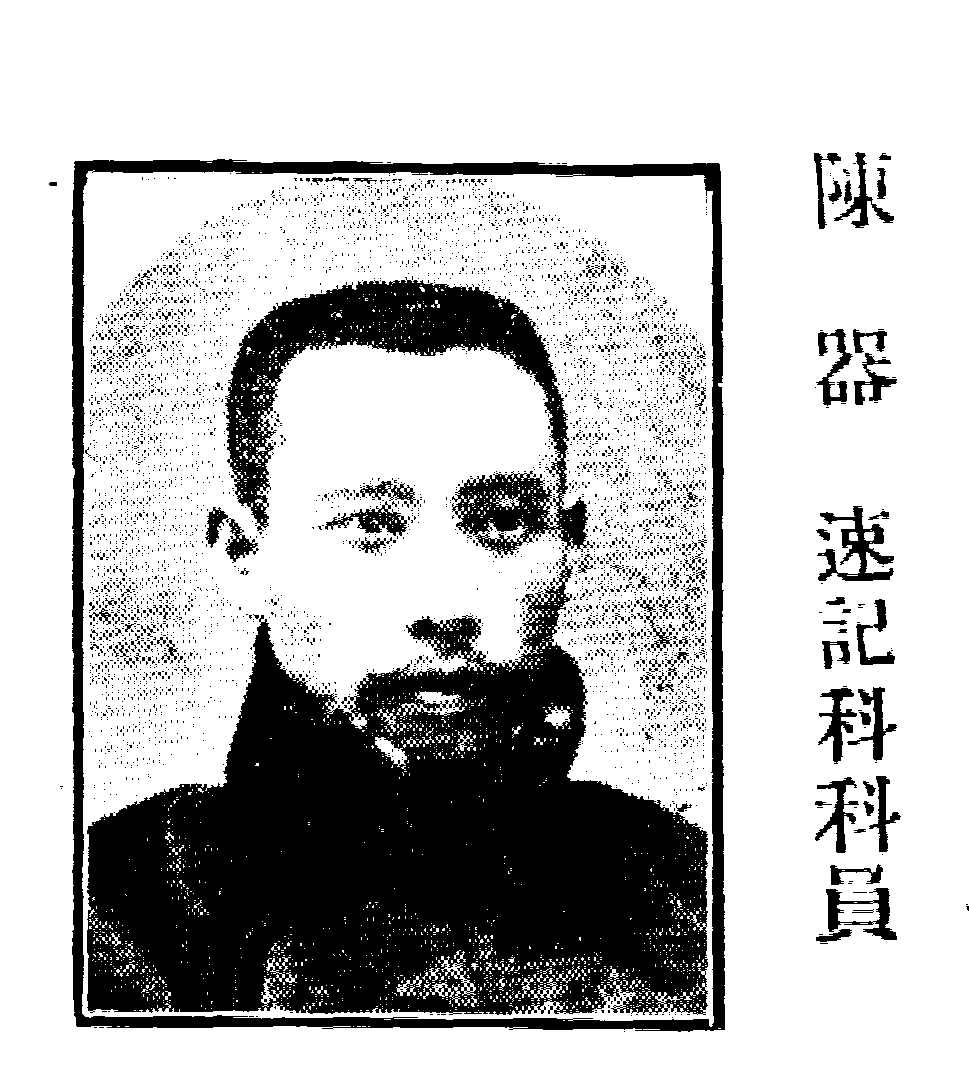
陳器
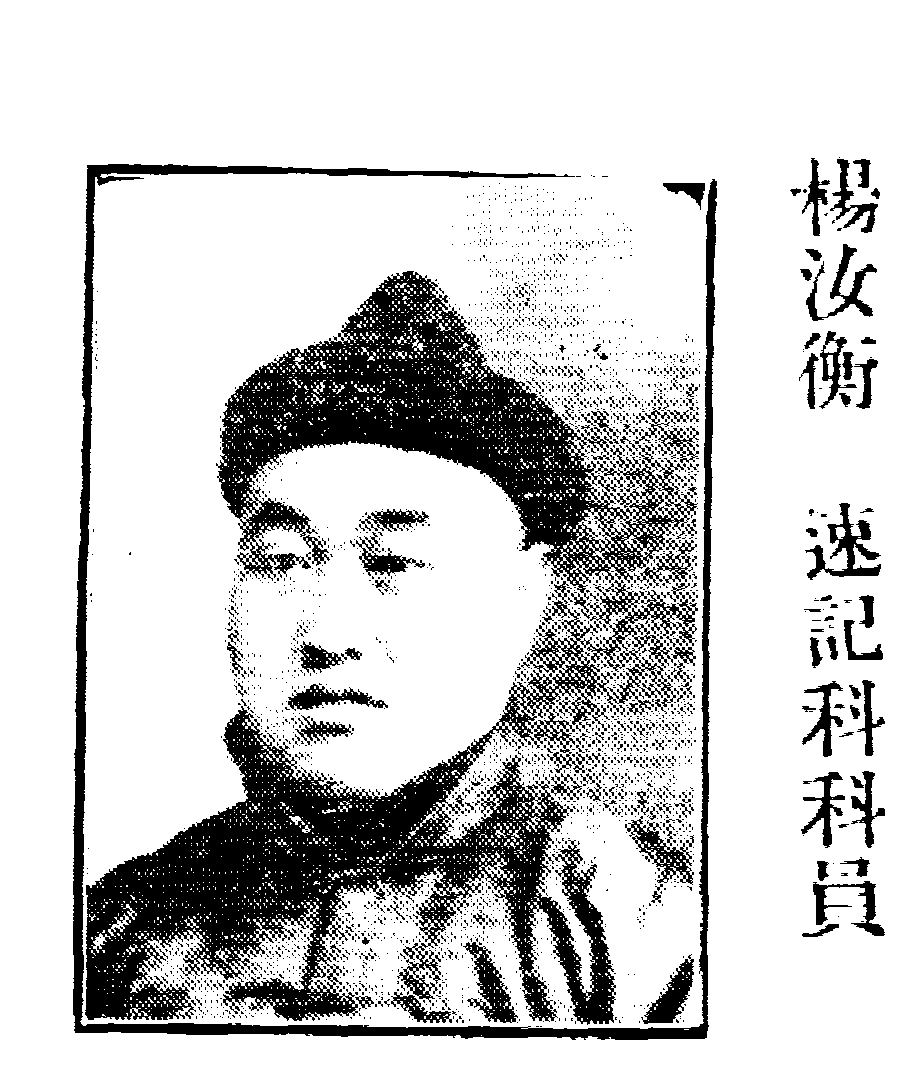
楊汝衡
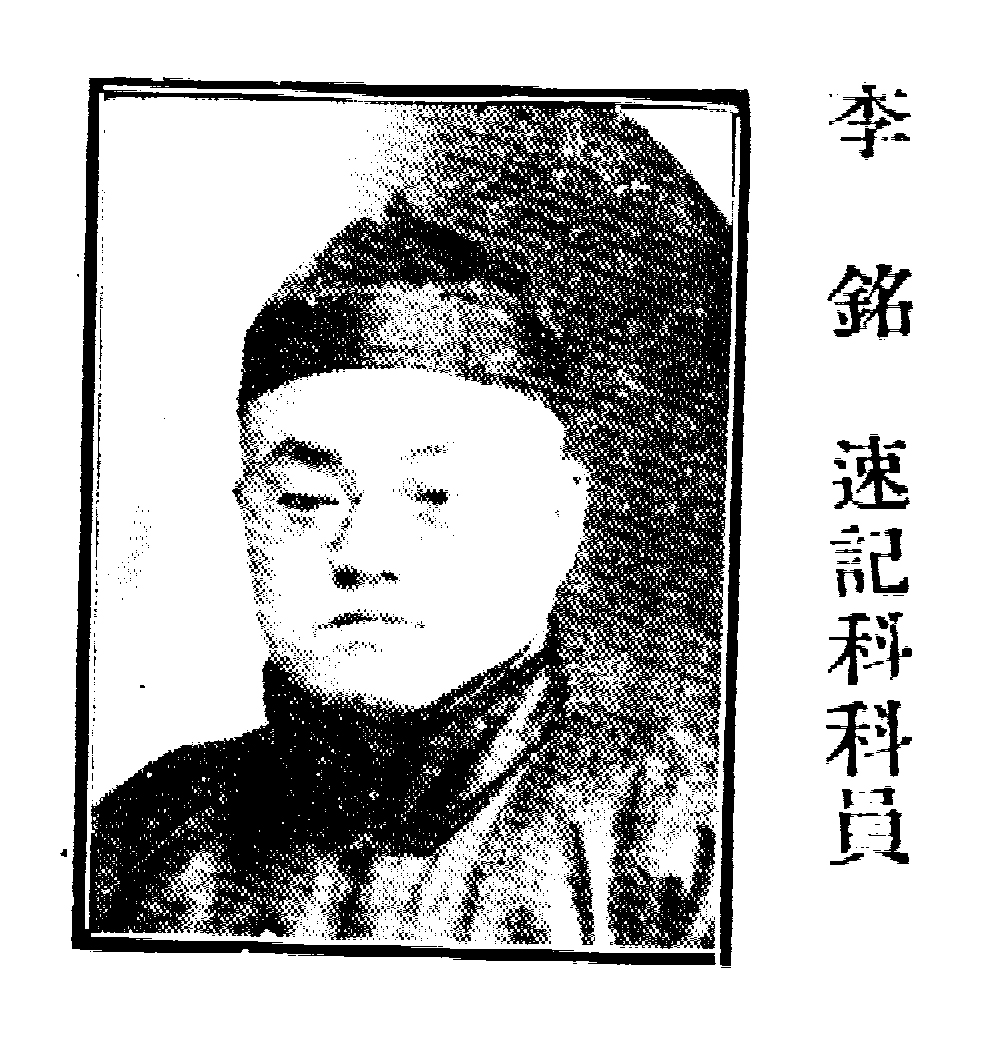
李銘
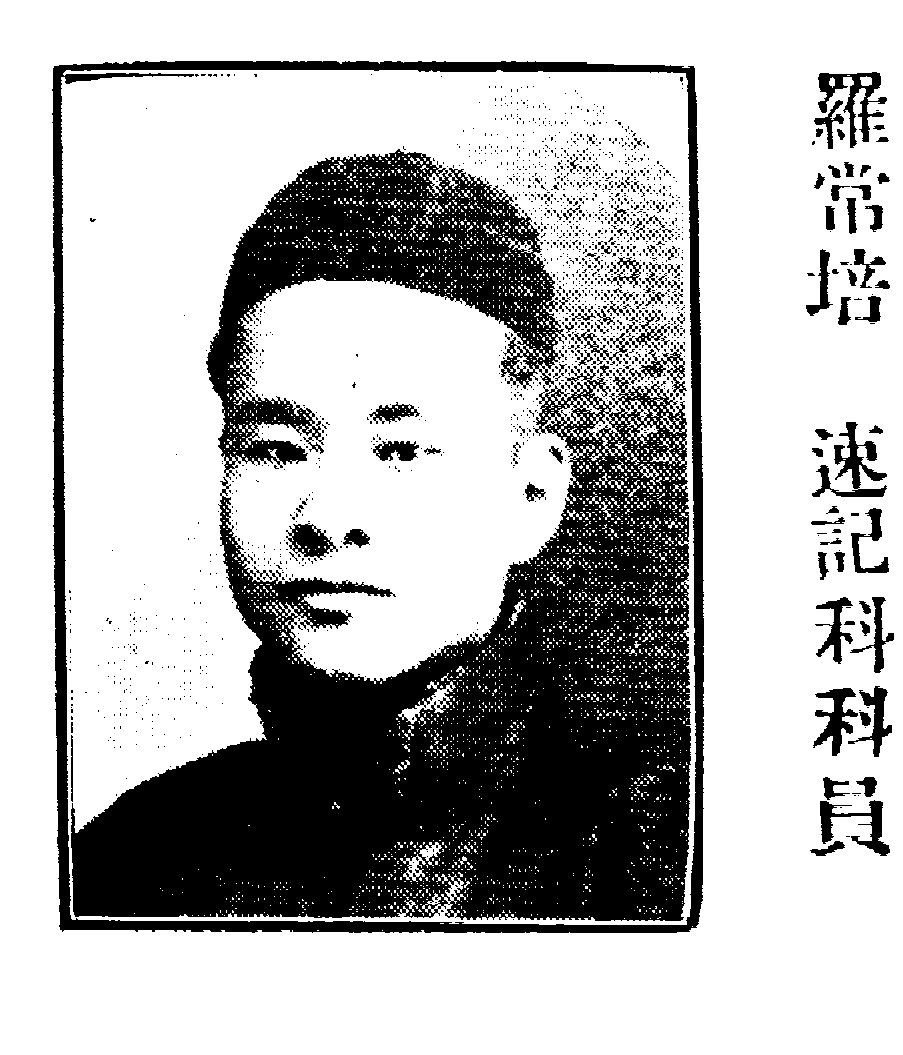
羅常培
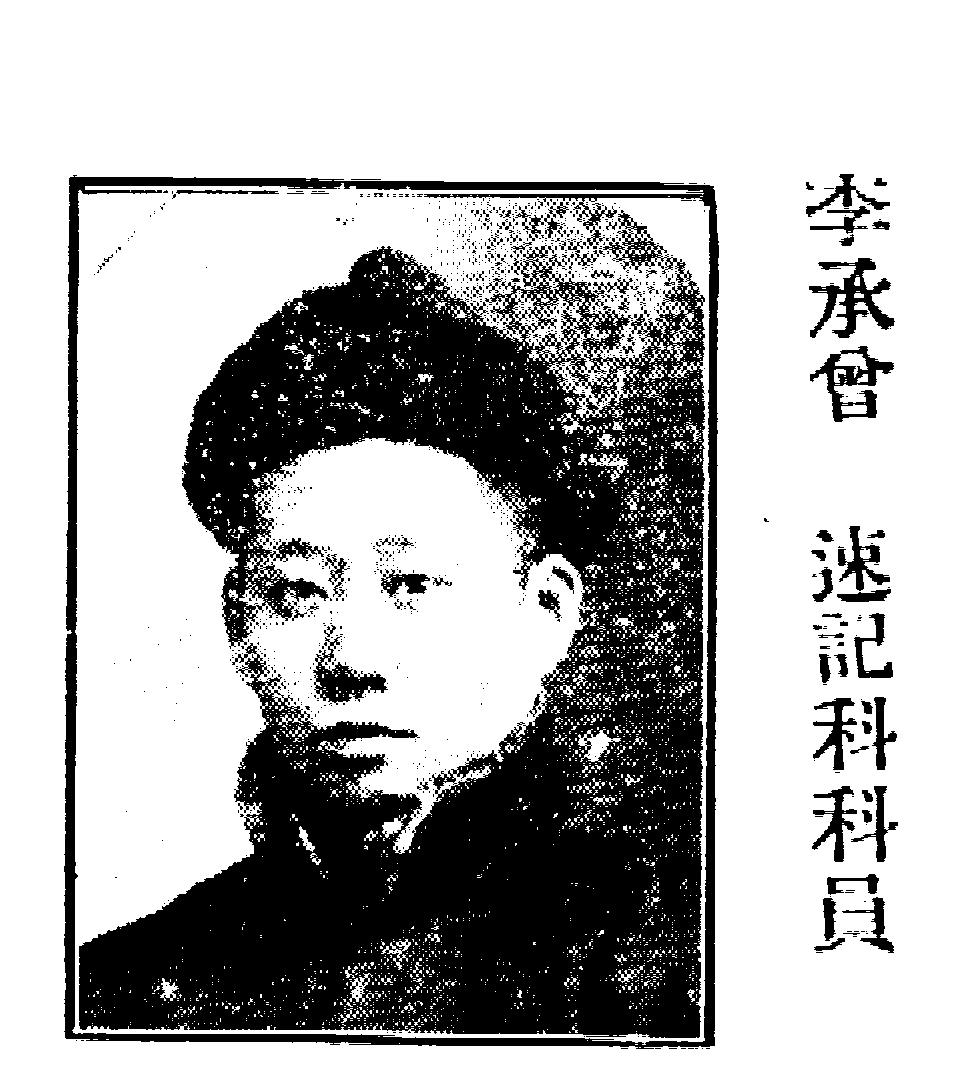
李承曾
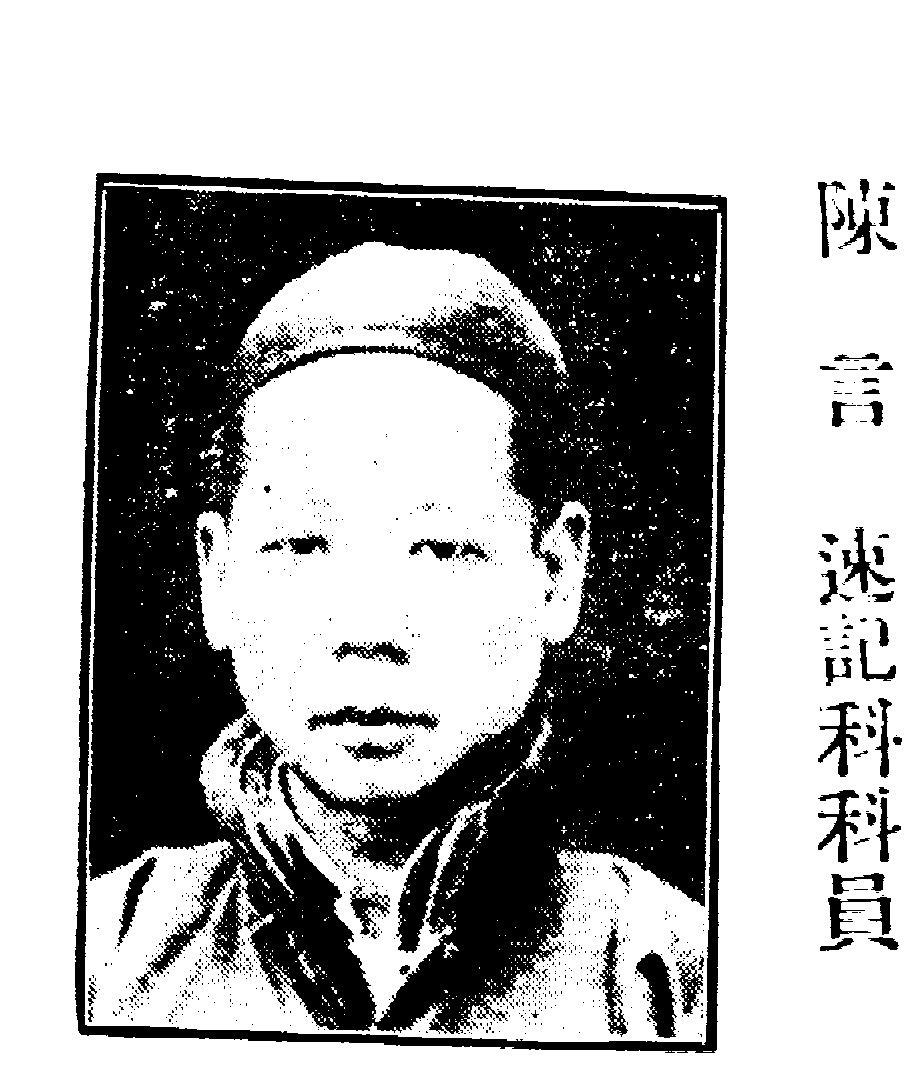
陳言
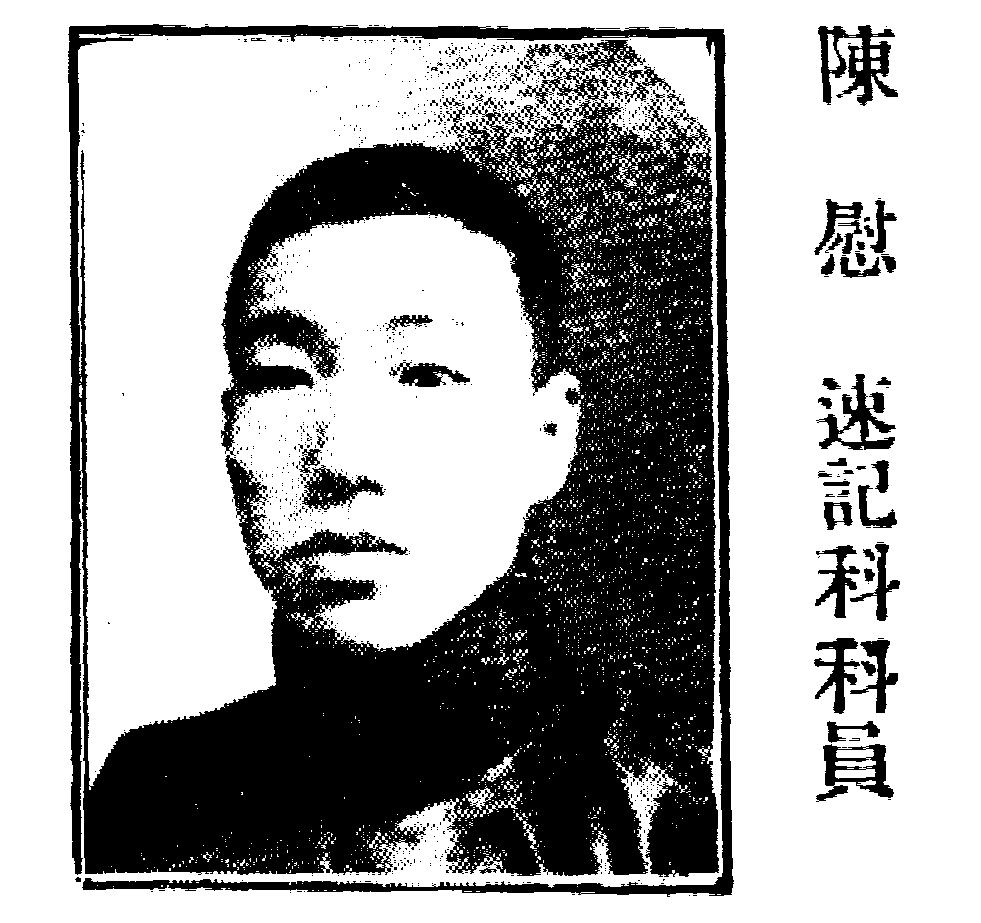
陳慰
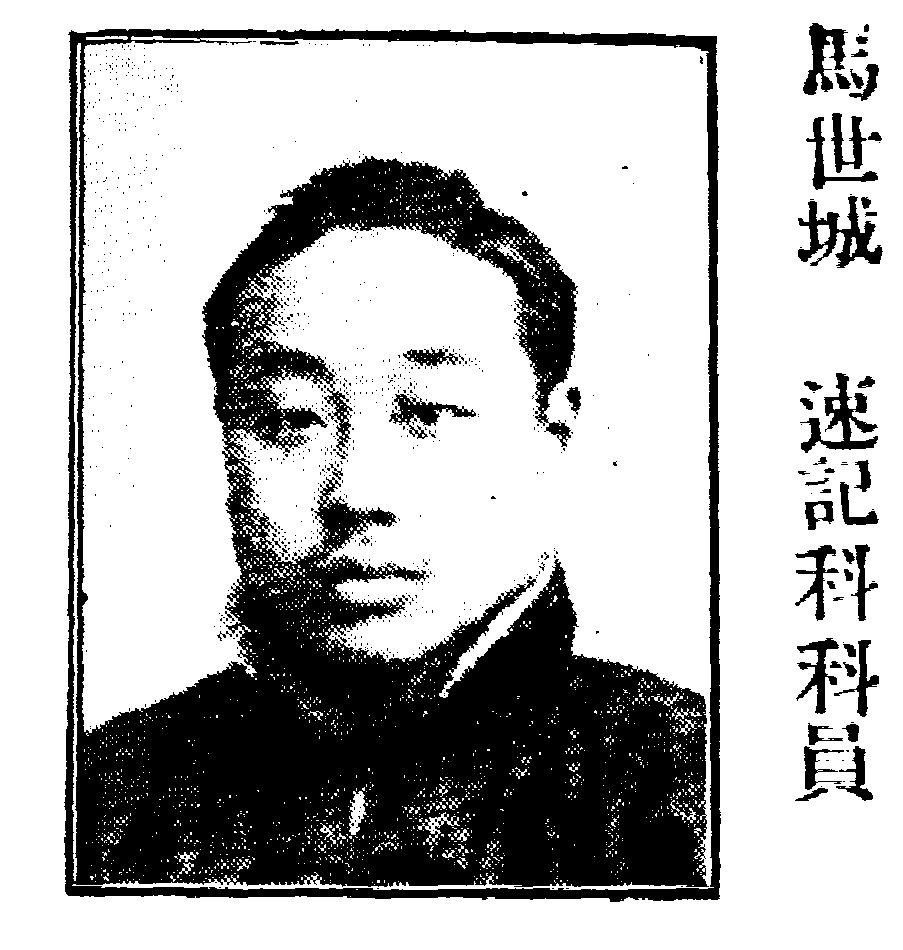
馬世城
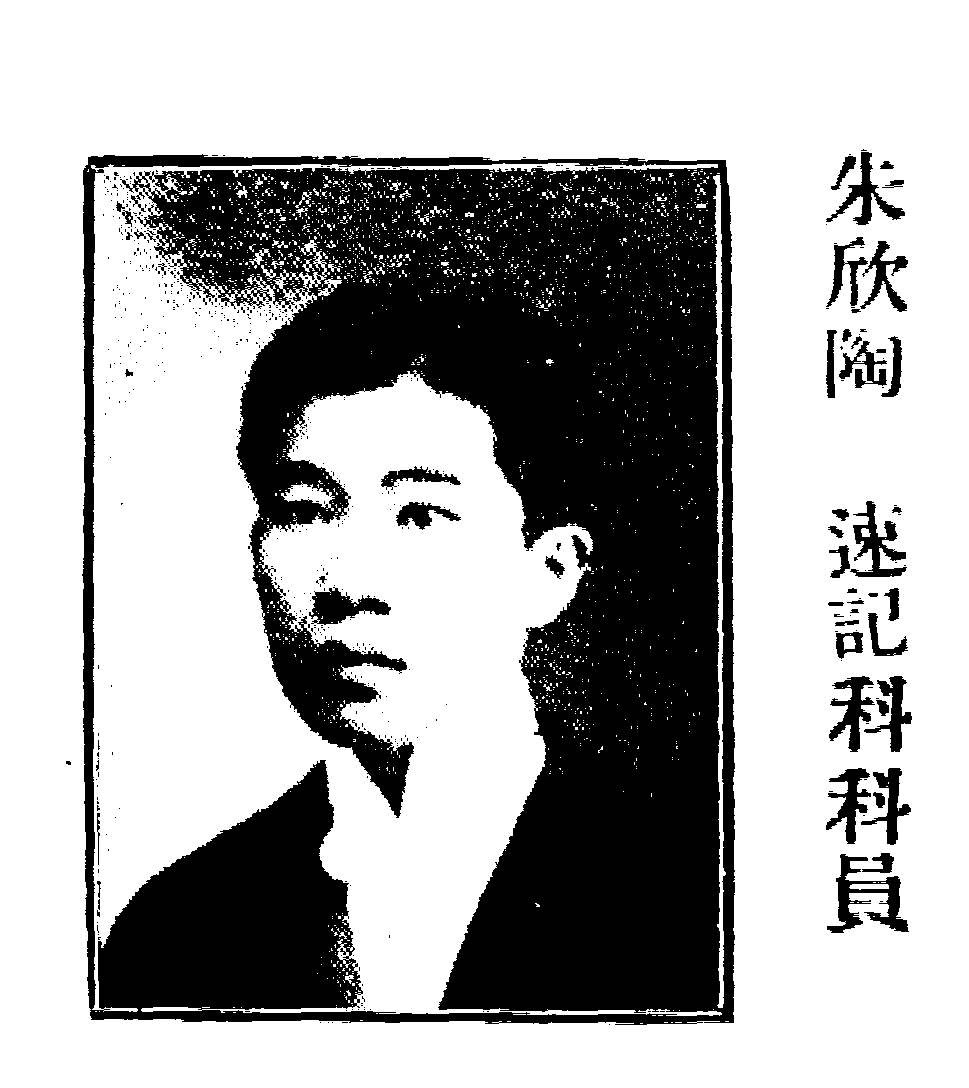
朱欣陶
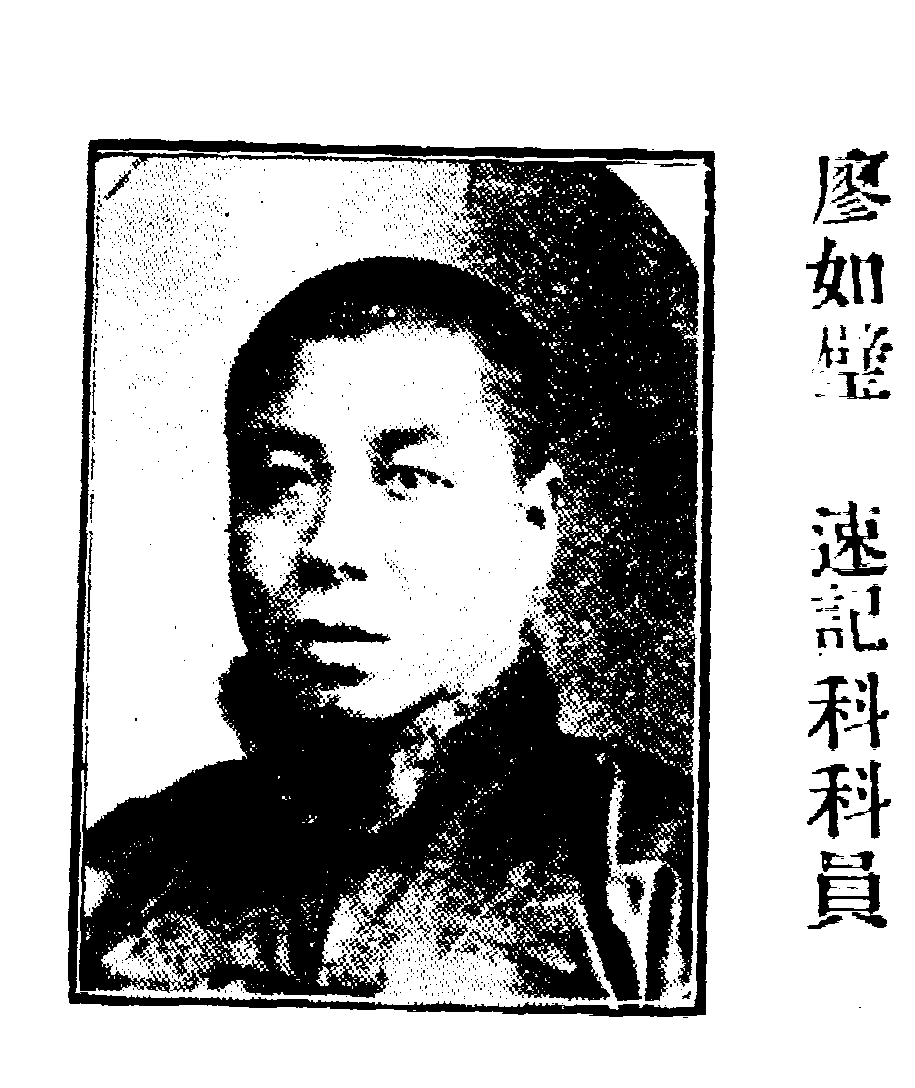
廖如璧
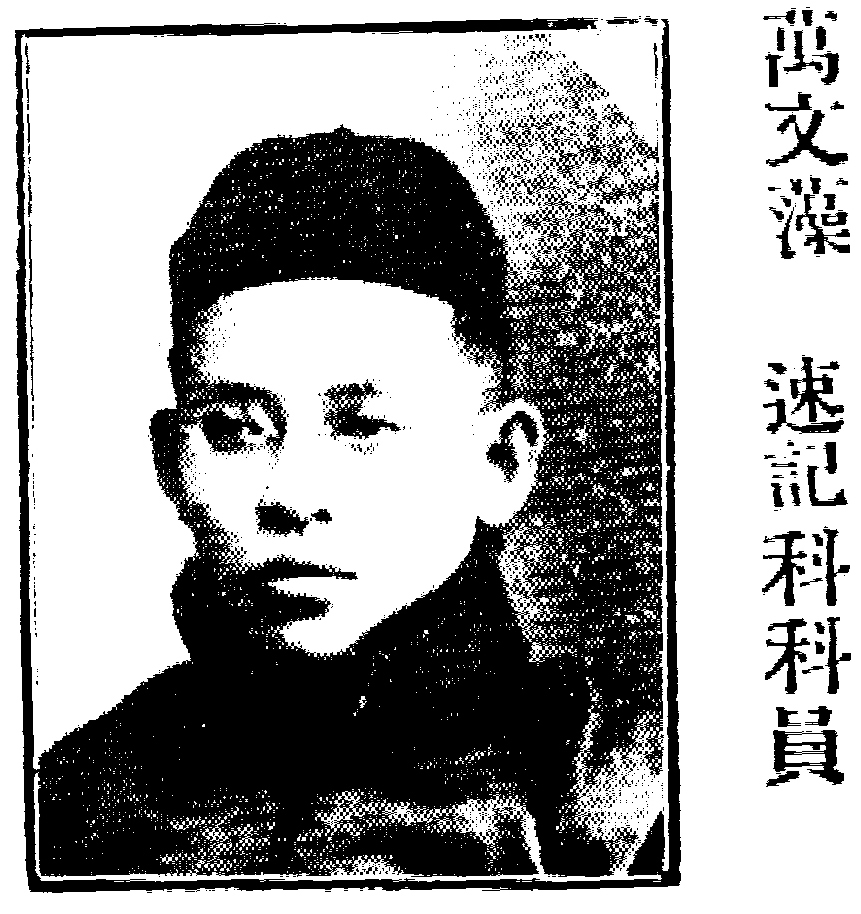
萬文藻
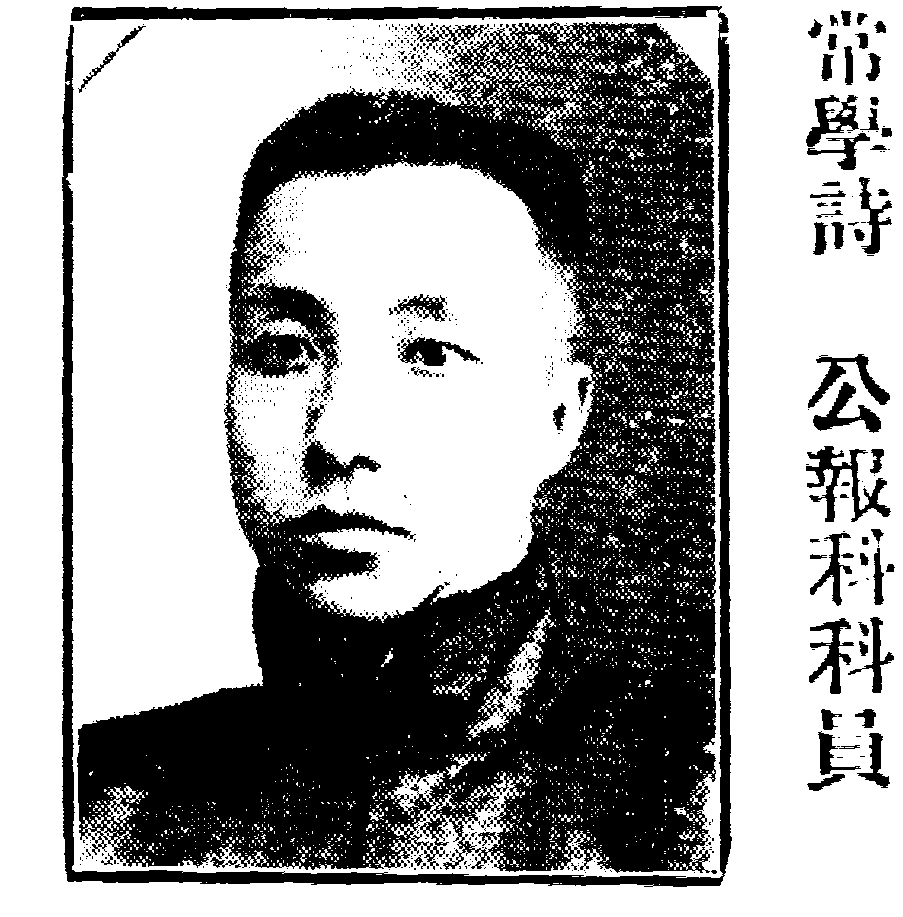
常學詩
李百蔭
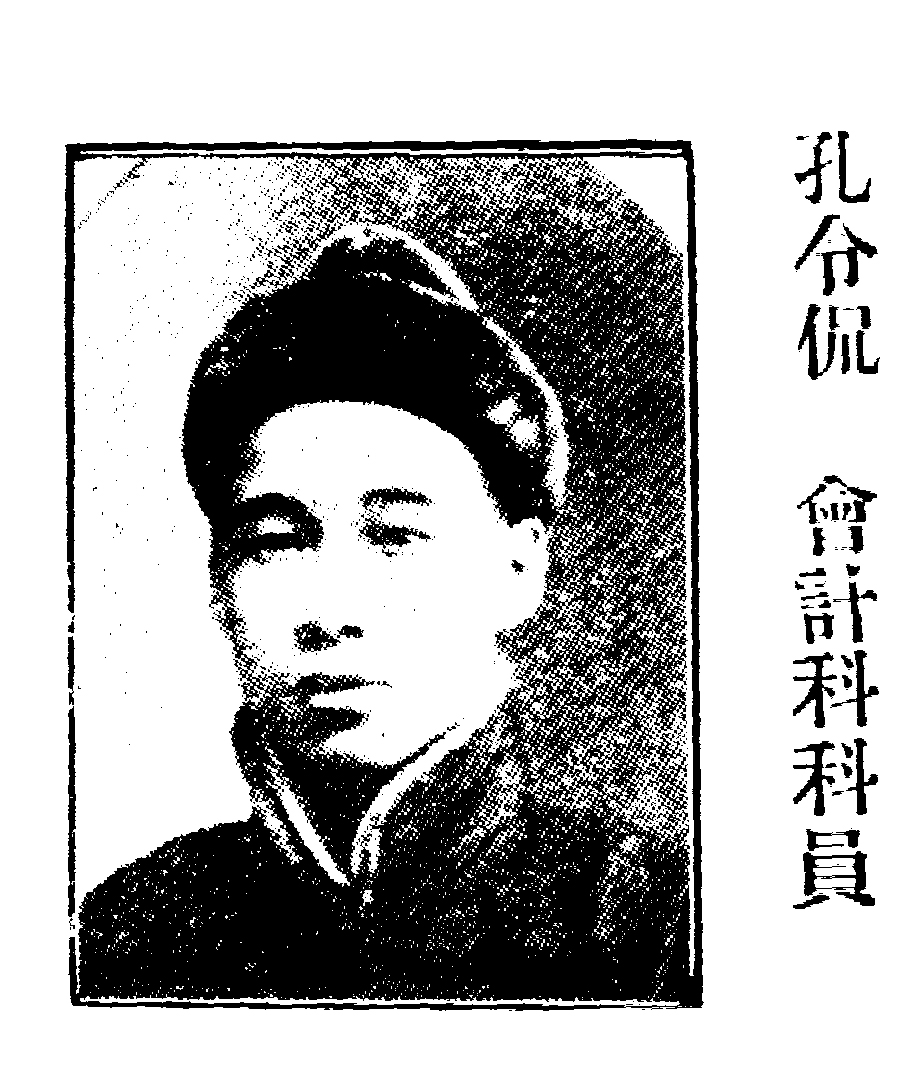
孔令侃
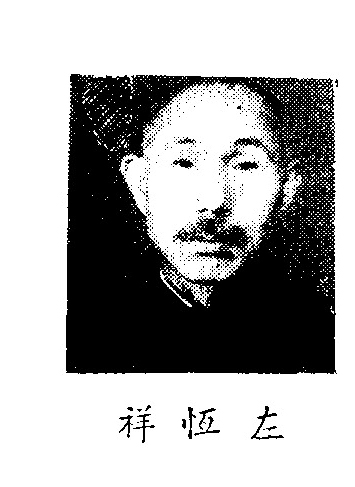
左恆祥
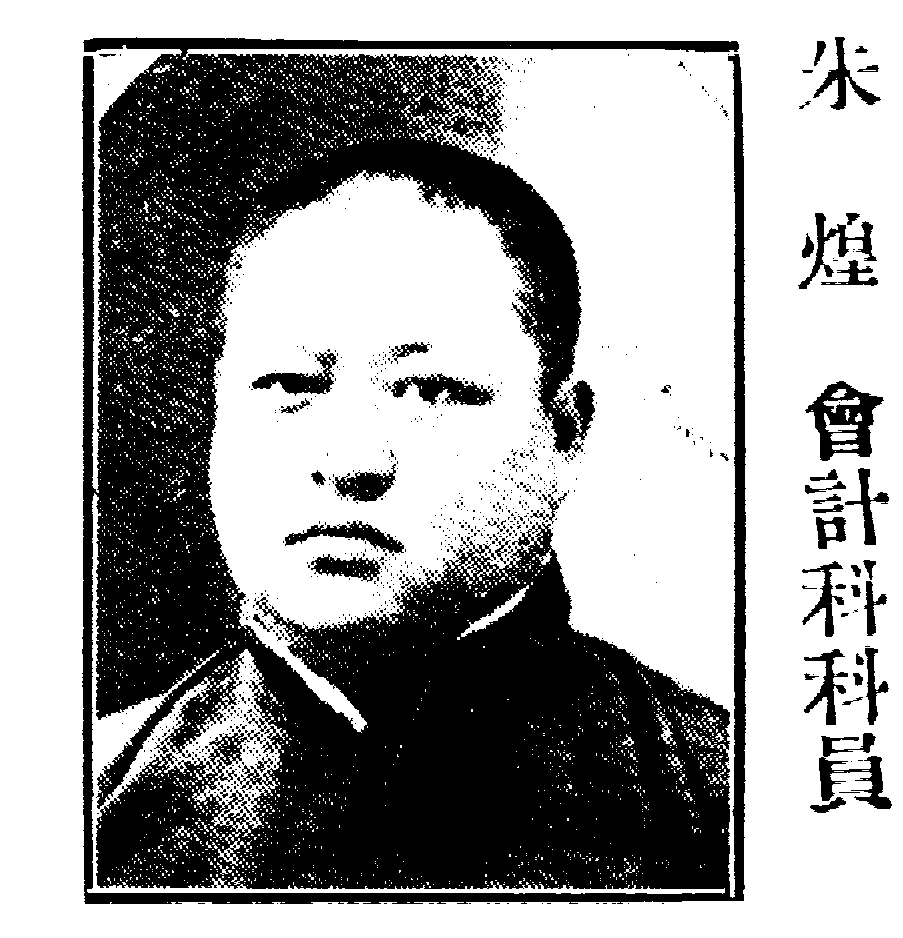
朱煌
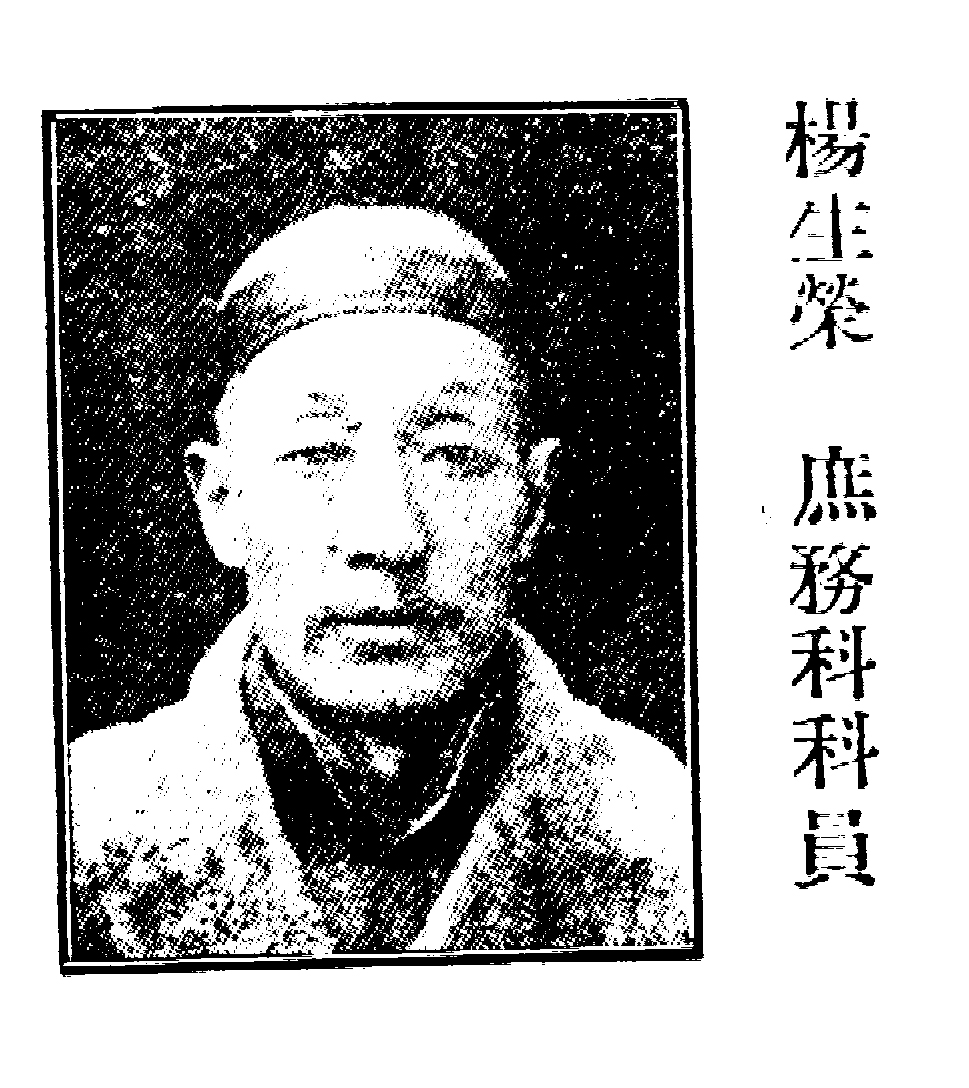
楊生榮
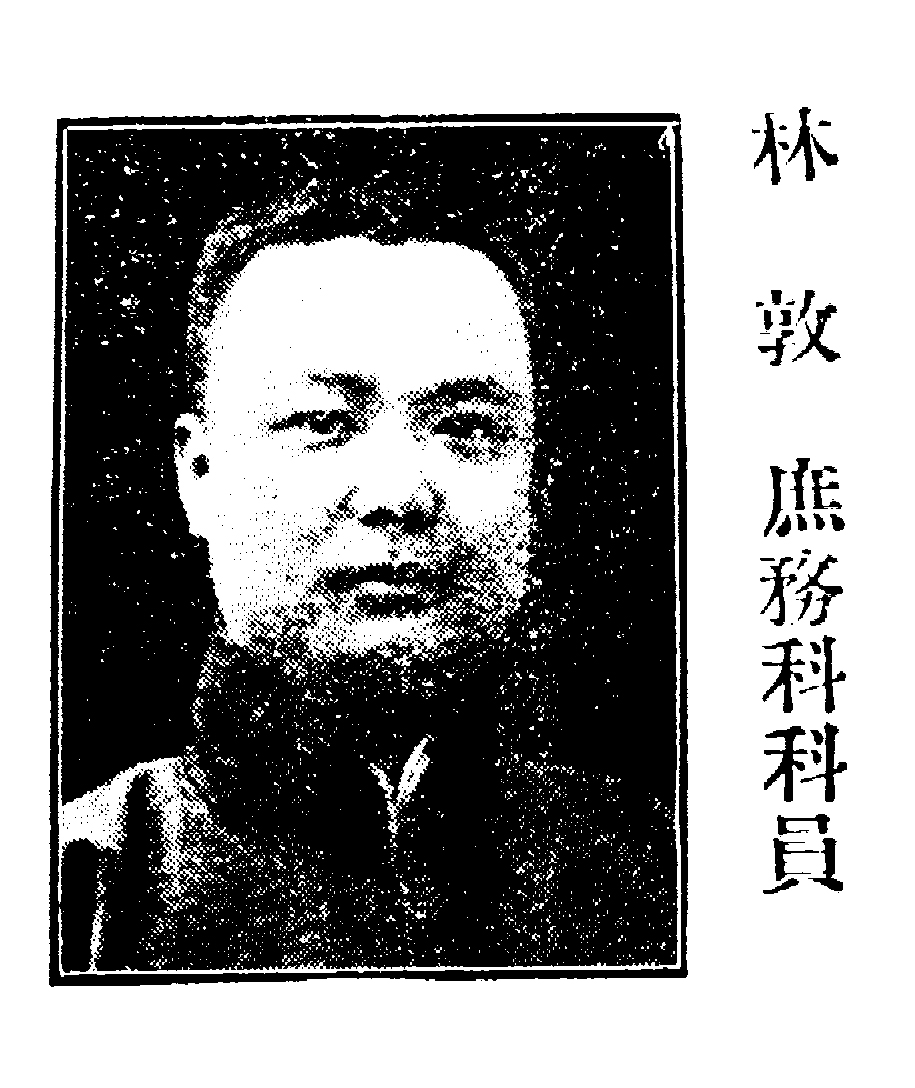
林敦
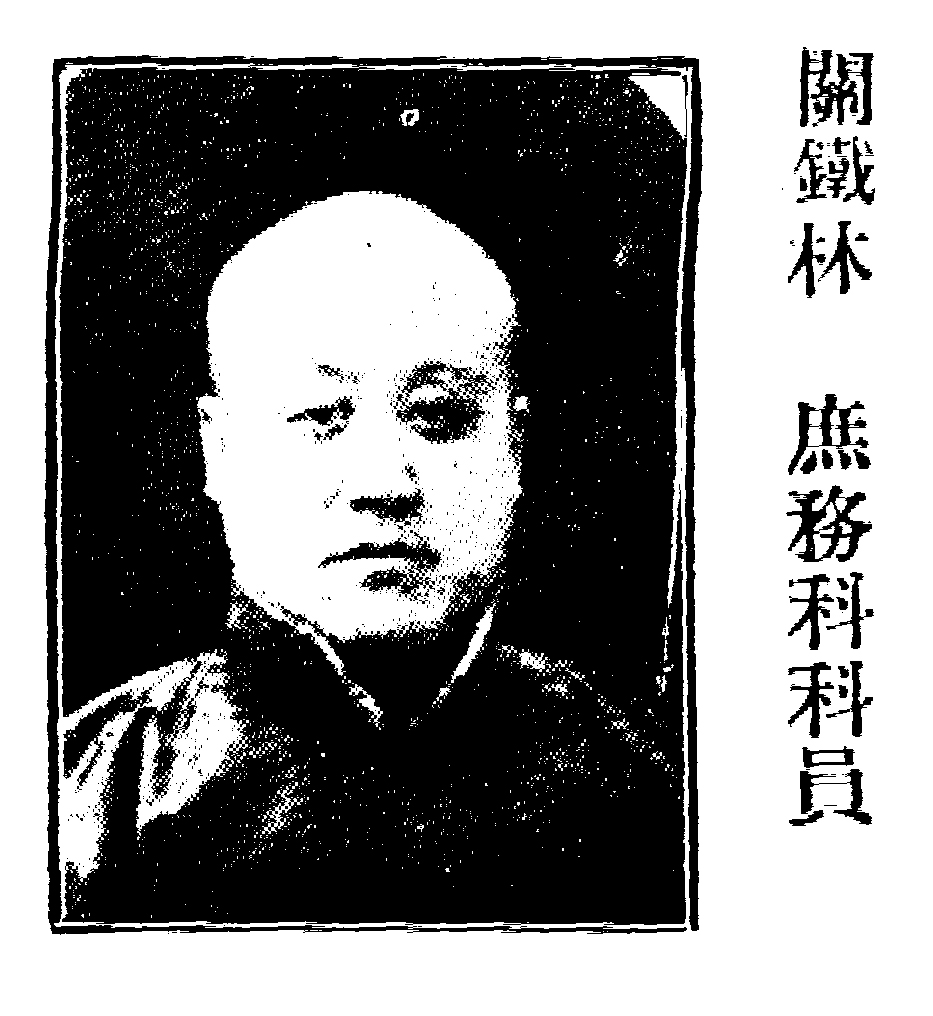
關鐵林
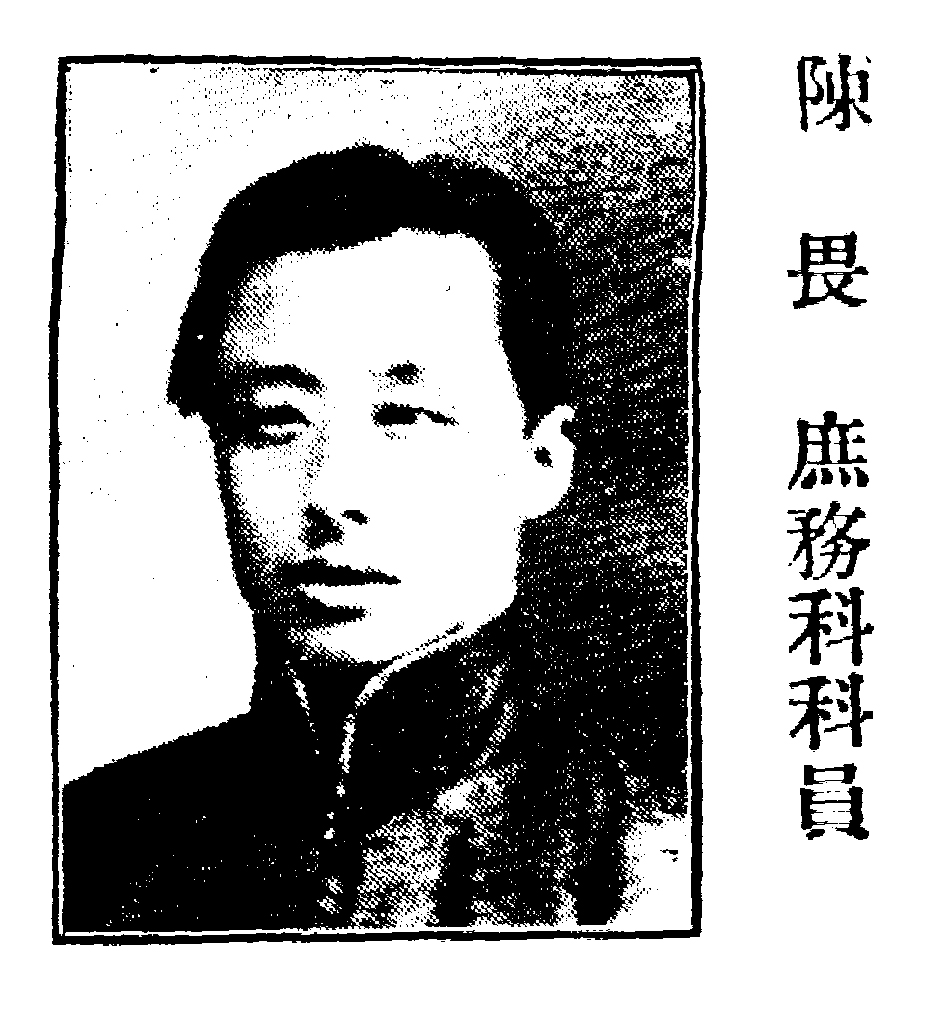
陳畏
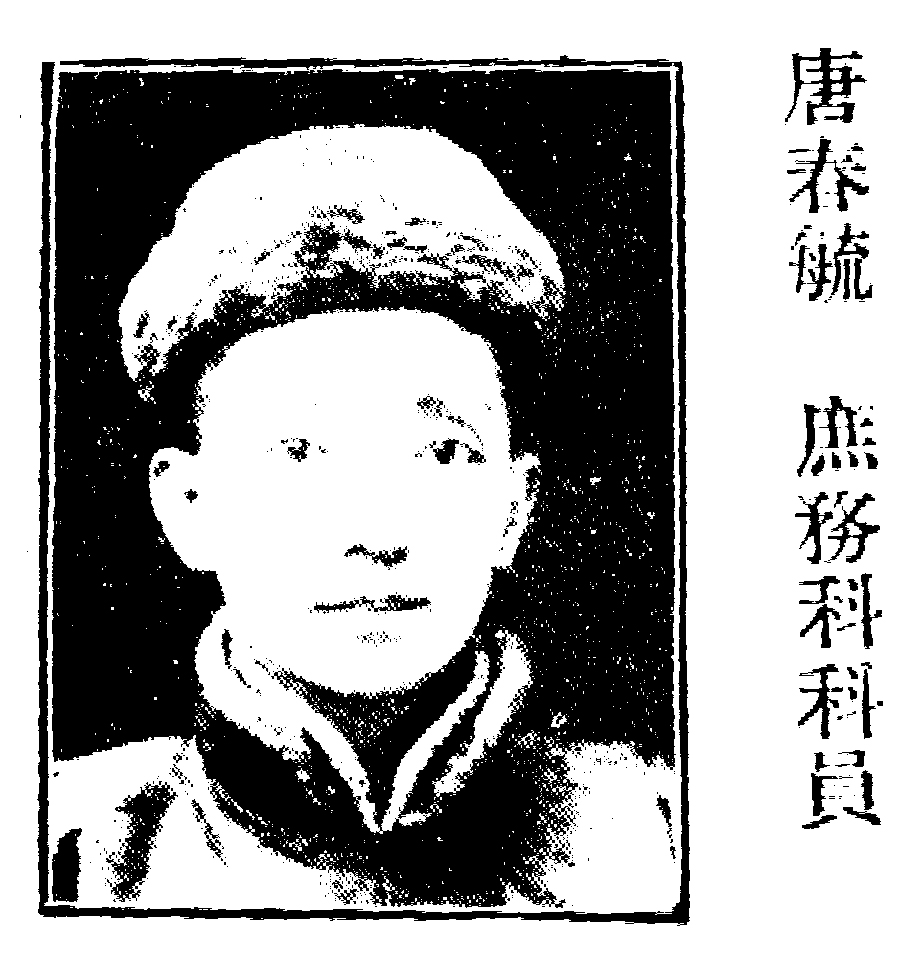
唐春毓